# Керес Пауль Петрович
Па́уль Петро́вич Ке́рес (ест. Paul Keres, рос. Пауль Петрович Керес; 7 січня 1916, Нарва — 5 червня 1975, Гельсінкі, Фінляндія, похований у Таллінні) — естонський і радянський шахіст, шаховий композитор і теоретик. Один із найсильніших шахістів світу 1930—1960-х років. Увійшов до списку «100 видатних естонців XX століття», визнаний найкращим спортсменом Естонії у XX столітті. Перший в історії шахіст, якого зобразили на банкнотах (5 естонських крон).
Міжнародний гросмейстер (1950), міжнародний арбітр із шахової композиції (1957), міжнародний арбітр із шахів (1974); майстер спорту СРСР (1948). Разом із Рубеном Файном поділив 1-2-ге місця на АВРО-турнірі 1938, де визначали претендента на титул чемпіона світу. Чотири рази поспіль посідав друге місце на турнірах претендентів (1953, 1956, 1959, 1962), зупиняючись за крок до матчу за титул чемпіона світу з шахів, за що отримав прізвисько «вічно другий». П'ятиразовий чемпіон Естонії, триразовий чемпіон СРСР. У складі збірної Радянського Союзу 7 разів вигравав шахові олімпіади та тричі — командні чемпіонати Європи. Нагороджений орденом Трудового Червоного Прапора (1957).
Молодший брат фізика Гаральда Кереса.

## Життєпис

### Дитинство та юність
Батько — Пеетер Керес (1876—1956), родом з хутора Мару волості Вана-Карісте Вільяндського повіту Ліфляндської губернії, кравець. Близько 1899—1900 року переїхав до Пярну, де познайомився з Маріє Ляммерґас (1882—1970), селянкою з Ляянемаа. Після одруження мали двох синів. Старший, Гаральд, народився 1912 року. Під час Першої світової, коли лінія фронту наближалася до Естонії, сім'я переїхала до Нарви. Там 7 січня 1916 року народився Пауль Керес. До міста Пярну Кереси повернулися 1922 року.
Батько у вільний час грав на музичних інструментах і захоплювався шахами, навчивши грати в них і Пауля, ще коли Кереси жили в Нарві. Разом із братом Гаральдом відвідував уроки фортепіано й мати припускала, що, якби не шахи, Пауль Керес міг би стати піаністом. Однокласник Кереса, майбутній спортивний діяч Юрі Ребане, згадував, що Пауль мав слабке здоров'я, однак любив спорт (грав у футбол, волейбол, теніс) і був секретарем спортивного гуртка в гімназії.

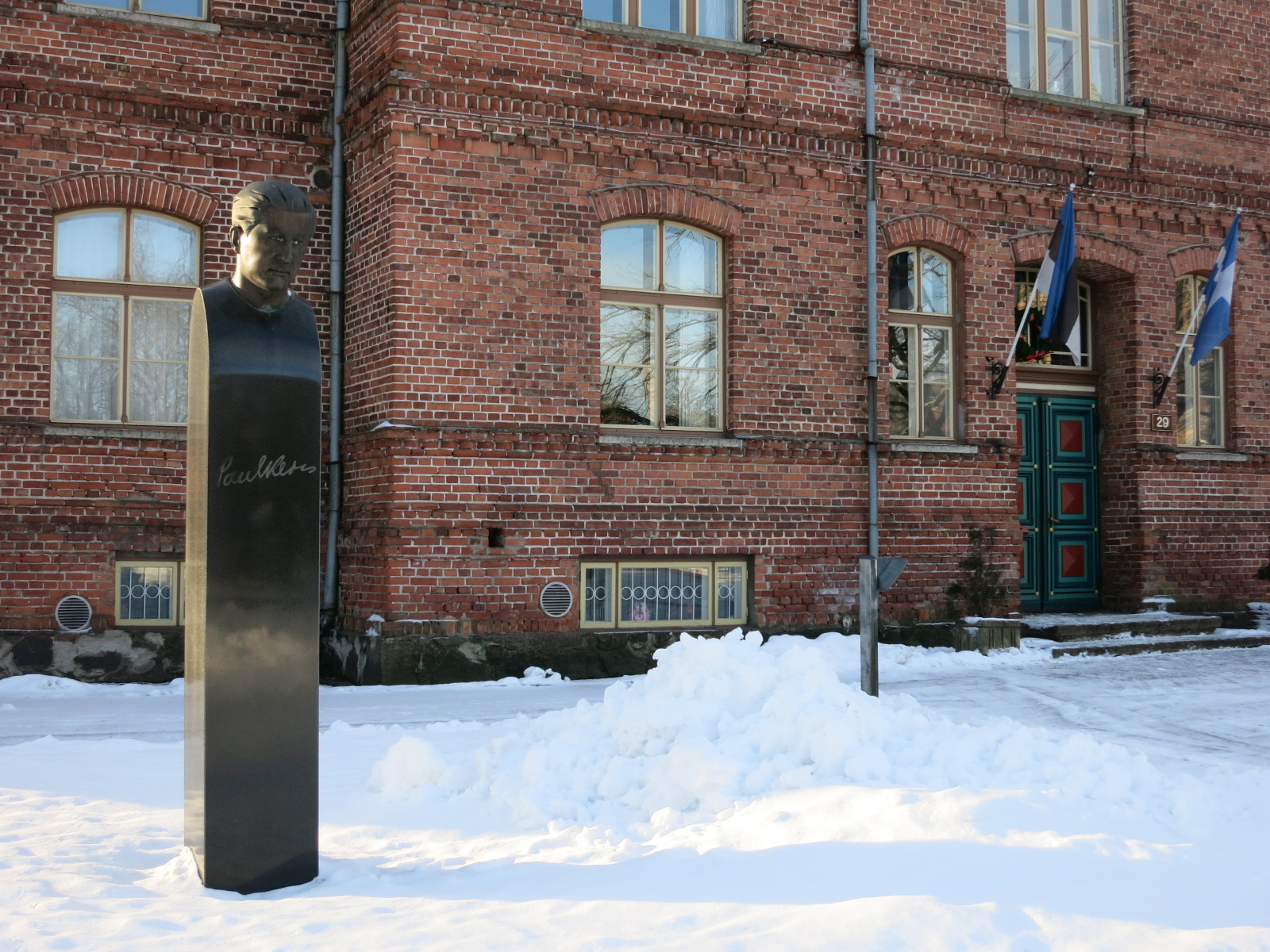
Погруддя Кереса біля входу до гімназії (тепер школи) в Пярну

У провінційному Пярну не було сильних гравців і можливостей для розвитку шахової майстерності, тому більшість інформації Пауль Керес черпав із шахових книг (переважно німецькомовних) і преси. В опануванні цієї інформації йому допомагав старший брат Гаральд. Незабаром Керес уже легко обігрував усіх шкільних суперників, а в його зошиті було кількасот переписаних із книг і преси партій.
У грудні 1928 року розпочався чемпіонат Пярну з блискавичних шахів, але перше коло вже минуло, коли хлопець дізнався про турнір із газети. На друге коло Пауль, якому виповнилося 13 років, умовив записати і його. Він переміг у всіх 8 партіях і 25 січня про юного таланта в короткій замітці згадала місцева газета «Pärnu Päevaleht». Це був перший дорослий турнір майбутнього гросмейстера. У квітні 1929 року Керес уже виступав за дорослу збірну міста Пярну в матчі проти Вільянді. Суперником за шахівницею виявився Ільмар Рауд — також школяр і майбутній товариш Кереса в збірній Естонії. У двох партіях гравець із Пярну набрав тільки 0,5 очка, проґавивши просту пастку в ендшпілі. У чемпіонаті міста Пауль Керес посів друге місце, пропустивши вперед Герберта Віркуса (багаторазового чемпіона Естонії серед школярів). 18 листопада 1929 року національне видання «Päevaleht» опублікувало першу шахову задачу Кереса.
Наприкінці 1929-го року в Пярну давав сеанс одночасної гри один із найкращих шахістів Таллінна Владас Мікенас. Із восьми противників майстер обіграв шістьох, однак програв Кересові та його однокласникові, якому Керес допомагав. Після цього випадку Мікенас написав у газеті про юного шахіста, відзначаючи його педантичність і прогнозуючи велике майбутнє. Пауль тричі вигравав чемпіонат Естонії серед школярів (1930, 1932 і 1933; не брав участі в турнірі 1931 року).
На початку 1930-х років захоплювався шахами за листуванням, бувало, грав по 150 кореспонденційних партій одночасно. Така практика дозволяла шліфувати майстерність, оскільки в Пярну не було гідних суперників, але через це в наступні роки Кересові було важко переходити на очні турніри із контролем часу. Також регулярно надсилав у різні видання свої шахові задачі, вже в 1933—1934 роках його статті опублікували естонська «Roheline Post» і бельгійська «Chess World». Навесні 1934 року закінчив пярнуську чоловічу гімназію.
У чемпіонаті Естонії 1934/35 поділив перше місце з Фрідеманом і переміг його в додатковому матчі (2:1). Цей успіх зробив Кереса новим лідером національних шахів і йому довірили місце за першою шахівницею у збірній, сформованій для поїздки на шахову олімпіаду 1935 у Варшаві.

### Перші міжнародні успіхи (1935—1939)

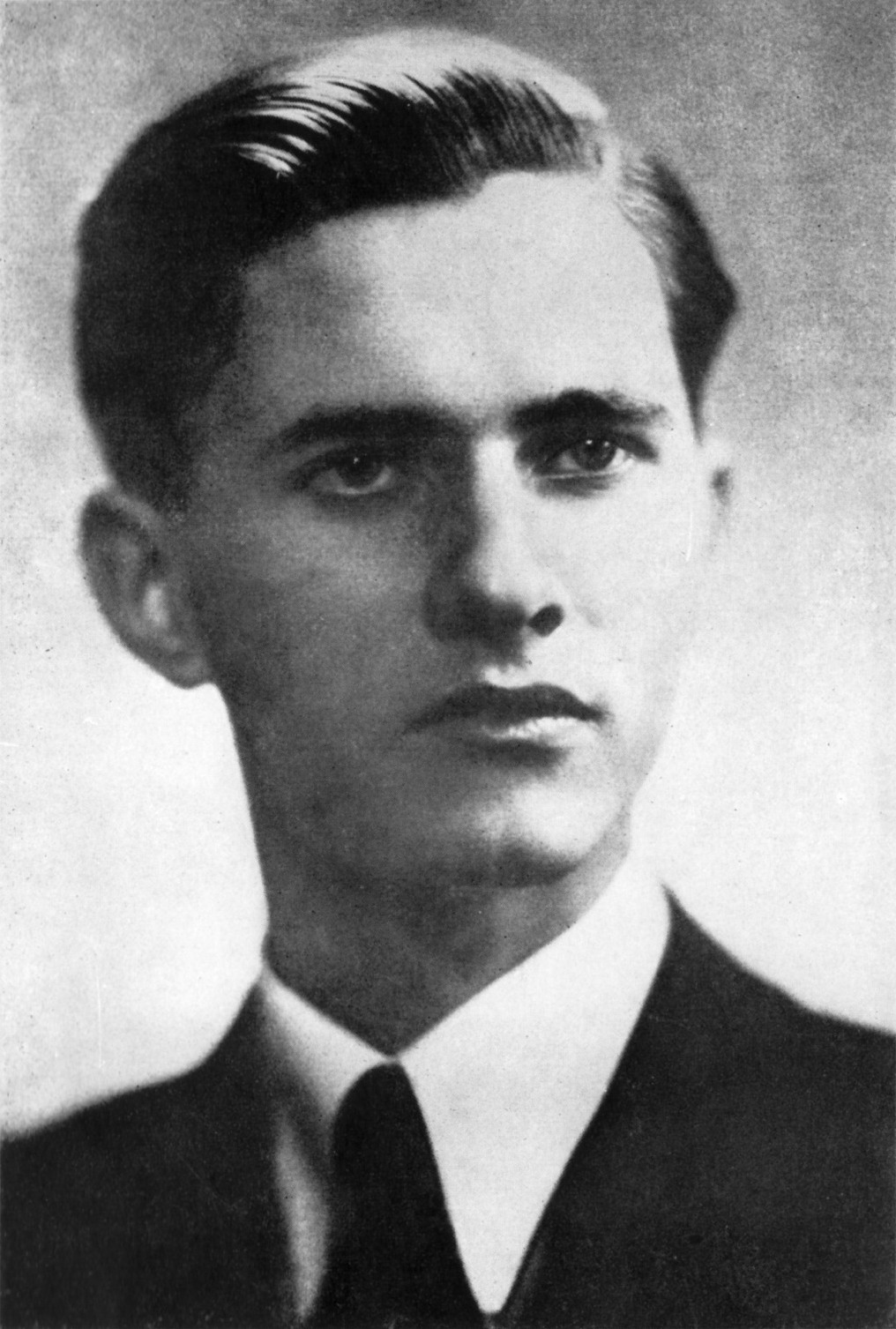
Юний Керес

Успішна гра Кереса дозволила Естонії посісти 11-те місце на варшавській олімпіаді 1935 року. Лідер збірної обіграв, серед інших, таких шахістів як Неґелі (Швейцарія), Петровс (Латвія), Фердер (Палестина), Ґрау (Аргентина) та Штальберґ (Швеція) і набрав 12½ із 19 очок. Того самого року переміг у чемпіонаті Європи з кореспонденційних шахів.
Після варшавського турніру націй Кереса почали запрошувати на міжнародні турніри. Великого успіху естонець добився в німецькому Бад-Наугаймі 1936 року, коли 20-річний юнак набрав 6½ очок із 9, поділив перше місце з екс-чемпіоном світу Алехіним і випередив таких майстрів як Боголюбов, Відмар і Штальберґ. Попри перемогу на цьому змаганні Кереса не запрошено на турнір у Ноттінґемі, де організатори зібрали всіх найвидатніших гросмейстерів. Невдовзі Пауль зазнав прикрої невдачі на турнірі в Дрездені (8-9-те місце серед 10 учасників). На неофіційній олімпіаді 1936 у Мюнхені показав найкращий результат на першій шахівниці (+12 -1	=7; 77,5%).
Дуже продуктивним виявився 1937 рік: поділене перше місце на турнірах у Марґіті (з Файном) та Остенде (з Файном і Ґробом), а також непогані виступи в Кемері (4–5-те місця з Алехіним) і Пярну (2-4-те місця з Флором і Штальберґом).
Наприкінці 1937-го, після олімпіади в Стокгольмі (73,3% очок, другий показник на 1-й шахівниці), Керес переміг на сильному міжнародному турнірі в Земмерінґу і Бадені (9 із 14 очок), випередивши Файна, Капабланку, Решевського та Флора. На різдвяному турнірі в Гастінґсі 1937/38 естонський шахіст фінішував 2-3-ім (з Александером), позаду Решевського.
|   | a | b | c | d | e | f | g | h |   |
| 8 | a8 чорна тура · d8 чорний ферзь · e8 чорний король · h8 чорна тура · b7 чорний пішак · c7 чорний пішак · d7 чорний слон · f7 чорний пішак · g7 чорний слон · h7 чорний пішак · a6 чорний пішак · c6 чорний кінь · g6 чорний пішак · c5 білий слон · e5 білий пішак · a4 білий слон · c4 білий пішак · f4 чорний пішак · f3 білий кінь · a2 білий пішак · b2 білий пішак · f2 білий пішак · g2 білий пішак · h2 білий пішак · a1 біла тура · b1 білий кінь · d1 білий ферзь · e1 білий король · h1 біла тура | a8 чорна тура · d8 чорний ферзь · e8 чорний король · h8 чорна тура · b7 чорний пішак · c7 чорний пішак · d7 чорний слон · f7 чорний пішак · g7 чорний слон · h7 чорний пішак · a6 чорний пішак · c6 чорний кінь · g6 чорний пішак · c5 білий слон · e5 білий пішак · a4 білий слон · c4 білий пішак · f4 чорний пішак · f3 білий кінь · a2 білий пішак · b2 білий пішак · f2 білий пішак · g2 білий пішак · h2 білий пішак · a1 біла тура · b1 білий кінь · d1 білий ферзь · e1 білий король · h1 біла тура | a8 чорна тура · d8 чорний ферзь · e8 чорний король · h8 чорна тура · b7 чорний пішак · c7 чорний пішак · d7 чорний слон · f7 чорний пішак · g7 чорний слон · h7 чорний пішак · a6 чорний пішак · c6 чорний кінь · g6 чорний пішак · c5 білий слон · e5 білий пішак · a4 білий слон · c4 білий пішак · f4 чорний пішак · f3 білий кінь · a2 білий пішак · b2 білий пішак · f2 білий пішак · g2 білий пішак · h2 білий пішак · a1 біла тура · b1 білий кінь · d1 білий ферзь · e1 білий король · h1 біла тура | a8 чорна тура · d8 чорний ферзь · e8 чорний король · h8 чорна тура · b7 чорний пішак · c7 чорний пішак · d7 чорний слон · f7 чорний пішак · g7 чорний слон · h7 чорний пішак · a6 чорний пішак · c6 чорний кінь · g6 чорний пішак · c5 білий слон · e5 білий пішак · a4 білий слон · c4 білий пішак · f4 чорний пішак · f3 білий кінь · a2 білий пішак · b2 білий пішак · f2 білий пішак · g2 білий пішак · h2 білий пішак · a1 біла тура · b1 білий кінь · d1 білий ферзь · e1 білий король · h1 біла тура | a8 чорна тура · d8 чорний ферзь · e8 чорний король · h8 чорна тура · b7 чорний пішак · c7 чорний пішак · d7 чорний слон · f7 чорний пішак · g7 чорний слон · h7 чорний пішак · a6 чорний пішак · c6 чорний кінь · g6 чорний пішак · c5 білий слон · e5 білий пішак · a4 білий слон · c4 білий пішак · f4 чорний пішак · f3 білий кінь · a2 білий пішак · b2 білий пішак · f2 білий пішак · g2 білий пішак · h2 білий пішак · a1 біла тура · b1 білий кінь · d1 білий ферзь · e1 білий король · h1 біла тура | a8 чорна тура · d8 чорний ферзь · e8 чорний король · h8 чорна тура · b7 чорний пішак · c7 чорний пішак · d7 чорний слон · f7 чорний пішак · g7 чорний слон · h7 чорний пішак · a6 чорний пішак · c6 чорний кінь · g6 чорний пішак · c5 білий слон · e5 білий пішак · a4 білий слон · c4 білий пішак · f4 чорний пішак · f3 білий кінь · a2 білий пішак · b2 білий пішак · f2 білий пішак · g2 білий пішак · h2 білий пішак · a1 біла тура · b1 білий кінь · d1 білий ферзь · e1 білий король · h1 біла тура | a8 чорна тура · d8 чорний ферзь · e8 чорний король · h8 чорна тура · b7 чорний пішак · c7 чорний пішак · d7 чорний слон · f7 чорний пішак · g7 чорний слон · h7 чорний пішак · a6 чорний пішак · c6 чорний кінь · g6 чорний пішак · c5 білий слон · e5 білий пішак · a4 білий слон · c4 білий пішак · f4 чорний пішак · f3 білий кінь · a2 білий пішак · b2 білий пішак · f2 білий пішак · g2 білий пішак · h2 білий пішак · a1 біла тура · b1 білий кінь · d1 білий ферзь · e1 білий король · h1 біла тура | a8 чорна тура · d8 чорний ферзь · e8 чорний король · h8 чорна тура · b7 чорний пішак · c7 чорний пішак · d7 чорний слон · f7 чорний пішак · g7 чорний слон · h7 чорний пішак · a6 чорний пішак · c6 чорний кінь · g6 чорний пішак · c5 білий слон · e5 білий пішак · a4 білий слон · c4 білий пішак · f4 чорний пішак · f3 білий кінь · a2 білий пішак · b2 білий пішак · f2 білий пішак · g2 білий пішак · h2 білий пішак · a1 біла тура · b1 білий кінь · d1 білий ферзь · e1 білий король · h1 біла тура | 8 |
| 7 | a8 чорна тура · d8 чорний ферзь · e8 чорний король · h8 чорна тура · b7 чорний пішак · c7 чорний пішак · d7 чорний слон · f7 чорний пішак · g7 чорний слон · h7 чорний пішак · a6 чорний пішак · c6 чорний кінь · g6 чорний пішак · c5 білий слон · e5 білий пішак · a4 білий слон · c4 білий пішак · f4 чорний пішак · f3 білий кінь · a2 білий пішак · b2 білий пішак · f2 білий пішак · g2 білий пішак · h2 білий пішак · a1 біла тура · b1 білий кінь · d1 білий ферзь · e1 білий король · h1 біла тура | a8 чорна тура · d8 чорний ферзь · e8 чорний король · h8 чорна тура · b7 чорний пішак · c7 чорний пішак · d7 чорний слон · f7 чорний пішак · g7 чорний слон · h7 чорний пішак · a6 чорний пішак · c6 чорний кінь · g6 чорний пішак · c5 білий слон · e5 білий пішак · a4 білий слон · c4 білий пішак · f4 чорний пішак · f3 білий кінь · a2 білий пішак · b2 білий пішак · f2 білий пішак · g2 білий пішак · h2 білий пішак · a1 біла тура · b1 білий кінь · d1 білий ферзь · e1 білий король · h1 біла тура | a8 чорна тура · d8 чорний ферзь · e8 чорний король · h8 чорна тура · b7 чорний пішак · c7 чорний пішак · d7 чорний слон · f7 чорний пішак · g7 чорний слон · h7 чорний пішак · a6 чорний пішак · c6 чорний кінь · g6 чорний пішак · c5 білий слон · e5 білий пішак · a4 білий слон · c4 білий пішак · f4 чорний пішак · f3 білий кінь · a2 білий пішак · b2 білий пішак · f2 білий пішак · g2 білий пішак · h2 білий пішак · a1 біла тура · b1 білий кінь · d1 білий ферзь · e1 білий король · h1 біла тура | a8 чорна тура · d8 чорний ферзь · e8 чорний король · h8 чорна тура · b7 чорний пішак · c7 чорний пішак · d7 чорний слон · f7 чорний пішак · g7 чорний слон · h7 чорний пішак · a6 чорний пішак · c6 чорний кінь · g6 чорний пішак · c5 білий слон · e5 білий пішак · a4 білий слон · c4 білий пішак · f4 чорний пішак · f3 білий кінь · a2 білий пішак · b2 білий пішак · f2 білий пішак · g2 білий пішак · h2 білий пішак · a1 біла тура · b1 білий кінь · d1 білий ферзь · e1 білий король · h1 біла тура | a8 чорна тура · d8 чорний ферзь · e8 чорний король · h8 чорна тура · b7 чорний пішак · c7 чорний пішак · d7 чорний слон · f7 чорний пішак · g7 чорний слон · h7 чорний пішак · a6 чорний пішак · c6 чорний кінь · g6 чорний пішак · c5 білий слон · e5 білий пішак · a4 білий слон · c4 білий пішак · f4 чорний пішак · f3 білий кінь · a2 білий пішак · b2 білий пішак · f2 білий пішак · g2 білий пішак · h2 білий пішак · a1 біла тура · b1 білий кінь · d1 білий ферзь · e1 білий король · h1 біла тура | a8 чорна тура · d8 чорний ферзь · e8 чорний король · h8 чорна тура · b7 чорний пішак · c7 чорний пішак · d7 чорний слон · f7 чорний пішак · g7 чорний слон · h7 чорний пішак · a6 чорний пішак · c6 чорний кінь · g6 чорний пішак · c5 білий слон · e5 білий пішак · a4 білий слон · c4 білий пішак · f4 чорний пішак · f3 білий кінь · a2 білий пішак · b2 білий пішак · f2 білий пішак · g2 білий пішак · h2 білий пішак · a1 біла тура · b1 білий кінь · d1 білий ферзь · e1 білий король · h1 біла тура | a8 чорна тура · d8 чорний ферзь · e8 чорний король · h8 чорна тура · b7 чорний пішак · c7 чорний пішак · d7 чорний слон · f7 чорний пішак · g7 чорний слон · h7 чорний пішак · a6 чорний пішак · c6 чорний кінь · g6 чорний пішак · c5 білий слон · e5 білий пішак · a4 білий слон · c4 білий пішак · f4 чорний пішак · f3 білий кінь · a2 білий пішак · b2 білий пішак · f2 білий пішак · g2 білий пішак · h2 білий пішак · a1 біла тура · b1 білий кінь · d1 білий ферзь · e1 білий король · h1 біла тура | a8 чорна тура · d8 чорний ферзь · e8 чорний король · h8 чорна тура · b7 чорний пішак · c7 чорний пішак · d7 чорний слон · f7 чорний пішак · g7 чорний слон · h7 чорний пішак · a6 чорний пішак · c6 чорний кінь · g6 чорний пішак · c5 білий слон · e5 білий пішак · a4 білий слон · c4 білий пішак · f4 чорний пішак · f3 білий кінь · a2 білий пішак · b2 білий пішак · f2 білий пішак · g2 білий пішак · h2 білий пішак · a1 біла тура · b1 білий кінь · d1 білий ферзь · e1 білий король · h1 біла тура | 7 |
| 6 | a8 чорна тура · d8 чорний ферзь · e8 чорний король · h8 чорна тура · b7 чорний пішак · c7 чорний пішак · d7 чорний слон · f7 чорний пішак · g7 чорний слон · h7 чорний пішак · a6 чорний пішак · c6 чорний кінь · g6 чорний пішак · c5 білий слон · e5 білий пішак · a4 білий слон · c4 білий пішак · f4 чорний пішак · f3 білий кінь · a2 білий пішак · b2 білий пішак · f2 білий пішак · g2 білий пішак · h2 білий пішак · a1 біла тура · b1 білий кінь · d1 білий ферзь · e1 білий король · h1 біла тура | a8 чорна тура · d8 чорний ферзь · e8 чорний король · h8 чорна тура · b7 чорний пішак · c7 чорний пішак · d7 чорний слон · f7 чорний пішак · g7 чорний слон · h7 чорний пішак · a6 чорний пішак · c6 чорний кінь · g6 чорний пішак · c5 білий слон · e5 білий пішак · a4 білий слон · c4 білий пішак · f4 чорний пішак · f3 білий кінь · a2 білий пішак · b2 білий пішак · f2 білий пішак · g2 білий пішак · h2 білий пішак · a1 біла тура · b1 білий кінь · d1 білий ферзь · e1 білий король · h1 біла тура | a8 чорна тура · d8 чорний ферзь · e8 чорний король · h8 чорна тура · b7 чорний пішак · c7 чорний пішак · d7 чорний слон · f7 чорний пішак · g7 чорний слон · h7 чорний пішак · a6 чорний пішак · c6 чорний кінь · g6 чорний пішак · c5 білий слон · e5 білий пішак · a4 білий слон · c4 білий пішак · f4 чорний пішак · f3 білий кінь · a2 білий пішак · b2 білий пішак · f2 білий пішак · g2 білий пішак · h2 білий пішак · a1 біла тура · b1 білий кінь · d1 білий ферзь · e1 білий король · h1 біла тура | a8 чорна тура · d8 чорний ферзь · e8 чорний король · h8 чорна тура · b7 чорний пішак · c7 чорний пішак · d7 чорний слон · f7 чорний пішак · g7 чорний слон · h7 чорний пішак · a6 чорний пішак · c6 чорний кінь · g6 чорний пішак · c5 білий слон · e5 білий пішак · a4 білий слон · c4 білий пішак · f4 чорний пішак · f3 білий кінь · a2 білий пішак · b2 білий пішак · f2 білий пішак · g2 білий пішак · h2 білий пішак · a1 біла тура · b1 білий кінь · d1 білий ферзь · e1 білий король · h1 біла тура | a8 чорна тура · d8 чорний ферзь · e8 чорний король · h8 чорна тура · b7 чорний пішак · c7 чорний пішак · d7 чорний слон · f7 чорний пішак · g7 чорний слон · h7 чорний пішак · a6 чорний пішак · c6 чорний кінь · g6 чорний пішак · c5 білий слон · e5 білий пішак · a4 білий слон · c4 білий пішак · f4 чорний пішак · f3 білий кінь · a2 білий пішак · b2 білий пішак · f2 білий пішак · g2 білий пішак · h2 білий пішак · a1 біла тура · b1 білий кінь · d1 білий ферзь · e1 білий король · h1 біла тура | a8 чорна тура · d8 чорний ферзь · e8 чорний король · h8 чорна тура · b7 чорний пішак · c7 чорний пішак · d7 чорний слон · f7 чорний пішак · g7 чорний слон · h7 чорний пішак · a6 чорний пішак · c6 чорний кінь · g6 чорний пішак · c5 білий слон · e5 білий пішак · a4 білий слон · c4 білий пішак · f4 чорний пішак · f3 білий кінь · a2 білий пішак · b2 білий пішак · f2 білий пішак · g2 білий пішак · h2 білий пішак · a1 біла тура · b1 білий кінь · d1 білий ферзь · e1 білий король · h1 біла тура | a8 чорна тура · d8 чорний ферзь · e8 чорний король · h8 чорна тура · b7 чорний пішак · c7 чорний пішак · d7 чорний слон · f7 чорний пішак · g7 чорний слон · h7 чорний пішак · a6 чорний пішак · c6 чорний кінь · g6 чорний пішак · c5 білий слон · e5 білий пішак · a4 білий слон · c4 білий пішак · f4 чорний пішак · f3 білий кінь · a2 білий пішак · b2 білий пішак · f2 білий пішак · g2 білий пішак · h2 білий пішак · a1 біла тура · b1 білий кінь · d1 білий ферзь · e1 білий король · h1 біла тура | a8 чорна тура · d8 чорний ферзь · e8 чорний король · h8 чорна тура · b7 чорний пішак · c7 чорний пішак · d7 чорний слон · f7 чорний пішак · g7 чорний слон · h7 чорний пішак · a6 чорний пішак · c6 чорний кінь · g6 чорний пішак · c5 білий слон · e5 білий пішак · a4 білий слон · c4 білий пішак · f4 чорний пішак · f3 білий кінь · a2 білий пішак · b2 білий пішак · f2 білий пішак · g2 білий пішак · h2 білий пішак · a1 біла тура · b1 білий кінь · d1 білий ферзь · e1 білий король · h1 біла тура | 6 |
| 5 | a8 чорна тура · d8 чорний ферзь · e8 чорний король · h8 чорна тура · b7 чорний пішак · c7 чорний пішак · d7 чорний слон · f7 чорний пішак · g7 чорний слон · h7 чорний пішак · a6 чорний пішак · c6 чорний кінь · g6 чорний пішак · c5 білий слон · e5 білий пішак · a4 білий слон · c4 білий пішак · f4 чорний пішак · f3 білий кінь · a2 білий пішак · b2 білий пішак · f2 білий пішак · g2 білий пішак · h2 білий пішак · a1 біла тура · b1 білий кінь · d1 білий ферзь · e1 білий король · h1 біла тура | a8 чорна тура · d8 чорний ферзь · e8 чорний король · h8 чорна тура · b7 чорний пішак · c7 чорний пішак · d7 чорний слон · f7 чорний пішак · g7 чорний слон · h7 чорний пішак · a6 чорний пішак · c6 чорний кінь · g6 чорний пішак · c5 білий слон · e5 білий пішак · a4 білий слон · c4 білий пішак · f4 чорний пішак · f3 білий кінь · a2 білий пішак · b2 білий пішак · f2 білий пішак · g2 білий пішак · h2 білий пішак · a1 біла тура · b1 білий кінь · d1 білий ферзь · e1 білий король · h1 біла тура | a8 чорна тура · d8 чорний ферзь · e8 чорний король · h8 чорна тура · b7 чорний пішак · c7 чорний пішак · d7 чорний слон · f7 чорний пішак · g7 чорний слон · h7 чорний пішак · a6 чорний пішак · c6 чорний кінь · g6 чорний пішак · c5 білий слон · e5 білий пішак · a4 білий слон · c4 білий пішак · f4 чорний пішак · f3 білий кінь · a2 білий пішак · b2 білий пішак · f2 білий пішак · g2 білий пішак · h2 білий пішак · a1 біла тура · b1 білий кінь · d1 білий ферзь · e1 білий король · h1 біла тура | a8 чорна тура · d8 чорний ферзь · e8 чорний король · h8 чорна тура · b7 чорний пішак · c7 чорний пішак · d7 чорний слон · f7 чорний пішак · g7 чорний слон · h7 чорний пішак · a6 чорний пішак · c6 чорний кінь · g6 чорний пішак · c5 білий слон · e5 білий пішак · a4 білий слон · c4 білий пішак · f4 чорний пішак · f3 білий кінь · a2 білий пішак · b2 білий пішак · f2 білий пішак · g2 білий пішак · h2 білий пішак · a1 біла тура · b1 білий кінь · d1 білий ферзь · e1 білий король · h1 біла тура | a8 чорна тура · d8 чорний ферзь · e8 чорний король · h8 чорна тура · b7 чорний пішак · c7 чорний пішак · d7 чорний слон · f7 чорний пішак · g7 чорний слон · h7 чорний пішак · a6 чорний пішак · c6 чорний кінь · g6 чорний пішак · c5 білий слон · e5 білий пішак · a4 білий слон · c4 білий пішак · f4 чорний пішак · f3 білий кінь · a2 білий пішак · b2 білий пішак · f2 білий пішак · g2 білий пішак · h2 білий пішак · a1 біла тура · b1 білий кінь · d1 білий ферзь · e1 білий король · h1 біла тура | a8 чорна тура · d8 чорний ферзь · e8 чорний король · h8 чорна тура · b7 чорний пішак · c7 чорний пішак · d7 чорний слон · f7 чорний пішак · g7 чорний слон · h7 чорний пішак · a6 чорний пішак · c6 чорний кінь · g6 чорний пішак · c5 білий слон · e5 білий пішак · a4 білий слон · c4 білий пішак · f4 чорний пішак · f3 білий кінь · a2 білий пішак · b2 білий пішак · f2 білий пішак · g2 білий пішак · h2 білий пішак · a1 біла тура · b1 білий кінь · d1 білий ферзь · e1 білий король · h1 біла тура | a8 чорна тура · d8 чорний ферзь · e8 чорний король · h8 чорна тура · b7 чорний пішак · c7 чорний пішак · d7 чорний слон · f7 чорний пішак · g7 чорний слон · h7 чорний пішак · a6 чорний пішак · c6 чорний кінь · g6 чорний пішак · c5 білий слон · e5 білий пішак · a4 білий слон · c4 білий пішак · f4 чорний пішак · f3 білий кінь · a2 білий пішак · b2 білий пішак · f2 білий пішак · g2 білий пішак · h2 білий пішак · a1 біла тура · b1 білий кінь · d1 білий ферзь · e1 білий король · h1 біла тура | a8 чорна тура · d8 чорний ферзь · e8 чорний король · h8 чорна тура · b7 чорний пішак · c7 чорний пішак · d7 чорний слон · f7 чорний пішак · g7 чорний слон · h7 чорний пішак · a6 чорний пішак · c6 чорний кінь · g6 чорний пішак · c5 білий слон · e5 білий пішак · a4 білий слон · c4 білий пішак · f4 чорний пішак · f3 білий кінь · a2 білий пішак · b2 білий пішак · f2 білий пішак · g2 білий пішак · h2 білий пішак · a1 біла тура · b1 білий кінь · d1 білий ферзь · e1 білий король · h1 біла тура | 5 |
| 4 | a8 чорна тура · d8 чорний ферзь · e8 чорний король · h8 чорна тура · b7 чорний пішак · c7 чорний пішак · d7 чорний слон · f7 чорний пішак · g7 чорний слон · h7 чорний пішак · a6 чорний пішак · c6 чорний кінь · g6 чорний пішак · c5 білий слон · e5 білий пішак · a4 білий слон · c4 білий пішак · f4 чорний пішак · f3 білий кінь · a2 білий пішак · b2 білий пішак · f2 білий пішак · g2 білий пішак · h2 білий пішак · a1 біла тура · b1 білий кінь · d1 білий ферзь · e1 білий король · h1 біла тура | a8 чорна тура · d8 чорний ферзь · e8 чорний король · h8 чорна тура · b7 чорний пішак · c7 чорний пішак · d7 чорний слон · f7 чорний пішак · g7 чорний слон · h7 чорний пішак · a6 чорний пішак · c6 чорний кінь · g6 чорний пішак · c5 білий слон · e5 білий пішак · a4 білий слон · c4 білий пішак · f4 чорний пішак · f3 білий кінь · a2 білий пішак · b2 білий пішак · f2 білий пішак · g2 білий пішак · h2 білий пішак · a1 біла тура · b1 білий кінь · d1 білий ферзь · e1 білий король · h1 біла тура | a8 чорна тура · d8 чорний ферзь · e8 чорний король · h8 чорна тура · b7 чорний пішак · c7 чорний пішак · d7 чорний слон · f7 чорний пішак · g7 чорний слон · h7 чорний пішак · a6 чорний пішак · c6 чорний кінь · g6 чорний пішак · c5 білий слон · e5 білий пішак · a4 білий слон · c4 білий пішак · f4 чорний пішак · f3 білий кінь · a2 білий пішак · b2 білий пішак · f2 білий пішак · g2 білий пішак · h2 білий пішак · a1 біла тура · b1 білий кінь · d1 білий ферзь · e1 білий король · h1 біла тура | a8 чорна тура · d8 чорний ферзь · e8 чорний король · h8 чорна тура · b7 чорний пішак · c7 чорний пішак · d7 чорний слон · f7 чорний пішак · g7 чорний слон · h7 чорний пішак · a6 чорний пішак · c6 чорний кінь · g6 чорний пішак · c5 білий слон · e5 білий пішак · a4 білий слон · c4 білий пішак · f4 чорний пішак · f3 білий кінь · a2 білий пішак · b2 білий пішак · f2 білий пішак · g2 білий пішак · h2 білий пішак · a1 біла тура · b1 білий кінь · d1 білий ферзь · e1 білий король · h1 біла тура | a8 чорна тура · d8 чорний ферзь · e8 чорний король · h8 чорна тура · b7 чорний пішак · c7 чорний пішак · d7 чорний слон · f7 чорний пішак · g7 чорний слон · h7 чорний пішак · a6 чорний пішак · c6 чорний кінь · g6 чорний пішак · c5 білий слон · e5 білий пішак · a4 білий слон · c4 білий пішак · f4 чорний пішак · f3 білий кінь · a2 білий пішак · b2 білий пішак · f2 білий пішак · g2 білий пішак · h2 білий пішак · a1 біла тура · b1 білий кінь · d1 білий ферзь · e1 білий король · h1 біла тура | a8 чорна тура · d8 чорний ферзь · e8 чорний король · h8 чорна тура · b7 чорний пішак · c7 чорний пішак · d7 чорний слон · f7 чорний пішак · g7 чорний слон · h7 чорний пішак · a6 чорний пішак · c6 чорний кінь · g6 чорний пішак · c5 білий слон · e5 білий пішак · a4 білий слон · c4 білий пішак · f4 чорний пішак · f3 білий кінь · a2 білий пішак · b2 білий пішак · f2 білий пішак · g2 білий пішак · h2 білий пішак · a1 біла тура · b1 білий кінь · d1 білий ферзь · e1 білий король · h1 біла тура | a8 чорна тура · d8 чорний ферзь · e8 чорний король · h8 чорна тура · b7 чорний пішак · c7 чорний пішак · d7 чорний слон · f7 чорний пішак · g7 чорний слон · h7 чорний пішак · a6 чорний пішак · c6 чорний кінь · g6 чорний пішак · c5 білий слон · e5 білий пішак · a4 білий слон · c4 білий пішак · f4 чорний пішак · f3 білий кінь · a2 білий пішак · b2 білий пішак · f2 білий пішак · g2 білий пішак · h2 білий пішак · a1 біла тура · b1 білий кінь · d1 білий ферзь · e1 білий король · h1 біла тура | a8 чорна тура · d8 чорний ферзь · e8 чорний король · h8 чорна тура · b7 чорний пішак · c7 чорний пішак · d7 чорний слон · f7 чорний пішак · g7 чорний слон · h7 чорний пішак · a6 чорний пішак · c6 чорний кінь · g6 чорний пішак · c5 білий слон · e5 білий пішак · a4 білий слон · c4 білий пішак · f4 чорний пішак · f3 білий кінь · a2 білий пішак · b2 білий пішак · f2 білий пішак · g2 білий пішак · h2 білий пішак · a1 біла тура · b1 білий кінь · d1 білий ферзь · e1 білий король · h1 біла тура | 4 |
| 3 | a8 чорна тура · d8 чорний ферзь · e8 чорний король · h8 чорна тура · b7 чорний пішак · c7 чорний пішак · d7 чорний слон · f7 чорний пішак · g7 чорний слон · h7 чорний пішак · a6 чорний пішак · c6 чорний кінь · g6 чорний пішак · c5 білий слон · e5 білий пішак · a4 білий слон · c4 білий пішак · f4 чорний пішак · f3 білий кінь · a2 білий пішак · b2 білий пішак · f2 білий пішак · g2 білий пішак · h2 білий пішак · a1 біла тура · b1 білий кінь · d1 білий ферзь · e1 білий король · h1 біла тура | a8 чорна тура · d8 чорний ферзь · e8 чорний король · h8 чорна тура · b7 чорний пішак · c7 чорний пішак · d7 чорний слон · f7 чорний пішак · g7 чорний слон · h7 чорний пішак · a6 чорний пішак · c6 чорний кінь · g6 чорний пішак · c5 білий слон · e5 білий пішак · a4 білий слон · c4 білий пішак · f4 чорний пішак · f3 білий кінь · a2 білий пішак · b2 білий пішак · f2 білий пішак · g2 білий пішак · h2 білий пішак · a1 біла тура · b1 білий кінь · d1 білий ферзь · e1 білий король · h1 біла тура | a8 чорна тура · d8 чорний ферзь · e8 чорний король · h8 чорна тура · b7 чорний пішак · c7 чорний пішак · d7 чорний слон · f7 чорний пішак · g7 чорний слон · h7 чорний пішак · a6 чорний пішак · c6 чорний кінь · g6 чорний пішак · c5 білий слон · e5 білий пішак · a4 білий слон · c4 білий пішак · f4 чорний пішак · f3 білий кінь · a2 білий пішак · b2 білий пішак · f2 білий пішак · g2 білий пішак · h2 білий пішак · a1 біла тура · b1 білий кінь · d1 білий ферзь · e1 білий король · h1 біла тура | a8 чорна тура · d8 чорний ферзь · e8 чорний король · h8 чорна тура · b7 чорний пішак · c7 чорний пішак · d7 чорний слон · f7 чорний пішак · g7 чорний слон · h7 чорний пішак · a6 чорний пішак · c6 чорний кінь · g6 чорний пішак · c5 білий слон · e5 білий пішак · a4 білий слон · c4 білий пішак · f4 чорний пішак · f3 білий кінь · a2 білий пішак · b2 білий пішак · f2 білий пішак · g2 білий пішак · h2 білий пішак · a1 біла тура · b1 білий кінь · d1 білий ферзь · e1 білий король · h1 біла тура | a8 чорна тура · d8 чорний ферзь · e8 чорний король · h8 чорна тура · b7 чорний пішак · c7 чорний пішак · d7 чорний слон · f7 чорний пішак · g7 чорний слон · h7 чорний пішак · a6 чорний пішак · c6 чорний кінь · g6 чорний пішак · c5 білий слон · e5 білий пішак · a4 білий слон · c4 білий пішак · f4 чорний пішак · f3 білий кінь · a2 білий пішак · b2 білий пішак · f2 білий пішак · g2 білий пішак · h2 білий пішак · a1 біла тура · b1 білий кінь · d1 білий ферзь · e1 білий король · h1 біла тура | a8 чорна тура · d8 чорний ферзь · e8 чорний король · h8 чорна тура · b7 чорний пішак · c7 чорний пішак · d7 чорний слон · f7 чорний пішак · g7 чорний слон · h7 чорний пішак · a6 чорний пішак · c6 чорний кінь · g6 чорний пішак · c5 білий слон · e5 білий пішак · a4 білий слон · c4 білий пішак · f4 чорний пішак · f3 білий кінь · a2 білий пішак · b2 білий пішак · f2 білий пішак · g2 білий пішак · h2 білий пішак · a1 біла тура · b1 білий кінь · d1 білий ферзь · e1 білий король · h1 біла тура | a8 чорна тура · d8 чорний ферзь · e8 чорний король · h8 чорна тура · b7 чорний пішак · c7 чорний пішак · d7 чорний слон · f7 чорний пішак · g7 чорний слон · h7 чорний пішак · a6 чорний пішак · c6 чорний кінь · g6 чорний пішак · c5 білий слон · e5 білий пішак · a4 білий слон · c4 білий пішак · f4 чорний пішак · f3 білий кінь · a2 білий пішак · b2 білий пішак · f2 білий пішак · g2 білий пішак · h2 білий пішак · a1 біла тура · b1 білий кінь · d1 білий ферзь · e1 білий король · h1 біла тура | a8 чорна тура · d8 чорний ферзь · e8 чорний король · h8 чорна тура · b7 чорний пішак · c7 чорний пішак · d7 чорний слон · f7 чорний пішак · g7 чорний слон · h7 чорний пішак · a6 чорний пішак · c6 чорний кінь · g6 чорний пішак · c5 білий слон · e5 білий пішак · a4 білий слон · c4 білий пішак · f4 чорний пішак · f3 білий кінь · a2 білий пішак · b2 білий пішак · f2 білий пішак · g2 білий пішак · h2 білий пішак · a1 біла тура · b1 білий кінь · d1 білий ферзь · e1 білий король · h1 біла тура | 3 |
| 2 | a8 чорна тура · d8 чорний ферзь · e8 чорний король · h8 чорна тура · b7 чорний пішак · c7 чорний пішак · d7 чорний слон · f7 чорний пішак · g7 чорний слон · h7 чорний пішак · a6 чорний пішак · c6 чорний кінь · g6 чорний пішак · c5 білий слон · e5 білий пішак · a4 білий слон · c4 білий пішак · f4 чорний пішак · f3 білий кінь · a2 білий пішак · b2 білий пішак · f2 білий пішак · g2 білий пішак · h2 білий пішак · a1 біла тура · b1 білий кінь · d1 білий ферзь · e1 білий король · h1 біла тура | a8 чорна тура · d8 чорний ферзь · e8 чорний король · h8 чорна тура · b7 чорний пішак · c7 чорний пішак · d7 чорний слон · f7 чорний пішак · g7 чорний слон · h7 чорний пішак · a6 чорний пішак · c6 чорний кінь · g6 чорний пішак · c5 білий слон · e5 білий пішак · a4 білий слон · c4 білий пішак · f4 чорний пішак · f3 білий кінь · a2 білий пішак · b2 білий пішак · f2 білий пішак · g2 білий пішак · h2 білий пішак · a1 біла тура · b1 білий кінь · d1 білий ферзь · e1 білий король · h1 біла тура | a8 чорна тура · d8 чорний ферзь · e8 чорний король · h8 чорна тура · b7 чорний пішак · c7 чорний пішак · d7 чорний слон · f7 чорний пішак · g7 чорний слон · h7 чорний пішак · a6 чорний пішак · c6 чорний кінь · g6 чорний пішак · c5 білий слон · e5 білий пішак · a4 білий слон · c4 білий пішак · f4 чорний пішак · f3 білий кінь · a2 білий пішак · b2 білий пішак · f2 білий пішак · g2 білий пішак · h2 білий пішак · a1 біла тура · b1 білий кінь · d1 білий ферзь · e1 білий король · h1 біла тура | a8 чорна тура · d8 чорний ферзь · e8 чорний король · h8 чорна тура · b7 чорний пішак · c7 чорний пішак · d7 чорний слон · f7 чорний пішак · g7 чорний слон · h7 чорний пішак · a6 чорний пішак · c6 чорний кінь · g6 чорний пішак · c5 білий слон · e5 білий пішак · a4 білий слон · c4 білий пішак · f4 чорний пішак · f3 білий кінь · a2 білий пішак · b2 білий пішак · f2 білий пішак · g2 білий пішак · h2 білий пішак · a1 біла тура · b1 білий кінь · d1 білий ферзь · e1 білий король · h1 біла тура | a8 чорна тура · d8 чорний ферзь · e8 чорний король · h8 чорна тура · b7 чорний пішак · c7 чорний пішак · d7 чорний слон · f7 чорний пішак · g7 чорний слон · h7 чорний пішак · a6 чорний пішак · c6 чорний кінь · g6 чорний пішак · c5 білий слон · e5 білий пішак · a4 білий слон · c4 білий пішак · f4 чорний пішак · f3 білий кінь · a2 білий пішак · b2 білий пішак · f2 білий пішак · g2 білий пішак · h2 білий пішак · a1 біла тура · b1 білий кінь · d1 білий ферзь · e1 білий король · h1 біла тура | a8 чорна тура · d8 чорний ферзь · e8 чорний король · h8 чорна тура · b7 чорний пішак · c7 чорний пішак · d7 чорний слон · f7 чорний пішак · g7 чорний слон · h7 чорний пішак · a6 чорний пішак · c6 чорний кінь · g6 чорний пішак · c5 білий слон · e5 білий пішак · a4 білий слон · c4 білий пішак · f4 чорний пішак · f3 білий кінь · a2 білий пішак · b2 білий пішак · f2 білий пішак · g2 білий пішак · h2 білий пішак · a1 біла тура · b1 білий кінь · d1 білий ферзь · e1 білий король · h1 біла тура | a8 чорна тура · d8 чорний ферзь · e8 чорний король · h8 чорна тура · b7 чорний пішак · c7 чорний пішак · d7 чорний слон · f7 чорний пішак · g7 чорний слон · h7 чорний пішак · a6 чорний пішак · c6 чорний кінь · g6 чорний пішак · c5 білий слон · e5 білий пішак · a4 білий слон · c4 білий пішак · f4 чорний пішак · f3 білий кінь · a2 білий пішак · b2 білий пішак · f2 білий пішак · g2 білий пішак · h2 білий пішак · a1 біла тура · b1 білий кінь · d1 білий ферзь · e1 білий король · h1 біла тура | a8 чорна тура · d8 чорний ферзь · e8 чорний король · h8 чорна тура · b7 чорний пішак · c7 чорний пішак · d7 чорний слон · f7 чорний пішак · g7 чорний слон · h7 чорний пішак · a6 чорний пішак · c6 чорний кінь · g6 чорний пішак · c5 білий слон · e5 білий пішак · a4 білий слон · c4 білий пішак · f4 чорний пішак · f3 білий кінь · a2 білий пішак · b2 білий пішак · f2 білий пішак · g2 білий пішак · h2 білий пішак · a1 біла тура · b1 білий кінь · d1 білий ферзь · e1 білий король · h1 біла тура | 2 |
| 1 | a8 чорна тура · d8 чорний ферзь · e8 чорний король · h8 чорна тура · b7 чорний пішак · c7 чорний пішак · d7 чорний слон · f7 чорний пішак · g7 чорний слон · h7 чорний пішак · a6 чорний пішак · c6 чорний кінь · g6 чорний пішак · c5 білий слон · e5 білий пішак · a4 білий слон · c4 білий пішак · f4 чорний пішак · f3 білий кінь · a2 білий пішак · b2 білий пішак · f2 білий пішак · g2 білий пішак · h2 білий пішак · a1 біла тура · b1 білий кінь · d1 білий ферзь · e1 білий король · h1 біла тура | a8 чорна тура · d8 чорний ферзь · e8 чорний король · h8 чорна тура · b7 чорний пішак · c7 чорний пішак · d7 чорний слон · f7 чорний пішак · g7 чорний слон · h7 чорний пішак · a6 чорний пішак · c6 чорний кінь · g6 чорний пішак · c5 білий слон · e5 білий пішак · a4 білий слон · c4 білий пішак · f4 чорний пішак · f3 білий кінь · a2 білий пішак · b2 білий пішак · f2 білий пішак · g2 білий пішак · h2 білий пішак · a1 біла тура · b1 білий кінь · d1 білий ферзь · e1 білий король · h1 біла тура | a8 чорна тура · d8 чорний ферзь · e8 чорний король · h8 чорна тура · b7 чорний пішак · c7 чорний пішак · d7 чорний слон · f7 чорний пішак · g7 чорний слон · h7 чорний пішак · a6 чорний пішак · c6 чорний кінь · g6 чорний пішак · c5 білий слон · e5 білий пішак · a4 білий слон · c4 білий пішак · f4 чорний пішак · f3 білий кінь · a2 білий пішак · b2 білий пішак · f2 білий пішак · g2 білий пішак · h2 білий пішак · a1 біла тура · b1 білий кінь · d1 білий ферзь · e1 білий король · h1 біла тура | a8 чорна тура · d8 чорний ферзь · e8 чорний король · h8 чорна тура · b7 чорний пішак · c7 чорний пішак · d7 чорний слон · f7 чорний пішак · g7 чорний слон · h7 чорний пішак · a6 чорний пішак · c6 чорний кінь · g6 чорний пішак · c5 білий слон · e5 білий пішак · a4 білий слон · c4 білий пішак · f4 чорний пішак · f3 білий кінь · a2 білий пішак · b2 білий пішак · f2 білий пішак · g2 білий пішак · h2 білий пішак · a1 біла тура · b1 білий кінь · d1 білий ферзь · e1 білий король · h1 біла тура | a8 чорна тура · d8 чорний ферзь · e8 чорний король · h8 чорна тура · b7 чорний пішак · c7 чорний пішак · d7 чорний слон · f7 чорний пішак · g7 чорний слон · h7 чорний пішак · a6 чорний пішак · c6 чорний кінь · g6 чорний пішак · c5 білий слон · e5 білий пішак · a4 білий слон · c4 білий пішак · f4 чорний пішак · f3 білий кінь · a2 білий пішак · b2 білий пішак · f2 білий пішак · g2 білий пішак · h2 білий пішак · a1 біла тура · b1 білий кінь · d1 білий ферзь · e1 білий король · h1 біла тура | a8 чорна тура · d8 чорний ферзь · e8 чорний король · h8 чорна тура · b7 чорний пішак · c7 чорний пішак · d7 чорний слон · f7 чорний пішак · g7 чорний слон · h7 чорний пішак · a6 чорний пішак · c6 чорний кінь · g6 чорний пішак · c5 білий слон · e5 білий пішак · a4 білий слон · c4 білий пішак · f4 чорний пішак · f3 білий кінь · a2 білий пішак · b2 білий пішак · f2 білий пішак · g2 білий пішак · h2 білий пішак · a1 біла тура · b1 білий кінь · d1 білий ферзь · e1 білий король · h1 біла тура | a8 чорна тура · d8 чорний ферзь · e8 чорний король · h8 чорна тура · b7 чорний пішак · c7 чорний пішак · d7 чорний слон · f7 чорний пішак · g7 чорний слон · h7 чорний пішак · a6 чорний пішак · c6 чорний кінь · g6 чорний пішак · c5 білий слон · e5 білий пішак · a4 білий слон · c4 білий пішак · f4 чорний пішак · f3 білий кінь · a2 білий пішак · b2 білий пішак · f2 білий пішак · g2 білий пішак · h2 білий пішак · a1 біла тура · b1 білий кінь · d1 білий ферзь · e1 білий король · h1 біла тура | a8 чорна тура · d8 чорний ферзь · e8 чорний король · h8 чорна тура · b7 чорний пішак · c7 чорний пішак · d7 чорний слон · f7 чорний пішак · g7 чорний слон · h7 чорний пішак · a6 чорний пішак · c6 чорний кінь · g6 чорний пішак · c5 білий слон · e5 білий пішак · a4 білий слон · c4 білий пішак · f4 чорний пішак · f3 білий кінь · a2 білий пішак · b2 білий пішак · f2 білий пішак · g2 білий пішак · h2 білий пішак · a1 біла тура · b1 білий кінь · d1 білий ферзь · e1 білий король · h1 біла тура | 1 |
|   | a | b | c | d | e | f | g | h |   |

|   | a | b | c | d | e | f | g | h |   |
| 8 | c8 чорний король · d8 чорна тура · f8 чорна тура · b7 чорний пішак · c7 чорний пішак · d7 чорний слон · e7 чорний ферзь · h7 чорний пішак · a6 чорний пішак · f6 чорний пішак · e5 білий пішак · c4 білий пішак · f4 чорний пішак · d3 білий ферзь · f3 білий кінь · a2 білий пішак · b2 білий пішак · f2 білий пішак · g2 білий пішак · h2 білий пішак · c1 білий король · d1 біла тура · h1 біла тура | c8 чорний король · d8 чорна тура · f8 чорна тура · b7 чорний пішак · c7 чорний пішак · d7 чорний слон · e7 чорний ферзь · h7 чорний пішак · a6 чорний пішак · f6 чорний пішак · e5 білий пішак · c4 білий пішак · f4 чорний пішак · d3 білий ферзь · f3 білий кінь · a2 білий пішак · b2 білий пішак · f2 білий пішак · g2 білий пішак · h2 білий пішак · c1 білий король · d1 біла тура · h1 біла тура | c8 чорний король · d8 чорна тура · f8 чорна тура · b7 чорний пішак · c7 чорний пішак · d7 чорний слон · e7 чорний ферзь · h7 чорний пішак · a6 чорний пішак · f6 чорний пішак · e5 білий пішак · c4 білий пішак · f4 чорний пішак · d3 білий ферзь · f3 білий кінь · a2 білий пішак · b2 білий пішак · f2 білий пішак · g2 білий пішак · h2 білий пішак · c1 білий король · d1 біла тура · h1 біла тура | c8 чорний король · d8 чорна тура · f8 чорна тура · b7 чорний пішак · c7 чорний пішак · d7 чорний слон · e7 чорний ферзь · h7 чорний пішак · a6 чорний пішак · f6 чорний пішак · e5 білий пішак · c4 білий пішак · f4 чорний пішак · d3 білий ферзь · f3 білий кінь · a2 білий пішак · b2 білий пішак · f2 білий пішак · g2 білий пішак · h2 білий пішак · c1 білий король · d1 біла тура · h1 біла тура | c8 чорний король · d8 чорна тура · f8 чорна тура · b7 чорний пішак · c7 чорний пішак · d7 чорний слон · e7 чорний ферзь · h7 чорний пішак · a6 чорний пішак · f6 чорний пішак · e5 білий пішак · c4 білий пішак · f4 чорний пішак · d3 білий ферзь · f3 білий кінь · a2 білий пішак · b2 білий пішак · f2 білий пішак · g2 білий пішак · h2 білий пішак · c1 білий король · d1 біла тура · h1 біла тура | c8 чорний король · d8 чорна тура · f8 чорна тура · b7 чорний пішак · c7 чорний пішак · d7 чорний слон · e7 чорний ферзь · h7 чорний пішак · a6 чорний пішак · f6 чорний пішак · e5 білий пішак · c4 білий пішак · f4 чорний пішак · d3 білий ферзь · f3 білий кінь · a2 білий пішак · b2 білий пішак · f2 білий пішак · g2 білий пішак · h2 білий пішак · c1 білий король · d1 біла тура · h1 біла тура | c8 чорний король · d8 чорна тура · f8 чорна тура · b7 чорний пішак · c7 чорний пішак · d7 чорний слон · e7 чорний ферзь · h7 чорний пішак · a6 чорний пішак · f6 чорний пішак · e5 білий пішак · c4 білий пішак · f4 чорний пішак · d3 білий ферзь · f3 білий кінь · a2 білий пішак · b2 білий пішак · f2 білий пішак · g2 білий пішак · h2 білий пішак · c1 білий король · d1 біла тура · h1 біла тура | c8 чорний король · d8 чорна тура · f8 чорна тура · b7 чорний пішак · c7 чорний пішак · d7 чорний слон · e7 чорний ферзь · h7 чорний пішак · a6 чорний пішак · f6 чорний пішак · e5 білий пішак · c4 білий пішак · f4 чорний пішак · d3 білий ферзь · f3 білий кінь · a2 білий пішак · b2 білий пішак · f2 білий пішак · g2 білий пішак · h2 білий пішак · c1 білий король · d1 біла тура · h1 біла тура | 8 |
| 7 | c8 чорний король · d8 чорна тура · f8 чорна тура · b7 чорний пішак · c7 чорний пішак · d7 чорний слон · e7 чорний ферзь · h7 чорний пішак · a6 чорний пішак · f6 чорний пішак · e5 білий пішак · c4 білий пішак · f4 чорний пішак · d3 білий ферзь · f3 білий кінь · a2 білий пішак · b2 білий пішак · f2 білий пішак · g2 білий пішак · h2 білий пішак · c1 білий король · d1 біла тура · h1 біла тура | c8 чорний король · d8 чорна тура · f8 чорна тура · b7 чорний пішак · c7 чорний пішак · d7 чорний слон · e7 чорний ферзь · h7 чорний пішак · a6 чорний пішак · f6 чорний пішак · e5 білий пішак · c4 білий пішак · f4 чорний пішак · d3 білий ферзь · f3 білий кінь · a2 білий пішак · b2 білий пішак · f2 білий пішак · g2 білий пішак · h2 білий пішак · c1 білий король · d1 біла тура · h1 біла тура | c8 чорний король · d8 чорна тура · f8 чорна тура · b7 чорний пішак · c7 чорний пішак · d7 чорний слон · e7 чорний ферзь · h7 чорний пішак · a6 чорний пішак · f6 чорний пішак · e5 білий пішак · c4 білий пішак · f4 чорний пішак · d3 білий ферзь · f3 білий кінь · a2 білий пішак · b2 білий пішак · f2 білий пішак · g2 білий пішак · h2 білий пішак · c1 білий король · d1 біла тура · h1 біла тура | c8 чорний король · d8 чорна тура · f8 чорна тура · b7 чорний пішак · c7 чорний пішак · d7 чорний слон · e7 чорний ферзь · h7 чорний пішак · a6 чорний пішак · f6 чорний пішак · e5 білий пішак · c4 білий пішак · f4 чорний пішак · d3 білий ферзь · f3 білий кінь · a2 білий пішак · b2 білий пішак · f2 білий пішак · g2 білий пішак · h2 білий пішак · c1 білий король · d1 біла тура · h1 біла тура | c8 чорний король · d8 чорна тура · f8 чорна тура · b7 чорний пішак · c7 чорний пішак · d7 чорний слон · e7 чорний ферзь · h7 чорний пішак · a6 чорний пішак · f6 чорний пішак · e5 білий пішак · c4 білий пішак · f4 чорний пішак · d3 білий ферзь · f3 білий кінь · a2 білий пішак · b2 білий пішак · f2 білий пішак · g2 білий пішак · h2 білий пішак · c1 білий король · d1 біла тура · h1 біла тура | c8 чорний король · d8 чорна тура · f8 чорна тура · b7 чорний пішак · c7 чорний пішак · d7 чорний слон · e7 чорний ферзь · h7 чорний пішак · a6 чорний пішак · f6 чорний пішак · e5 білий пішак · c4 білий пішак · f4 чорний пішак · d3 білий ферзь · f3 білий кінь · a2 білий пішак · b2 білий пішак · f2 білий пішак · g2 білий пішак · h2 білий пішак · c1 білий король · d1 біла тура · h1 біла тура | c8 чорний король · d8 чорна тура · f8 чорна тура · b7 чорний пішак · c7 чорний пішак · d7 чорний слон · e7 чорний ферзь · h7 чорний пішак · a6 чорний пішак · f6 чорний пішак · e5 білий пішак · c4 білий пішак · f4 чорний пішак · d3 білий ферзь · f3 білий кінь · a2 білий пішак · b2 білий пішак · f2 білий пішак · g2 білий пішак · h2 білий пішак · c1 білий король · d1 біла тура · h1 біла тура | c8 чорний король · d8 чорна тура · f8 чорна тура · b7 чорний пішак · c7 чорний пішак · d7 чорний слон · e7 чорний ферзь · h7 чорний пішак · a6 чорний пішак · f6 чорний пішак · e5 білий пішак · c4 білий пішак · f4 чорний пішак · d3 білий ферзь · f3 білий кінь · a2 білий пішак · b2 білий пішак · f2 білий пішак · g2 білий пішак · h2 білий пішак · c1 білий король · d1 біла тура · h1 біла тура | 7 |
| 6 | c8 чорний король · d8 чорна тура · f8 чорна тура · b7 чорний пішак · c7 чорний пішак · d7 чорний слон · e7 чорний ферзь · h7 чорний пішак · a6 чорний пішак · f6 чорний пішак · e5 білий пішак · c4 білий пішак · f4 чорний пішак · d3 білий ферзь · f3 білий кінь · a2 білий пішак · b2 білий пішак · f2 білий пішак · g2 білий пішак · h2 білий пішак · c1 білий король · d1 біла тура · h1 біла тура | c8 чорний король · d8 чорна тура · f8 чорна тура · b7 чорний пішак · c7 чорний пішак · d7 чорний слон · e7 чорний ферзь · h7 чорний пішак · a6 чорний пішак · f6 чорний пішак · e5 білий пішак · c4 білий пішак · f4 чорний пішак · d3 білий ферзь · f3 білий кінь · a2 білий пішак · b2 білий пішак · f2 білий пішак · g2 білий пішак · h2 білий пішак · c1 білий король · d1 біла тура · h1 біла тура | c8 чорний король · d8 чорна тура · f8 чорна тура · b7 чорний пішак · c7 чорний пішак · d7 чорний слон · e7 чорний ферзь · h7 чорний пішак · a6 чорний пішак · f6 чорний пішак · e5 білий пішак · c4 білий пішак · f4 чорний пішак · d3 білий ферзь · f3 білий кінь · a2 білий пішак · b2 білий пішак · f2 білий пішак · g2 білий пішак · h2 білий пішак · c1 білий король · d1 біла тура · h1 біла тура | c8 чорний король · d8 чорна тура · f8 чорна тура · b7 чорний пішак · c7 чорний пішак · d7 чорний слон · e7 чорний ферзь · h7 чорний пішак · a6 чорний пішак · f6 чорний пішак · e5 білий пішак · c4 білий пішак · f4 чорний пішак · d3 білий ферзь · f3 білий кінь · a2 білий пішак · b2 білий пішак · f2 білий пішак · g2 білий пішак · h2 білий пішак · c1 білий король · d1 біла тура · h1 біла тура | c8 чорний король · d8 чорна тура · f8 чорна тура · b7 чорний пішак · c7 чорний пішак · d7 чорний слон · e7 чорний ферзь · h7 чорний пішак · a6 чорний пішак · f6 чорний пішак · e5 білий пішак · c4 білий пішак · f4 чорний пішак · d3 білий ферзь · f3 білий кінь · a2 білий пішак · b2 білий пішак · f2 білий пішак · g2 білий пішак · h2 білий пішак · c1 білий король · d1 біла тура · h1 біла тура | c8 чорний король · d8 чорна тура · f8 чорна тура · b7 чорний пішак · c7 чорний пішак · d7 чорний слон · e7 чорний ферзь · h7 чорний пішак · a6 чорний пішак · f6 чорний пішак · e5 білий пішак · c4 білий пішак · f4 чорний пішак · d3 білий ферзь · f3 білий кінь · a2 білий пішак · b2 білий пішак · f2 білий пішак · g2 білий пішак · h2 білий пішак · c1 білий король · d1 біла тура · h1 біла тура | c8 чорний король · d8 чорна тура · f8 чорна тура · b7 чорний пішак · c7 чорний пішак · d7 чорний слон · e7 чорний ферзь · h7 чорний пішак · a6 чорний пішак · f6 чорний пішак · e5 білий пішак · c4 білий пішак · f4 чорний пішак · d3 білий ферзь · f3 білий кінь · a2 білий пішак · b2 білий пішак · f2 білий пішак · g2 білий пішак · h2 білий пішак · c1 білий король · d1 біла тура · h1 біла тура | c8 чорний король · d8 чорна тура · f8 чорна тура · b7 чорний пішак · c7 чорний пішак · d7 чорний слон · e7 чорний ферзь · h7 чорний пішак · a6 чорний пішак · f6 чорний пішак · e5 білий пішак · c4 білий пішак · f4 чорний пішак · d3 білий ферзь · f3 білий кінь · a2 білий пішак · b2 білий пішак · f2 білий пішак · g2 білий пішак · h2 білий пішак · c1 білий король · d1 біла тура · h1 біла тура | 6 |
| 5 | c8 чорний король · d8 чорна тура · f8 чорна тура · b7 чорний пішак · c7 чорний пішак · d7 чорний слон · e7 чорний ферзь · h7 чорний пішак · a6 чорний пішак · f6 чорний пішак · e5 білий пішак · c4 білий пішак · f4 чорний пішак · d3 білий ферзь · f3 білий кінь · a2 білий пішак · b2 білий пішак · f2 білий пішак · g2 білий пішак · h2 білий пішак · c1 білий король · d1 біла тура · h1 біла тура | c8 чорний король · d8 чорна тура · f8 чорна тура · b7 чорний пішак · c7 чорний пішак · d7 чорний слон · e7 чорний ферзь · h7 чорний пішак · a6 чорний пішак · f6 чорний пішак · e5 білий пішак · c4 білий пішак · f4 чорний пішак · d3 білий ферзь · f3 білий кінь · a2 білий пішак · b2 білий пішак · f2 білий пішак · g2 білий пішак · h2 білий пішак · c1 білий король · d1 біла тура · h1 біла тура | c8 чорний король · d8 чорна тура · f8 чорна тура · b7 чорний пішак · c7 чорний пішак · d7 чорний слон · e7 чорний ферзь · h7 чорний пішак · a6 чорний пішак · f6 чорний пішак · e5 білий пішак · c4 білий пішак · f4 чорний пішак · d3 білий ферзь · f3 білий кінь · a2 білий пішак · b2 білий пішак · f2 білий пішак · g2 білий пішак · h2 білий пішак · c1 білий король · d1 біла тура · h1 біла тура | c8 чорний король · d8 чорна тура · f8 чорна тура · b7 чорний пішак · c7 чорний пішак · d7 чорний слон · e7 чорний ферзь · h7 чорний пішак · a6 чорний пішак · f6 чорний пішак · e5 білий пішак · c4 білий пішак · f4 чорний пішак · d3 білий ферзь · f3 білий кінь · a2 білий пішак · b2 білий пішак · f2 білий пішак · g2 білий пішак · h2 білий пішак · c1 білий король · d1 біла тура · h1 біла тура | c8 чорний король · d8 чорна тура · f8 чорна тура · b7 чорний пішак · c7 чорний пішак · d7 чорний слон · e7 чорний ферзь · h7 чорний пішак · a6 чорний пішак · f6 чорний пішак · e5 білий пішак · c4 білий пішак · f4 чорний пішак · d3 білий ферзь · f3 білий кінь · a2 білий пішак · b2 білий пішак · f2 білий пішак · g2 білий пішак · h2 білий пішак · c1 білий король · d1 біла тура · h1 біла тура | c8 чорний король · d8 чорна тура · f8 чорна тура · b7 чорний пішак · c7 чорний пішак · d7 чорний слон · e7 чорний ферзь · h7 чорний пішак · a6 чорний пішак · f6 чорний пішак · e5 білий пішак · c4 білий пішак · f4 чорний пішак · d3 білий ферзь · f3 білий кінь · a2 білий пішак · b2 білий пішак · f2 білий пішак · g2 білий пішак · h2 білий пішак · c1 білий король · d1 біла тура · h1 біла тура | c8 чорний король · d8 чорна тура · f8 чорна тура · b7 чорний пішак · c7 чорний пішак · d7 чорний слон · e7 чорний ферзь · h7 чорний пішак · a6 чорний пішак · f6 чорний пішак · e5 білий пішак · c4 білий пішак · f4 чорний пішак · d3 білий ферзь · f3 білий кінь · a2 білий пішак · b2 білий пішак · f2 білий пішак · g2 білий пішак · h2 білий пішак · c1 білий король · d1 біла тура · h1 біла тура | c8 чорний король · d8 чорна тура · f8 чорна тура · b7 чорний пішак · c7 чорний пішак · d7 чорний слон · e7 чорний ферзь · h7 чорний пішак · a6 чорний пішак · f6 чорний пішак · e5 білий пішак · c4 білий пішак · f4 чорний пішак · d3 білий ферзь · f3 білий кінь · a2 білий пішак · b2 білий пішак · f2 білий пішак · g2 білий пішак · h2 білий пішак · c1 білий король · d1 біла тура · h1 біла тура | 5 |
| 4 | c8 чорний король · d8 чорна тура · f8 чорна тура · b7 чорний пішак · c7 чорний пішак · d7 чорний слон · e7 чорний ферзь · h7 чорний пішак · a6 чорний пішак · f6 чорний пішак · e5 білий пішак · c4 білий пішак · f4 чорний пішак · d3 білий ферзь · f3 білий кінь · a2 білий пішак · b2 білий пішак · f2 білий пішак · g2 білий пішак · h2 білий пішак · c1 білий король · d1 біла тура · h1 біла тура | c8 чорний король · d8 чорна тура · f8 чорна тура · b7 чорний пішак · c7 чорний пішак · d7 чорний слон · e7 чорний ферзь · h7 чорний пішак · a6 чорний пішак · f6 чорний пішак · e5 білий пішак · c4 білий пішак · f4 чорний пішак · d3 білий ферзь · f3 білий кінь · a2 білий пішак · b2 білий пішак · f2 білий пішак · g2 білий пішак · h2 білий пішак · c1 білий король · d1 біла тура · h1 біла тура | c8 чорний король · d8 чорна тура · f8 чорна тура · b7 чорний пішак · c7 чорний пішак · d7 чорний слон · e7 чорний ферзь · h7 чорний пішак · a6 чорний пішак · f6 чорний пішак · e5 білий пішак · c4 білий пішак · f4 чорний пішак · d3 білий ферзь · f3 білий кінь · a2 білий пішак · b2 білий пішак · f2 білий пішак · g2 білий пішак · h2 білий пішак · c1 білий король · d1 біла тура · h1 біла тура | c8 чорний король · d8 чорна тура · f8 чорна тура · b7 чорний пішак · c7 чорний пішак · d7 чорний слон · e7 чорний ферзь · h7 чорний пішак · a6 чорний пішак · f6 чорний пішак · e5 білий пішак · c4 білий пішак · f4 чорний пішак · d3 білий ферзь · f3 білий кінь · a2 білий пішак · b2 білий пішак · f2 білий пішак · g2 білий пішак · h2 білий пішак · c1 білий король · d1 біла тура · h1 біла тура | c8 чорний король · d8 чорна тура · f8 чорна тура · b7 чорний пішак · c7 чорний пішак · d7 чорний слон · e7 чорний ферзь · h7 чорний пішак · a6 чорний пішак · f6 чорний пішак · e5 білий пішак · c4 білий пішак · f4 чорний пішак · d3 білий ферзь · f3 білий кінь · a2 білий пішак · b2 білий пішак · f2 білий пішак · g2 білий пішак · h2 білий пішак · c1 білий король · d1 біла тура · h1 біла тура | c8 чорний король · d8 чорна тура · f8 чорна тура · b7 чорний пішак · c7 чорний пішак · d7 чорний слон · e7 чорний ферзь · h7 чорний пішак · a6 чорний пішак · f6 чорний пішак · e5 білий пішак · c4 білий пішак · f4 чорний пішак · d3 білий ферзь · f3 білий кінь · a2 білий пішак · b2 білий пішак · f2 білий пішак · g2 білий пішак · h2 білий пішак · c1 білий король · d1 біла тура · h1 біла тура | c8 чорний король · d8 чорна тура · f8 чорна тура · b7 чорний пішак · c7 чорний пішак · d7 чорний слон · e7 чорний ферзь · h7 чорний пішак · a6 чорний пішак · f6 чорний пішак · e5 білий пішак · c4 білий пішак · f4 чорний пішак · d3 білий ферзь · f3 білий кінь · a2 білий пішак · b2 білий пішак · f2 білий пішак · g2 білий пішак · h2 білий пішак · c1 білий король · d1 біла тура · h1 біла тура | c8 чорний король · d8 чорна тура · f8 чорна тура · b7 чорний пішак · c7 чорний пішак · d7 чорний слон · e7 чорний ферзь · h7 чорний пішак · a6 чорний пішак · f6 чорний пішак · e5 білий пішак · c4 білий пішак · f4 чорний пішак · d3 білий ферзь · f3 білий кінь · a2 білий пішак · b2 білий пішак · f2 білий пішак · g2 білий пішак · h2 білий пішак · c1 білий король · d1 біла тура · h1 біла тура | 4 |
| 3 | c8 чорний король · d8 чорна тура · f8 чорна тура · b7 чорний пішак · c7 чорний пішак · d7 чорний слон · e7 чорний ферзь · h7 чорний пішак · a6 чорний пішак · f6 чорний пішак · e5 білий пішак · c4 білий пішак · f4 чорний пішак · d3 білий ферзь · f3 білий кінь · a2 білий пішак · b2 білий пішак · f2 білий пішак · g2 білий пішак · h2 білий пішак · c1 білий король · d1 біла тура · h1 біла тура | c8 чорний король · d8 чорна тура · f8 чорна тура · b7 чорний пішак · c7 чорний пішак · d7 чорний слон · e7 чорний ферзь · h7 чорний пішак · a6 чорний пішак · f6 чорний пішак · e5 білий пішак · c4 білий пішак · f4 чорний пішак · d3 білий ферзь · f3 білий кінь · a2 білий пішак · b2 білий пішак · f2 білий пішак · g2 білий пішак · h2 білий пішак · c1 білий король · d1 біла тура · h1 біла тура | c8 чорний король · d8 чорна тура · f8 чорна тура · b7 чорний пішак · c7 чорний пішак · d7 чорний слон · e7 чорний ферзь · h7 чорний пішак · a6 чорний пішак · f6 чорний пішак · e5 білий пішак · c4 білий пішак · f4 чорний пішак · d3 білий ферзь · f3 білий кінь · a2 білий пішак · b2 білий пішак · f2 білий пішак · g2 білий пішак · h2 білий пішак · c1 білий король · d1 біла тура · h1 біла тура | c8 чорний король · d8 чорна тура · f8 чорна тура · b7 чорний пішак · c7 чорний пішак · d7 чорний слон · e7 чорний ферзь · h7 чорний пішак · a6 чорний пішак · f6 чорний пішак · e5 білий пішак · c4 білий пішак · f4 чорний пішак · d3 білий ферзь · f3 білий кінь · a2 білий пішак · b2 білий пішак · f2 білий пішак · g2 білий пішак · h2 білий пішак · c1 білий король · d1 біла тура · h1 біла тура | c8 чорний король · d8 чорна тура · f8 чорна тура · b7 чорний пішак · c7 чорний пішак · d7 чорний слон · e7 чорний ферзь · h7 чорний пішак · a6 чорний пішак · f6 чорний пішак · e5 білий пішак · c4 білий пішак · f4 чорний пішак · d3 білий ферзь · f3 білий кінь · a2 білий пішак · b2 білий пішак · f2 білий пішак · g2 білий пішак · h2 білий пішак · c1 білий король · d1 біла тура · h1 біла тура | c8 чорний король · d8 чорна тура · f8 чорна тура · b7 чорний пішак · c7 чорний пішак · d7 чорний слон · e7 чорний ферзь · h7 чорний пішак · a6 чорний пішак · f6 чорний пішак · e5 білий пішак · c4 білий пішак · f4 чорний пішак · d3 білий ферзь · f3 білий кінь · a2 білий пішак · b2 білий пішак · f2 білий пішак · g2 білий пішак · h2 білий пішак · c1 білий король · d1 біла тура · h1 біла тура | c8 чорний король · d8 чорна тура · f8 чорна тура · b7 чорний пішак · c7 чорний пішак · d7 чорний слон · e7 чорний ферзь · h7 чорний пішак · a6 чорний пішак · f6 чорний пішак · e5 білий пішак · c4 білий пішак · f4 чорний пішак · d3 білий ферзь · f3 білий кінь · a2 білий пішак · b2 білий пішак · f2 білий пішак · g2 білий пішак · h2 білий пішак · c1 білий король · d1 біла тура · h1 біла тура | c8 чорний король · d8 чорна тура · f8 чорна тура · b7 чорний пішак · c7 чорний пішак · d7 чорний слон · e7 чорний ферзь · h7 чорний пішак · a6 чорний пішак · f6 чорний пішак · e5 білий пішак · c4 білий пішак · f4 чорний пішак · d3 білий ферзь · f3 білий кінь · a2 білий пішак · b2 білий пішак · f2 білий пішак · g2 білий пішак · h2 білий пішак · c1 білий король · d1 біла тура · h1 біла тура | 3 |
| 2 | c8 чорний король · d8 чорна тура · f8 чорна тура · b7 чорний пішак · c7 чорний пішак · d7 чорний слон · e7 чорний ферзь · h7 чорний пішак · a6 чорний пішак · f6 чорний пішак · e5 білий пішак · c4 білий пішак · f4 чорний пішак · d3 білий ферзь · f3 білий кінь · a2 білий пішак · b2 білий пішак · f2 білий пішак · g2 білий пішак · h2 білий пішак · c1 білий король · d1 біла тура · h1 біла тура | c8 чорний король · d8 чорна тура · f8 чорна тура · b7 чорний пішак · c7 чорний пішак · d7 чорний слон · e7 чорний ферзь · h7 чорний пішак · a6 чорний пішак · f6 чорний пішак · e5 білий пішак · c4 білий пішак · f4 чорний пішак · d3 білий ферзь · f3 білий кінь · a2 білий пішак · b2 білий пішак · f2 білий пішак · g2 білий пішак · h2 білий пішак · c1 білий король · d1 біла тура · h1 біла тура | c8 чорний король · d8 чорна тура · f8 чорна тура · b7 чорний пішак · c7 чорний пішак · d7 чорний слон · e7 чорний ферзь · h7 чорний пішак · a6 чорний пішак · f6 чорний пішак · e5 білий пішак · c4 білий пішак · f4 чорний пішак · d3 білий ферзь · f3 білий кінь · a2 білий пішак · b2 білий пішак · f2 білий пішак · g2 білий пішак · h2 білий пішак · c1 білий король · d1 біла тура · h1 біла тура | c8 чорний король · d8 чорна тура · f8 чорна тура · b7 чорний пішак · c7 чорний пішак · d7 чорний слон · e7 чорний ферзь · h7 чорний пішак · a6 чорний пішак · f6 чорний пішак · e5 білий пішак · c4 білий пішак · f4 чорний пішак · d3 білий ферзь · f3 білий кінь · a2 білий пішак · b2 білий пішак · f2 білий пішак · g2 білий пішак · h2 білий пішак · c1 білий король · d1 біла тура · h1 біла тура | c8 чорний король · d8 чорна тура · f8 чорна тура · b7 чорний пішак · c7 чорний пішак · d7 чорний слон · e7 чорний ферзь · h7 чорний пішак · a6 чорний пішак · f6 чорний пішак · e5 білий пішак · c4 білий пішак · f4 чорний пішак · d3 білий ферзь · f3 білий кінь · a2 білий пішак · b2 білий пішак · f2 білий пішак · g2 білий пішак · h2 білий пішак · c1 білий король · d1 біла тура · h1 біла тура | c8 чорний король · d8 чорна тура · f8 чорна тура · b7 чорний пішак · c7 чорний пішак · d7 чорний слон · e7 чорний ферзь · h7 чорний пішак · a6 чорний пішак · f6 чорний пішак · e5 білий пішак · c4 білий пішак · f4 чорний пішак · d3 білий ферзь · f3 білий кінь · a2 білий пішак · b2 білий пішак · f2 білий пішак · g2 білий пішак · h2 білий пішак · c1 білий король · d1 біла тура · h1 біла тура | c8 чорний король · d8 чорна тура · f8 чорна тура · b7 чорний пішак · c7 чорний пішак · d7 чорний слон · e7 чорний ферзь · h7 чорний пішак · a6 чорний пішак · f6 чорний пішак · e5 білий пішак · c4 білий пішак · f4 чорний пішак · d3 білий ферзь · f3 білий кінь · a2 білий пішак · b2 білий пішак · f2 білий пішак · g2 білий пішак · h2 білий пішак · c1 білий король · d1 біла тура · h1 біла тура | c8 чорний король · d8 чорна тура · f8 чорна тура · b7 чорний пішак · c7 чорний пішак · d7 чорний слон · e7 чорний ферзь · h7 чорний пішак · a6 чорний пішак · f6 чорний пішак · e5 білий пішак · c4 білий пішак · f4 чорний пішак · d3 білий ферзь · f3 білий кінь · a2 білий пішак · b2 білий пішак · f2 білий пішак · g2 білий пішак · h2 білий пішак · c1 білий король · d1 біла тура · h1 біла тура | 2 |
| 1 | c8 чорний король · d8 чорна тура · f8 чорна тура · b7 чорний пішак · c7 чорний пішак · d7 чорний слон · e7 чорний ферзь · h7 чорний пішак · a6 чорний пішак · f6 чорний пішак · e5 білий пішак · c4 білий пішак · f4 чорний пішак · d3 білий ферзь · f3 білий кінь · a2 білий пішак · b2 білий пішак · f2 білий пішак · g2 білий пішак · h2 білий пішак · c1 білий король · d1 біла тура · h1 біла тура | c8 чорний король · d8 чорна тура · f8 чорна тура · b7 чорний пішак · c7 чорний пішак · d7 чорний слон · e7 чорний ферзь · h7 чорний пішак · a6 чорний пішак · f6 чорний пішак · e5 білий пішак · c4 білий пішак · f4 чорний пішак · d3 білий ферзь · f3 білий кінь · a2 білий пішак · b2 білий пішак · f2 білий пішак · g2 білий пішак · h2 білий пішак · c1 білий король · d1 біла тура · h1 біла тура | c8 чорний король · d8 чорна тура · f8 чорна тура · b7 чорний пішак · c7 чорний пішак · d7 чорний слон · e7 чорний ферзь · h7 чорний пішак · a6 чорний пішак · f6 чорний пішак · e5 білий пішак · c4 білий пішак · f4 чорний пішак · d3 білий ферзь · f3 білий кінь · a2 білий пішак · b2 білий пішак · f2 білий пішак · g2 білий пішак · h2 білий пішак · c1 білий король · d1 біла тура · h1 біла тура | c8 чорний король · d8 чорна тура · f8 чорна тура · b7 чорний пішак · c7 чорний пішак · d7 чорний слон · e7 чорний ферзь · h7 чорний пішак · a6 чорний пішак · f6 чорний пішак · e5 білий пішак · c4 білий пішак · f4 чорний пішак · d3 білий ферзь · f3 білий кінь · a2 білий пішак · b2 білий пішак · f2 білий пішак · g2 білий пішак · h2 білий пішак · c1 білий король · d1 біла тура · h1 біла тура | c8 чорний король · d8 чорна тура · f8 чорна тура · b7 чорний пішак · c7 чорний пішак · d7 чорний слон · e7 чорний ферзь · h7 чорний пішак · a6 чорний пішак · f6 чорний пішак · e5 білий пішак · c4 білий пішак · f4 чорний пішак · d3 білий ферзь · f3 білий кінь · a2 білий пішак · b2 білий пішак · f2 білий пішак · g2 білий пішак · h2 білий пішак · c1 білий король · d1 біла тура · h1 біла тура | c8 чорний король · d8 чорна тура · f8 чорна тура · b7 чорний пішак · c7 чорний пішак · d7 чорний слон · e7 чорний ферзь · h7 чорний пішак · a6 чорний пішак · f6 чорний пішак · e5 білий пішак · c4 білий пішак · f4 чорний пішак · d3 білий ферзь · f3 білий кінь · a2 білий пішак · b2 білий пішак · f2 білий пішак · g2 білий пішак · h2 білий пішак · c1 білий король · d1 біла тура · h1 біла тура | c8 чорний король · d8 чорна тура · f8 чорна тура · b7 чорний пішак · c7 чорний пішак · d7 чорний слон · e7 чорний ферзь · h7 чорний пішак · a6 чорний пішак · f6 чорний пішак · e5 білий пішак · c4 білий пішак · f4 чорний пішак · d3 білий ферзь · f3 білий кінь · a2 білий пішак · b2 білий пішак · f2 білий пішак · g2 білий пішак · h2 білий пішак · c1 білий король · d1 біла тура · h1 біла тура | c8 чорний король · d8 чорна тура · f8 чорна тура · b7 чорний пішак · c7 чорний пішак · d7 чорний слон · e7 чорний ферзь · h7 чорний пішак · a6 чорний пішак · f6 чорний пішак · e5 білий пішак · c4 білий пішак · f4 чорний пішак · d3 білий ферзь · f3 білий кінь · a2 білий пішак · b2 білий пішак · f2 білий пішак · g2 білий пішак · h2 білий пішак · c1 білий король · d1 біла тура · h1 біла тура | 1 |
|   | a | b | c | d | e | f | g | h |   |

Поки чемпіоном світу був Макс Ейве, він запропонував визначити кандидата, з яким би грав наступний чемпіонський матч, у турнірі всіх найсильніших гросмейстерів. Під час тривалої підготовки до турніру, який мав пройти в Голландії під патронатом радіокомпанії АВРО, Ейве втратив титул після матчу з Алехіним. Новий чемпіон не вважав себе зобов'язаним грати саме проти переможця майбутніх змагань, однак АВРО-турнір привернув увагу всього шахового світу завдяки зірковому складу учасників: чемпіон світу О. Алехін, колишні чемпіони Х. Р. Капабланка та М. Ейве, європейці С. Флор, М. Ботвинник, П. Керес і американці С. Решевський та Р. Файн. У підсумку перше місце сенсаційно розділили наймолодші учасники — 22-річний Пауль Керес і 24-річний Рубен Файн. За коефіцієнтом Берґера-Зонненборна лавровий вінок переможця вручено естонському гравцю. Фахівці відзначали його зрілу гру, адже Керес не програв жодної з 14 партій проти найсильніших гросмейстерів світу. Однак Алехін заявив, що гратиме з шахістом, який найшвидше запропонує відповідний призовий фонд. Радіокомпанія АВРО розпочала переговори від імені Кереса, сподіваючись провести чемпіонський матч у Нідерландах. Обговорення тривало всю першу половину 1939 року, однак тієї суми, яку вимагав чемпіон, не могли запропонувати ні АВРО, ні Керес, ні естонські меценати чи влада, тому перемовини закінчилися невдачею і матч Алехін — Керес так ніколи й не відбувся.
|   | a | b | c | d | e | f | g | h |   |
| 8 | a8 чорний ферзь · f8 чорна тура · g8 чорний король · c7 чорний пішак · e7 чорний слон · f7 чорний пішак · g7 чорний пішак · h7 чорний пішак · c6 чорний кінь · d6 чорний пішак · f6 чорний кінь · b5 білий ферзь · e5 чорний пішак · e4 білий пішак · g4 чорний слон · b3 білий слон · c3 білий пішак · f3 білий кінь · b2 білий пішак · d2 білий пішак · f2 білий пішак · g2 білий пішак · h2 білий пішак · b1 білий кінь · c1 білий слон · f1 біла тура · g1 білий король | a8 чорний ферзь · f8 чорна тура · g8 чорний король · c7 чорний пішак · e7 чорний слон · f7 чорний пішак · g7 чорний пішак · h7 чорний пішак · c6 чорний кінь · d6 чорний пішак · f6 чорний кінь · b5 білий ферзь · e5 чорний пішак · e4 білий пішак · g4 чорний слон · b3 білий слон · c3 білий пішак · f3 білий кінь · b2 білий пішак · d2 білий пішак · f2 білий пішак · g2 білий пішак · h2 білий пішак · b1 білий кінь · c1 білий слон · f1 біла тура · g1 білий король | a8 чорний ферзь · f8 чорна тура · g8 чорний король · c7 чорний пішак · e7 чорний слон · f7 чорний пішак · g7 чорний пішак · h7 чорний пішак · c6 чорний кінь · d6 чорний пішак · f6 чорний кінь · b5 білий ферзь · e5 чорний пішак · e4 білий пішак · g4 чорний слон · b3 білий слон · c3 білий пішак · f3 білий кінь · b2 білий пішак · d2 білий пішак · f2 білий пішак · g2 білий пішак · h2 білий пішак · b1 білий кінь · c1 білий слон · f1 біла тура · g1 білий король | a8 чорний ферзь · f8 чорна тура · g8 чорний король · c7 чорний пішак · e7 чорний слон · f7 чорний пішак · g7 чорний пішак · h7 чорний пішак · c6 чорний кінь · d6 чорний пішак · f6 чорний кінь · b5 білий ферзь · e5 чорний пішак · e4 білий пішак · g4 чорний слон · b3 білий слон · c3 білий пішак · f3 білий кінь · b2 білий пішак · d2 білий пішак · f2 білий пішак · g2 білий пішак · h2 білий пішак · b1 білий кінь · c1 білий слон · f1 біла тура · g1 білий король | a8 чорний ферзь · f8 чорна тура · g8 чорний король · c7 чорний пішак · e7 чорний слон · f7 чорний пішак · g7 чорний пішак · h7 чорний пішак · c6 чорний кінь · d6 чорний пішак · f6 чорний кінь · b5 білий ферзь · e5 чорний пішак · e4 білий пішак · g4 чорний слон · b3 білий слон · c3 білий пішак · f3 білий кінь · b2 білий пішак · d2 білий пішак · f2 білий пішак · g2 білий пішак · h2 білий пішак · b1 білий кінь · c1 білий слон · f1 біла тура · g1 білий король | a8 чорний ферзь · f8 чорна тура · g8 чорний король · c7 чорний пішак · e7 чорний слон · f7 чорний пішак · g7 чорний пішак · h7 чорний пішак · c6 чорний кінь · d6 чорний пішак · f6 чорний кінь · b5 білий ферзь · e5 чорний пішак · e4 білий пішак · g4 чорний слон · b3 білий слон · c3 білий пішак · f3 білий кінь · b2 білий пішак · d2 білий пішак · f2 білий пішак · g2 білий пішак · h2 білий пішак · b1 білий кінь · c1 білий слон · f1 біла тура · g1 білий король | a8 чорний ферзь · f8 чорна тура · g8 чорний король · c7 чорний пішак · e7 чорний слон · f7 чорний пішак · g7 чорний пішак · h7 чорний пішак · c6 чорний кінь · d6 чорний пішак · f6 чорний кінь · b5 білий ферзь · e5 чорний пішак · e4 білий пішак · g4 чорний слон · b3 білий слон · c3 білий пішак · f3 білий кінь · b2 білий пішак · d2 білий пішак · f2 білий пішак · g2 білий пішак · h2 білий пішак · b1 білий кінь · c1 білий слон · f1 біла тура · g1 білий король | a8 чорний ферзь · f8 чорна тура · g8 чорний король · c7 чорний пішак · e7 чорний слон · f7 чорний пішак · g7 чорний пішак · h7 чорний пішак · c6 чорний кінь · d6 чорний пішак · f6 чорний кінь · b5 білий ферзь · e5 чорний пішак · e4 білий пішак · g4 чорний слон · b3 білий слон · c3 білий пішак · f3 білий кінь · b2 білий пішак · d2 білий пішак · f2 білий пішак · g2 білий пішак · h2 білий пішак · b1 білий кінь · c1 білий слон · f1 біла тура · g1 білий король | 8 |
| 7 | a8 чорний ферзь · f8 чорна тура · g8 чорний король · c7 чорний пішак · e7 чорний слон · f7 чорний пішак · g7 чорний пішак · h7 чорний пішак · c6 чорний кінь · d6 чорний пішак · f6 чорний кінь · b5 білий ферзь · e5 чорний пішак · e4 білий пішак · g4 чорний слон · b3 білий слон · c3 білий пішак · f3 білий кінь · b2 білий пішак · d2 білий пішак · f2 білий пішак · g2 білий пішак · h2 білий пішак · b1 білий кінь · c1 білий слон · f1 біла тура · g1 білий король | a8 чорний ферзь · f8 чорна тура · g8 чорний король · c7 чорний пішак · e7 чорний слон · f7 чорний пішак · g7 чорний пішак · h7 чорний пішак · c6 чорний кінь · d6 чорний пішак · f6 чорний кінь · b5 білий ферзь · e5 чорний пішак · e4 білий пішак · g4 чорний слон · b3 білий слон · c3 білий пішак · f3 білий кінь · b2 білий пішак · d2 білий пішак · f2 білий пішак · g2 білий пішак · h2 білий пішак · b1 білий кінь · c1 білий слон · f1 біла тура · g1 білий король | a8 чорний ферзь · f8 чорна тура · g8 чорний король · c7 чорний пішак · e7 чорний слон · f7 чорний пішак · g7 чорний пішак · h7 чорний пішак · c6 чорний кінь · d6 чорний пішак · f6 чорний кінь · b5 білий ферзь · e5 чорний пішак · e4 білий пішак · g4 чорний слон · b3 білий слон · c3 білий пішак · f3 білий кінь · b2 білий пішак · d2 білий пішак · f2 білий пішак · g2 білий пішак · h2 білий пішак · b1 білий кінь · c1 білий слон · f1 біла тура · g1 білий король | a8 чорний ферзь · f8 чорна тура · g8 чорний король · c7 чорний пішак · e7 чорний слон · f7 чорний пішак · g7 чорний пішак · h7 чорний пішак · c6 чорний кінь · d6 чорний пішак · f6 чорний кінь · b5 білий ферзь · e5 чорний пішак · e4 білий пішак · g4 чорний слон · b3 білий слон · c3 білий пішак · f3 білий кінь · b2 білий пішак · d2 білий пішак · f2 білий пішак · g2 білий пішак · h2 білий пішак · b1 білий кінь · c1 білий слон · f1 біла тура · g1 білий король | a8 чорний ферзь · f8 чорна тура · g8 чорний король · c7 чорний пішак · e7 чорний слон · f7 чорний пішак · g7 чорний пішак · h7 чорний пішак · c6 чорний кінь · d6 чорний пішак · f6 чорний кінь · b5 білий ферзь · e5 чорний пішак · e4 білий пішак · g4 чорний слон · b3 білий слон · c3 білий пішак · f3 білий кінь · b2 білий пішак · d2 білий пішак · f2 білий пішак · g2 білий пішак · h2 білий пішак · b1 білий кінь · c1 білий слон · f1 біла тура · g1 білий король | a8 чорний ферзь · f8 чорна тура · g8 чорний король · c7 чорний пішак · e7 чорний слон · f7 чорний пішак · g7 чорний пішак · h7 чорний пішак · c6 чорний кінь · d6 чорний пішак · f6 чорний кінь · b5 білий ферзь · e5 чорний пішак · e4 білий пішак · g4 чорний слон · b3 білий слон · c3 білий пішак · f3 білий кінь · b2 білий пішак · d2 білий пішак · f2 білий пішак · g2 білий пішак · h2 білий пішак · b1 білий кінь · c1 білий слон · f1 біла тура · g1 білий король | a8 чорний ферзь · f8 чорна тура · g8 чорний король · c7 чорний пішак · e7 чорний слон · f7 чорний пішак · g7 чорний пішак · h7 чорний пішак · c6 чорний кінь · d6 чорний пішак · f6 чорний кінь · b5 білий ферзь · e5 чорний пішак · e4 білий пішак · g4 чорний слон · b3 білий слон · c3 білий пішак · f3 білий кінь · b2 білий пішак · d2 білий пішак · f2 білий пішак · g2 білий пішак · h2 білий пішак · b1 білий кінь · c1 білий слон · f1 біла тура · g1 білий король | a8 чорний ферзь · f8 чорна тура · g8 чорний король · c7 чорний пішак · e7 чорний слон · f7 чорний пішак · g7 чорний пішак · h7 чорний пішак · c6 чорний кінь · d6 чорний пішак · f6 чорний кінь · b5 білий ферзь · e5 чорний пішак · e4 білий пішак · g4 чорний слон · b3 білий слон · c3 білий пішак · f3 білий кінь · b2 білий пішак · d2 білий пішак · f2 білий пішак · g2 білий пішак · h2 білий пішак · b1 білий кінь · c1 білий слон · f1 біла тура · g1 білий король | 7 |
| 6 | a8 чорний ферзь · f8 чорна тура · g8 чорний король · c7 чорний пішак · e7 чорний слон · f7 чорний пішак · g7 чорний пішак · h7 чорний пішак · c6 чорний кінь · d6 чорний пішак · f6 чорний кінь · b5 білий ферзь · e5 чорний пішак · e4 білий пішак · g4 чорний слон · b3 білий слон · c3 білий пішак · f3 білий кінь · b2 білий пішак · d2 білий пішак · f2 білий пішак · g2 білий пішак · h2 білий пішак · b1 білий кінь · c1 білий слон · f1 біла тура · g1 білий король | a8 чорний ферзь · f8 чорна тура · g8 чорний король · c7 чорний пішак · e7 чорний слон · f7 чорний пішак · g7 чорний пішак · h7 чорний пішак · c6 чорний кінь · d6 чорний пішак · f6 чорний кінь · b5 білий ферзь · e5 чорний пішак · e4 білий пішак · g4 чорний слон · b3 білий слон · c3 білий пішак · f3 білий кінь · b2 білий пішак · d2 білий пішак · f2 білий пішак · g2 білий пішак · h2 білий пішак · b1 білий кінь · c1 білий слон · f1 біла тура · g1 білий король | a8 чорний ферзь · f8 чорна тура · g8 чорний король · c7 чорний пішак · e7 чорний слон · f7 чорний пішак · g7 чорний пішак · h7 чорний пішак · c6 чорний кінь · d6 чорний пішак · f6 чорний кінь · b5 білий ферзь · e5 чорний пішак · e4 білий пішак · g4 чорний слон · b3 білий слон · c3 білий пішак · f3 білий кінь · b2 білий пішак · d2 білий пішак · f2 білий пішак · g2 білий пішак · h2 білий пішак · b1 білий кінь · c1 білий слон · f1 біла тура · g1 білий король | a8 чорний ферзь · f8 чорна тура · g8 чорний король · c7 чорний пішак · e7 чорний слон · f7 чорний пішак · g7 чорний пішак · h7 чорний пішак · c6 чорний кінь · d6 чорний пішак · f6 чорний кінь · b5 білий ферзь · e5 чорний пішак · e4 білий пішак · g4 чорний слон · b3 білий слон · c3 білий пішак · f3 білий кінь · b2 білий пішак · d2 білий пішак · f2 білий пішак · g2 білий пішак · h2 білий пішак · b1 білий кінь · c1 білий слон · f1 біла тура · g1 білий король | a8 чорний ферзь · f8 чорна тура · g8 чорний король · c7 чорний пішак · e7 чорний слон · f7 чорний пішак · g7 чорний пішак · h7 чорний пішак · c6 чорний кінь · d6 чорний пішак · f6 чорний кінь · b5 білий ферзь · e5 чорний пішак · e4 білий пішак · g4 чорний слон · b3 білий слон · c3 білий пішак · f3 білий кінь · b2 білий пішак · d2 білий пішак · f2 білий пішак · g2 білий пішак · h2 білий пішак · b1 білий кінь · c1 білий слон · f1 біла тура · g1 білий король | a8 чорний ферзь · f8 чорна тура · g8 чорний король · c7 чорний пішак · e7 чорний слон · f7 чорний пішак · g7 чорний пішак · h7 чорний пішак · c6 чорний кінь · d6 чорний пішак · f6 чорний кінь · b5 білий ферзь · e5 чорний пішак · e4 білий пішак · g4 чорний слон · b3 білий слон · c3 білий пішак · f3 білий кінь · b2 білий пішак · d2 білий пішак · f2 білий пішак · g2 білий пішак · h2 білий пішак · b1 білий кінь · c1 білий слон · f1 біла тура · g1 білий король | a8 чорний ферзь · f8 чорна тура · g8 чорний король · c7 чорний пішак · e7 чорний слон · f7 чорний пішак · g7 чорний пішак · h7 чорний пішак · c6 чорний кінь · d6 чорний пішак · f6 чорний кінь · b5 білий ферзь · e5 чорний пішак · e4 білий пішак · g4 чорний слон · b3 білий слон · c3 білий пішак · f3 білий кінь · b2 білий пішак · d2 білий пішак · f2 білий пішак · g2 білий пішак · h2 білий пішак · b1 білий кінь · c1 білий слон · f1 біла тура · g1 білий король | a8 чорний ферзь · f8 чорна тура · g8 чорний король · c7 чорний пішак · e7 чорний слон · f7 чорний пішак · g7 чорний пішак · h7 чорний пішак · c6 чорний кінь · d6 чорний пішак · f6 чорний кінь · b5 білий ферзь · e5 чорний пішак · e4 білий пішак · g4 чорний слон · b3 білий слон · c3 білий пішак · f3 білий кінь · b2 білий пішак · d2 білий пішак · f2 білий пішак · g2 білий пішак · h2 білий пішак · b1 білий кінь · c1 білий слон · f1 біла тура · g1 білий король | 6 |
| 5 | a8 чорний ферзь · f8 чорна тура · g8 чорний король · c7 чорний пішак · e7 чорний слон · f7 чорний пішак · g7 чорний пішак · h7 чорний пішак · c6 чорний кінь · d6 чорний пішак · f6 чорний кінь · b5 білий ферзь · e5 чорний пішак · e4 білий пішак · g4 чорний слон · b3 білий слон · c3 білий пішак · f3 білий кінь · b2 білий пішак · d2 білий пішак · f2 білий пішак · g2 білий пішак · h2 білий пішак · b1 білий кінь · c1 білий слон · f1 біла тура · g1 білий король | a8 чорний ферзь · f8 чорна тура · g8 чорний король · c7 чорний пішак · e7 чорний слон · f7 чорний пішак · g7 чорний пішак · h7 чорний пішак · c6 чорний кінь · d6 чорний пішак · f6 чорний кінь · b5 білий ферзь · e5 чорний пішак · e4 білий пішак · g4 чорний слон · b3 білий слон · c3 білий пішак · f3 білий кінь · b2 білий пішак · d2 білий пішак · f2 білий пішак · g2 білий пішак · h2 білий пішак · b1 білий кінь · c1 білий слон · f1 біла тура · g1 білий король | a8 чорний ферзь · f8 чорна тура · g8 чорний король · c7 чорний пішак · e7 чорний слон · f7 чорний пішак · g7 чорний пішак · h7 чорний пішак · c6 чорний кінь · d6 чорний пішак · f6 чорний кінь · b5 білий ферзь · e5 чорний пішак · e4 білий пішак · g4 чорний слон · b3 білий слон · c3 білий пішак · f3 білий кінь · b2 білий пішак · d2 білий пішак · f2 білий пішак · g2 білий пішак · h2 білий пішак · b1 білий кінь · c1 білий слон · f1 біла тура · g1 білий король | a8 чорний ферзь · f8 чорна тура · g8 чорний король · c7 чорний пішак · e7 чорний слон · f7 чорний пішак · g7 чорний пішак · h7 чорний пішак · c6 чорний кінь · d6 чорний пішак · f6 чорний кінь · b5 білий ферзь · e5 чорний пішак · e4 білий пішак · g4 чорний слон · b3 білий слон · c3 білий пішак · f3 білий кінь · b2 білий пішак · d2 білий пішак · f2 білий пішак · g2 білий пішак · h2 білий пішак · b1 білий кінь · c1 білий слон · f1 біла тура · g1 білий король | a8 чорний ферзь · f8 чорна тура · g8 чорний король · c7 чорний пішак · e7 чорний слон · f7 чорний пішак · g7 чорний пішак · h7 чорний пішак · c6 чорний кінь · d6 чорний пішак · f6 чорний кінь · b5 білий ферзь · e5 чорний пішак · e4 білий пішак · g4 чорний слон · b3 білий слон · c3 білий пішак · f3 білий кінь · b2 білий пішак · d2 білий пішак · f2 білий пішак · g2 білий пішак · h2 білий пішак · b1 білий кінь · c1 білий слон · f1 біла тура · g1 білий король | a8 чорний ферзь · f8 чорна тура · g8 чорний король · c7 чорний пішак · e7 чорний слон · f7 чорний пішак · g7 чорний пішак · h7 чорний пішак · c6 чорний кінь · d6 чорний пішак · f6 чорний кінь · b5 білий ферзь · e5 чорний пішак · e4 білий пішак · g4 чорний слон · b3 білий слон · c3 білий пішак · f3 білий кінь · b2 білий пішак · d2 білий пішак · f2 білий пішак · g2 білий пішак · h2 білий пішак · b1 білий кінь · c1 білий слон · f1 біла тура · g1 білий король | a8 чорний ферзь · f8 чорна тура · g8 чорний король · c7 чорний пішак · e7 чорний слон · f7 чорний пішак · g7 чорний пішак · h7 чорний пішак · c6 чорний кінь · d6 чорний пішак · f6 чорний кінь · b5 білий ферзь · e5 чорний пішак · e4 білий пішак · g4 чорний слон · b3 білий слон · c3 білий пішак · f3 білий кінь · b2 білий пішак · d2 білий пішак · f2 білий пішак · g2 білий пішак · h2 білий пішак · b1 білий кінь · c1 білий слон · f1 біла тура · g1 білий король | a8 чорний ферзь · f8 чорна тура · g8 чорний король · c7 чорний пішак · e7 чорний слон · f7 чорний пішак · g7 чорний пішак · h7 чорний пішак · c6 чорний кінь · d6 чорний пішак · f6 чорний кінь · b5 білий ферзь · e5 чорний пішак · e4 білий пішак · g4 чорний слон · b3 білий слон · c3 білий пішак · f3 білий кінь · b2 білий пішак · d2 білий пішак · f2 білий пішак · g2 білий пішак · h2 білий пішак · b1 білий кінь · c1 білий слон · f1 біла тура · g1 білий король | 5 |
| 4 | a8 чорний ферзь · f8 чорна тура · g8 чорний король · c7 чорний пішак · e7 чорний слон · f7 чорний пішак · g7 чорний пішак · h7 чорний пішак · c6 чорний кінь · d6 чорний пішак · f6 чорний кінь · b5 білий ферзь · e5 чорний пішак · e4 білий пішак · g4 чорний слон · b3 білий слон · c3 білий пішак · f3 білий кінь · b2 білий пішак · d2 білий пішак · f2 білий пішак · g2 білий пішак · h2 білий пішак · b1 білий кінь · c1 білий слон · f1 біла тура · g1 білий король | a8 чорний ферзь · f8 чорна тура · g8 чорний король · c7 чорний пішак · e7 чорний слон · f7 чорний пішак · g7 чорний пішак · h7 чорний пішак · c6 чорний кінь · d6 чорний пішак · f6 чорний кінь · b5 білий ферзь · e5 чорний пішак · e4 білий пішак · g4 чорний слон · b3 білий слон · c3 білий пішак · f3 білий кінь · b2 білий пішак · d2 білий пішак · f2 білий пішак · g2 білий пішак · h2 білий пішак · b1 білий кінь · c1 білий слон · f1 біла тура · g1 білий король | a8 чорний ферзь · f8 чорна тура · g8 чорний король · c7 чорний пішак · e7 чорний слон · f7 чорний пішак · g7 чорний пішак · h7 чорний пішак · c6 чорний кінь · d6 чорний пішак · f6 чорний кінь · b5 білий ферзь · e5 чорний пішак · e4 білий пішак · g4 чорний слон · b3 білий слон · c3 білий пішак · f3 білий кінь · b2 білий пішак · d2 білий пішак · f2 білий пішак · g2 білий пішак · h2 білий пішак · b1 білий кінь · c1 білий слон · f1 біла тура · g1 білий король | a8 чорний ферзь · f8 чорна тура · g8 чорний король · c7 чорний пішак · e7 чорний слон · f7 чорний пішак · g7 чорний пішак · h7 чорний пішак · c6 чорний кінь · d6 чорний пішак · f6 чорний кінь · b5 білий ферзь · e5 чорний пішак · e4 білий пішак · g4 чорний слон · b3 білий слон · c3 білий пішак · f3 білий кінь · b2 білий пішак · d2 білий пішак · f2 білий пішак · g2 білий пішак · h2 білий пішак · b1 білий кінь · c1 білий слон · f1 біла тура · g1 білий король | a8 чорний ферзь · f8 чорна тура · g8 чорний король · c7 чорний пішак · e7 чорний слон · f7 чорний пішак · g7 чорний пішак · h7 чорний пішак · c6 чорний кінь · d6 чорний пішак · f6 чорний кінь · b5 білий ферзь · e5 чорний пішак · e4 білий пішак · g4 чорний слон · b3 білий слон · c3 білий пішак · f3 білий кінь · b2 білий пішак · d2 білий пішак · f2 білий пішак · g2 білий пішак · h2 білий пішак · b1 білий кінь · c1 білий слон · f1 біла тура · g1 білий король | a8 чорний ферзь · f8 чорна тура · g8 чорний король · c7 чорний пішак · e7 чорний слон · f7 чорний пішак · g7 чорний пішак · h7 чорний пішак · c6 чорний кінь · d6 чорний пішак · f6 чорний кінь · b5 білий ферзь · e5 чорний пішак · e4 білий пішак · g4 чорний слон · b3 білий слон · c3 білий пішак · f3 білий кінь · b2 білий пішак · d2 білий пішак · f2 білий пішак · g2 білий пішак · h2 білий пішак · b1 білий кінь · c1 білий слон · f1 біла тура · g1 білий король | a8 чорний ферзь · f8 чорна тура · g8 чорний король · c7 чорний пішак · e7 чорний слон · f7 чорний пішак · g7 чорний пішак · h7 чорний пішак · c6 чорний кінь · d6 чорний пішак · f6 чорний кінь · b5 білий ферзь · e5 чорний пішак · e4 білий пішак · g4 чорний слон · b3 білий слон · c3 білий пішак · f3 білий кінь · b2 білий пішак · d2 білий пішак · f2 білий пішак · g2 білий пішак · h2 білий пішак · b1 білий кінь · c1 білий слон · f1 біла тура · g1 білий король | a8 чорний ферзь · f8 чорна тура · g8 чорний король · c7 чорний пішак · e7 чорний слон · f7 чорний пішак · g7 чорний пішак · h7 чорний пішак · c6 чорний кінь · d6 чорний пішак · f6 чорний кінь · b5 білий ферзь · e5 чорний пішак · e4 білий пішак · g4 чорний слон · b3 білий слон · c3 білий пішак · f3 білий кінь · b2 білий пішак · d2 білий пішак · f2 білий пішак · g2 білий пішак · h2 білий пішак · b1 білий кінь · c1 білий слон · f1 біла тура · g1 білий король | 4 |
| 3 | a8 чорний ферзь · f8 чорна тура · g8 чорний король · c7 чорний пішак · e7 чорний слон · f7 чорний пішак · g7 чорний пішак · h7 чорний пішак · c6 чорний кінь · d6 чорний пішак · f6 чорний кінь · b5 білий ферзь · e5 чорний пішак · e4 білий пішак · g4 чорний слон · b3 білий слон · c3 білий пішак · f3 білий кінь · b2 білий пішак · d2 білий пішак · f2 білий пішак · g2 білий пішак · h2 білий пішак · b1 білий кінь · c1 білий слон · f1 біла тура · g1 білий король | a8 чорний ферзь · f8 чорна тура · g8 чорний король · c7 чорний пішак · e7 чорний слон · f7 чорний пішак · g7 чорний пішак · h7 чорний пішак · c6 чорний кінь · d6 чорний пішак · f6 чорний кінь · b5 білий ферзь · e5 чорний пішак · e4 білий пішак · g4 чорний слон · b3 білий слон · c3 білий пішак · f3 білий кінь · b2 білий пішак · d2 білий пішак · f2 білий пішак · g2 білий пішак · h2 білий пішак · b1 білий кінь · c1 білий слон · f1 біла тура · g1 білий король | a8 чорний ферзь · f8 чорна тура · g8 чорний король · c7 чорний пішак · e7 чорний слон · f7 чорний пішак · g7 чорний пішак · h7 чорний пішак · c6 чорний кінь · d6 чорний пішак · f6 чорний кінь · b5 білий ферзь · e5 чорний пішак · e4 білий пішак · g4 чорний слон · b3 білий слон · c3 білий пішак · f3 білий кінь · b2 білий пішак · d2 білий пішак · f2 білий пішак · g2 білий пішак · h2 білий пішак · b1 білий кінь · c1 білий слон · f1 біла тура · g1 білий король | a8 чорний ферзь · f8 чорна тура · g8 чорний король · c7 чорний пішак · e7 чорний слон · f7 чорний пішак · g7 чорний пішак · h7 чорний пішак · c6 чорний кінь · d6 чорний пішак · f6 чорний кінь · b5 білий ферзь · e5 чорний пішак · e4 білий пішак · g4 чорний слон · b3 білий слон · c3 білий пішак · f3 білий кінь · b2 білий пішак · d2 білий пішак · f2 білий пішак · g2 білий пішак · h2 білий пішак · b1 білий кінь · c1 білий слон · f1 біла тура · g1 білий король | a8 чорний ферзь · f8 чорна тура · g8 чорний король · c7 чорний пішак · e7 чорний слон · f7 чорний пішак · g7 чорний пішак · h7 чорний пішак · c6 чорний кінь · d6 чорний пішак · f6 чорний кінь · b5 білий ферзь · e5 чорний пішак · e4 білий пішак · g4 чорний слон · b3 білий слон · c3 білий пішак · f3 білий кінь · b2 білий пішак · d2 білий пішак · f2 білий пішак · g2 білий пішак · h2 білий пішак · b1 білий кінь · c1 білий слон · f1 біла тура · g1 білий король | a8 чорний ферзь · f8 чорна тура · g8 чорний король · c7 чорний пішак · e7 чорний слон · f7 чорний пішак · g7 чорний пішак · h7 чорний пішак · c6 чорний кінь · d6 чорний пішак · f6 чорний кінь · b5 білий ферзь · e5 чорний пішак · e4 білий пішак · g4 чорний слон · b3 білий слон · c3 білий пішак · f3 білий кінь · b2 білий пішак · d2 білий пішак · f2 білий пішак · g2 білий пішак · h2 білий пішак · b1 білий кінь · c1 білий слон · f1 біла тура · g1 білий король | a8 чорний ферзь · f8 чорна тура · g8 чорний король · c7 чорний пішак · e7 чорний слон · f7 чорний пішак · g7 чорний пішак · h7 чорний пішак · c6 чорний кінь · d6 чорний пішак · f6 чорний кінь · b5 білий ферзь · e5 чорний пішак · e4 білий пішак · g4 чорний слон · b3 білий слон · c3 білий пішак · f3 білий кінь · b2 білий пішак · d2 білий пішак · f2 білий пішак · g2 білий пішак · h2 білий пішак · b1 білий кінь · c1 білий слон · f1 біла тура · g1 білий король | a8 чорний ферзь · f8 чорна тура · g8 чорний король · c7 чорний пішак · e7 чорний слон · f7 чорний пішак · g7 чорний пішак · h7 чорний пішак · c6 чорний кінь · d6 чорний пішак · f6 чорний кінь · b5 білий ферзь · e5 чорний пішак · e4 білий пішак · g4 чорний слон · b3 білий слон · c3 білий пішак · f3 білий кінь · b2 білий пішак · d2 білий пішак · f2 білий пішак · g2 білий пішак · h2 білий пішак · b1 білий кінь · c1 білий слон · f1 біла тура · g1 білий король | 3 |
| 2 | a8 чорний ферзь · f8 чорна тура · g8 чорний король · c7 чорний пішак · e7 чорний слон · f7 чорний пішак · g7 чорний пішак · h7 чорний пішак · c6 чорний кінь · d6 чорний пішак · f6 чорний кінь · b5 білий ферзь · e5 чорний пішак · e4 білий пішак · g4 чорний слон · b3 білий слон · c3 білий пішак · f3 білий кінь · b2 білий пішак · d2 білий пішак · f2 білий пішак · g2 білий пішак · h2 білий пішак · b1 білий кінь · c1 білий слон · f1 біла тура · g1 білий король | a8 чорний ферзь · f8 чорна тура · g8 чорний король · c7 чорний пішак · e7 чорний слон · f7 чорний пішак · g7 чорний пішак · h7 чорний пішак · c6 чорний кінь · d6 чорний пішак · f6 чорний кінь · b5 білий ферзь · e5 чорний пішак · e4 білий пішак · g4 чорний слон · b3 білий слон · c3 білий пішак · f3 білий кінь · b2 білий пішак · d2 білий пішак · f2 білий пішак · g2 білий пішак · h2 білий пішак · b1 білий кінь · c1 білий слон · f1 біла тура · g1 білий король | a8 чорний ферзь · f8 чорна тура · g8 чорний король · c7 чорний пішак · e7 чорний слон · f7 чорний пішак · g7 чорний пішак · h7 чорний пішак · c6 чорний кінь · d6 чорний пішак · f6 чорний кінь · b5 білий ферзь · e5 чорний пішак · e4 білий пішак · g4 чорний слон · b3 білий слон · c3 білий пішак · f3 білий кінь · b2 білий пішак · d2 білий пішак · f2 білий пішак · g2 білий пішак · h2 білий пішак · b1 білий кінь · c1 білий слон · f1 біла тура · g1 білий король | a8 чорний ферзь · f8 чорна тура · g8 чорний король · c7 чорний пішак · e7 чорний слон · f7 чорний пішак · g7 чорний пішак · h7 чорний пішак · c6 чорний кінь · d6 чорний пішак · f6 чорний кінь · b5 білий ферзь · e5 чорний пішак · e4 білий пішак · g4 чорний слон · b3 білий слон · c3 білий пішак · f3 білий кінь · b2 білий пішак · d2 білий пішак · f2 білий пішак · g2 білий пішак · h2 білий пішак · b1 білий кінь · c1 білий слон · f1 біла тура · g1 білий король | a8 чорний ферзь · f8 чорна тура · g8 чорний король · c7 чорний пішак · e7 чорний слон · f7 чорний пішак · g7 чорний пішак · h7 чорний пішак · c6 чорний кінь · d6 чорний пішак · f6 чорний кінь · b5 білий ферзь · e5 чорний пішак · e4 білий пішак · g4 чорний слон · b3 білий слон · c3 білий пішак · f3 білий кінь · b2 білий пішак · d2 білий пішак · f2 білий пішак · g2 білий пішак · h2 білий пішак · b1 білий кінь · c1 білий слон · f1 біла тура · g1 білий король | a8 чорний ферзь · f8 чорна тура · g8 чорний король · c7 чорний пішак · e7 чорний слон · f7 чорний пішак · g7 чорний пішак · h7 чорний пішак · c6 чорний кінь · d6 чорний пішак · f6 чорний кінь · b5 білий ферзь · e5 чорний пішак · e4 білий пішак · g4 чорний слон · b3 білий слон · c3 білий пішак · f3 білий кінь · b2 білий пішак · d2 білий пішак · f2 білий пішак · g2 білий пішак · h2 білий пішак · b1 білий кінь · c1 білий слон · f1 біла тура · g1 білий король | a8 чорний ферзь · f8 чорна тура · g8 чорний король · c7 чорний пішак · e7 чорний слон · f7 чорний пішак · g7 чорний пішак · h7 чорний пішак · c6 чорний кінь · d6 чорний пішак · f6 чорний кінь · b5 білий ферзь · e5 чорний пішак · e4 білий пішак · g4 чорний слон · b3 білий слон · c3 білий пішак · f3 білий кінь · b2 білий пішак · d2 білий пішак · f2 білий пішак · g2 білий пішак · h2 білий пішак · b1 білий кінь · c1 білий слон · f1 біла тура · g1 білий король | a8 чорний ферзь · f8 чорна тура · g8 чорний король · c7 чорний пішак · e7 чорний слон · f7 чорний пішак · g7 чорний пішак · h7 чорний пішак · c6 чорний кінь · d6 чорний пішак · f6 чорний кінь · b5 білий ферзь · e5 чорний пішак · e4 білий пішак · g4 чорний слон · b3 білий слон · c3 білий пішак · f3 білий кінь · b2 білий пішак · d2 білий пішак · f2 білий пішак · g2 білий пішак · h2 білий пішак · b1 білий кінь · c1 білий слон · f1 біла тура · g1 білий король | 2 |
| 1 | a8 чорний ферзь · f8 чорна тура · g8 чорний король · c7 чорний пішак · e7 чорний слон · f7 чорний пішак · g7 чорний пішак · h7 чорний пішак · c6 чорний кінь · d6 чорний пішак · f6 чорний кінь · b5 білий ферзь · e5 чорний пішак · e4 білий пішак · g4 чорний слон · b3 білий слон · c3 білий пішак · f3 білий кінь · b2 білий пішак · d2 білий пішак · f2 білий пішак · g2 білий пішак · h2 білий пішак · b1 білий кінь · c1 білий слон · f1 біла тура · g1 білий король | a8 чорний ферзь · f8 чорна тура · g8 чорний король · c7 чорний пішак · e7 чорний слон · f7 чорний пішак · g7 чорний пішак · h7 чорний пішак · c6 чорний кінь · d6 чорний пішак · f6 чорний кінь · b5 білий ферзь · e5 чорний пішак · e4 білий пішак · g4 чорний слон · b3 білий слон · c3 білий пішак · f3 білий кінь · b2 білий пішак · d2 білий пішак · f2 білий пішак · g2 білий пішак · h2 білий пішак · b1 білий кінь · c1 білий слон · f1 біла тура · g1 білий король | a8 чорний ферзь · f8 чорна тура · g8 чорний король · c7 чорний пішак · e7 чорний слон · f7 чорний пішак · g7 чорний пішак · h7 чорний пішак · c6 чорний кінь · d6 чорний пішак · f6 чорний кінь · b5 білий ферзь · e5 чорний пішак · e4 білий пішак · g4 чорний слон · b3 білий слон · c3 білий пішак · f3 білий кінь · b2 білий пішак · d2 білий пішак · f2 білий пішак · g2 білий пішак · h2 білий пішак · b1 білий кінь · c1 білий слон · f1 біла тура · g1 білий король | a8 чорний ферзь · f8 чорна тура · g8 чорний король · c7 чорний пішак · e7 чорний слон · f7 чорний пішак · g7 чорний пішак · h7 чорний пішак · c6 чорний кінь · d6 чорний пішак · f6 чорний кінь · b5 білий ферзь · e5 чорний пішак · e4 білий пішак · g4 чорний слон · b3 білий слон · c3 білий пішак · f3 білий кінь · b2 білий пішак · d2 білий пішак · f2 білий пішак · g2 білий пішак · h2 білий пішак · b1 білий кінь · c1 білий слон · f1 біла тура · g1 білий король | a8 чорний ферзь · f8 чорна тура · g8 чорний король · c7 чорний пішак · e7 чорний слон · f7 чорний пішак · g7 чорний пішак · h7 чорний пішак · c6 чорний кінь · d6 чорний пішак · f6 чорний кінь · b5 білий ферзь · e5 чорний пішак · e4 білий пішак · g4 чорний слон · b3 білий слон · c3 білий пішак · f3 білий кінь · b2 білий пішак · d2 білий пішак · f2 білий пішак · g2 білий пішак · h2 білий пішак · b1 білий кінь · c1 білий слон · f1 біла тура · g1 білий король | a8 чорний ферзь · f8 чорна тура · g8 чорний король · c7 чорний пішак · e7 чорний слон · f7 чорний пішак · g7 чорний пішак · h7 чорний пішак · c6 чорний кінь · d6 чорний пішак · f6 чорний кінь · b5 білий ферзь · e5 чорний пішак · e4 білий пішак · g4 чорний слон · b3 білий слон · c3 білий пішак · f3 білий кінь · b2 білий пішак · d2 білий пішак · f2 білий пішак · g2 білий пішак · h2 білий пішак · b1 білий кінь · c1 білий слон · f1 біла тура · g1 білий король | a8 чорний ферзь · f8 чорна тура · g8 чорний король · c7 чорний пішак · e7 чорний слон · f7 чорний пішак · g7 чорний пішак · h7 чорний пішак · c6 чорний кінь · d6 чорний пішак · f6 чорний кінь · b5 білий ферзь · e5 чорний пішак · e4 білий пішак · g4 чорний слон · b3 білий слон · c3 білий пішак · f3 білий кінь · b2 білий пішак · d2 білий пішак · f2 білий пішак · g2 білий пішак · h2 білий пішак · b1 білий кінь · c1 білий слон · f1 біла тура · g1 білий король | a8 чорний ферзь · f8 чорна тура · g8 чорний король · c7 чорний пішак · e7 чорний слон · f7 чорний пішак · g7 чорний пішак · h7 чорний пішак · c6 чорний кінь · d6 чорний пішак · f6 чорний кінь · b5 білий ферзь · e5 чорний пішак · e4 білий пішак · g4 чорний слон · b3 білий слон · c3 білий пішак · f3 білий кінь · b2 білий пішак · d2 білий пішак · f2 білий пішак · g2 білий пішак · h2 білий пішак · b1 білий кінь · c1 білий слон · f1 біла тура · g1 білий король | 1 |
|   | a | b | c | d | e | f | g | h |   |

|   | a | b | c | d | e | f | g | h |   |
| 8 | b8 чорна тура · f8 чорний король · c7 чорний пішак · e7 чорний слон · g7 чорний пішак · h7 чорний пішак · d6 чорний пішак · c5 чорний кінь · f5 чорний пішак · b4 чорний кінь · c4 білий слон · d4 білий кінь · b3 білий пішак · f3 білий пішак · e2 біла тура · f2 білий пішак · g2 білий король · h2 білий пішак · c1 білий слон | b8 чорна тура · f8 чорний король · c7 чорний пішак · e7 чорний слон · g7 чорний пішак · h7 чорний пішак · d6 чорний пішак · c5 чорний кінь · f5 чорний пішак · b4 чорний кінь · c4 білий слон · d4 білий кінь · b3 білий пішак · f3 білий пішак · e2 біла тура · f2 білий пішак · g2 білий король · h2 білий пішак · c1 білий слон | b8 чорна тура · f8 чорний король · c7 чорний пішак · e7 чорний слон · g7 чорний пішак · h7 чорний пішак · d6 чорний пішак · c5 чорний кінь · f5 чорний пішак · b4 чорний кінь · c4 білий слон · d4 білий кінь · b3 білий пішак · f3 білий пішак · e2 біла тура · f2 білий пішак · g2 білий король · h2 білий пішак · c1 білий слон | b8 чорна тура · f8 чорний король · c7 чорний пішак · e7 чорний слон · g7 чорний пішак · h7 чорний пішак · d6 чорний пішак · c5 чорний кінь · f5 чорний пішак · b4 чорний кінь · c4 білий слон · d4 білий кінь · b3 білий пішак · f3 білий пішак · e2 біла тура · f2 білий пішак · g2 білий король · h2 білий пішак · c1 білий слон | b8 чорна тура · f8 чорний король · c7 чорний пішак · e7 чорний слон · g7 чорний пішак · h7 чорний пішак · d6 чорний пішак · c5 чорний кінь · f5 чорний пішак · b4 чорний кінь · c4 білий слон · d4 білий кінь · b3 білий пішак · f3 білий пішак · e2 біла тура · f2 білий пішак · g2 білий король · h2 білий пішак · c1 білий слон | b8 чорна тура · f8 чорний король · c7 чорний пішак · e7 чорний слон · g7 чорний пішак · h7 чорний пішак · d6 чорний пішак · c5 чорний кінь · f5 чорний пішак · b4 чорний кінь · c4 білий слон · d4 білий кінь · b3 білий пішак · f3 білий пішак · e2 біла тура · f2 білий пішак · g2 білий король · h2 білий пішак · c1 білий слон | b8 чорна тура · f8 чорний король · c7 чорний пішак · e7 чорний слон · g7 чорний пішак · h7 чорний пішак · d6 чорний пішак · c5 чорний кінь · f5 чорний пішак · b4 чорний кінь · c4 білий слон · d4 білий кінь · b3 білий пішак · f3 білий пішак · e2 біла тура · f2 білий пішак · g2 білий король · h2 білий пішак · c1 білий слон | b8 чорна тура · f8 чорний король · c7 чорний пішак · e7 чорний слон · g7 чорний пішак · h7 чорний пішак · d6 чорний пішак · c5 чорний кінь · f5 чорний пішак · b4 чорний кінь · c4 білий слон · d4 білий кінь · b3 білий пішак · f3 білий пішак · e2 біла тура · f2 білий пішак · g2 білий король · h2 білий пішак · c1 білий слон | 8 |
| 7 | b8 чорна тура · f8 чорний король · c7 чорний пішак · e7 чорний слон · g7 чорний пішак · h7 чорний пішак · d6 чорний пішак · c5 чорний кінь · f5 чорний пішак · b4 чорний кінь · c4 білий слон · d4 білий кінь · b3 білий пішак · f3 білий пішак · e2 біла тура · f2 білий пішак · g2 білий король · h2 білий пішак · c1 білий слон | b8 чорна тура · f8 чорний король · c7 чорний пішак · e7 чорний слон · g7 чорний пішак · h7 чорний пішак · d6 чорний пішак · c5 чорний кінь · f5 чорний пішак · b4 чорний кінь · c4 білий слон · d4 білий кінь · b3 білий пішак · f3 білий пішак · e2 біла тура · f2 білий пішак · g2 білий король · h2 білий пішак · c1 білий слон | b8 чорна тура · f8 чорний король · c7 чорний пішак · e7 чорний слон · g7 чорний пішак · h7 чорний пішак · d6 чорний пішак · c5 чорний кінь · f5 чорний пішак · b4 чорний кінь · c4 білий слон · d4 білий кінь · b3 білий пішак · f3 білий пішак · e2 біла тура · f2 білий пішак · g2 білий король · h2 білий пішак · c1 білий слон | b8 чорна тура · f8 чорний король · c7 чорний пішак · e7 чорний слон · g7 чорний пішак · h7 чорний пішак · d6 чорний пішак · c5 чорний кінь · f5 чорний пішак · b4 чорний кінь · c4 білий слон · d4 білий кінь · b3 білий пішак · f3 білий пішак · e2 біла тура · f2 білий пішак · g2 білий король · h2 білий пішак · c1 білий слон | b8 чорна тура · f8 чорний король · c7 чорний пішак · e7 чорний слон · g7 чорний пішак · h7 чорний пішак · d6 чорний пішак · c5 чорний кінь · f5 чорний пішак · b4 чорний кінь · c4 білий слон · d4 білий кінь · b3 білий пішак · f3 білий пішак · e2 біла тура · f2 білий пішак · g2 білий король · h2 білий пішак · c1 білий слон | b8 чорна тура · f8 чорний король · c7 чорний пішак · e7 чорний слон · g7 чорний пішак · h7 чорний пішак · d6 чорний пішак · c5 чорний кінь · f5 чорний пішак · b4 чорний кінь · c4 білий слон · d4 білий кінь · b3 білий пішак · f3 білий пішак · e2 біла тура · f2 білий пішак · g2 білий король · h2 білий пішак · c1 білий слон | b8 чорна тура · f8 чорний король · c7 чорний пішак · e7 чорний слон · g7 чорний пішак · h7 чорний пішак · d6 чорний пішак · c5 чорний кінь · f5 чорний пішак · b4 чорний кінь · c4 білий слон · d4 білий кінь · b3 білий пішак · f3 білий пішак · e2 біла тура · f2 білий пішак · g2 білий король · h2 білий пішак · c1 білий слон | b8 чорна тура · f8 чорний король · c7 чорний пішак · e7 чорний слон · g7 чорний пішак · h7 чорний пішак · d6 чорний пішак · c5 чорний кінь · f5 чорний пішак · b4 чорний кінь · c4 білий слон · d4 білий кінь · b3 білий пішак · f3 білий пішак · e2 біла тура · f2 білий пішак · g2 білий король · h2 білий пішак · c1 білий слон | 7 |
| 6 | b8 чорна тура · f8 чорний король · c7 чорний пішак · e7 чорний слон · g7 чорний пішак · h7 чорний пішак · d6 чорний пішак · c5 чорний кінь · f5 чорний пішак · b4 чорний кінь · c4 білий слон · d4 білий кінь · b3 білий пішак · f3 білий пішак · e2 біла тура · f2 білий пішак · g2 білий король · h2 білий пішак · c1 білий слон | b8 чорна тура · f8 чорний король · c7 чорний пішак · e7 чорний слон · g7 чорний пішак · h7 чорний пішак · d6 чорний пішак · c5 чорний кінь · f5 чорний пішак · b4 чорний кінь · c4 білий слон · d4 білий кінь · b3 білий пішак · f3 білий пішак · e2 біла тура · f2 білий пішак · g2 білий король · h2 білий пішак · c1 білий слон | b8 чорна тура · f8 чорний король · c7 чорний пішак · e7 чорний слон · g7 чорний пішак · h7 чорний пішак · d6 чорний пішак · c5 чорний кінь · f5 чорний пішак · b4 чорний кінь · c4 білий слон · d4 білий кінь · b3 білий пішак · f3 білий пішак · e2 біла тура · f2 білий пішак · g2 білий король · h2 білий пішак · c1 білий слон | b8 чорна тура · f8 чорний король · c7 чорний пішак · e7 чорний слон · g7 чорний пішак · h7 чорний пішак · d6 чорний пішак · c5 чорний кінь · f5 чорний пішак · b4 чорний кінь · c4 білий слон · d4 білий кінь · b3 білий пішак · f3 білий пішак · e2 біла тура · f2 білий пішак · g2 білий король · h2 білий пішак · c1 білий слон | b8 чорна тура · f8 чорний король · c7 чорний пішак · e7 чорний слон · g7 чорний пішак · h7 чорний пішак · d6 чорний пішак · c5 чорний кінь · f5 чорний пішак · b4 чорний кінь · c4 білий слон · d4 білий кінь · b3 білий пішак · f3 білий пішак · e2 біла тура · f2 білий пішак · g2 білий король · h2 білий пішак · c1 білий слон | b8 чорна тура · f8 чорний король · c7 чорний пішак · e7 чорний слон · g7 чорний пішак · h7 чорний пішак · d6 чорний пішак · c5 чорний кінь · f5 чорний пішак · b4 чорний кінь · c4 білий слон · d4 білий кінь · b3 білий пішак · f3 білий пішак · e2 біла тура · f2 білий пішак · g2 білий король · h2 білий пішак · c1 білий слон | b8 чорна тура · f8 чорний король · c7 чорний пішак · e7 чорний слон · g7 чорний пішак · h7 чорний пішак · d6 чорний пішак · c5 чорний кінь · f5 чорний пішак · b4 чорний кінь · c4 білий слон · d4 білий кінь · b3 білий пішак · f3 білий пішак · e2 біла тура · f2 білий пішак · g2 білий король · h2 білий пішак · c1 білий слон | b8 чорна тура · f8 чорний король · c7 чорний пішак · e7 чорний слон · g7 чорний пішак · h7 чорний пішак · d6 чорний пішак · c5 чорний кінь · f5 чорний пішак · b4 чорний кінь · c4 білий слон · d4 білий кінь · b3 білий пішак · f3 білий пішак · e2 біла тура · f2 білий пішак · g2 білий король · h2 білий пішак · c1 білий слон | 6 |
| 5 | b8 чорна тура · f8 чорний король · c7 чорний пішак · e7 чорний слон · g7 чорний пішак · h7 чорний пішак · d6 чорний пішак · c5 чорний кінь · f5 чорний пішак · b4 чорний кінь · c4 білий слон · d4 білий кінь · b3 білий пішак · f3 білий пішак · e2 біла тура · f2 білий пішак · g2 білий король · h2 білий пішак · c1 білий слон | b8 чорна тура · f8 чорний король · c7 чорний пішак · e7 чорний слон · g7 чорний пішак · h7 чорний пішак · d6 чорний пішак · c5 чорний кінь · f5 чорний пішак · b4 чорний кінь · c4 білий слон · d4 білий кінь · b3 білий пішак · f3 білий пішак · e2 біла тура · f2 білий пішак · g2 білий король · h2 білий пішак · c1 білий слон | b8 чорна тура · f8 чорний король · c7 чорний пішак · e7 чорний слон · g7 чорний пішак · h7 чорний пішак · d6 чорний пішак · c5 чорний кінь · f5 чорний пішак · b4 чорний кінь · c4 білий слон · d4 білий кінь · b3 білий пішак · f3 білий пішак · e2 біла тура · f2 білий пішак · g2 білий король · h2 білий пішак · c1 білий слон | b8 чорна тура · f8 чорний король · c7 чорний пішак · e7 чорний слон · g7 чорний пішак · h7 чорний пішак · d6 чорний пішак · c5 чорний кінь · f5 чорний пішак · b4 чорний кінь · c4 білий слон · d4 білий кінь · b3 білий пішак · f3 білий пішак · e2 біла тура · f2 білий пішак · g2 білий король · h2 білий пішак · c1 білий слон | b8 чорна тура · f8 чорний король · c7 чорний пішак · e7 чорний слон · g7 чорний пішак · h7 чорний пішак · d6 чорний пішак · c5 чорний кінь · f5 чорний пішак · b4 чорний кінь · c4 білий слон · d4 білий кінь · b3 білий пішак · f3 білий пішак · e2 біла тура · f2 білий пішак · g2 білий король · h2 білий пішак · c1 білий слон | b8 чорна тура · f8 чорний король · c7 чорний пішак · e7 чорний слон · g7 чорний пішак · h7 чорний пішак · d6 чорний пішак · c5 чорний кінь · f5 чорний пішак · b4 чорний кінь · c4 білий слон · d4 білий кінь · b3 білий пішак · f3 білий пішак · e2 біла тура · f2 білий пішак · g2 білий король · h2 білий пішак · c1 білий слон | b8 чорна тура · f8 чорний король · c7 чорний пішак · e7 чорний слон · g7 чорний пішак · h7 чорний пішак · d6 чорний пішак · c5 чорний кінь · f5 чорний пішак · b4 чорний кінь · c4 білий слон · d4 білий кінь · b3 білий пішак · f3 білий пішак · e2 біла тура · f2 білий пішак · g2 білий король · h2 білий пішак · c1 білий слон | b8 чорна тура · f8 чорний король · c7 чорний пішак · e7 чорний слон · g7 чорний пішак · h7 чорний пішак · d6 чорний пішак · c5 чорний кінь · f5 чорний пішак · b4 чорний кінь · c4 білий слон · d4 білий кінь · b3 білий пішак · f3 білий пішак · e2 біла тура · f2 білий пішак · g2 білий король · h2 білий пішак · c1 білий слон | 5 |
| 4 | b8 чорна тура · f8 чорний король · c7 чорний пішак · e7 чорний слон · g7 чорний пішак · h7 чорний пішак · d6 чорний пішак · c5 чорний кінь · f5 чорний пішак · b4 чорний кінь · c4 білий слон · d4 білий кінь · b3 білий пішак · f3 білий пішак · e2 біла тура · f2 білий пішак · g2 білий король · h2 білий пішак · c1 білий слон | b8 чорна тура · f8 чорний король · c7 чорний пішак · e7 чорний слон · g7 чорний пішак · h7 чорний пішак · d6 чорний пішак · c5 чорний кінь · f5 чорний пішак · b4 чорний кінь · c4 білий слон · d4 білий кінь · b3 білий пішак · f3 білий пішак · e2 біла тура · f2 білий пішак · g2 білий король · h2 білий пішак · c1 білий слон | b8 чорна тура · f8 чорний король · c7 чорний пішак · e7 чорний слон · g7 чорний пішак · h7 чорний пішак · d6 чорний пішак · c5 чорний кінь · f5 чорний пішак · b4 чорний кінь · c4 білий слон · d4 білий кінь · b3 білий пішак · f3 білий пішак · e2 біла тура · f2 білий пішак · g2 білий король · h2 білий пішак · c1 білий слон | b8 чорна тура · f8 чорний король · c7 чорний пішак · e7 чорний слон · g7 чорний пішак · h7 чорний пішак · d6 чорний пішак · c5 чорний кінь · f5 чорний пішак · b4 чорний кінь · c4 білий слон · d4 білий кінь · b3 білий пішак · f3 білий пішак · e2 біла тура · f2 білий пішак · g2 білий король · h2 білий пішак · c1 білий слон | b8 чорна тура · f8 чорний король · c7 чорний пішак · e7 чорний слон · g7 чорний пішак · h7 чорний пішак · d6 чорний пішак · c5 чорний кінь · f5 чорний пішак · b4 чорний кінь · c4 білий слон · d4 білий кінь · b3 білий пішак · f3 білий пішак · e2 біла тура · f2 білий пішак · g2 білий король · h2 білий пішак · c1 білий слон | b8 чорна тура · f8 чорний король · c7 чорний пішак · e7 чорний слон · g7 чорний пішак · h7 чорний пішак · d6 чорний пішак · c5 чорний кінь · f5 чорний пішак · b4 чорний кінь · c4 білий слон · d4 білий кінь · b3 білий пішак · f3 білий пішак · e2 біла тура · f2 білий пішак · g2 білий король · h2 білий пішак · c1 білий слон | b8 чорна тура · f8 чорний король · c7 чорний пішак · e7 чорний слон · g7 чорний пішак · h7 чорний пішак · d6 чорний пішак · c5 чорний кінь · f5 чорний пішак · b4 чорний кінь · c4 білий слон · d4 білий кінь · b3 білий пішак · f3 білий пішак · e2 біла тура · f2 білий пішак · g2 білий король · h2 білий пішак · c1 білий слон | b8 чорна тура · f8 чорний король · c7 чорний пішак · e7 чорний слон · g7 чорний пішак · h7 чорний пішак · d6 чорний пішак · c5 чорний кінь · f5 чорний пішак · b4 чорний кінь · c4 білий слон · d4 білий кінь · b3 білий пішак · f3 білий пішак · e2 біла тура · f2 білий пішак · g2 білий король · h2 білий пішак · c1 білий слон | 4 |
| 3 | b8 чорна тура · f8 чорний король · c7 чорний пішак · e7 чорний слон · g7 чорний пішак · h7 чорний пішак · d6 чорний пішак · c5 чорний кінь · f5 чорний пішак · b4 чорний кінь · c4 білий слон · d4 білий кінь · b3 білий пішак · f3 білий пішак · e2 біла тура · f2 білий пішак · g2 білий король · h2 білий пішак · c1 білий слон | b8 чорна тура · f8 чорний король · c7 чорний пішак · e7 чорний слон · g7 чорний пішак · h7 чорний пішак · d6 чорний пішак · c5 чорний кінь · f5 чорний пішак · b4 чорний кінь · c4 білий слон · d4 білий кінь · b3 білий пішак · f3 білий пішак · e2 біла тура · f2 білий пішак · g2 білий король · h2 білий пішак · c1 білий слон | b8 чорна тура · f8 чорний король · c7 чорний пішак · e7 чорний слон · g7 чорний пішак · h7 чорний пішак · d6 чорний пішак · c5 чорний кінь · f5 чорний пішак · b4 чорний кінь · c4 білий слон · d4 білий кінь · b3 білий пішак · f3 білий пішак · e2 біла тура · f2 білий пішак · g2 білий король · h2 білий пішак · c1 білий слон | b8 чорна тура · f8 чорний король · c7 чорний пішак · e7 чорний слон · g7 чорний пішак · h7 чорний пішак · d6 чорний пішак · c5 чорний кінь · f5 чорний пішак · b4 чорний кінь · c4 білий слон · d4 білий кінь · b3 білий пішак · f3 білий пішак · e2 біла тура · f2 білий пішак · g2 білий король · h2 білий пішак · c1 білий слон | b8 чорна тура · f8 чорний король · c7 чорний пішак · e7 чорний слон · g7 чорний пішак · h7 чорний пішак · d6 чорний пішак · c5 чорний кінь · f5 чорний пішак · b4 чорний кінь · c4 білий слон · d4 білий кінь · b3 білий пішак · f3 білий пішак · e2 біла тура · f2 білий пішак · g2 білий король · h2 білий пішак · c1 білий слон | b8 чорна тура · f8 чорний король · c7 чорний пішак · e7 чорний слон · g7 чорний пішак · h7 чорний пішак · d6 чорний пішак · c5 чорний кінь · f5 чорний пішак · b4 чорний кінь · c4 білий слон · d4 білий кінь · b3 білий пішак · f3 білий пішак · e2 біла тура · f2 білий пішак · g2 білий король · h2 білий пішак · c1 білий слон | b8 чорна тура · f8 чорний король · c7 чорний пішак · e7 чорний слон · g7 чорний пішак · h7 чорний пішак · d6 чорний пішак · c5 чорний кінь · f5 чорний пішак · b4 чорний кінь · c4 білий слон · d4 білий кінь · b3 білий пішак · f3 білий пішак · e2 біла тура · f2 білий пішак · g2 білий король · h2 білий пішак · c1 білий слон | b8 чорна тура · f8 чорний король · c7 чорний пішак · e7 чорний слон · g7 чорний пішак · h7 чорний пішак · d6 чорний пішак · c5 чорний кінь · f5 чорний пішак · b4 чорний кінь · c4 білий слон · d4 білий кінь · b3 білий пішак · f3 білий пішак · e2 біла тура · f2 білий пішак · g2 білий король · h2 білий пішак · c1 білий слон | 3 |
| 2 | b8 чорна тура · f8 чорний король · c7 чорний пішак · e7 чорний слон · g7 чорний пішак · h7 чорний пішак · d6 чорний пішак · c5 чорний кінь · f5 чорний пішак · b4 чорний кінь · c4 білий слон · d4 білий кінь · b3 білий пішак · f3 білий пішак · e2 біла тура · f2 білий пішак · g2 білий король · h2 білий пішак · c1 білий слон | b8 чорна тура · f8 чорний король · c7 чорний пішак · e7 чорний слон · g7 чорний пішак · h7 чорний пішак · d6 чорний пішак · c5 чорний кінь · f5 чорний пішак · b4 чорний кінь · c4 білий слон · d4 білий кінь · b3 білий пішак · f3 білий пішак · e2 біла тура · f2 білий пішак · g2 білий король · h2 білий пішак · c1 білий слон | b8 чорна тура · f8 чорний король · c7 чорний пішак · e7 чорний слон · g7 чорний пішак · h7 чорний пішак · d6 чорний пішак · c5 чорний кінь · f5 чорний пішак · b4 чорний кінь · c4 білий слон · d4 білий кінь · b3 білий пішак · f3 білий пішак · e2 біла тура · f2 білий пішак · g2 білий король · h2 білий пішак · c1 білий слон | b8 чорна тура · f8 чорний король · c7 чорний пішак · e7 чорний слон · g7 чорний пішак · h7 чорний пішак · d6 чорний пішак · c5 чорний кінь · f5 чорний пішак · b4 чорний кінь · c4 білий слон · d4 білий кінь · b3 білий пішак · f3 білий пішак · e2 біла тура · f2 білий пішак · g2 білий король · h2 білий пішак · c1 білий слон | b8 чорна тура · f8 чорний король · c7 чорний пішак · e7 чорний слон · g7 чорний пішак · h7 чорний пішак · d6 чорний пішак · c5 чорний кінь · f5 чорний пішак · b4 чорний кінь · c4 білий слон · d4 білий кінь · b3 білий пішак · f3 білий пішак · e2 біла тура · f2 білий пішак · g2 білий король · h2 білий пішак · c1 білий слон | b8 чорна тура · f8 чорний король · c7 чорний пішак · e7 чорний слон · g7 чорний пішак · h7 чорний пішак · d6 чорний пішак · c5 чорний кінь · f5 чорний пішак · b4 чорний кінь · c4 білий слон · d4 білий кінь · b3 білий пішак · f3 білий пішак · e2 біла тура · f2 білий пішак · g2 білий король · h2 білий пішак · c1 білий слон | b8 чорна тура · f8 чорний король · c7 чорний пішак · e7 чорний слон · g7 чорний пішак · h7 чорний пішак · d6 чорний пішак · c5 чорний кінь · f5 чорний пішак · b4 чорний кінь · c4 білий слон · d4 білий кінь · b3 білий пішак · f3 білий пішак · e2 біла тура · f2 білий пішак · g2 білий король · h2 білий пішак · c1 білий слон | b8 чорна тура · f8 чорний король · c7 чорний пішак · e7 чорний слон · g7 чорний пішак · h7 чорний пішак · d6 чорний пішак · c5 чорний кінь · f5 чорний пішак · b4 чорний кінь · c4 білий слон · d4 білий кінь · b3 білий пішак · f3 білий пішак · e2 біла тура · f2 білий пішак · g2 білий король · h2 білий пішак · c1 білий слон | 2 |
| 1 | b8 чорна тура · f8 чорний король · c7 чорний пішак · e7 чорний слон · g7 чорний пішак · h7 чорний пішак · d6 чорний пішак · c5 чорний кінь · f5 чорний пішак · b4 чорний кінь · c4 білий слон · d4 білий кінь · b3 білий пішак · f3 білий пішак · e2 біла тура · f2 білий пішак · g2 білий король · h2 білий пішак · c1 білий слон | b8 чорна тура · f8 чорний король · c7 чорний пішак · e7 чорний слон · g7 чорний пішак · h7 чорний пішак · d6 чорний пішак · c5 чорний кінь · f5 чорний пішак · b4 чорний кінь · c4 білий слон · d4 білий кінь · b3 білий пішак · f3 білий пішак · e2 біла тура · f2 білий пішак · g2 білий король · h2 білий пішак · c1 білий слон | b8 чорна тура · f8 чорний король · c7 чорний пішак · e7 чорний слон · g7 чорний пішак · h7 чорний пішак · d6 чорний пішак · c5 чорний кінь · f5 чорний пішак · b4 чорний кінь · c4 білий слон · d4 білий кінь · b3 білий пішак · f3 білий пішак · e2 біла тура · f2 білий пішак · g2 білий король · h2 білий пішак · c1 білий слон | b8 чорна тура · f8 чорний король · c7 чорний пішак · e7 чорний слон · g7 чорний пішак · h7 чорний пішак · d6 чорний пішак · c5 чорний кінь · f5 чорний пішак · b4 чорний кінь · c4 білий слон · d4 білий кінь · b3 білий пішак · f3 білий пішак · e2 біла тура · f2 білий пішак · g2 білий король · h2 білий пішак · c1 білий слон | b8 чорна тура · f8 чорний король · c7 чорний пішак · e7 чорний слон · g7 чорний пішак · h7 чорний пішак · d6 чорний пішак · c5 чорний кінь · f5 чорний пішак · b4 чорний кінь · c4 білий слон · d4 білий кінь · b3 білий пішак · f3 білий пішак · e2 біла тура · f2 білий пішак · g2 білий король · h2 білий пішак · c1 білий слон | b8 чорна тура · f8 чорний король · c7 чорний пішак · e7 чорний слон · g7 чорний пішак · h7 чорний пішак · d6 чорний пішак · c5 чорний кінь · f5 чорний пішак · b4 чорний кінь · c4 білий слон · d4 білий кінь · b3 білий пішак · f3 білий пішак · e2 біла тура · f2 білий пішак · g2 білий король · h2 білий пішак · c1 білий слон | b8 чорна тура · f8 чорний король · c7 чорний пішак · e7 чорний слон · g7 чорний пішак · h7 чорний пішак · d6 чорний пішак · c5 чорний кінь · f5 чорний пішак · b4 чорний кінь · c4 білий слон · d4 білий кінь · b3 білий пішак · f3 білий пішак · e2 біла тура · f2 білий пішак · g2 білий король · h2 білий пішак · c1 білий слон | b8 чорна тура · f8 чорний король · c7 чорний пішак · e7 чорний слон · g7 чорний пішак · h7 чорний пішак · d6 чорний пішак · c5 чорний кінь · f5 чорний пішак · b4 чорний кінь · c4 білий слон · d4 білий кінь · b3 білий пішак · f3 білий пішак · e2 біла тура · f2 білий пішак · g2 білий король · h2 білий пішак · c1 білий слон | 1 |
|   | a | b | c | d | e | f | g | h |   |

Не відпочивши як слід від суперництва в Голландії, кандидат на світову корону на початку 1939 року вирушив на так званий «тренувальний турнір» до Радянського Союзу, який фактично зібрав усіх провідних радянських майстрів, крім Ботвинника (також брали участь Решевський і Флор). Марафон із 17 партій закінчився фіаско — 12-13-им місцем. Така низька позиція так і залишилася найгіршим результатом у всій кар'єрі Кереса (так само 12-13-им він фінішував 1973 року в Петрополісі).
Шахова олімпіада в Буенос-Айресі ще тривала, коли розпочалася Друга світова війна. Пауль показав другий (після Алехіна) результат на першій шахівниці, здобувши 76,3% очок. Успішний виступ колеги по збірній Фрідемана дозволив Естонії посісти третє місце на олімпіаді — це досі найвище досягнення Естонії на шахових олімпіадах. Такий успіх шахістів із невеликої країни зробив їх національними героями на батьківщині. Після олімпіади в Буенос-Айресі провели невеликий турнір, перемогу на якому поділили Керес і Найдорф. Хоча олімпійські змагання закінчилися ще у вересні, через війну, яка охопила Європу, двоє членів збірної повернулися до Естонії в листопаді, а Керес — аж у грудні. Ільмар Рауд залишився жити в Аргентині.

### Воєнний і повоєнний час (1939—1947)

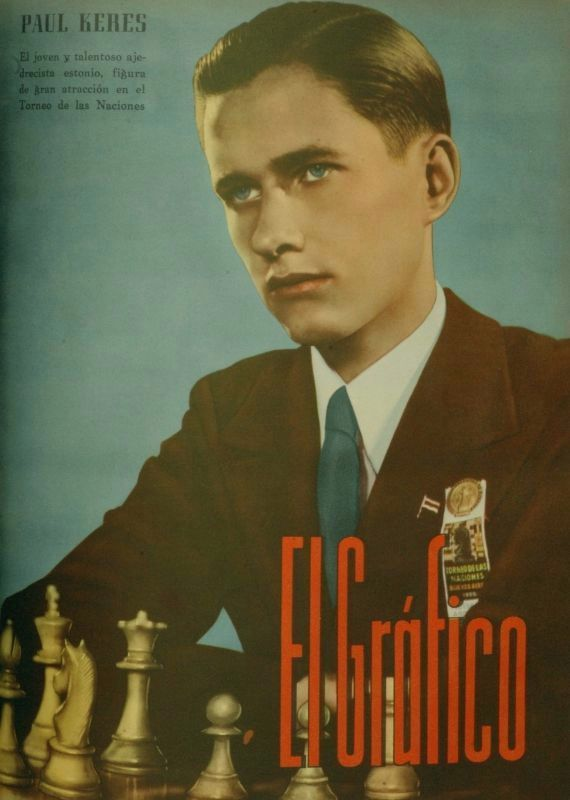
На шаховій олімпіаді в Буенос-Айресі 1939 року

Головною спортивною причиною, яка спонукала лідера естонських шахів повернутися до Європи, була телеграма від Макса Ейве, який пропонував зіграти матч у Голландії. Він розпочався 24 грудня 1939 року й завершився мінімальною перемогою естонського шахіста: 7½:6½.
1940 року Естонію окупували радянські війська й Керес, ставши громадянином СРСР, узяв участь у першості Радянського Союзу 1940 року. Він зовсім не знав російської мови й партії цього турніру коментував німецькою — тією іноземною, яку знав найкраще. Дебютант посів лише четверте місце. Переважна більшість суперників і стиль їхньої гри були загадкою, крім того Пауль сам визнав, що погано підготувався до турніру. Якщо поразку від Вересова та Макогонова (вони поділили 7-9-те місця) ще можна було пояснити, то сенсаційною стала поразка від маловідомого Вудаковського, який фінішував останнім і для якого перемога над Кересом була єдиною в турнірі. За підсумками першості коментатори відзначали меншу кількість гарних комбінацій і простішу гру Кереса, порівняно з виступами попередніх років.
На початку 1941 року вирішено провести «матч-турнір на звання абсолютного чемпіона СРСР». Причини були дуже прості — низьке (5-6-те) місце Ботвинника. Михайло був зразковим представником радянської шахової школи, посідав призові місця на найсильніших турнірах (Москва-1935, Москва-1936 та АВРО-турнір 1938) й влада робила ставку на нього як майбутнього претендента від СРСР на звання чемпіона світу. Наказ про проведення матч-турніру на звання абсолютного чемпіона СРСР Всесоюзний комітет із фізичної культури та спорту видав 14 лютого 1941, а вже наступного місяця змагання стартувало. Якщо Ботвинник був незадоволений організацією торішнього чемпіонату, де він погано зіграв, то Керес був незадоволений організацією турніру на звання абсолютного чемпіона, бо турнір був розділений між Ленінградом і Москвою. Матч-турнір за звання абсолютного чемпіона відбувся в березні-квітні 1941 року й завершився перемогою Ботвинника. Другим фінішував Керес, третім — Смислов. Пізніше Ботвинник казав, що це було справжнім показником сили цих гросмейстерів, адже в такій самій послідовності вони фінішували й 1948 року на матч-турнірі за звання чемпіона світу. Штучність звання «абсолютний чемпіон» критикував Керес — стосунки між ним і Ботвинником залишалися напружені та неприязні впродовж усіх 1940-х років.
Під час наступу нацистських військ Пауль Керес вирішив не евакуйовуватися в тил, залишився в Естонії й продовжував шахову діяльність. Його біограф Вальтер Хеуер уважав, що через те, що шахіст на початку війни підписав звернення в місцевій газеті, яке закликає боротися проти окупантів, його не запросили на масштабний Європейський турнір у Мюнхені восени 1941 року. Влітку 1942 року організовано сильний турнір у Зальцбурзі, куди запрошено Алехіна, Боголюбова, Штольца, Шмідта та Юнґе (двоє останніх поділили титул чемпіона Німеччини 1941 р.), а також Кереса. Перше місце посів Алехін (7½ із 10 очок), Керес став другим, набравши 6 очок і поступившись переможцеві в обох партіях. На турнірі в Празі 1943 року естонець відстав від Алехіна на 2½ очка й лише в Зальцбурзі того ж року зумів поділити перше місце з чемпіоном світу — це було найвище спортивне досягнення Кереса під час війни.
Від березня 1942 до серпня 1944 вів колонку Mõttesport у газеті «Postimees» — публікував матеріали на шахову тематику (статті, партії, аналізи, задачі) і власноруч складені кросворди. Працював над другою частиною «Шахової школи». Книга «Шахова школа-1» (Malekool I) побачила світ ще 1939 року. Легко став чемпіоном Естонії 1942 і 1943 років: у першості 1942-го виграв усі 15 партій, а наступного року байдуже поставився до турніру, через що один раз поступився та кілька партій звів унічию.
1944 року взяв участь у невеликому турнірі у Швеції. Він повернувся до Естонії, щоб устигнути забрати дружину та двох дітей до приходу російських військ. Однак катер, який мав переправити їх і інших представників культурної та політичної еліти (серед них Фрідеберт Туґлас і Тійт Куузік), не приплив.
Кереса критикували за участь у нацистських турнірах, викликали на допити в КДБ і внесли до переліку «ворогів радянської влади в Естонії», за якими прискіпливо слідкували відповідні органи й яких підозрювали в антирадянській діяльності. На оборону Кереса став нарком естонського НКВС Борис Кумм, який викреслив ім'я шахіста зі списку ворогів народу. У квітні 1945 року Керес написав листа особисто Молотову, де пояснив причини виступів у змаганнях на території Третього Райху й просив допустити його до участі в чемпіонаті Радянського Союзу. Поки на найвищому рівні вирішували долю естонського майстра, його не включили до першого повоєнного чемпіонату СРСР у червні-липні 1945 року й не взяли до збірної Радянського Союзу, яка проводила радіоматч зі США у вересні того ж року. Він став «невиїзним» і не потрапив до списку радянців, які поїхали на турнір у голландський Ґронінґен 1946 року, хоча господарі надіслали Кересові особисте запрошення. Поступово ставлення до «ворога народу» покращилося, зокрема, за спогадами Марії Керес, йому всіляко допомагав тодішній перший секретар ЦК Компартії Естонської РСР Микола Карокамм. Регулярна критика, анонімні та колективні листи, доноси та наклепи тривали аж до смерті Сталіна. Так, у рецензії 1950 року, яку знайдено в архівах КДБ, шаховий діяч Василь Панов звинувачує автора книги «Теорія шахових дебютів» Пауля Кереса в «неповному висвітленні досягнень Чигоріна й інших російських і радянських теоретиків», «низькопоклонстві перед іноземщиною» та «прославлянні іноземних теоретиків, аж до фашистських наймитів і зрадників радянського народу».
Навесні 1946 року разом із Мікенасом поза конкурсом узяв участь у чемпіонаті Грузії, який завершив переможцем із показником +17 -0 =2. Нічиї зуміли вибороти тільки нікому невідомий 16-річний Тигран Петросян і його тренер Арчіл Ебралідзе. Узяв участь у матчах команди СРСР проти збірних Великої Британії та США, які відбулися в Москві 1946 року, перемігши по 1,5:0,5 Клейна та Файна.
У 15-му чемпіонаті СРСР (Ленінград, 1947) уперед вирвалися Смислов, Керес і Болеславський. Перемога в десятому турі над Смисловим дозволила Паулю Кересу захопити лідерство і здобути чемпіонство, набравши 73,6 % очок — один із найвищих показників в історії цього турніру. Хоча, варто зазначити, що на чемпіонаті не виступав Ботвинник. Того самого року зміг організувати великий турнір у рідному Пярну. Там грали практично всі найсильніші шахісти Радянського Союзу за винятком Ботвинника. Керес ще за кілька турів до кінця забезпечив собі перше місце. 1947 року комуністична влада вперше дозволила Кересові виїхати закордон — на матч Велика Британія — СРСР (подолав Александера на першій шахівниці: 1½:½).
Переможна серія завершилася на турнірі пам'яті Чигоріна в жовтні 1947-го. У ньому вперше після ґронінґенської перемоги (1946) узяв участь Михайло Ботвинник. За два тури до кінця Пауль відставав від Михайла на 0,5 очка й долю чемпіонства мала вирішити очна зустріч. Це була перша з 1941 року партія між цими гросмейстерами. Поразка в ній психологічно зломила естонця й він програв ще й в останньому турі маловідомому майстру, відкотившись на 6-7-ме місця. Це був тривожний сигнал перед матч-турніром за титул чемпіона світу, який розпочинався 1948 року.
| 1. d4 e6 2. Kf3 f5 3. g3 Kf6 4. Cg2 Ce7 5. O-O O-O 6. c4 d5 7. Kc3 c6 8. Tb1 Kрh8 9. c:d5 c:d5 10. Cf4 Kc6 11. Ke5 Cd7 12. Tc1 Tc8 13. Фd3 Лh5 14. Сd2 Сd6 15. К:c6 Неточність, адже кращим ходом було K:d7. Ботвинник зазначає, що цей хід є «зізнанням у тому, що білі не думають про (отримання) переваги». 15. …С:c6 16. Фf3 Qe8 17. Фd3 Kf6 18. a3 Tc7 19.Cg5 Kg4 20. Фd2 Кf6 21. Cf4 Фd7 22. C:d6 A:d6 23. Фf4 Ф:f4 24. g:f4 Tfc8 25.e3 Cb5 26. Tfe1 Kg8 27.f3 Bc4 28. Сf1 Кe8 29. С:c4 Т:c4 30. Kрf2 Кd6 31. Kрe2 b5 32. Kрd3 b4 Після 32. …b4 \| \| a \| b \| c \| d \| e \| f \| g \| h \| \| \| 8 \| c8 чорна тура · g8 чорний король · a7 чорний пішак · g7 чорний пішак · h7 чорний пішак · d6 чорний кінь · e6 чорний пішак · d5 чорний пішак · f5 чорний пішак · b4 чорний пішак · c4 чорна тура · d4 білий пішак · f4 білий пішак · a3 білий пішак · c3 білий кінь · d3 білий король · e3 білий пішак · f3 білий пішак · b2 білий пішак · h2 білий пішак · c1 біла тура · e1 біла тура \| c8 чорна тура · g8 чорний король · a7 чорний пішак · g7 чорний пішак · h7 чорний пішак · d6 чорний кінь · e6 чорний пішак · d5 чорний пішак · f5 чорний пішак · b4 чорний пішак · c4 чорна тура · d4 білий пішак · f4 білий пішак · a3 білий пішак · c3 білий кінь · d3 білий король · e3 білий пішак · f3 білий пішак · b2 білий пішак · h2 білий пішак · c1 біла тура · e1 біла тура \| c8 чорна тура · g8 чорний король · a7 чорний пішак · g7 чорний пішак · h7 чорний пішак · d6 чорний кінь · e6 чорний пішак · d5 чорний пішак · f5 чорний пішак · b4 чорний пішак · c4 чорна тура · d4 білий пішак · f4 білий пішак · a3 білий пішак · c3 білий кінь · d3 білий король · e3 білий пішак · f3 білий пішак · b2 білий пішак · h2 білий пішак · c1 біла тура · e1 біла тура \| c8 чорна тура · g8 чорний король · a7 чорний пішак · g7 чорний пішак · h7 чорний пішак · d6 чорний кінь · e6 чорний пішак · d5 чорний пішак · f5 чорний пішак · b4 чорний пішак · c4 чорна тура · d4 білий пішак · f4 білий пішак · a3 білий пішак · c3 білий кінь · d3 білий король · e3 білий пішак · f3 білий пішак · b2 білий пішак · h2 білий пішак · c1 біла тура · e1 біла тура \| c8 чорна тура · g8 чорний король · a7 чорний пішак · g7 чорний пішак · h7 чорний пішак · d6 чорний кінь · e6 чорний пішак · d5 чорний пішак · f5 чорний пішак · b4 чорний пішак · c4 чорна тура · d4 білий пішак · f4 білий пішак · a3 білий пішак · c3 білий кінь · d3 білий король · e3 білий пішак · f3 білий пішак · b2 білий пішак · h2 білий пішак · c1 біла тура · e1 біла тура \| c8 чорна тура · g8 чорний король · a7 чорний пішак · g7 чорний пішак · h7 чорний пішак · d6 чорний кінь · e6 чорний пішак · d5 чорний пішак · f5 чорний пішак · b4 чорний пішак · c4 чорна тура · d4 білий пішак · f4 білий пішак · a3 білий пішак · c3 білий кінь · d3 білий король · e3 білий пішак · f3 білий пішак · b2 білий пішак · h2 білий пішак · c1 біла тура · e1 біла тура \| c8 чорна тура · g8 чорний король · a7 чорний пішак · g7 чорний пішак · h7 чорний пішак · d6 чорний кінь · e6 чорний пішак · d5 чорний пішак · f5 чорний пішак · b4 чорний пішак · c4 чорна тура · d4 білий пішак · f4 білий пішак · a3 білий пішак · c3 білий кінь · d3 білий король · e3 білий пішак · f3 білий пішак · b2 білий пішак · h2 білий пішак · c1 біла тура · e1 біла тура \| c8 чорна тура · g8 чорний король · a7 чорний пішак · g7 чорний пішак · h7 чорний пішак · d6 чорний кінь · e6 чорний пішак · d5 чорний пішак · f5 чорний пішак · b4 чорний пішак · c4 чорна тура · d4 білий пішак · f4 білий пішак · a3 білий пішак · c3 білий кінь · d3 білий король · e3 білий пішак · f3 білий пішак · b2 білий пішак · h2 білий пішак · c1 біла тура · e1 біла тура \| 8 \| \| 7 \| c8 чорна тура · g8 чорний король · a7 чорний пішак · g7 чорний пішак · h7 чорний пішак · d6 чорний кінь · e6 чорний пішак · d5 чорний пішак · f5 чорний пішак · b4 чорний пішак · c4 чорна тура · d4 білий пішак · f4 білий пішак · a3 білий пішак · c3 білий кінь · d3 білий король · e3 білий пішак · f3 білий пішак · b2 білий пішак · h2 білий пішак · c1 біла тура · e1 біла тура \| c8 чорна тура · g8 чорний король · a7 чорний пішак · g7 чорний пішак · h7 чорний пішак · d6 чорний кінь · e6 чорний пішак · d5 чорний пішак · f5 чорний пішак · b4 чорний пішак · c4 чорна тура · d4 білий пішак · f4 білий пішак · a3 білий пішак · c3 білий кінь · d3 білий король · e3 білий пішак · f3 білий пішак · b2 білий пішак · h2 білий пішак · c1 біла тура · e1 біла тура \| c8 чорна тура · g8 чорний король · a7 чорний пішак · g7 чорний пішак · h7 чорний пішак · d6 чорний кінь · e6 чорний пішак · d5 чорний пішак · f5 чорний пішак · b4 чорний пішак · c4 чорна тура · d4 білий пішак · f4 білий пішак · a3 білий пішак · c3 білий кінь · d3 білий король · e3 білий пішак · f3 білий пішак · b2 білий пішак · h2 білий пішак · c1 біла тура · e1 біла тура \| c8 чорна тура · g8 чорний король · a7 чорний пішак · g7 чорний пішак · h7 чорний пішак · d6 чорний кінь · e6 чорний пішак · d5 чорний пішак · f5 чорний пішак · b4 чорний пішак · c4 чорна тура · d4 білий пішак · f4 білий пішак · a3 білий пішак · c3 білий кінь · d3 білий король · e3 білий пішак · f3 білий пішак · b2 білий пішак · h2 білий пішак · c1 біла тура · e1 біла тура \| c8 чорна тура · g8 чорний король · a7 чорний пішак · g7 чорний пішак · h7 чорний пішак · d6 чорний кінь · e6 чорний пішак · d5 чорний пішак · f5 чорний пішак · b4 чорний пішак · c4 чорна тура · d4 білий пішак · f4 білий пішак · a3 білий пішак · c3 білий кінь · d3 білий король · e3 білий пішак · f3 білий пішак · b2 білий пішак · h2 білий пішак · c1 біла тура · e1 біла тура \| c8 чорна тура · g8 чорний король · a7 чорний пішак · g7 чорний пішак · h7 чорний пішак · d6 чорний кінь · e6 чорний пішак · d5 чорний пішак · f5 чорний пішак · b4 чорний пішак · c4 чорна тура · d4 білий пішак · f4 білий пішак · a3 білий пішак · c3 білий кінь · d3 білий король · e3 білий пішак · f3 білий пішак · b2 білий пішак · h2 білий пішак · c1 біла тура · e1 біла тура \| c8 чорна тура · g8 чорний король · a7 чорний пішак · g7 чорний пішак · h7 чорний пішак · d6 чорний кінь · e6 чорний пішак · d5 чорний пішак · f5 чорний пішак · b4 чорний пішак · c4 чорна тура · d4 білий пішак · f4 білий пішак · a3 білий пішак · c3 білий кінь · d3 білий король · e3 білий пішак · f3 білий пішак · b2 білий пішак · h2 білий пішак · c1 біла тура · e1 біла тура \| c8 чорна тура · g8 чорний король · a7 чорний пішак · g7 чорний пішак · h7 чорний пішак · d6 чорний кінь · e6 чорний пішак · d5 чорний пішак · f5 чорний пішак · b4 чорний пішак · c4 чорна тура · d4 білий пішак · f4 білий пішак · a3 білий пішак · c3 білий кінь · d3 білий король · e3 білий пішак · f3 білий пішак · b2 білий пішак · h2 білий пішак · c1 біла тура · e1 біла тура \| 7 \| \| 6 \| c8 чорна тура · g8 чорний король · a7 чорний пішак · g7 чорний пішак · h7 чорний пішак · d6 чорний кінь · e6 чорний пішак · d5 чорний пішак · f5 чорний пішак · b4 чорний пішак · c4 чорна тура · d4 білий пішак · f4 білий пішак · a3 білий пішак · c3 білий кінь · d3 білий король · e3 білий пішак · f3 білий пішак · b2 білий пішак · h2 білий пішак · c1 біла тура · e1 біла тура \| c8 чорна тура · g8 чорний король · a7 чорний пішак · g7 чорний пішак · h7 чорний пішак · d6 чорний кінь · e6 чорний пішак · d5 чорний пішак · f5 чорний пішак · b4 чорний пішак · c4 чорна тура · d4 білий пішак · f4 білий пішак · a3 білий пішак · c3 білий кінь · d3 білий король · e3 білий пішак · f3 білий пішак · b2 білий пішак · h2 білий пішак · c1 біла тура · e1 біла тура \| c8 чорна тура · g8 чорний король · a7 чорний пішак · g7 чорний пішак · h7 чорний пішак · d6 чорний кінь · e6 чорний пішак · d5 чорний пішак · f5 чорний пішак · b4 чорний пішак · c4 чорна тура · d4 білий пішак · f4 білий пішак · a3 білий пішак · c3 білий кінь · d3 білий король · e3 білий пішак · f3 білий пішак · b2 білий пішак · h2 білий пішак · c1 біла тура · e1 біла тура \| c8 чорна тура · g8 чорний король · a7 чорний пішак · g7 чорний пішак · h7 чорний пішак · d6 чорний кінь · e6 чорний пішак · d5 чорний пішак · f5 чорний пішак · b4 чорний пішак · c4 чорна тура · d4 білий пішак · f4 білий пішак · a3 білий пішак · c3 білий кінь · d3 білий король · e3 білий пішак · f3 білий пішак · b2 білий пішак · h2 білий пішак · c1 біла тура · e1 біла тура \| c8 чорна тура · g8 чорний король · a7 чорний пішак · g7 чорний пішак · h7 чорний пішак · d6 чорний кінь · e6 чорний пішак · d5 чорний пішак · f5 чорний пішак · b4 чорний пішак · c4 чорна тура · d4 білий пішак · f4 білий пішак · a3 білий пішак · c3 білий кінь · d3 білий король · e3 білий пішак · f3 білий пішак · b2 білий пішак · h2 білий пішак · c1 біла тура · e1 біла тура \| c8 чорна тура · g8 чорний король · a7 чорний пішак · g7 чорний пішак · h7 чорний пішак · d6 чорний кінь · e6 чорний пішак · d5 чорний пішак · f5 чорний пішак · b4 чорний пішак · c4 чорна тура · d4 білий пішак · f4 білий пішак · a3 білий пішак · c3 білий кінь · d3 білий король · e3 білий пішак · f3 білий пішак · b2 білий пішак · h2 білий пішак · c1 біла тура · e1 біла тура \| c8 чорна тура · g8 чорний король · a7 чорний пішак · g7 чорний пішак · h7 чорний пішак · d6 чорний кінь · e6 чорний пішак · d5 чорний пішак · f5 чорний пішак · b4 чорний пішак · c4 чорна тура · d4 білий пішак · f4 білий пішак · a3 білий пішак · c3 білий кінь · d3 білий король · e3 білий пішак · f3 білий пішак · b2 білий пішак · h2 білий пішак · c1 біла тура · e1 біла тура \| c8 чорна тура · g8 чорний король · a7 чорний пішак · g7 чорний пішак · h7 чорний пішак · d6 чорний кінь · e6 чорний пішак · d5 чорний пішак · f5 чорний пішак · b4 чорний пішак · c4 чорна тура · d4 білий пішак · f4 білий пішак · a3 білий пішак · c3 білий кінь · d3 білий король · e3 білий пішак · f3 білий пішак · b2 білий пішак · h2 білий пішак · c1 біла тура · e1 біла тура \| 6 \| \| 5 \| c8 чорна тура · g8 чорний король · a7 чорний пішак · g7 чорний пішак · h7 чорний пішак · d6 чорний кінь · e6 чорний пішак · d5 чорний пішак · f5 чорний пішак · b4 чорний пішак · c4 чорна тура · d4 білий пішак · f4 білий пішак · a3 білий пішак · c3 білий кінь · d3 білий король · e3 білий пішак · f3 білий пішак · b2 білий пішак · h2 білий пішак · c1 біла тура · e1 біла тура \| c8 чорна тура · g8 чорний король · a7 чорний пішак · g7 чорний пішак · h7 чорний пішак · d6 чорний кінь · e6 чорний пішак · d5 чорний пішак · f5 чорний пішак · b4 чорний пішак · c4 чорна тура · d4 білий пішак · f4 білий пішак · a3 білий пішак · c3 білий кінь · d3 білий король · e3 білий пішак · f3 білий пішак · b2 білий пішак · h2 білий пішак · c1 біла тура · e1 біла тура \| c8 чорна тура · g8 чорний король · a7 чорний пішак · g7 чорний пішак · h7 чорний пішак · d6 чорний кінь · e6 чорний пішак · d5 чорний пішак · f5 чорний пішак · b4 чорний пішак · c4 чорна тура · d4 білий пішак · f4 білий пішак · a3 білий пішак · c3 білий кінь · d3 білий король · e3 білий пішак · f3 білий пішак · b2 білий пішак · h2 білий пішак · c1 біла тура · e1 біла тура \| c8 чорна тура · g8 чорний король · a7 чорний пішак · g7 чорний пішак · h7 чорний пішак · d6 чорний кінь · e6 чорний пішак · d5 чорний пішак · f5 чорний пішак · b4 чорний пішак · c4 чорна тура · d4 білий пішак · f4 білий пішак · a3 білий пішак · c3 білий кінь · d3 білий король · e3 білий пішак · f3 білий пішак · b2 білий пішак · h2 білий пішак · c1 біла тура · e1 біла тура \| c8 чорна тура · g8 чорний король · a7 чорний пішак · g7 чорний пішак · h7 чорний пішак · d6 чорний кінь · e6 чорний пішак · d5 чорний пішак · f5 чорний пішак · b4 чорний пішак · c4 чорна тура · d4 білий пішак · f4 білий пішак · a3 білий пішак · c3 білий кінь · d3 білий король · e3 білий пішак · f3 білий пішак · b2 білий пішак · h2 білий пішак · c1 біла тура · e1 біла тура \| c8 чорна тура · g8 чорний король · a7 чорний пішак · g7 чорний пішак · h7 чорний пішак · d6 чорний кінь · e6 чорний пішак · d5 чорний пішак · f5 чорний пішак · b4 чорний пішак · c4 чорна тура · d4 білий пішак · f4 білий пішак · a3 білий пішак · c3 білий кінь · d3 білий король · e3 білий пішак · f3 білий пішак · b2 білий пішак · h2 білий пішак · c1 біла тура · e1 біла тура \| c8 чорна тура · g8 чорний король · a7 чорний пішак · g7 чорний пішак · h7 чорний пішак · d6 чорний кінь · e6 чорний пішак · d5 чорний пішак · f5 чорний пішак · b4 чорний пішак · c4 чорна тура · d4 білий пішак · f4 білий пішак · a3 білий пішак · c3 білий кінь · d3 білий король · e3 білий пішак · f3 білий пішак · b2 білий пішак · h2 білий пішак · c1 біла тура · e1 біла тура \| c8 чорна тура · g8 чорний король · a7 чорний пішак · g7 чорний пішак · h7 чорний пішак · d6 чорний кінь · e6 чорний пішак · d5 чорний пішак · f5 чорний пішак · b4 чорний пішак · c4 чорна тура · d4 білий пішак · f4 білий пішак · a3 білий пішак · c3 білий кінь · d3 білий король · e3 білий пішак · f3 білий пішак · b2 білий пішак · h2 білий пішак · c1 біла тура · e1 біла тура \| 5 \| \| 4 \| c8 чорна тура · g8 чорний король · a7 чорний пішак · g7 чорний пішак · h7 чорний пішак · d6 чорний кінь · e6 чорний пішак · d5 чорний пішак · f5 чорний пішак · b4 чорний пішак · c4 чорна тура · d4 білий пішак · f4 білий пішак · a3 білий пішак · c3 білий кінь · d3 білий король · e3 білий пішак · f3 білий пішак · b2 білий пішак · h2 білий пішак · c1 біла тура · e1 біла тура \| c8 чорна тура · g8 чорний король · a7 чорний пішак · g7 чорний пішак · h7 чорний пішак · d6 чорний кінь · e6 чорний пішак · d5 чорний пішак · f5 чорний пішак · b4 чорний пішак · c4 чорна тура · d4 білий пішак · f4 білий пішак · a3 білий пішак · c3 білий кінь · d3 білий король · e3 білий пішак · f3 білий пішак · b2 білий пішак · h2 білий пішак · c1 біла тура · e1 біла тура \| c8 чорна тура · g8 чорний король · a7 чорний пішак · g7 чорний пішак · h7 чорний пішак · d6 чорний кінь · e6 чорний пішак · d5 чорний пішак · f5 чорний пішак · b4 чорний пішак · c4 чорна тура · d4 білий пішак · f4 білий пішак · a3 білий пішак · c3 білий кінь · d3 білий король · e3 білий пішак · f3 білий пішак · b2 білий пішак · h2 білий пішак · c1 біла тура · e1 біла тура \| c8 чорна тура · g8 чорний король · a7 чорний пішак · g7 чорний пішак · h7 чорний пішак · d6 чорний кінь · e6 чорний пішак · d5 чорний пішак · f5 чорний пішак · b4 чорний пішак · c4 чорна тура · d4 білий пішак · f4 білий пішак · a3 білий пішак · c3 білий кінь · d3 білий король · e3 білий пішак · f3 білий пішак · b2 білий пішак · h2 білий пішак · c1 біла тура · e1 біла тура \| c8 чорна тура · g8 чорний король · a7 чорний пішак · g7 чорний пішак · h7 чорний пішак · d6 чорний кінь · e6 чорний пішак · d5 чорний пішак · f5 чорний пішак · b4 чорний пішак · c4 чорна тура · d4 білий пішак · f4 білий пішак · a3 білий пішак · c3 білий кінь · d3 білий король · e3 білий пішак · f3 білий пішак · b2 білий пішак · h2 білий пішак · c1 біла тура · e1 біла тура \| c8 чорна тура · g8 чорний король · a7 чорний пішак · g7 чорний пішак · h7 чорний пішак · d6 чорний кінь · e6 чорний пішак · d5 чорний пішак · f5 чорний пішак · b4 чорний пішак · c4 чорна тура · d4 білий пішак · f4 білий пішак · a3 білий пішак · c3 білий кінь · d3 білий король · e3 білий пішак · f3 білий пішак · b2 білий пішак · h2 білий пішак · c1 біла тура · e1 біла тура \| c8 чорна тура · g8 чорний король · a7 чорний пішак · g7 чорний пішак · h7 чорний пішак · d6 чорний кінь · e6 чорний пішак · d5 чорний пішак · f5 чорний пішак · b4 чорний пішак · c4 чорна тура · d4 білий пішак · f4 білий пішак · a3 білий пішак · c3 білий кінь · d3 білий король · e3 білий пішак · f3 білий пішак · b2 білий пішак · h2 білий пішак · c1 біла тура · e1 біла тура \| c8 чорна тура · g8 чорний король · a7 чорний пішак · g7 чорний пішак · h7 чорний пішак · d6 чорний кінь · e6 чорний пішак · d5 чорний пішак · f5 чорний пішак · b4 чорний пішак · c4 чорна тура · d4 білий пішак · f4 білий пішак · a3 білий пішак · c3 білий кінь · d3 білий король · e3 білий пішак · f3 білий пішак · b2 білий пішак · h2 білий пішак · c1 біла тура · e1 біла тура \| 4 \| \| 3 \| c8 чорна тура · g8 чорний король · a7 чорний пішак · g7 чорний пішак · h7 чорний пішак · d6 чорний кінь · e6 чорний пішак · d5 чорний пішак · f5 чорний пішак · b4 чорний пішак · c4 чорна тура · d4 білий пішак · f4 білий пішак · a3 білий пішак · c3 білий кінь · d3 білий король · e3 білий пішак · f3 білий пішак · b2 білий пішак · h2 білий пішак · c1 біла тура · e1 біла тура \| c8 чорна тура · g8 чорний король · a7 чорний пішак · g7 чорний пішак · h7 чорний пішак · d6 чорний кінь · e6 чорний пішак · d5 чорний пішак · f5 чорний пішак · b4 чорний пішак · c4 чорна тура · d4 білий пішак · f4 білий пішак · a3 білий пішак · c3 білий кінь · d3 білий король · e3 білий пішак · f3 білий пішак · b2 білий пішак · h2 білий пішак · c1 біла тура · e1 біла тура \| c8 чорна тура · g8 чорний король · a7 чорний пішак · g7 чорний пішак · h7 чорний пішак · d6 чорний кінь · e6 чорний пішак · d5 чорний пішак · f5 чорний пішак · b4 чорний пішак · c4 чорна тура · d4 білий пішак · f4 білий пішак · a3 білий пішак · c3 білий кінь · d3 білий король · e3 білий пішак · f3 білий пішак · b2 білий пішак · h2 білий пішак · c1 біла тура · e1 біла тура \| c8 чорна тура · g8 чорний король · a7 чорний пішак · g7 чорний пішак · h7 чорний пішак · d6 чорний кінь · e6 чорний пішак · d5 чорний пішак · f5 чорний пішак · b4 чорний пішак · c4 чорна тура · d4 білий пішак · f4 білий пішак · a3 білий пішак · c3 білий кінь · d3 білий король · e3 білий пішак · f3 білий пішак · b2 білий пішак · h2 білий пішак · c1 біла тура · e1 біла тура \| c8 чорна тура · g8 чорний король · a7 чорний пішак · g7 чорний пішак · h7 чорний пішак · d6 чорний кінь · e6 чорний пішак · d5 чорний пішак · f5 чорний пішак · b4 чорний пішак · c4 чорна тура · d4 білий пішак · f4 білий пішак · a3 білий пішак · c3 білий кінь · d3 білий король · e3 білий пішак · f3 білий пішак · b2 білий пішак · h2 білий пішак · c1 біла тура · e1 біла тура \| c8 чорна тура · g8 чорний король · a7 чорний пішак · g7 чорний пішак · h7 чорний пішак · d6 чорний кінь · e6 чорний пішак · d5 чорний пішак · f5 чорний пішак · b4 чорний пішак · c4 чорна тура · d4 білий пішак · f4 білий пішак · a3 білий пішак · c3 білий кінь · d3 білий король · e3 білий пішак · f3 білий пішак · b2 білий пішак · h2 білий пішак · c1 біла тура · e1 біла тура \| c8 чорна тура · g8 чорний король · a7 чорний пішак · g7 чорний пішак · h7 чорний пішак · d6 чорний кінь · e6 чорний пішак · d5 чорний пішак · f5 чорний пішак · b4 чорний пішак · c4 чорна тура · d4 білий пішак · f4 білий пішак · a3 білий пішак · c3 білий кінь · d3 білий король · e3 білий пішак · f3 білий пішак · b2 білий пішак · h2 білий пішак · c1 біла тура · e1 біла тура \| c8 чорна тура · g8 чорний король · a7 чорний пішак · g7 чорний пішак · h7 чорний пішак · d6 чорний кінь · e6 чорний пішак · d5 чорний пішак · f5 чорний пішак · b4 чорний пішак · c4 чорна тура · d4 білий пішак · f4 білий пішак · a3 білий пішак · c3 білий кінь · d3 білий король · e3 білий пішак · f3 білий пішак · b2 білий пішак · h2 білий пішак · c1 біла тура · e1 біла тура \| 3 \| \| 2 \| c8 чорна тура · g8 чорний король · a7 чорний пішак · g7 чорний пішак · h7 чорний пішак · d6 чорний кінь · e6 чорний пішак · d5 чорний пішак · f5 чорний пішак · b4 чорний пішак · c4 чорна тура · d4 білий пішак · f4 білий пішак · a3 білий пішак · c3 білий кінь · d3 білий король · e3 білий пішак · f3 білий пішак · b2 білий пішак · h2 білий пішак · c1 біла тура · e1 біла тура \| c8 чорна тура · g8 чорний король · a7 чорний пішак · g7 чорний пішак · h7 чорний пішак · d6 чорний кінь · e6 чорний пішак · d5 чорний пішак · f5 чорний пішак · b4 чорний пішак · c4 чорна тура · d4 білий пішак · f4 білий пішак · a3 білий пішак · c3 білий кінь · d3 білий король · e3 білий пішак · f3 білий пішак · b2 білий пішак · h2 білий пішак · c1 біла тура · e1 біла тура \| c8 чорна тура · g8 чорний король · a7 чорний пішак · g7 чорний пішак · h7 чорний пішак · d6 чорний кінь · e6 чорний пішак · d5 чорний пішак · f5 чорний пішак · b4 чорний пішак · c4 чорна тура · d4 білий пішак · f4 білий пішак · a3 білий пішак · c3 білий кінь · d3 білий король · e3 білий пішак · f3 білий пішак · b2 білий пішак · h2 білий пішак · c1 біла тура · e1 біла тура \| c8 чорна тура · g8 чорний король · a7 чорний пішак · g7 чорний пішак · h7 чорний пішак · d6 чорний кінь · e6 чорний пішак · d5 чорний пішак · f5 чорний пішак · b4 чорний пішак · c4 чорна тура · d4 білий пішак · f4 білий пішак · a3 білий пішак · c3 білий кінь · d3 білий король · e3 білий пішак · f3 білий пішак · b2 білий пішак · h2 білий пішак · c1 біла тура · e1 біла тура \| c8 чорна тура · g8 чорний король · a7 чорний пішак · g7 чорний пішак · h7 чорний пішак · d6 чорний кінь · e6 чорний пішак · d5 чорний пішак · f5 чорний пішак · b4 чорний пішак · c4 чорна тура · d4 білий пішак · f4 білий пішак · a3 білий пішак · c3 білий кінь · d3 білий король · e3 білий пішак · f3 білий пішак · b2 білий пішак · h2 білий пішак · c1 біла тура · e1 біла тура \| c8 чорна тура · g8 чорний король · a7 чорний пішак · g7 чорний пішак · h7 чорний пішак · d6 чорний кінь · e6 чорний пішак · d5 чорний пішак · f5 чорний пішак · b4 чорний пішак · c4 чорна тура · d4 білий пішак · f4 білий пішак · a3 білий пішак · c3 білий кінь · d3 білий король · e3 білий пішак · f3 білий пішак · b2 білий пішак · h2 білий пішак · c1 біла тура · e1 біла тура \| c8 чорна тура · g8 чорний король · a7 чорний пішак · g7 чорний пішак · h7 чорний пішак · d6 чорний кінь · e6 чорний пішак · d5 чорний пішак · f5 чорний пішак · b4 чорний пішак · c4 чорна тура · d4 білий пішак · f4 білий пішак · a3 білий пішак · c3 білий кінь · d3 білий король · e3 білий пішак · f3 білий пішак · b2 білий пішак · h2 білий пішак · c1 біла тура · e1 біла тура \| c8 чорна тура · g8 чорний король · a7 чорний пішак · g7 чорний пішак · h7 чорний пішак · d6 чорний кінь · e6 чорний пішак · d5 чорний пішак · f5 чорний пішак · b4 чорний пішак · c4 чорна тура · d4 білий пішак · f4 білий пішак · a3 білий пішак · c3 білий кінь · d3 білий король · e3 білий пішак · f3 білий пішак · b2 білий пішак · h2 білий пішак · c1 біла тура · e1 біла тура \| 2 \| \| 1 \| c8 чорна тура · g8 чорний король · a7 чорний пішак · g7 чорний пішак · h7 чорний пішак · d6 чорний кінь · e6 чорний пішак · d5 чорний пішак · f5 чорний пішак · b4 чорний пішак · c4 чорна тура · d4 білий пішак · f4 білий пішак · a3 білий пішак · c3 білий кінь · d3 білий король · e3 білий пішак · f3 білий пішак · b2 білий пішак · h2 білий пішак · c1 біла тура · e1 біла тура \| c8 чорна тура · g8 чорний король · a7 чорний пішак · g7 чорний пішак · h7 чорний пішак · d6 чорний кінь · e6 чорний пішак · d5 чорний пішак · f5 чорний пішак · b4 чорний пішак · c4 чорна тура · d4 білий пішак · f4 білий пішак · a3 білий пішак · c3 білий кінь · d3 білий король · e3 білий пішак · f3 білий пішак · b2 білий пішак · h2 білий пішак · c1 біла тура · e1 біла тура \| c8 чорна тура · g8 чорний король · a7 чорний пішак · g7 чорний пішак · h7 чорний пішак · d6 чорний кінь · e6 чорний пішак · d5 чорний пішак · f5 чорний пішак · b4 чорний пішак · c4 чорна тура · d4 білий пішак · f4 білий пішак · a3 білий пішак · c3 білий кінь · d3 білий король · e3 білий пішак · f3 білий пішак · b2 білий пішак · h2 білий пішак · c1 біла тура · e1 біла тура \| c8 чорна тура · g8 чорний король · a7 чорний пішак · g7 чорний пішак · h7 чорний пішак · d6 чорний кінь · e6 чорний пішак · d5 чорний пішак · f5 чорний пішак · b4 чорний пішак · c4 чорна тура · d4 білий пішак · f4 білий пішак · a3 білий пішак · c3 білий кінь · d3 білий король · e3 білий пішак · f3 білий пішак · b2 білий пішак · h2 білий пішак · c1 біла тура · e1 біла тура \| c8 чорна тура · g8 чорний король · a7 чорний пішак · g7 чорний пішак · h7 чорний пішак · d6 чорний кінь · e6 чорний пішак · d5 чорний пішак · f5 чорний пішак · b4 чорний пішак · c4 чорна тура · d4 білий пішак · f4 білий пішак · a3 білий пішак · c3 білий кінь · d3 білий король · e3 білий пішак · f3 білий пішак · b2 білий пішак · h2 білий пішак · c1 біла тура · e1 біла тура \| c8 чорна тура · g8 чорний король · a7 чорний пішак · g7 чорний пішак · h7 чорний пішак · d6 чорний кінь · e6 чорний пішак · d5 чорний пішак · f5 чорний пішак · b4 чорний пішак · c4 чорна тура · d4 білий пішак · f4 білий пішак · a3 білий пішак · c3 білий кінь · d3 білий король · e3 білий пішак · f3 білий пішак · b2 білий пішак · h2 білий пішак · c1 біла тура · e1 біла тура \| c8 чорна тура · g8 чорний король · a7 чорний пішак · g7 чорний пішак · h7 чорний пішак · d6 чорний кінь · e6 чорний пішак · d5 чорний пішак · f5 чорний пішак · b4 чорний пішак · c4 чорна тура · d4 білий пішак · f4 білий пішак · a3 білий пішак · c3 білий кінь · d3 білий король · e3 білий пішак · f3 білий пішак · b2 білий пішак · h2 білий пішак · c1 біла тура · e1 біла тура \| c8 чорна тура · g8 чорний король · a7 чорний пішак · g7 чорний пішак · h7 чорний пішак · d6 чорний кінь · e6 чорний пішак · d5 чорний пішак · f5 чорний пішак · b4 чорний пішак · c4 чорна тура · d4 білий пішак · f4 білий пішак · a3 білий пішак · c3 білий кінь · d3 білий король · e3 білий пішак · f3 білий пішак · b2 білий пішак · h2 білий пішак · c1 біла тура · e1 біла тура \| 1 \| \| \| a \| b \| c \| d \| e \| f \| g \| h \| \| Ботвинник вважає, що в цій позиції «будь-яка відповідь білих призводить до поразки». А шаховий рушій Scotfish16 оцінює позицію як −1.0 на користь чорних 33. Ka2 b:a3 34. b:a3 Тa4 35. Т:c8+ K:c8 36. Кc3 Т:a3 37. Kрc2 Kd6 38. Тb1 Kрf7 39.Тb4 Тa1 40. Kрd3 Тa3 41. Kрc2 Тa1 42. Kрd3 Тe1 43. Тa4 Кc4 44. Т:a7+ Kрg6 45. e4 Te3+ 46. Kрc2 Т:f3 47. e:f5 Kр:f5 48. Т:g7 Тf2+ 49. Kрb3 Тb2+ 50. Kрa4 Т:h2 51. Тf7+ Kрg6 52. Тf8 Кd6 53. Kb5 Kf5 54. Kc7 Тe2 55. Ke8 K:d4 56. Тf6+ Kрh5 57. Тf7 Kf5 58. Т:h7+ Kрg4 59. Тd7 Kр:f4 60. Kc7 Kрe5 61. Kрb4 Тc2 62. Kрb3 Кd4+ 63. Kрb4 Тc4+ 64. Kрa5 Кf5 65. Kрb6 d4 66. Ka6 Kd6 67. Kc5 Kрd5 68. Kрd3 e5 69. Тh7 Тc6+ 70. Kрa5 Кc4+ 71. Kрb5 Тb6+ 72. Kрa4 Кb2+ 73. Kрa5 Kc4+ 74. Kрa4 Tb8 75. Kb4+ Kрe6 76. Кc6 Кb2+ 77. Kрa3 Кc4+ 78. Kрa4 Тb1 79. Тh6+ Kрf5 80.Kb4 0-1 | | | | | | | | |   |
| | a | b | c | d | e | f | g | h |   |
| 8 | c8 чорна тура · g8 чорний король · a7 чорний пішак · g7 чорний пішак · h7 чорний пішак · d6 чорний кінь · e6 чорний пішак · d5 чорний пішак · f5 чорний пішак · b4 чорний пішак · c4 чорна тура · d4 білий пішак · f4 білий пішак · a3 білий пішак · c3 білий кінь · d3 білий король · e3 білий пішак · f3 білий пішак · b2 білий пішак · h2 білий пішак · c1 біла тура · e1 біла тура | c8 чорна тура · g8 чорний король · a7 чорний пішак · g7 чорний пішак · h7 чорний пішак · d6 чорний кінь · e6 чорний пішак · d5 чорний пішак · f5 чорний пішак · b4 чорний пішак · c4 чорна тура · d4 білий пішак · f4 білий пішак · a3 білий пішак · c3 білий кінь · d3 білий король · e3 білий пішак · f3 білий пішак · b2 білий пішак · h2 білий пішак · c1 біла тура · e1 біла тура | c8 чорна тура · g8 чорний король · a7 чорний пішак · g7 чорний пішак · h7 чорний пішак · d6 чорний кінь · e6 чорний пішак · d5 чорний пішак · f5 чорний пішак · b4 чорний пішак · c4 чорна тура · d4 білий пішак · f4 білий пішак · a3 білий пішак · c3 білий кінь · d3 білий король · e3 білий пішак · f3 білий пішак · b2 білий пішак · h2 білий пішак · c1 біла тура · e1 біла тура | c8 чорна тура · g8 чорний король · a7 чорний пішак · g7 чорний пішак · h7 чорний пішак · d6 чорний кінь · e6 чорний пішак · d5 чорний пішак · f5 чорний пішак · b4 чорний пішак · c4 чорна тура · d4 білий пішак · f4 білий пішак · a3 білий пішак · c3 білий кінь · d3 білий король · e3 білий пішак · f3 білий пішак · b2 білий пішак · h2 білий пішак · c1 біла тура · e1 біла тура | c8 чорна тура · g8 чорний король · a7 чорний пішак · g7 чорний пішак · h7 чорний пішак · d6 чорний кінь · e6 чорний пішак · d5 чорний пішак · f5 чорний пішак · b4 чорний пішак · c4 чорна тура · d4 білий пішак · f4 білий пішак · a3 білий пішак · c3 білий кінь · d3 білий король · e3 білий пішак · f3 білий пішак · b2 білий пішак · h2 білий пішак · c1 біла тура · e1 біла тура | c8 чорна тура · g8 чорний король · a7 чорний пішак · g7 чорний пішак · h7 чорний пішак · d6 чорний кінь · e6 чорний пішак · d5 чорний пішак · f5 чорний пішак · b4 чорний пішак · c4 чорна тура · d4 білий пішак · f4 білий пішак · a3 білий пішак · c3 білий кінь · d3 білий король · e3 білий пішак · f3 білий пішак · b2 білий пішак · h2 білий пішак · c1 біла тура · e1 біла тура | c8 чорна тура · g8 чорний король · a7 чорний пішак · g7 чорний пішак · h7 чорний пішак · d6 чорний кінь · e6 чорний пішак · d5 чорний пішак · f5 чорний пішак · b4 чорний пішак · c4 чорна тура · d4 білий пішак · f4 білий пішак · a3 білий пішак · c3 білий кінь · d3 білий король · e3 білий пішак · f3 білий пішак · b2 білий пішак · h2 білий пішак · c1 біла тура · e1 біла тура | c8 чорна тура · g8 чорний король · a7 чорний пішак · g7 чорний пішак · h7 чорний пішак · d6 чорний кінь · e6 чорний пішак · d5 чорний пішак · f5 чорний пішак · b4 чорний пішак · c4 чорна тура · d4 білий пішак · f4 білий пішак · a3 білий пішак · c3 білий кінь · d3 білий король · e3 білий пішак · f3 білий пішак · b2 білий пішак · h2 білий пішак · c1 біла тура · e1 біла тура | 8 |
| 7 | c8 чорна тура · g8 чорний король · a7 чорний пішак · g7 чорний пішак · h7 чорний пішак · d6 чорний кінь · e6 чорний пішак · d5 чорний пішак · f5 чорний пішак · b4 чорний пішак · c4 чорна тура · d4 білий пішак · f4 білий пішак · a3 білий пішак · c3 білий кінь · d3 білий король · e3 білий пішак · f3 білий пішак · b2 білий пішак · h2 білий пішак · c1 біла тура · e1 біла тура | c8 чорна тура · g8 чорний король · a7 чорний пішак · g7 чорний пішак · h7 чорний пішак · d6 чорний кінь · e6 чорний пішак · d5 чорний пішак · f5 чорний пішак · b4 чорний пішак · c4 чорна тура · d4 білий пішак · f4 білий пішак · a3 білий пішак · c3 білий кінь · d3 білий король · e3 білий пішак · f3 білий пішак · b2 білий пішак · h2 білий пішак · c1 біла тура · e1 біла тура | c8 чорна тура · g8 чорний король · a7 чорний пішак · g7 чорний пішак · h7 чорний пішак · d6 чорний кінь · e6 чорний пішак · d5 чорний пішак · f5 чорний пішак · b4 чорний пішак · c4 чорна тура · d4 білий пішак · f4 білий пішак · a3 білий пішак · c3 білий кінь · d3 білий король · e3 білий пішак · f3 білий пішак · b2 білий пішак · h2 білий пішак · c1 біла тура · e1 біла тура | c8 чорна тура · g8 чорний король · a7 чорний пішак · g7 чорний пішак · h7 чорний пішак · d6 чорний кінь · e6 чорний пішак · d5 чорний пішак · f5 чорний пішак · b4 чорний пішак · c4 чорна тура · d4 білий пішак · f4 білий пішак · a3 білий пішак · c3 білий кінь · d3 білий король · e3 білий пішак · f3 білий пішак · b2 білий пішак · h2 білий пішак · c1 біла тура · e1 біла тура | c8 чорна тура · g8 чорний король · a7 чорний пішак · g7 чорний пішак · h7 чорний пішак · d6 чорний кінь · e6 чорний пішак · d5 чорний пішак · f5 чорний пішак · b4 чорний пішак · c4 чорна тура · d4 білий пішак · f4 білий пішак · a3 білий пішак · c3 білий кінь · d3 білий король · e3 білий пішак · f3 білий пішак · b2 білий пішак · h2 білий пішак · c1 біла тура · e1 біла тура | c8 чорна тура · g8 чорний король · a7 чорний пішак · g7 чорний пішак · h7 чорний пішак · d6 чорний кінь · e6 чорний пішак · d5 чорний пішак · f5 чорний пішак · b4 чорний пішак · c4 чорна тура · d4 білий пішак · f4 білий пішак · a3 білий пішак · c3 білий кінь · d3 білий король · e3 білий пішак · f3 білий пішак · b2 білий пішак · h2 білий пішак · c1 біла тура · e1 біла тура | c8 чорна тура · g8 чорний король · a7 чорний пішак · g7 чорний пішак · h7 чорний пішак · d6 чорний кінь · e6 чорний пішак · d5 чорний пішак · f5 чорний пішак · b4 чорний пішак · c4 чорна тура · d4 білий пішак · f4 білий пішак · a3 білий пішак · c3 білий кінь · d3 білий король · e3 білий пішак · f3 білий пішак · b2 білий пішак · h2 білий пішак · c1 біла тура · e1 біла тура | c8 чорна тура · g8 чорний король · a7 чорний пішак · g7 чорний пішак · h7 чорний пішак · d6 чорний кінь · e6 чорний пішак · d5 чорний пішак · f5 чорний пішак · b4 чорний пішак · c4 чорна тура · d4 білий пішак · f4 білий пішак · a3 білий пішак · c3 білий кінь · d3 білий король · e3 білий пішак · f3 білий пішак · b2 білий пішак · h2 білий пішак · c1 біла тура · e1 біла тура | 7 |
| 6 | c8 чорна тура · g8 чорний король · a7 чорний пішак · g7 чорний пішак · h7 чорний пішак · d6 чорний кінь · e6 чорний пішак · d5 чорний пішак · f5 чорний пішак · b4 чорний пішак · c4 чорна тура · d4 білий пішак · f4 білий пішак · a3 білий пішак · c3 білий кінь · d3 білий король · e3 білий пішак · f3 білий пішак · b2 білий пішак · h2 білий пішак · c1 біла тура · e1 біла тура | c8 чорна тура · g8 чорний король · a7 чорний пішак · g7 чорний пішак · h7 чорний пішак · d6 чорний кінь · e6 чорний пішак · d5 чорний пішак · f5 чорний пішак · b4 чорний пішак · c4 чорна тура · d4 білий пішак · f4 білий пішак · a3 білий пішак · c3 білий кінь · d3 білий король · e3 білий пішак · f3 білий пішак · b2 білий пішак · h2 білий пішак · c1 біла тура · e1 біла тура | c8 чорна тура · g8 чорний король · a7 чорний пішак · g7 чорний пішак · h7 чорний пішак · d6 чорний кінь · e6 чорний пішак · d5 чорний пішак · f5 чорний пішак · b4 чорний пішак · c4 чорна тура · d4 білий пішак · f4 білий пішак · a3 білий пішак · c3 білий кінь · d3 білий король · e3 білий пішак · f3 білий пішак · b2 білий пішак · h2 білий пішак · c1 біла тура · e1 біла тура | c8 чорна тура · g8 чорний король · a7 чорний пішак · g7 чорний пішак · h7 чорний пішак · d6 чорний кінь · e6 чорний пішак · d5 чорний пішак · f5 чорний пішак · b4 чорний пішак · c4 чорна тура · d4 білий пішак · f4 білий пішак · a3 білий пішак · c3 білий кінь · d3 білий король · e3 білий пішак · f3 білий пішак · b2 білий пішак · h2 білий пішак · c1 біла тура · e1 біла тура | c8 чорна тура · g8 чорний король · a7 чорний пішак · g7 чорний пішак · h7 чорний пішак · d6 чорний кінь · e6 чорний пішак · d5 чорний пішак · f5 чорний пішак · b4 чорний пішак · c4 чорна тура · d4 білий пішак · f4 білий пішак · a3 білий пішак · c3 білий кінь · d3 білий король · e3 білий пішак · f3 білий пішак · b2 білий пішак · h2 білий пішак · c1 біла тура · e1 біла тура | c8 чорна тура · g8 чорний король · a7 чорний пішак · g7 чорний пішак · h7 чорний пішак · d6 чорний кінь · e6 чорний пішак · d5 чорний пішак · f5 чорний пішак · b4 чорний пішак · c4 чорна тура · d4 білий пішак · f4 білий пішак · a3 білий пішак · c3 білий кінь · d3 білий король · e3 білий пішак · f3 білий пішак · b2 білий пішак · h2 білий пішак · c1 біла тура · e1 біла тура | c8 чорна тура · g8 чорний король · a7 чорний пішак · g7 чорний пішак · h7 чорний пішак · d6 чорний кінь · e6 чорний пішак · d5 чорний пішак · f5 чорний пішак · b4 чорний пішак · c4 чорна тура · d4 білий пішак · f4 білий пішак · a3 білий пішак · c3 білий кінь · d3 білий король · e3 білий пішак · f3 білий пішак · b2 білий пішак · h2 білий пішак · c1 біла тура · e1 біла тура | c8 чорна тура · g8 чорний король · a7 чорний пішак · g7 чорний пішак · h7 чорний пішак · d6 чорний кінь · e6 чорний пішак · d5 чорний пішак · f5 чорний пішак · b4 чорний пішак · c4 чорна тура · d4 білий пішак · f4 білий пішак · a3 білий пішак · c3 білий кінь · d3 білий король · e3 білий пішак · f3 білий пішак · b2 білий пішак · h2 білий пішак · c1 біла тура · e1 біла тура | 6 |
| 5 | c8 чорна тура · g8 чорний король · a7 чорний пішак · g7 чорний пішак · h7 чорний пішак · d6 чорний кінь · e6 чорний пішак · d5 чорний пішак · f5 чорний пішак · b4 чорний пішак · c4 чорна тура · d4 білий пішак · f4 білий пішак · a3 білий пішак · c3 білий кінь · d3 білий король · e3 білий пішак · f3 білий пішак · b2 білий пішак · h2 білий пішак · c1 біла тура · e1 біла тура | c8 чорна тура · g8 чорний король · a7 чорний пішак · g7 чорний пішак · h7 чорний пішак · d6 чорний кінь · e6 чорний пішак · d5 чорний пішак · f5 чорний пішак · b4 чорний пішак · c4 чорна тура · d4 білий пішак · f4 білий пішак · a3 білий пішак · c3 білий кінь · d3 білий король · e3 білий пішак · f3 білий пішак · b2 білий пішак · h2 білий пішак · c1 біла тура · e1 біла тура | c8 чорна тура · g8 чорний король · a7 чорний пішак · g7 чорний пішак · h7 чорний пішак · d6 чорний кінь · e6 чорний пішак · d5 чорний пішак · f5 чорний пішак · b4 чорний пішак · c4 чорна тура · d4 білий пішак · f4 білий пішак · a3 білий пішак · c3 білий кінь · d3 білий король · e3 білий пішак · f3 білий пішак · b2 білий пішак · h2 білий пішак · c1 біла тура · e1 біла тура | c8 чорна тура · g8 чорний король · a7 чорний пішак · g7 чорний пішак · h7 чорний пішак · d6 чорний кінь · e6 чорний пішак · d5 чорний пішак · f5 чорний пішак · b4 чорний пішак · c4 чорна тура · d4 білий пішак · f4 білий пішак · a3 білий пішак · c3 білий кінь · d3 білий король · e3 білий пішак · f3 білий пішак · b2 білий пішак · h2 білий пішак · c1 біла тура · e1 біла тура | c8 чорна тура · g8 чорний король · a7 чорний пішак · g7 чорний пішак · h7 чорний пішак · d6 чорний кінь · e6 чорний пішак · d5 чорний пішак · f5 чорний пішак · b4 чорний пішак · c4 чорна тура · d4 білий пішак · f4 білий пішак · a3 білий пішак · c3 білий кінь · d3 білий король · e3 білий пішак · f3 білий пішак · b2 білий пішак · h2 білий пішак · c1 біла тура · e1 біла тура | c8 чорна тура · g8 чорний король · a7 чорний пішак · g7 чорний пішак · h7 чорний пішак · d6 чорний кінь · e6 чорний пішак · d5 чорний пішак · f5 чорний пішак · b4 чорний пішак · c4 чорна тура · d4 білий пішак · f4 білий пішак · a3 білий пішак · c3 білий кінь · d3 білий король · e3 білий пішак · f3 білий пішак · b2 білий пішак · h2 білий пішак · c1 біла тура · e1 біла тура | c8 чорна тура · g8 чорний король · a7 чорний пішак · g7 чорний пішак · h7 чорний пішак · d6 чорний кінь · e6 чорний пішак · d5 чорний пішак · f5 чорний пішак · b4 чорний пішак · c4 чорна тура · d4 білий пішак · f4 білий пішак · a3 білий пішак · c3 білий кінь · d3 білий король · e3 білий пішак · f3 білий пішак · b2 білий пішак · h2 білий пішак · c1 біла тура · e1 біла тура | c8 чорна тура · g8 чорний король · a7 чорний пішак · g7 чорний пішак · h7 чорний пішак · d6 чорний кінь · e6 чорний пішак · d5 чорний пішак · f5 чорний пішак · b4 чорний пішак · c4 чорна тура · d4 білий пішак · f4 білий пішак · a3 білий пішак · c3 білий кінь · d3 білий король · e3 білий пішак · f3 білий пішак · b2 білий пішак · h2 білий пішак · c1 біла тура · e1 біла тура | 5 |
| 4 | c8 чорна тура · g8 чорний король · a7 чорний пішак · g7 чорний пішак · h7 чорний пішак · d6 чорний кінь · e6 чорний пішак · d5 чорний пішак · f5 чорний пішак · b4 чорний пішак · c4 чорна тура · d4 білий пішак · f4 білий пішак · a3 білий пішак · c3 білий кінь · d3 білий король · e3 білий пішак · f3 білий пішак · b2 білий пішак · h2 білий пішак · c1 біла тура · e1 біла тура | c8 чорна тура · g8 чорний король · a7 чорний пішак · g7 чорний пішак · h7 чорний пішак · d6 чорний кінь · e6 чорний пішак · d5 чорний пішак · f5 чорний пішак · b4 чорний пішак · c4 чорна тура · d4 білий пішак · f4 білий пішак · a3 білий пішак · c3 білий кінь · d3 білий король · e3 білий пішак · f3 білий пішак · b2 білий пішак · h2 білий пішак · c1 біла тура · e1 біла тура | c8 чорна тура · g8 чорний король · a7 чорний пішак · g7 чорний пішак · h7 чорний пішак · d6 чорний кінь · e6 чорний пішак · d5 чорний пішак · f5 чорний пішак · b4 чорний пішак · c4 чорна тура · d4 білий пішак · f4 білий пішак · a3 білий пішак · c3 білий кінь · d3 білий король · e3 білий пішак · f3 білий пішак · b2 білий пішак · h2 білий пішак · c1 біла тура · e1 біла тура | c8 чорна тура · g8 чорний король · a7 чорний пішак · g7 чорний пішак · h7 чорний пішак · d6 чорний кінь · e6 чорний пішак · d5 чорний пішак · f5 чорний пішак · b4 чорний пішак · c4 чорна тура · d4 білий пішак · f4 білий пішак · a3 білий пішак · c3 білий кінь · d3 білий король · e3 білий пішак · f3 білий пішак · b2 білий пішак · h2 білий пішак · c1 біла тура · e1 біла тура | c8 чорна тура · g8 чорний король · a7 чорний пішак · g7 чорний пішак · h7 чорний пішак · d6 чорний кінь · e6 чорний пішак · d5 чорний пішак · f5 чорний пішак · b4 чорний пішак · c4 чорна тура · d4 білий пішак · f4 білий пішак · a3 білий пішак · c3 білий кінь · d3 білий король · e3 білий пішак · f3 білий пішак · b2 білий пішак · h2 білий пішак · c1 біла тура · e1 біла тура | c8 чорна тура · g8 чорний король · a7 чорний пішак · g7 чорний пішак · h7 чорний пішак · d6 чорний кінь · e6 чорний пішак · d5 чорний пішак · f5 чорний пішак · b4 чорний пішак · c4 чорна тура · d4 білий пішак · f4 білий пішак · a3 білий пішак · c3 білий кінь · d3 білий король · e3 білий пішак · f3 білий пішак · b2 білий пішак · h2 білий пішак · c1 біла тура · e1 біла тура | c8 чорна тура · g8 чорний король · a7 чорний пішак · g7 чорний пішак · h7 чорний пішак · d6 чорний кінь · e6 чорний пішак · d5 чорний пішак · f5 чорний пішак · b4 чорний пішак · c4 чорна тура · d4 білий пішак · f4 білий пішак · a3 білий пішак · c3 білий кінь · d3 білий король · e3 білий пішак · f3 білий пішак · b2 білий пішак · h2 білий пішак · c1 біла тура · e1 біла тура | c8 чорна тура · g8 чорний король · a7 чорний пішак · g7 чорний пішак · h7 чорний пішак · d6 чорний кінь · e6 чорний пішак · d5 чорний пішак · f5 чорний пішак · b4 чорний пішак · c4 чорна тура · d4 білий пішак · f4 білий пішак · a3 білий пішак · c3 білий кінь · d3 білий король · e3 білий пішак · f3 білий пішак · b2 білий пішак · h2 білий пішак · c1 біла тура · e1 біла тура | 4 |
| 3 | c8 чорна тура · g8 чорний король · a7 чорний пішак · g7 чорний пішак · h7 чорний пішак · d6 чорний кінь · e6 чорний пішак · d5 чорний пішак · f5 чорний пішак · b4 чорний пішак · c4 чорна тура · d4 білий пішак · f4 білий пішак · a3 білий пішак · c3 білий кінь · d3 білий король · e3 білий пішак · f3 білий пішак · b2 білий пішак · h2 білий пішак · c1 біла тура · e1 біла тура | c8 чорна тура · g8 чорний король · a7 чорний пішак · g7 чорний пішак · h7 чорний пішак · d6 чорний кінь · e6 чорний пішак · d5 чорний пішак · f5 чорний пішак · b4 чорний пішак · c4 чорна тура · d4 білий пішак · f4 білий пішак · a3 білий пішак · c3 білий кінь · d3 білий король · e3 білий пішак · f3 білий пішак · b2 білий пішак · h2 білий пішак · c1 біла тура · e1 біла тура | c8 чорна тура · g8 чорний король · a7 чорний пішак · g7 чорний пішак · h7 чорний пішак · d6 чорний кінь · e6 чорний пішак · d5 чорний пішак · f5 чорний пішак · b4 чорний пішак · c4 чорна тура · d4 білий пішак · f4 білий пішак · a3 білий пішак · c3 білий кінь · d3 білий король · e3 білий пішак · f3 білий пішак · b2 білий пішак · h2 білий пішак · c1 біла тура · e1 біла тура | c8 чорна тура · g8 чорний король · a7 чорний пішак · g7 чорний пішак · h7 чорний пішак · d6 чорний кінь · e6 чорний пішак · d5 чорний пішак · f5 чорний пішак · b4 чорний пішак · c4 чорна тура · d4 білий пішак · f4 білий пішак · a3 білий пішак · c3 білий кінь · d3 білий король · e3 білий пішак · f3 білий пішак · b2 білий пішак · h2 білий пішак · c1 біла тура · e1 біла тура | c8 чорна тура · g8 чорний король · a7 чорний пішак · g7 чорний пішак · h7 чорний пішак · d6 чорний кінь · e6 чорний пішак · d5 чорний пішак · f5 чорний пішак · b4 чорний пішак · c4 чорна тура · d4 білий пішак · f4 білий пішак · a3 білий пішак · c3 білий кінь · d3 білий король · e3 білий пішак · f3 білий пішак · b2 білий пішак · h2 білий пішак · c1 біла тура · e1 біла тура | c8 чорна тура · g8 чорний король · a7 чорний пішак · g7 чорний пішак · h7 чорний пішак · d6 чорний кінь · e6 чорний пішак · d5 чорний пішак · f5 чорний пішак · b4 чорний пішак · c4 чорна тура · d4 білий пішак · f4 білий пішак · a3 білий пішак · c3 білий кінь · d3 білий король · e3 білий пішак · f3 білий пішак · b2 білий пішак · h2 білий пішак · c1 біла тура · e1 біла тура | c8 чорна тура · g8 чорний король · a7 чорний пішак · g7 чорний пішак · h7 чорний пішак · d6 чорний кінь · e6 чорний пішак · d5 чорний пішак · f5 чорний пішак · b4 чорний пішак · c4 чорна тура · d4 білий пішак · f4 білий пішак · a3 білий пішак · c3 білий кінь · d3 білий король · e3 білий пішак · f3 білий пішак · b2 білий пішак · h2 білий пішак · c1 біла тура · e1 біла тура | c8 чорна тура · g8 чорний король · a7 чорний пішак · g7 чорний пішак · h7 чорний пішак · d6 чорний кінь · e6 чорний пішак · d5 чорний пішак · f5 чорний пішак · b4 чорний пішак · c4 чорна тура · d4 білий пішак · f4 білий пішак · a3 білий пішак · c3 білий кінь · d3 білий король · e3 білий пішак · f3 білий пішак · b2 білий пішак · h2 білий пішак · c1 біла тура · e1 біла тура | 3 |
| 2 | c8 чорна тура · g8 чорний король · a7 чорний пішак · g7 чорний пішак · h7 чорний пішак · d6 чорний кінь · e6 чорний пішак · d5 чорний пішак · f5 чорний пішак · b4 чорний пішак · c4 чорна тура · d4 білий пішак · f4 білий пішак · a3 білий пішак · c3 білий кінь · d3 білий король · e3 білий пішак · f3 білий пішак · b2 білий пішак · h2 білий пішак · c1 біла тура · e1 біла тура | c8 чорна тура · g8 чорний король · a7 чорний пішак · g7 чорний пішак · h7 чорний пішак · d6 чорний кінь · e6 чорний пішак · d5 чорний пішак · f5 чорний пішак · b4 чорний пішак · c4 чорна тура · d4 білий пішак · f4 білий пішак · a3 білий пішак · c3 білий кінь · d3 білий король · e3 білий пішак · f3 білий пішак · b2 білий пішак · h2 білий пішак · c1 біла тура · e1 біла тура | c8 чорна тура · g8 чорний король · a7 чорний пішак · g7 чорний пішак · h7 чорний пішак · d6 чорний кінь · e6 чорний пішак · d5 чорний пішак · f5 чорний пішак · b4 чорний пішак · c4 чорна тура · d4 білий пішак · f4 білий пішак · a3 білий пішак · c3 білий кінь · d3 білий король · e3 білий пішак · f3 білий пішак · b2 білий пішак · h2 білий пішак · c1 біла тура · e1 біла тура | c8 чорна тура · g8 чорний король · a7 чорний пішак · g7 чорний пішак · h7 чорний пішак · d6 чорний кінь · e6 чорний пішак · d5 чорний пішак · f5 чорний пішак · b4 чорний пішак · c4 чорна тура · d4 білий пішак · f4 білий пішак · a3 білий пішак · c3 білий кінь · d3 білий король · e3 білий пішак · f3 білий пішак · b2 білий пішак · h2 білий пішак · c1 біла тура · e1 біла тура | c8 чорна тура · g8 чорний король · a7 чорний пішак · g7 чорний пішак · h7 чорний пішак · d6 чорний кінь · e6 чорний пішак · d5 чорний пішак · f5 чорний пішак · b4 чорний пішак · c4 чорна тура · d4 білий пішак · f4 білий пішак · a3 білий пішак · c3 білий кінь · d3 білий король · e3 білий пішак · f3 білий пішак · b2 білий пішак · h2 білий пішак · c1 біла тура · e1 біла тура | c8 чорна тура · g8 чорний король · a7 чорний пішак · g7 чорний пішак · h7 чорний пішак · d6 чорний кінь · e6 чорний пішак · d5 чорний пішак · f5 чорний пішак · b4 чорний пішак · c4 чорна тура · d4 білий пішак · f4 білий пішак · a3 білий пішак · c3 білий кінь · d3 білий король · e3 білий пішак · f3 білий пішак · b2 білий пішак · h2 білий пішак · c1 біла тура · e1 біла тура | c8 чорна тура · g8 чорний король · a7 чорний пішак · g7 чорний пішак · h7 чорний пішак · d6 чорний кінь · e6 чорний пішак · d5 чорний пішак · f5 чорний пішак · b4 чорний пішак · c4 чорна тура · d4 білий пішак · f4 білий пішак · a3 білий пішак · c3 білий кінь · d3 білий король · e3 білий пішак · f3 білий пішак · b2 білий пішак · h2 білий пішак · c1 біла тура · e1 біла тура | c8 чорна тура · g8 чорний король · a7 чорний пішак · g7 чорний пішак · h7 чорний пішак · d6 чорний кінь · e6 чорний пішак · d5 чорний пішак · f5 чорний пішак · b4 чорний пішак · c4 чорна тура · d4 білий пішак · f4 білий пішак · a3 білий пішак · c3 білий кінь · d3 білий король · e3 білий пішак · f3 білий пішак · b2 білий пішак · h2 білий пішак · c1 біла тура · e1 біла тура | 2 |
| 1 | c8 чорна тура · g8 чорний король · a7 чорний пішак · g7 чорний пішак · h7 чорний пішак · d6 чорний кінь · e6 чорний пішак · d5 чорний пішак · f5 чорний пішак · b4 чорний пішак · c4 чорна тура · d4 білий пішак · f4 білий пішак · a3 білий пішак · c3 білий кінь · d3 білий король · e3 білий пішак · f3 білий пішак · b2 білий пішак · h2 білий пішак · c1 біла тура · e1 біла тура | c8 чорна тура · g8 чорний король · a7 чорний пішак · g7 чорний пішак · h7 чорний пішак · d6 чорний кінь · e6 чорний пішак · d5 чорний пішак · f5 чорний пішак · b4 чорний пішак · c4 чорна тура · d4 білий пішак · f4 білий пішак · a3 білий пішак · c3 білий кінь · d3 білий король · e3 білий пішак · f3 білий пішак · b2 білий пішак · h2 білий пішак · c1 біла тура · e1 біла тура | c8 чорна тура · g8 чорний король · a7 чорний пішак · g7 чорний пішак · h7 чорний пішак · d6 чорний кінь · e6 чорний пішак · d5 чорний пішак · f5 чорний пішак · b4 чорний пішак · c4 чорна тура · d4 білий пішак · f4 білий пішак · a3 білий пішак · c3 білий кінь · d3 білий король · e3 білий пішак · f3 білий пішак · b2 білий пішак · h2 білий пішак · c1 біла тура · e1 біла тура | c8 чорна тура · g8 чорний король · a7 чорний пішак · g7 чорний пішак · h7 чорний пішак · d6 чорний кінь · e6 чорний пішак · d5 чорний пішак · f5 чорний пішак · b4 чорний пішак · c4 чорна тура · d4 білий пішак · f4 білий пішак · a3 білий пішак · c3 білий кінь · d3 білий король · e3 білий пішак · f3 білий пішак · b2 білий пішак · h2 білий пішак · c1 біла тура · e1 біла тура | c8 чорна тура · g8 чорний король · a7 чорний пішак · g7 чорний пішак · h7 чорний пішак · d6 чорний кінь · e6 чорний пішак · d5 чорний пішак · f5 чорний пішак · b4 чорний пішак · c4 чорна тура · d4 білий пішак · f4 білий пішак · a3 білий пішак · c3 білий кінь · d3 білий король · e3 білий пішак · f3 білий пішак · b2 білий пішак · h2 білий пішак · c1 біла тура · e1 біла тура | c8 чорна тура · g8 чорний король · a7 чорний пішак · g7 чорний пішак · h7 чорний пішак · d6 чорний кінь · e6 чорний пішак · d5 чорний пішак · f5 чорний пішак · b4 чорний пішак · c4 чорна тура · d4 білий пішак · f4 білий пішак · a3 білий пішак · c3 білий кінь · d3 білий король · e3 білий пішак · f3 білий пішак · b2 білий пішак · h2 білий пішак · c1 біла тура · e1 біла тура | c8 чорна тура · g8 чорний король · a7 чорний пішак · g7 чорний пішак · h7 чорний пішак · d6 чорний кінь · e6 чорний пішак · d5 чорний пішак · f5 чорний пішак · b4 чорний пішак · c4 чорна тура · d4 білий пішак · f4 білий пішак · a3 білий пішак · c3 білий кінь · d3 білий король · e3 білий пішак · f3 білий пішак · b2 білий пішак · h2 білий пішак · c1 біла тура · e1 біла тура | c8 чорна тура · g8 чорний король · a7 чорний пішак · g7 чорний пішак · h7 чорний пішак · d6 чорний кінь · e6 чорний пішак · d5 чорний пішак · f5 чорний пішак · b4 чорний пішак · c4 чорна тура · d4 білий пішак · f4 білий пішак · a3 білий пішак · c3 білий кінь · d3 білий король · e3 білий пішак · f3 білий пішак · b2 білий пішак · h2 білий пішак · c1 біла тура · e1 біла тура | 1 |
| | a | b | c | d | e | f | g | h |   |

### «Вічний другий» (1948—1965)
1946 року помер чемпіон світу Олександр Алехін. Конгрес ФІДЕ, який зібрався наступного року в Гаазі, вирішив визначити чемпіона в матч-турнірі шести гросмейстерів: Ботвинника, Кереса, Смислова, Ейве, Решевського та Файна. Це були провідні шахісти Радянського Союзу та решти світу, які показували найвищі результати ще до війни (крім Смислова). Файн відмовився від участі, та й узагалі відмовився від практичних шахів, зосередившись на науковій і літературній діяльності.
Матч-турнір за звання чемпіона світу розпочався 1 березня 1948 року, перші два кола грали в Гаазі, наступні три — у Москві. Від початку лідерство захопив Михайло Ботвинник і вже після третього кола його перевага була настільки значною, що боротьба точилася тільки за 2-3-тє місця (останнім ішов Ейве, який грав дуже погано). Пауль Керес у середині дистанції йшов на другій позиції, але кілька поразок відкинули його на підсумкове третє-четверте місце спільно з Самуелем Решевським. В останньому колі Керес уперше в кар'єрі здолав Ботвинника, але загальний баланс ігор проти росіянина був жахливий: +1 -6 =6, що показувало значну перевагу Ботвинника над рештою шахового світу.

|   | a | b | c | d | e | f | g | h |   |
| 8 | c8 чорна тура · e8 чорна тура · f8 чорний слон · g8 чорний король · b7 чорний пішак · c7 чорний пішак · d7 чорний слон · g7 чорний пішак · a6 чорний пішак · d6 чорний пішак · g6 чорний кінь · h6 чорний пішак · f5 чорний пішак · d4 білий пішак · e4 білий пішак · f4 білий пішак · c3 білий пішак · e3 білий кінь · h3 чорний ферзь · a2 білий пішак · b2 білий пішак · c2 білий слон · h2 білий пішак · a1 біла тура · c1 білий слон · d1 білий ферзь · f1 біла тура · g1 білий король | c8 чорна тура · e8 чорна тура · f8 чорний слон · g8 чорний король · b7 чорний пішак · c7 чорний пішак · d7 чорний слон · g7 чорний пішак · a6 чорний пішак · d6 чорний пішак · g6 чорний кінь · h6 чорний пішак · f5 чорний пішак · d4 білий пішак · e4 білий пішак · f4 білий пішак · c3 білий пішак · e3 білий кінь · h3 чорний ферзь · a2 білий пішак · b2 білий пішак · c2 білий слон · h2 білий пішак · a1 біла тура · c1 білий слон · d1 білий ферзь · f1 біла тура · g1 білий король | c8 чорна тура · e8 чорна тура · f8 чорний слон · g8 чорний король · b7 чорний пішак · c7 чорний пішак · d7 чорний слон · g7 чорний пішак · a6 чорний пішак · d6 чорний пішак · g6 чорний кінь · h6 чорний пішак · f5 чорний пішак · d4 білий пішак · e4 білий пішак · f4 білий пішак · c3 білий пішак · e3 білий кінь · h3 чорний ферзь · a2 білий пішак · b2 білий пішак · c2 білий слон · h2 білий пішак · a1 біла тура · c1 білий слон · d1 білий ферзь · f1 біла тура · g1 білий король | c8 чорна тура · e8 чорна тура · f8 чорний слон · g8 чорний король · b7 чорний пішак · c7 чорний пішак · d7 чорний слон · g7 чорний пішак · a6 чорний пішак · d6 чорний пішак · g6 чорний кінь · h6 чорний пішак · f5 чорний пішак · d4 білий пішак · e4 білий пішак · f4 білий пішак · c3 білий пішак · e3 білий кінь · h3 чорний ферзь · a2 білий пішак · b2 білий пішак · c2 білий слон · h2 білий пішак · a1 біла тура · c1 білий слон · d1 білий ферзь · f1 біла тура · g1 білий король | c8 чорна тура · e8 чорна тура · f8 чорний слон · g8 чорний король · b7 чорний пішак · c7 чорний пішак · d7 чорний слон · g7 чорний пішак · a6 чорний пішак · d6 чорний пішак · g6 чорний кінь · h6 чорний пішак · f5 чорний пішак · d4 білий пішак · e4 білий пішак · f4 білий пішак · c3 білий пішак · e3 білий кінь · h3 чорний ферзь · a2 білий пішак · b2 білий пішак · c2 білий слон · h2 білий пішак · a1 біла тура · c1 білий слон · d1 білий ферзь · f1 біла тура · g1 білий король | c8 чорна тура · e8 чорна тура · f8 чорний слон · g8 чорний король · b7 чорний пішак · c7 чорний пішак · d7 чорний слон · g7 чорний пішак · a6 чорний пішак · d6 чорний пішак · g6 чорний кінь · h6 чорний пішак · f5 чорний пішак · d4 білий пішак · e4 білий пішак · f4 білий пішак · c3 білий пішак · e3 білий кінь · h3 чорний ферзь · a2 білий пішак · b2 білий пішак · c2 білий слон · h2 білий пішак · a1 біла тура · c1 білий слон · d1 білий ферзь · f1 біла тура · g1 білий король | c8 чорна тура · e8 чорна тура · f8 чорний слон · g8 чорний король · b7 чорний пішак · c7 чорний пішак · d7 чорний слон · g7 чорний пішак · a6 чорний пішак · d6 чорний пішак · g6 чорний кінь · h6 чорний пішак · f5 чорний пішак · d4 білий пішак · e4 білий пішак · f4 білий пішак · c3 білий пішак · e3 білий кінь · h3 чорний ферзь · a2 білий пішак · b2 білий пішак · c2 білий слон · h2 білий пішак · a1 біла тура · c1 білий слон · d1 білий ферзь · f1 біла тура · g1 білий король | c8 чорна тура · e8 чорна тура · f8 чорний слон · g8 чорний король · b7 чорний пішак · c7 чорний пішак · d7 чорний слон · g7 чорний пішак · a6 чорний пішак · d6 чорний пішак · g6 чорний кінь · h6 чорний пішак · f5 чорний пішак · d4 білий пішак · e4 білий пішак · f4 білий пішак · c3 білий пішак · e3 білий кінь · h3 чорний ферзь · a2 білий пішак · b2 білий пішак · c2 білий слон · h2 білий пішак · a1 біла тура · c1 білий слон · d1 білий ферзь · f1 біла тура · g1 білий король | 8 |
| 7 | c8 чорна тура · e8 чорна тура · f8 чорний слон · g8 чорний король · b7 чорний пішак · c7 чорний пішак · d7 чорний слон · g7 чорний пішак · a6 чорний пішак · d6 чорний пішак · g6 чорний кінь · h6 чорний пішак · f5 чорний пішак · d4 білий пішак · e4 білий пішак · f4 білий пішак · c3 білий пішак · e3 білий кінь · h3 чорний ферзь · a2 білий пішак · b2 білий пішак · c2 білий слон · h2 білий пішак · a1 біла тура · c1 білий слон · d1 білий ферзь · f1 біла тура · g1 білий король | c8 чорна тура · e8 чорна тура · f8 чорний слон · g8 чорний король · b7 чорний пішак · c7 чорний пішак · d7 чорний слон · g7 чорний пішак · a6 чорний пішак · d6 чорний пішак · g6 чорний кінь · h6 чорний пішак · f5 чорний пішак · d4 білий пішак · e4 білий пішак · f4 білий пішак · c3 білий пішак · e3 білий кінь · h3 чорний ферзь · a2 білий пішак · b2 білий пішак · c2 білий слон · h2 білий пішак · a1 біла тура · c1 білий слон · d1 білий ферзь · f1 біла тура · g1 білий король | c8 чорна тура · e8 чорна тура · f8 чорний слон · g8 чорний король · b7 чорний пішак · c7 чорний пішак · d7 чорний слон · g7 чорний пішак · a6 чорний пішак · d6 чорний пішак · g6 чорний кінь · h6 чорний пішак · f5 чорний пішак · d4 білий пішак · e4 білий пішак · f4 білий пішак · c3 білий пішак · e3 білий кінь · h3 чорний ферзь · a2 білий пішак · b2 білий пішак · c2 білий слон · h2 білий пішак · a1 біла тура · c1 білий слон · d1 білий ферзь · f1 біла тура · g1 білий король | c8 чорна тура · e8 чорна тура · f8 чорний слон · g8 чорний король · b7 чорний пішак · c7 чорний пішак · d7 чорний слон · g7 чорний пішак · a6 чорний пішак · d6 чорний пішак · g6 чорний кінь · h6 чорний пішак · f5 чорний пішак · d4 білий пішак · e4 білий пішак · f4 білий пішак · c3 білий пішак · e3 білий кінь · h3 чорний ферзь · a2 білий пішак · b2 білий пішак · c2 білий слон · h2 білий пішак · a1 біла тура · c1 білий слон · d1 білий ферзь · f1 біла тура · g1 білий король | c8 чорна тура · e8 чорна тура · f8 чорний слон · g8 чорний король · b7 чорний пішак · c7 чорний пішак · d7 чорний слон · g7 чорний пішак · a6 чорний пішак · d6 чорний пішак · g6 чорний кінь · h6 чорний пішак · f5 чорний пішак · d4 білий пішак · e4 білий пішак · f4 білий пішак · c3 білий пішак · e3 білий кінь · h3 чорний ферзь · a2 білий пішак · b2 білий пішак · c2 білий слон · h2 білий пішак · a1 біла тура · c1 білий слон · d1 білий ферзь · f1 біла тура · g1 білий король | c8 чорна тура · e8 чорна тура · f8 чорний слон · g8 чорний король · b7 чорний пішак · c7 чорний пішак · d7 чорний слон · g7 чорний пішак · a6 чорний пішак · d6 чорний пішак · g6 чорний кінь · h6 чорний пішак · f5 чорний пішак · d4 білий пішак · e4 білий пішак · f4 білий пішак · c3 білий пішак · e3 білий кінь · h3 чорний ферзь · a2 білий пішак · b2 білий пішак · c2 білий слон · h2 білий пішак · a1 біла тура · c1 білий слон · d1 білий ферзь · f1 біла тура · g1 білий король | c8 чорна тура · e8 чорна тура · f8 чорний слон · g8 чорний король · b7 чорний пішак · c7 чорний пішак · d7 чорний слон · g7 чорний пішак · a6 чорний пішак · d6 чорний пішак · g6 чорний кінь · h6 чорний пішак · f5 чорний пішак · d4 білий пішак · e4 білий пішак · f4 білий пішак · c3 білий пішак · e3 білий кінь · h3 чорний ферзь · a2 білий пішак · b2 білий пішак · c2 білий слон · h2 білий пішак · a1 біла тура · c1 білий слон · d1 білий ферзь · f1 біла тура · g1 білий король | c8 чорна тура · e8 чорна тура · f8 чорний слон · g8 чорний король · b7 чорний пішак · c7 чорний пішак · d7 чорний слон · g7 чорний пішак · a6 чорний пішак · d6 чорний пішак · g6 чорний кінь · h6 чорний пішак · f5 чорний пішак · d4 білий пішак · e4 білий пішак · f4 білий пішак · c3 білий пішак · e3 білий кінь · h3 чорний ферзь · a2 білий пішак · b2 білий пішак · c2 білий слон · h2 білий пішак · a1 біла тура · c1 білий слон · d1 білий ферзь · f1 біла тура · g1 білий король | 7 |
| 6 | c8 чорна тура · e8 чорна тура · f8 чорний слон · g8 чорний король · b7 чорний пішак · c7 чорний пішак · d7 чорний слон · g7 чорний пішак · a6 чорний пішак · d6 чорний пішак · g6 чорний кінь · h6 чорний пішак · f5 чорний пішак · d4 білий пішак · e4 білий пішак · f4 білий пішак · c3 білий пішак · e3 білий кінь · h3 чорний ферзь · a2 білий пішак · b2 білий пішак · c2 білий слон · h2 білий пішак · a1 біла тура · c1 білий слон · d1 білий ферзь · f1 біла тура · g1 білий король | c8 чорна тура · e8 чорна тура · f8 чорний слон · g8 чорний король · b7 чорний пішак · c7 чорний пішак · d7 чорний слон · g7 чорний пішак · a6 чорний пішак · d6 чорний пішак · g6 чорний кінь · h6 чорний пішак · f5 чорний пішак · d4 білий пішак · e4 білий пішак · f4 білий пішак · c3 білий пішак · e3 білий кінь · h3 чорний ферзь · a2 білий пішак · b2 білий пішак · c2 білий слон · h2 білий пішак · a1 біла тура · c1 білий слон · d1 білий ферзь · f1 біла тура · g1 білий король | c8 чорна тура · e8 чорна тура · f8 чорний слон · g8 чорний король · b7 чорний пішак · c7 чорний пішак · d7 чорний слон · g7 чорний пішак · a6 чорний пішак · d6 чорний пішак · g6 чорний кінь · h6 чорний пішак · f5 чорний пішак · d4 білий пішак · e4 білий пішак · f4 білий пішак · c3 білий пішак · e3 білий кінь · h3 чорний ферзь · a2 білий пішак · b2 білий пішак · c2 білий слон · h2 білий пішак · a1 біла тура · c1 білий слон · d1 білий ферзь · f1 біла тура · g1 білий король | c8 чорна тура · e8 чорна тура · f8 чорний слон · g8 чорний король · b7 чорний пішак · c7 чорний пішак · d7 чорний слон · g7 чорний пішак · a6 чорний пішак · d6 чорний пішак · g6 чорний кінь · h6 чорний пішак · f5 чорний пішак · d4 білий пішак · e4 білий пішак · f4 білий пішак · c3 білий пішак · e3 білий кінь · h3 чорний ферзь · a2 білий пішак · b2 білий пішак · c2 білий слон · h2 білий пішак · a1 біла тура · c1 білий слон · d1 білий ферзь · f1 біла тура · g1 білий король | c8 чорна тура · e8 чорна тура · f8 чорний слон · g8 чорний король · b7 чорний пішак · c7 чорний пішак · d7 чорний слон · g7 чорний пішак · a6 чорний пішак · d6 чорний пішак · g6 чорний кінь · h6 чорний пішак · f5 чорний пішак · d4 білий пішак · e4 білий пішак · f4 білий пішак · c3 білий пішак · e3 білий кінь · h3 чорний ферзь · a2 білий пішак · b2 білий пішак · c2 білий слон · h2 білий пішак · a1 біла тура · c1 білий слон · d1 білий ферзь · f1 біла тура · g1 білий король | c8 чорна тура · e8 чорна тура · f8 чорний слон · g8 чорний король · b7 чорний пішак · c7 чорний пішак · d7 чорний слон · g7 чорний пішак · a6 чорний пішак · d6 чорний пішак · g6 чорний кінь · h6 чорний пішак · f5 чорний пішак · d4 білий пішак · e4 білий пішак · f4 білий пішак · c3 білий пішак · e3 білий кінь · h3 чорний ферзь · a2 білий пішак · b2 білий пішак · c2 білий слон · h2 білий пішак · a1 біла тура · c1 білий слон · d1 білий ферзь · f1 біла тура · g1 білий король | c8 чорна тура · e8 чорна тура · f8 чорний слон · g8 чорний король · b7 чорний пішак · c7 чорний пішак · d7 чорний слон · g7 чорний пішак · a6 чорний пішак · d6 чорний пішак · g6 чорний кінь · h6 чорний пішак · f5 чорний пішак · d4 білий пішак · e4 білий пішак · f4 білий пішак · c3 білий пішак · e3 білий кінь · h3 чорний ферзь · a2 білий пішак · b2 білий пішак · c2 білий слон · h2 білий пішак · a1 біла тура · c1 білий слон · d1 білий ферзь · f1 біла тура · g1 білий король | c8 чорна тура · e8 чорна тура · f8 чорний слон · g8 чорний король · b7 чорний пішак · c7 чорний пішак · d7 чорний слон · g7 чорний пішак · a6 чорний пішак · d6 чорний пішак · g6 чорний кінь · h6 чорний пішак · f5 чорний пішак · d4 білий пішак · e4 білий пішак · f4 білий пішак · c3 білий пішак · e3 білий кінь · h3 чорний ферзь · a2 білий пішак · b2 білий пішак · c2 білий слон · h2 білий пішак · a1 біла тура · c1 білий слон · d1 білий ферзь · f1 біла тура · g1 білий король | 6 |
| 5 | c8 чорна тура · e8 чорна тура · f8 чорний слон · g8 чорний король · b7 чорний пішак · c7 чорний пішак · d7 чорний слон · g7 чорний пішак · a6 чорний пішак · d6 чорний пішак · g6 чорний кінь · h6 чорний пішак · f5 чорний пішак · d4 білий пішак · e4 білий пішак · f4 білий пішак · c3 білий пішак · e3 білий кінь · h3 чорний ферзь · a2 білий пішак · b2 білий пішак · c2 білий слон · h2 білий пішак · a1 біла тура · c1 білий слон · d1 білий ферзь · f1 біла тура · g1 білий король | c8 чорна тура · e8 чорна тура · f8 чорний слон · g8 чорний король · b7 чорний пішак · c7 чорний пішак · d7 чорний слон · g7 чорний пішак · a6 чорний пішак · d6 чорний пішак · g6 чорний кінь · h6 чорний пішак · f5 чорний пішак · d4 білий пішак · e4 білий пішак · f4 білий пішак · c3 білий пішак · e3 білий кінь · h3 чорний ферзь · a2 білий пішак · b2 білий пішак · c2 білий слон · h2 білий пішак · a1 біла тура · c1 білий слон · d1 білий ферзь · f1 біла тура · g1 білий король | c8 чорна тура · e8 чорна тура · f8 чорний слон · g8 чорний король · b7 чорний пішак · c7 чорний пішак · d7 чорний слон · g7 чорний пішак · a6 чорний пішак · d6 чорний пішак · g6 чорний кінь · h6 чорний пішак · f5 чорний пішак · d4 білий пішак · e4 білий пішак · f4 білий пішак · c3 білий пішак · e3 білий кінь · h3 чорний ферзь · a2 білий пішак · b2 білий пішак · c2 білий слон · h2 білий пішак · a1 біла тура · c1 білий слон · d1 білий ферзь · f1 біла тура · g1 білий король | c8 чорна тура · e8 чорна тура · f8 чорний слон · g8 чорний король · b7 чорний пішак · c7 чорний пішак · d7 чорний слон · g7 чорний пішак · a6 чорний пішак · d6 чорний пішак · g6 чорний кінь · h6 чорний пішак · f5 чорний пішак · d4 білий пішак · e4 білий пішак · f4 білий пішак · c3 білий пішак · e3 білий кінь · h3 чорний ферзь · a2 білий пішак · b2 білий пішак · c2 білий слон · h2 білий пішак · a1 біла тура · c1 білий слон · d1 білий ферзь · f1 біла тура · g1 білий король | c8 чорна тура · e8 чорна тура · f8 чорний слон · g8 чорний король · b7 чорний пішак · c7 чорний пішак · d7 чорний слон · g7 чорний пішак · a6 чорний пішак · d6 чорний пішак · g6 чорний кінь · h6 чорний пішак · f5 чорний пішак · d4 білий пішак · e4 білий пішак · f4 білий пішак · c3 білий пішак · e3 білий кінь · h3 чорний ферзь · a2 білий пішак · b2 білий пішак · c2 білий слон · h2 білий пішак · a1 біла тура · c1 білий слон · d1 білий ферзь · f1 біла тура · g1 білий король | c8 чорна тура · e8 чорна тура · f8 чорний слон · g8 чорний король · b7 чорний пішак · c7 чорний пішак · d7 чорний слон · g7 чорний пішак · a6 чорний пішак · d6 чорний пішак · g6 чорний кінь · h6 чорний пішак · f5 чорний пішак · d4 білий пішак · e4 білий пішак · f4 білий пішак · c3 білий пішак · e3 білий кінь · h3 чорний ферзь · a2 білий пішак · b2 білий пішак · c2 білий слон · h2 білий пішак · a1 біла тура · c1 білий слон · d1 білий ферзь · f1 біла тура · g1 білий король | c8 чорна тура · e8 чорна тура · f8 чорний слон · g8 чорний король · b7 чорний пішак · c7 чорний пішак · d7 чорний слон · g7 чорний пішак · a6 чорний пішак · d6 чорний пішак · g6 чорний кінь · h6 чорний пішак · f5 чорний пішак · d4 білий пішак · e4 білий пішак · f4 білий пішак · c3 білий пішак · e3 білий кінь · h3 чорний ферзь · a2 білий пішак · b2 білий пішак · c2 білий слон · h2 білий пішак · a1 біла тура · c1 білий слон · d1 білий ферзь · f1 біла тура · g1 білий король | c8 чорна тура · e8 чорна тура · f8 чорний слон · g8 чорний король · b7 чорний пішак · c7 чорний пішак · d7 чорний слон · g7 чорний пішак · a6 чорний пішак · d6 чорний пішак · g6 чорний кінь · h6 чорний пішак · f5 чорний пішак · d4 білий пішак · e4 білий пішак · f4 білий пішак · c3 білий пішак · e3 білий кінь · h3 чорний ферзь · a2 білий пішак · b2 білий пішак · c2 білий слон · h2 білий пішак · a1 біла тура · c1 білий слон · d1 білий ферзь · f1 біла тура · g1 білий король | 5 |
| 4 | c8 чорна тура · e8 чорна тура · f8 чорний слон · g8 чорний король · b7 чорний пішак · c7 чорний пішак · d7 чорний слон · g7 чорний пішак · a6 чорний пішак · d6 чорний пішак · g6 чорний кінь · h6 чорний пішак · f5 чорний пішак · d4 білий пішак · e4 білий пішак · f4 білий пішак · c3 білий пішак · e3 білий кінь · h3 чорний ферзь · a2 білий пішак · b2 білий пішак · c2 білий слон · h2 білий пішак · a1 біла тура · c1 білий слон · d1 білий ферзь · f1 біла тура · g1 білий король | c8 чорна тура · e8 чорна тура · f8 чорний слон · g8 чорний король · b7 чорний пішак · c7 чорний пішак · d7 чорний слон · g7 чорний пішак · a6 чорний пішак · d6 чорний пішак · g6 чорний кінь · h6 чорний пішак · f5 чорний пішак · d4 білий пішак · e4 білий пішак · f4 білий пішак · c3 білий пішак · e3 білий кінь · h3 чорний ферзь · a2 білий пішак · b2 білий пішак · c2 білий слон · h2 білий пішак · a1 біла тура · c1 білий слон · d1 білий ферзь · f1 біла тура · g1 білий король | c8 чорна тура · e8 чорна тура · f8 чорний слон · g8 чорний король · b7 чорний пішак · c7 чорний пішак · d7 чорний слон · g7 чорний пішак · a6 чорний пішак · d6 чорний пішак · g6 чорний кінь · h6 чорний пішак · f5 чорний пішак · d4 білий пішак · e4 білий пішак · f4 білий пішак · c3 білий пішак · e3 білий кінь · h3 чорний ферзь · a2 білий пішак · b2 білий пішак · c2 білий слон · h2 білий пішак · a1 біла тура · c1 білий слон · d1 білий ферзь · f1 біла тура · g1 білий король | c8 чорна тура · e8 чорна тура · f8 чорний слон · g8 чорний король · b7 чорний пішак · c7 чорний пішак · d7 чорний слон · g7 чорний пішак · a6 чорний пішак · d6 чорний пішак · g6 чорний кінь · h6 чорний пішак · f5 чорний пішак · d4 білий пішак · e4 білий пішак · f4 білий пішак · c3 білий пішак · e3 білий кінь · h3 чорний ферзь · a2 білий пішак · b2 білий пішак · c2 білий слон · h2 білий пішак · a1 біла тура · c1 білий слон · d1 білий ферзь · f1 біла тура · g1 білий король | c8 чорна тура · e8 чорна тура · f8 чорний слон · g8 чорний король · b7 чорний пішак · c7 чорний пішак · d7 чорний слон · g7 чорний пішак · a6 чорний пішак · d6 чорний пішак · g6 чорний кінь · h6 чорний пішак · f5 чорний пішак · d4 білий пішак · e4 білий пішак · f4 білий пішак · c3 білий пішак · e3 білий кінь · h3 чорний ферзь · a2 білий пішак · b2 білий пішак · c2 білий слон · h2 білий пішак · a1 біла тура · c1 білий слон · d1 білий ферзь · f1 біла тура · g1 білий король | c8 чорна тура · e8 чорна тура · f8 чорний слон · g8 чорний король · b7 чорний пішак · c7 чорний пішак · d7 чорний слон · g7 чорний пішак · a6 чорний пішак · d6 чорний пішак · g6 чорний кінь · h6 чорний пішак · f5 чорний пішак · d4 білий пішак · e4 білий пішак · f4 білий пішак · c3 білий пішак · e3 білий кінь · h3 чорний ферзь · a2 білий пішак · b2 білий пішак · c2 білий слон · h2 білий пішак · a1 біла тура · c1 білий слон · d1 білий ферзь · f1 біла тура · g1 білий король | c8 чорна тура · e8 чорна тура · f8 чорний слон · g8 чорний король · b7 чорний пішак · c7 чорний пішак · d7 чорний слон · g7 чорний пішак · a6 чорний пішак · d6 чорний пішак · g6 чорний кінь · h6 чорний пішак · f5 чорний пішак · d4 білий пішак · e4 білий пішак · f4 білий пішак · c3 білий пішак · e3 білий кінь · h3 чорний ферзь · a2 білий пішак · b2 білий пішак · c2 білий слон · h2 білий пішак · a1 біла тура · c1 білий слон · d1 білий ферзь · f1 біла тура · g1 білий король | c8 чорна тура · e8 чорна тура · f8 чорний слон · g8 чорний король · b7 чорний пішак · c7 чорний пішак · d7 чорний слон · g7 чорний пішак · a6 чорний пішак · d6 чорний пішак · g6 чорний кінь · h6 чорний пішак · f5 чорний пішак · d4 білий пішак · e4 білий пішак · f4 білий пішак · c3 білий пішак · e3 білий кінь · h3 чорний ферзь · a2 білий пішак · b2 білий пішак · c2 білий слон · h2 білий пішак · a1 біла тура · c1 білий слон · d1 білий ферзь · f1 біла тура · g1 білий король | 4 |
| 3 | c8 чорна тура · e8 чорна тура · f8 чорний слон · g8 чорний король · b7 чорний пішак · c7 чорний пішак · d7 чорний слон · g7 чорний пішак · a6 чорний пішак · d6 чорний пішак · g6 чорний кінь · h6 чорний пішак · f5 чорний пішак · d4 білий пішак · e4 білий пішак · f4 білий пішак · c3 білий пішак · e3 білий кінь · h3 чорний ферзь · a2 білий пішак · b2 білий пішак · c2 білий слон · h2 білий пішак · a1 біла тура · c1 білий слон · d1 білий ферзь · f1 біла тура · g1 білий король | c8 чорна тура · e8 чорна тура · f8 чорний слон · g8 чорний король · b7 чорний пішак · c7 чорний пішак · d7 чорний слон · g7 чорний пішак · a6 чорний пішак · d6 чорний пішак · g6 чорний кінь · h6 чорний пішак · f5 чорний пішак · d4 білий пішак · e4 білий пішак · f4 білий пішак · c3 білий пішак · e3 білий кінь · h3 чорний ферзь · a2 білий пішак · b2 білий пішак · c2 білий слон · h2 білий пішак · a1 біла тура · c1 білий слон · d1 білий ферзь · f1 біла тура · g1 білий король | c8 чорна тура · e8 чорна тура · f8 чорний слон · g8 чорний король · b7 чорний пішак · c7 чорний пішак · d7 чорний слон · g7 чорний пішак · a6 чорний пішак · d6 чорний пішак · g6 чорний кінь · h6 чорний пішак · f5 чорний пішак · d4 білий пішак · e4 білий пішак · f4 білий пішак · c3 білий пішак · e3 білий кінь · h3 чорний ферзь · a2 білий пішак · b2 білий пішак · c2 білий слон · h2 білий пішак · a1 біла тура · c1 білий слон · d1 білий ферзь · f1 біла тура · g1 білий король | c8 чорна тура · e8 чорна тура · f8 чорний слон · g8 чорний король · b7 чорний пішак · c7 чорний пішак · d7 чорний слон · g7 чорний пішак · a6 чорний пішак · d6 чорний пішак · g6 чорний кінь · h6 чорний пішак · f5 чорний пішак · d4 білий пішак · e4 білий пішак · f4 білий пішак · c3 білий пішак · e3 білий кінь · h3 чорний ферзь · a2 білий пішак · b2 білий пішак · c2 білий слон · h2 білий пішак · a1 біла тура · c1 білий слон · d1 білий ферзь · f1 біла тура · g1 білий король | c8 чорна тура · e8 чорна тура · f8 чорний слон · g8 чорний король · b7 чорний пішак · c7 чорний пішак · d7 чорний слон · g7 чорний пішак · a6 чорний пішак · d6 чорний пішак · g6 чорний кінь · h6 чорний пішак · f5 чорний пішак · d4 білий пішак · e4 білий пішак · f4 білий пішак · c3 білий пішак · e3 білий кінь · h3 чорний ферзь · a2 білий пішак · b2 білий пішак · c2 білий слон · h2 білий пішак · a1 біла тура · c1 білий слон · d1 білий ферзь · f1 біла тура · g1 білий король | c8 чорна тура · e8 чорна тура · f8 чорний слон · g8 чорний король · b7 чорний пішак · c7 чорний пішак · d7 чорний слон · g7 чорний пішак · a6 чорний пішак · d6 чорний пішак · g6 чорний кінь · h6 чорний пішак · f5 чорний пішак · d4 білий пішак · e4 білий пішак · f4 білий пішак · c3 білий пішак · e3 білий кінь · h3 чорний ферзь · a2 білий пішак · b2 білий пішак · c2 білий слон · h2 білий пішак · a1 біла тура · c1 білий слон · d1 білий ферзь · f1 біла тура · g1 білий король | c8 чорна тура · e8 чорна тура · f8 чорний слон · g8 чорний король · b7 чорний пішак · c7 чорний пішак · d7 чорний слон · g7 чорний пішак · a6 чорний пішак · d6 чорний пішак · g6 чорний кінь · h6 чорний пішак · f5 чорний пішак · d4 білий пішак · e4 білий пішак · f4 білий пішак · c3 білий пішак · e3 білий кінь · h3 чорний ферзь · a2 білий пішак · b2 білий пішак · c2 білий слон · h2 білий пішак · a1 біла тура · c1 білий слон · d1 білий ферзь · f1 біла тура · g1 білий король | c8 чорна тура · e8 чорна тура · f8 чорний слон · g8 чорний король · b7 чорний пішак · c7 чорний пішак · d7 чорний слон · g7 чорний пішак · a6 чорний пішак · d6 чорний пішак · g6 чорний кінь · h6 чорний пішак · f5 чорний пішак · d4 білий пішак · e4 білий пішак · f4 білий пішак · c3 білий пішак · e3 білий кінь · h3 чорний ферзь · a2 білий пішак · b2 білий пішак · c2 білий слон · h2 білий пішак · a1 біла тура · c1 білий слон · d1 білий ферзь · f1 біла тура · g1 білий король | 3 |
| 2 | c8 чорна тура · e8 чорна тура · f8 чорний слон · g8 чорний король · b7 чорний пішак · c7 чорний пішак · d7 чорний слон · g7 чорний пішак · a6 чорний пішак · d6 чорний пішак · g6 чорний кінь · h6 чорний пішак · f5 чорний пішак · d4 білий пішак · e4 білий пішак · f4 білий пішак · c3 білий пішак · e3 білий кінь · h3 чорний ферзь · a2 білий пішак · b2 білий пішак · c2 білий слон · h2 білий пішак · a1 біла тура · c1 білий слон · d1 білий ферзь · f1 біла тура · g1 білий король | c8 чорна тура · e8 чорна тура · f8 чорний слон · g8 чорний король · b7 чорний пішак · c7 чорний пішак · d7 чорний слон · g7 чорний пішак · a6 чорний пішак · d6 чорний пішак · g6 чорний кінь · h6 чорний пішак · f5 чорний пішак · d4 білий пішак · e4 білий пішак · f4 білий пішак · c3 білий пішак · e3 білий кінь · h3 чорний ферзь · a2 білий пішак · b2 білий пішак · c2 білий слон · h2 білий пішак · a1 біла тура · c1 білий слон · d1 білий ферзь · f1 біла тура · g1 білий король | c8 чорна тура · e8 чорна тура · f8 чорний слон · g8 чорний король · b7 чорний пішак · c7 чорний пішак · d7 чорний слон · g7 чорний пішак · a6 чорний пішак · d6 чорний пішак · g6 чорний кінь · h6 чорний пішак · f5 чорний пішак · d4 білий пішак · e4 білий пішак · f4 білий пішак · c3 білий пішак · e3 білий кінь · h3 чорний ферзь · a2 білий пішак · b2 білий пішак · c2 білий слон · h2 білий пішак · a1 біла тура · c1 білий слон · d1 білий ферзь · f1 біла тура · g1 білий король | c8 чорна тура · e8 чорна тура · f8 чорний слон · g8 чорний король · b7 чорний пішак · c7 чорний пішак · d7 чорний слон · g7 чорний пішак · a6 чорний пішак · d6 чорний пішак · g6 чорний кінь · h6 чорний пішак · f5 чорний пішак · d4 білий пішак · e4 білий пішак · f4 білий пішак · c3 білий пішак · e3 білий кінь · h3 чорний ферзь · a2 білий пішак · b2 білий пішак · c2 білий слон · h2 білий пішак · a1 біла тура · c1 білий слон · d1 білий ферзь · f1 біла тура · g1 білий король | c8 чорна тура · e8 чорна тура · f8 чорний слон · g8 чорний король · b7 чорний пішак · c7 чорний пішак · d7 чорний слон · g7 чорний пішак · a6 чорний пішак · d6 чорний пішак · g6 чорний кінь · h6 чорний пішак · f5 чорний пішак · d4 білий пішак · e4 білий пішак · f4 білий пішак · c3 білий пішак · e3 білий кінь · h3 чорний ферзь · a2 білий пішак · b2 білий пішак · c2 білий слон · h2 білий пішак · a1 біла тура · c1 білий слон · d1 білий ферзь · f1 біла тура · g1 білий король | c8 чорна тура · e8 чорна тура · f8 чорний слон · g8 чорний король · b7 чорний пішак · c7 чорний пішак · d7 чорний слон · g7 чорний пішак · a6 чорний пішак · d6 чорний пішак · g6 чорний кінь · h6 чорний пішак · f5 чорний пішак · d4 білий пішак · e4 білий пішак · f4 білий пішак · c3 білий пішак · e3 білий кінь · h3 чорний ферзь · a2 білий пішак · b2 білий пішак · c2 білий слон · h2 білий пішак · a1 біла тура · c1 білий слон · d1 білий ферзь · f1 біла тура · g1 білий король | c8 чорна тура · e8 чорна тура · f8 чорний слон · g8 чорний король · b7 чорний пішак · c7 чорний пішак · d7 чорний слон · g7 чорний пішак · a6 чорний пішак · d6 чорний пішак · g6 чорний кінь · h6 чорний пішак · f5 чорний пішак · d4 білий пішак · e4 білий пішак · f4 білий пішак · c3 білий пішак · e3 білий кінь · h3 чорний ферзь · a2 білий пішак · b2 білий пішак · c2 білий слон · h2 білий пішак · a1 біла тура · c1 білий слон · d1 білий ферзь · f1 біла тура · g1 білий король | c8 чорна тура · e8 чорна тура · f8 чорний слон · g8 чорний король · b7 чорний пішак · c7 чорний пішак · d7 чорний слон · g7 чорний пішак · a6 чорний пішак · d6 чорний пішак · g6 чорний кінь · h6 чорний пішак · f5 чорний пішак · d4 білий пішак · e4 білий пішак · f4 білий пішак · c3 білий пішак · e3 білий кінь · h3 чорний ферзь · a2 білий пішак · b2 білий пішак · c2 білий слон · h2 білий пішак · a1 біла тура · c1 білий слон · d1 білий ферзь · f1 біла тура · g1 білий король | 2 |
| 1 | c8 чорна тура · e8 чорна тура · f8 чорний слон · g8 чорний король · b7 чорний пішак · c7 чорний пішак · d7 чорний слон · g7 чорний пішак · a6 чорний пішак · d6 чорний пішак · g6 чорний кінь · h6 чорний пішак · f5 чорний пішак · d4 білий пішак · e4 білий пішак · f4 білий пішак · c3 білий пішак · e3 білий кінь · h3 чорний ферзь · a2 білий пішак · b2 білий пішак · c2 білий слон · h2 білий пішак · a1 біла тура · c1 білий слон · d1 білий ферзь · f1 біла тура · g1 білий король | c8 чорна тура · e8 чорна тура · f8 чорний слон · g8 чорний король · b7 чорний пішак · c7 чорний пішак · d7 чорний слон · g7 чорний пішак · a6 чорний пішак · d6 чорний пішак · g6 чорний кінь · h6 чорний пішак · f5 чорний пішак · d4 білий пішак · e4 білий пішак · f4 білий пішак · c3 білий пішак · e3 білий кінь · h3 чорний ферзь · a2 білий пішак · b2 білий пішак · c2 білий слон · h2 білий пішак · a1 біла тура · c1 білий слон · d1 білий ферзь · f1 біла тура · g1 білий король | c8 чорна тура · e8 чорна тура · f8 чорний слон · g8 чорний король · b7 чорний пішак · c7 чорний пішак · d7 чорний слон · g7 чорний пішак · a6 чорний пішак · d6 чорний пішак · g6 чорний кінь · h6 чорний пішак · f5 чорний пішак · d4 білий пішак · e4 білий пішак · f4 білий пішак · c3 білий пішак · e3 білий кінь · h3 чорний ферзь · a2 білий пішак · b2 білий пішак · c2 білий слон · h2 білий пішак · a1 біла тура · c1 білий слон · d1 білий ферзь · f1 біла тура · g1 білий король | c8 чорна тура · e8 чорна тура · f8 чорний слон · g8 чорний король · b7 чорний пішак · c7 чорний пішак · d7 чорний слон · g7 чорний пішак · a6 чорний пішак · d6 чорний пішак · g6 чорний кінь · h6 чорний пішак · f5 чорний пішак · d4 білий пішак · e4 білий пішак · f4 білий пішак · c3 білий пішак · e3 білий кінь · h3 чорний ферзь · a2 білий пішак · b2 білий пішак · c2 білий слон · h2 білий пішак · a1 біла тура · c1 білий слон · d1 білий ферзь · f1 біла тура · g1 білий король | c8 чорна тура · e8 чорна тура · f8 чорний слон · g8 чорний король · b7 чорний пішак · c7 чорний пішак · d7 чорний слон · g7 чорний пішак · a6 чорний пішак · d6 чорний пішак · g6 чорний кінь · h6 чорний пішак · f5 чорний пішак · d4 білий пішак · e4 білий пішак · f4 білий пішак · c3 білий пішак · e3 білий кінь · h3 чорний ферзь · a2 білий пішак · b2 білий пішак · c2 білий слон · h2 білий пішак · a1 біла тура · c1 білий слон · d1 білий ферзь · f1 біла тура · g1 білий король | c8 чорна тура · e8 чорна тура · f8 чорний слон · g8 чорний король · b7 чорний пішак · c7 чорний пішак · d7 чорний слон · g7 чорний пішак · a6 чорний пішак · d6 чорний пішак · g6 чорний кінь · h6 чорний пішак · f5 чорний пішак · d4 білий пішак · e4 білий пішак · f4 білий пішак · c3 білий пішак · e3 білий кінь · h3 чорний ферзь · a2 білий пішак · b2 білий пішак · c2 білий слон · h2 білий пішак · a1 біла тура · c1 білий слон · d1 білий ферзь · f1 біла тура · g1 білий король | c8 чорна тура · e8 чорна тура · f8 чорний слон · g8 чорний король · b7 чорний пішак · c7 чорний пішак · d7 чорний слон · g7 чорний пішак · a6 чорний пішак · d6 чорний пішак · g6 чорний кінь · h6 чорний пішак · f5 чорний пішак · d4 білий пішак · e4 білий пішак · f4 білий пішак · c3 білий пішак · e3 білий кінь · h3 чорний ферзь · a2 білий пішак · b2 білий пішак · c2 білий слон · h2 білий пішак · a1 біла тура · c1 білий слон · d1 білий ферзь · f1 біла тура · g1 білий король | c8 чорна тура · e8 чорна тура · f8 чорний слон · g8 чорний король · b7 чорний пішак · c7 чорний пішак · d7 чорний слон · g7 чорний пішак · a6 чорний пішак · d6 чорний пішак · g6 чорний кінь · h6 чорний пішак · f5 чорний пішак · d4 білий пішак · e4 білий пішак · f4 білий пішак · c3 білий пішак · e3 білий кінь · h3 чорний ферзь · a2 білий пішак · b2 білий пішак · c2 білий слон · h2 білий пішак · a1 біла тура · c1 білий слон · d1 білий ферзь · f1 біла тура · g1 білий король | 1 |
|   | a | b | c | d | e | f | g | h |   |

|   | a | b | c | d | e | f | g | h |   |
| 8 | h8 чорний король · b7 чорний пішак · g7 чорний пішак · a6 чорний пішак · d6 чорний слон · g6 чорна тура · h6 чорний пішак · d5 білий кінь · f5 чорна тура · d4 білий пішак · f4 білий пішак · h4 чорний кінь · a2 білий пішак · b2 білий пішак · d2 білий слон · f2 білий король · h2 білий пішак · c1 біла тура · g1 біла тура | h8 чорний король · b7 чорний пішак · g7 чорний пішак · a6 чорний пішак · d6 чорний слон · g6 чорна тура · h6 чорний пішак · d5 білий кінь · f5 чорна тура · d4 білий пішак · f4 білий пішак · h4 чорний кінь · a2 білий пішак · b2 білий пішак · d2 білий слон · f2 білий король · h2 білий пішак · c1 біла тура · g1 біла тура | h8 чорний король · b7 чорний пішак · g7 чорний пішак · a6 чорний пішак · d6 чорний слон · g6 чорна тура · h6 чорний пішак · d5 білий кінь · f5 чорна тура · d4 білий пішак · f4 білий пішак · h4 чорний кінь · a2 білий пішак · b2 білий пішак · d2 білий слон · f2 білий король · h2 білий пішак · c1 біла тура · g1 біла тура | h8 чорний король · b7 чорний пішак · g7 чорний пішак · a6 чорний пішак · d6 чорний слон · g6 чорна тура · h6 чорний пішак · d5 білий кінь · f5 чорна тура · d4 білий пішак · f4 білий пішак · h4 чорний кінь · a2 білий пішак · b2 білий пішак · d2 білий слон · f2 білий король · h2 білий пішак · c1 біла тура · g1 біла тура | h8 чорний король · b7 чорний пішак · g7 чорний пішак · a6 чорний пішак · d6 чорний слон · g6 чорна тура · h6 чорний пішак · d5 білий кінь · f5 чорна тура · d4 білий пішак · f4 білий пішак · h4 чорний кінь · a2 білий пішак · b2 білий пішак · d2 білий слон · f2 білий король · h2 білий пішак · c1 біла тура · g1 біла тура | h8 чорний король · b7 чорний пішак · g7 чорний пішак · a6 чорний пішак · d6 чорний слон · g6 чорна тура · h6 чорний пішак · d5 білий кінь · f5 чорна тура · d4 білий пішак · f4 білий пішак · h4 чорний кінь · a2 білий пішак · b2 білий пішак · d2 білий слон · f2 білий король · h2 білий пішак · c1 біла тура · g1 біла тура | h8 чорний король · b7 чорний пішак · g7 чорний пішак · a6 чорний пішак · d6 чорний слон · g6 чорна тура · h6 чорний пішак · d5 білий кінь · f5 чорна тура · d4 білий пішак · f4 білий пішак · h4 чорний кінь · a2 білий пішак · b2 білий пішак · d2 білий слон · f2 білий король · h2 білий пішак · c1 біла тура · g1 біла тура | h8 чорний король · b7 чорний пішак · g7 чорний пішак · a6 чорний пішак · d6 чорний слон · g6 чорна тура · h6 чорний пішак · d5 білий кінь · f5 чорна тура · d4 білий пішак · f4 білий пішак · h4 чорний кінь · a2 білий пішак · b2 білий пішак · d2 білий слон · f2 білий король · h2 білий пішак · c1 біла тура · g1 біла тура | 8 |
| 7 | h8 чорний король · b7 чорний пішак · g7 чорний пішак · a6 чорний пішак · d6 чорний слон · g6 чорна тура · h6 чорний пішак · d5 білий кінь · f5 чорна тура · d4 білий пішак · f4 білий пішак · h4 чорний кінь · a2 білий пішак · b2 білий пішак · d2 білий слон · f2 білий король · h2 білий пішак · c1 біла тура · g1 біла тура | h8 чорний король · b7 чорний пішак · g7 чорний пішак · a6 чорний пішак · d6 чорний слон · g6 чорна тура · h6 чорний пішак · d5 білий кінь · f5 чорна тура · d4 білий пішак · f4 білий пішак · h4 чорний кінь · a2 білий пішак · b2 білий пішак · d2 білий слон · f2 білий король · h2 білий пішак · c1 біла тура · g1 біла тура | h8 чорний король · b7 чорний пішак · g7 чорний пішак · a6 чорний пішак · d6 чорний слон · g6 чорна тура · h6 чорний пішак · d5 білий кінь · f5 чорна тура · d4 білий пішак · f4 білий пішак · h4 чорний кінь · a2 білий пішак · b2 білий пішак · d2 білий слон · f2 білий король · h2 білий пішак · c1 біла тура · g1 біла тура | h8 чорний король · b7 чорний пішак · g7 чорний пішак · a6 чорний пішак · d6 чорний слон · g6 чорна тура · h6 чорний пішак · d5 білий кінь · f5 чорна тура · d4 білий пішак · f4 білий пішак · h4 чорний кінь · a2 білий пішак · b2 білий пішак · d2 білий слон · f2 білий король · h2 білий пішак · c1 біла тура · g1 біла тура | h8 чорний король · b7 чорний пішак · g7 чорний пішак · a6 чорний пішак · d6 чорний слон · g6 чорна тура · h6 чорний пішак · d5 білий кінь · f5 чорна тура · d4 білий пішак · f4 білий пішак · h4 чорний кінь · a2 білий пішак · b2 білий пішак · d2 білий слон · f2 білий король · h2 білий пішак · c1 біла тура · g1 біла тура | h8 чорний король · b7 чорний пішак · g7 чорний пішак · a6 чорний пішак · d6 чорний слон · g6 чорна тура · h6 чорний пішак · d5 білий кінь · f5 чорна тура · d4 білий пішак · f4 білий пішак · h4 чорний кінь · a2 білий пішак · b2 білий пішак · d2 білий слон · f2 білий король · h2 білий пішак · c1 біла тура · g1 біла тура | h8 чорний король · b7 чорний пішак · g7 чорний пішак · a6 чорний пішак · d6 чорний слон · g6 чорна тура · h6 чорний пішак · d5 білий кінь · f5 чорна тура · d4 білий пішак · f4 білий пішак · h4 чорний кінь · a2 білий пішак · b2 білий пішак · d2 білий слон · f2 білий король · h2 білий пішак · c1 біла тура · g1 біла тура | h8 чорний король · b7 чорний пішак · g7 чорний пішак · a6 чорний пішак · d6 чорний слон · g6 чорна тура · h6 чорний пішак · d5 білий кінь · f5 чорна тура · d4 білий пішак · f4 білий пішак · h4 чорний кінь · a2 білий пішак · b2 білий пішак · d2 білий слон · f2 білий король · h2 білий пішак · c1 біла тура · g1 біла тура | 7 |
| 6 | h8 чорний король · b7 чорний пішак · g7 чорний пішак · a6 чорний пішак · d6 чорний слон · g6 чорна тура · h6 чорний пішак · d5 білий кінь · f5 чорна тура · d4 білий пішак · f4 білий пішак · h4 чорний кінь · a2 білий пішак · b2 білий пішак · d2 білий слон · f2 білий король · h2 білий пішак · c1 біла тура · g1 біла тура | h8 чорний король · b7 чорний пішак · g7 чорний пішак · a6 чорний пішак · d6 чорний слон · g6 чорна тура · h6 чорний пішак · d5 білий кінь · f5 чорна тура · d4 білий пішак · f4 білий пішак · h4 чорний кінь · a2 білий пішак · b2 білий пішак · d2 білий слон · f2 білий король · h2 білий пішак · c1 біла тура · g1 біла тура | h8 чорний король · b7 чорний пішак · g7 чорний пішак · a6 чорний пішак · d6 чорний слон · g6 чорна тура · h6 чорний пішак · d5 білий кінь · f5 чорна тура · d4 білий пішак · f4 білий пішак · h4 чорний кінь · a2 білий пішак · b2 білий пішак · d2 білий слон · f2 білий король · h2 білий пішак · c1 біла тура · g1 біла тура | h8 чорний король · b7 чорний пішак · g7 чорний пішак · a6 чорний пішак · d6 чорний слон · g6 чорна тура · h6 чорний пішак · d5 білий кінь · f5 чорна тура · d4 білий пішак · f4 білий пішак · h4 чорний кінь · a2 білий пішак · b2 білий пішак · d2 білий слон · f2 білий король · h2 білий пішак · c1 біла тура · g1 біла тура | h8 чорний король · b7 чорний пішак · g7 чорний пішак · a6 чорний пішак · d6 чорний слон · g6 чорна тура · h6 чорний пішак · d5 білий кінь · f5 чорна тура · d4 білий пішак · f4 білий пішак · h4 чорний кінь · a2 білий пішак · b2 білий пішак · d2 білий слон · f2 білий король · h2 білий пішак · c1 біла тура · g1 біла тура | h8 чорний король · b7 чорний пішак · g7 чорний пішак · a6 чорний пішак · d6 чорний слон · g6 чорна тура · h6 чорний пішак · d5 білий кінь · f5 чорна тура · d4 білий пішак · f4 білий пішак · h4 чорний кінь · a2 білий пішак · b2 білий пішак · d2 білий слон · f2 білий король · h2 білий пішак · c1 біла тура · g1 біла тура | h8 чорний король · b7 чорний пішак · g7 чорний пішак · a6 чорний пішак · d6 чорний слон · g6 чорна тура · h6 чорний пішак · d5 білий кінь · f5 чорна тура · d4 білий пішак · f4 білий пішак · h4 чорний кінь · a2 білий пішак · b2 білий пішак · d2 білий слон · f2 білий король · h2 білий пішак · c1 біла тура · g1 біла тура | h8 чорний король · b7 чорний пішак · g7 чорний пішак · a6 чорний пішак · d6 чорний слон · g6 чорна тура · h6 чорний пішак · d5 білий кінь · f5 чорна тура · d4 білий пішак · f4 білий пішак · h4 чорний кінь · a2 білий пішак · b2 білий пішак · d2 білий слон · f2 білий король · h2 білий пішак · c1 біла тура · g1 біла тура | 6 |
| 5 | h8 чорний король · b7 чорний пішак · g7 чорний пішак · a6 чорний пішак · d6 чорний слон · g6 чорна тура · h6 чорний пішак · d5 білий кінь · f5 чорна тура · d4 білий пішак · f4 білий пішак · h4 чорний кінь · a2 білий пішак · b2 білий пішак · d2 білий слон · f2 білий король · h2 білий пішак · c1 біла тура · g1 біла тура | h8 чорний король · b7 чорний пішак · g7 чорний пішак · a6 чорний пішак · d6 чорний слон · g6 чорна тура · h6 чорний пішак · d5 білий кінь · f5 чорна тура · d4 білий пішак · f4 білий пішак · h4 чорний кінь · a2 білий пішак · b2 білий пішак · d2 білий слон · f2 білий король · h2 білий пішак · c1 біла тура · g1 біла тура | h8 чорний король · b7 чорний пішак · g7 чорний пішак · a6 чорний пішак · d6 чорний слон · g6 чорна тура · h6 чорний пішак · d5 білий кінь · f5 чорна тура · d4 білий пішак · f4 білий пішак · h4 чорний кінь · a2 білий пішак · b2 білий пішак · d2 білий слон · f2 білий король · h2 білий пішак · c1 біла тура · g1 біла тура | h8 чорний король · b7 чорний пішак · g7 чорний пішак · a6 чорний пішак · d6 чорний слон · g6 чорна тура · h6 чорний пішак · d5 білий кінь · f5 чорна тура · d4 білий пішак · f4 білий пішак · h4 чорний кінь · a2 білий пішак · b2 білий пішак · d2 білий слон · f2 білий король · h2 білий пішак · c1 біла тура · g1 біла тура | h8 чорний король · b7 чорний пішак · g7 чорний пішак · a6 чорний пішак · d6 чорний слон · g6 чорна тура · h6 чорний пішак · d5 білий кінь · f5 чорна тура · d4 білий пішак · f4 білий пішак · h4 чорний кінь · a2 білий пішак · b2 білий пішак · d2 білий слон · f2 білий король · h2 білий пішак · c1 біла тура · g1 біла тура | h8 чорний король · b7 чорний пішак · g7 чорний пішак · a6 чорний пішак · d6 чорний слон · g6 чорна тура · h6 чорний пішак · d5 білий кінь · f5 чорна тура · d4 білий пішак · f4 білий пішак · h4 чорний кінь · a2 білий пішак · b2 білий пішак · d2 білий слон · f2 білий король · h2 білий пішак · c1 біла тура · g1 біла тура | h8 чорний король · b7 чорний пішак · g7 чорний пішак · a6 чорний пішак · d6 чорний слон · g6 чорна тура · h6 чорний пішак · d5 білий кінь · f5 чорна тура · d4 білий пішак · f4 білий пішак · h4 чорний кінь · a2 білий пішак · b2 білий пішак · d2 білий слон · f2 білий король · h2 білий пішак · c1 біла тура · g1 біла тура | h8 чорний король · b7 чорний пішак · g7 чорний пішак · a6 чорний пішак · d6 чорний слон · g6 чорна тура · h6 чорний пішак · d5 білий кінь · f5 чорна тура · d4 білий пішак · f4 білий пішак · h4 чорний кінь · a2 білий пішак · b2 білий пішак · d2 білий слон · f2 білий король · h2 білий пішак · c1 біла тура · g1 біла тура | 5 |
| 4 | h8 чорний король · b7 чорний пішак · g7 чорний пішак · a6 чорний пішак · d6 чорний слон · g6 чорна тура · h6 чорний пішак · d5 білий кінь · f5 чорна тура · d4 білий пішак · f4 білий пішак · h4 чорний кінь · a2 білий пішак · b2 білий пішак · d2 білий слон · f2 білий король · h2 білий пішак · c1 біла тура · g1 біла тура | h8 чорний король · b7 чорний пішак · g7 чорний пішак · a6 чорний пішак · d6 чорний слон · g6 чорна тура · h6 чорний пішак · d5 білий кінь · f5 чорна тура · d4 білий пішак · f4 білий пішак · h4 чорний кінь · a2 білий пішак · b2 білий пішак · d2 білий слон · f2 білий король · h2 білий пішак · c1 біла тура · g1 біла тура | h8 чорний король · b7 чорний пішак · g7 чорний пішак · a6 чорний пішак · d6 чорний слон · g6 чорна тура · h6 чорний пішак · d5 білий кінь · f5 чорна тура · d4 білий пішак · f4 білий пішак · h4 чорний кінь · a2 білий пішак · b2 білий пішак · d2 білий слон · f2 білий король · h2 білий пішак · c1 біла тура · g1 біла тура | h8 чорний король · b7 чорний пішак · g7 чорний пішак · a6 чорний пішак · d6 чорний слон · g6 чорна тура · h6 чорний пішак · d5 білий кінь · f5 чорна тура · d4 білий пішак · f4 білий пішак · h4 чорний кінь · a2 білий пішак · b2 білий пішак · d2 білий слон · f2 білий король · h2 білий пішак · c1 біла тура · g1 біла тура | h8 чорний король · b7 чорний пішак · g7 чорний пішак · a6 чорний пішак · d6 чорний слон · g6 чорна тура · h6 чорний пішак · d5 білий кінь · f5 чорна тура · d4 білий пішак · f4 білий пішак · h4 чорний кінь · a2 білий пішак · b2 білий пішак · d2 білий слон · f2 білий король · h2 білий пішак · c1 біла тура · g1 біла тура | h8 чорний король · b7 чорний пішак · g7 чорний пішак · a6 чорний пішак · d6 чорний слон · g6 чорна тура · h6 чорний пішак · d5 білий кінь · f5 чорна тура · d4 білий пішак · f4 білий пішак · h4 чорний кінь · a2 білий пішак · b2 білий пішак · d2 білий слон · f2 білий король · h2 білий пішак · c1 біла тура · g1 біла тура | h8 чорний король · b7 чорний пішак · g7 чорний пішак · a6 чорний пішак · d6 чорний слон · g6 чорна тура · h6 чорний пішак · d5 білий кінь · f5 чорна тура · d4 білий пішак · f4 білий пішак · h4 чорний кінь · a2 білий пішак · b2 білий пішак · d2 білий слон · f2 білий король · h2 білий пішак · c1 біла тура · g1 біла тура | h8 чорний король · b7 чорний пішак · g7 чорний пішак · a6 чорний пішак · d6 чорний слон · g6 чорна тура · h6 чорний пішак · d5 білий кінь · f5 чорна тура · d4 білий пішак · f4 білий пішак · h4 чорний кінь · a2 білий пішак · b2 білий пішак · d2 білий слон · f2 білий король · h2 білий пішак · c1 біла тура · g1 біла тура | 4 |
| 3 | h8 чорний король · b7 чорний пішак · g7 чорний пішак · a6 чорний пішак · d6 чорний слон · g6 чорна тура · h6 чорний пішак · d5 білий кінь · f5 чорна тура · d4 білий пішак · f4 білий пішак · h4 чорний кінь · a2 білий пішак · b2 білий пішак · d2 білий слон · f2 білий король · h2 білий пішак · c1 біла тура · g1 біла тура | h8 чорний король · b7 чорний пішак · g7 чорний пішак · a6 чорний пішак · d6 чорний слон · g6 чорна тура · h6 чорний пішак · d5 білий кінь · f5 чорна тура · d4 білий пішак · f4 білий пішак · h4 чорний кінь · a2 білий пішак · b2 білий пішак · d2 білий слон · f2 білий король · h2 білий пішак · c1 біла тура · g1 біла тура | h8 чорний король · b7 чорний пішак · g7 чорний пішак · a6 чорний пішак · d6 чорний слон · g6 чорна тура · h6 чорний пішак · d5 білий кінь · f5 чорна тура · d4 білий пішак · f4 білий пішак · h4 чорний кінь · a2 білий пішак · b2 білий пішак · d2 білий слон · f2 білий король · h2 білий пішак · c1 біла тура · g1 біла тура | h8 чорний король · b7 чорний пішак · g7 чорний пішак · a6 чорний пішак · d6 чорний слон · g6 чорна тура · h6 чорний пішак · d5 білий кінь · f5 чорна тура · d4 білий пішак · f4 білий пішак · h4 чорний кінь · a2 білий пішак · b2 білий пішак · d2 білий слон · f2 білий король · h2 білий пішак · c1 біла тура · g1 біла тура | h8 чорний король · b7 чорний пішак · g7 чорний пішак · a6 чорний пішак · d6 чорний слон · g6 чорна тура · h6 чорний пішак · d5 білий кінь · f5 чорна тура · d4 білий пішак · f4 білий пішак · h4 чорний кінь · a2 білий пішак · b2 білий пішак · d2 білий слон · f2 білий король · h2 білий пішак · c1 біла тура · g1 біла тура | h8 чорний король · b7 чорний пішак · g7 чорний пішак · a6 чорний пішак · d6 чорний слон · g6 чорна тура · h6 чорний пішак · d5 білий кінь · f5 чорна тура · d4 білий пішак · f4 білий пішак · h4 чорний кінь · a2 білий пішак · b2 білий пішак · d2 білий слон · f2 білий король · h2 білий пішак · c1 біла тура · g1 біла тура | h8 чорний король · b7 чорний пішак · g7 чорний пішак · a6 чорний пішак · d6 чорний слон · g6 чорна тура · h6 чорний пішак · d5 білий кінь · f5 чорна тура · d4 білий пішак · f4 білий пішак · h4 чорний кінь · a2 білий пішак · b2 білий пішак · d2 білий слон · f2 білий король · h2 білий пішак · c1 біла тура · g1 біла тура | h8 чорний король · b7 чорний пішак · g7 чорний пішак · a6 чорний пішак · d6 чорний слон · g6 чорна тура · h6 чорний пішак · d5 білий кінь · f5 чорна тура · d4 білий пішак · f4 білий пішак · h4 чорний кінь · a2 білий пішак · b2 білий пішак · d2 білий слон · f2 білий король · h2 білий пішак · c1 біла тура · g1 біла тура | 3 |
| 2 | h8 чорний король · b7 чорний пішак · g7 чорний пішак · a6 чорний пішак · d6 чорний слон · g6 чорна тура · h6 чорний пішак · d5 білий кінь · f5 чорна тура · d4 білий пішак · f4 білий пішак · h4 чорний кінь · a2 білий пішак · b2 білий пішак · d2 білий слон · f2 білий король · h2 білий пішак · c1 біла тура · g1 біла тура | h8 чорний король · b7 чорний пішак · g7 чорний пішак · a6 чорний пішак · d6 чорний слон · g6 чорна тура · h6 чорний пішак · d5 білий кінь · f5 чорна тура · d4 білий пішак · f4 білий пішак · h4 чорний кінь · a2 білий пішак · b2 білий пішак · d2 білий слон · f2 білий король · h2 білий пішак · c1 біла тура · g1 біла тура | h8 чорний король · b7 чорний пішак · g7 чорний пішак · a6 чорний пішак · d6 чорний слон · g6 чорна тура · h6 чорний пішак · d5 білий кінь · f5 чорна тура · d4 білий пішак · f4 білий пішак · h4 чорний кінь · a2 білий пішак · b2 білий пішак · d2 білий слон · f2 білий король · h2 білий пішак · c1 біла тура · g1 біла тура | h8 чорний король · b7 чорний пішак · g7 чорний пішак · a6 чорний пішак · d6 чорний слон · g6 чорна тура · h6 чорний пішак · d5 білий кінь · f5 чорна тура · d4 білий пішак · f4 білий пішак · h4 чорний кінь · a2 білий пішак · b2 білий пішак · d2 білий слон · f2 білий король · h2 білий пішак · c1 біла тура · g1 біла тура | h8 чорний король · b7 чорний пішак · g7 чорний пішак · a6 чорний пішак · d6 чорний слон · g6 чорна тура · h6 чорний пішак · d5 білий кінь · f5 чорна тура · d4 білий пішак · f4 білий пішак · h4 чорний кінь · a2 білий пішак · b2 білий пішак · d2 білий слон · f2 білий король · h2 білий пішак · c1 біла тура · g1 біла тура | h8 чорний король · b7 чорний пішак · g7 чорний пішак · a6 чорний пішак · d6 чорний слон · g6 чорна тура · h6 чорний пішак · d5 білий кінь · f5 чорна тура · d4 білий пішак · f4 білий пішак · h4 чорний кінь · a2 білий пішак · b2 білий пішак · d2 білий слон · f2 білий король · h2 білий пішак · c1 біла тура · g1 біла тура | h8 чорний король · b7 чорний пішак · g7 чорний пішак · a6 чорний пішак · d6 чорний слон · g6 чорна тура · h6 чорний пішак · d5 білий кінь · f5 чорна тура · d4 білий пішак · f4 білий пішак · h4 чорний кінь · a2 білий пішак · b2 білий пішак · d2 білий слон · f2 білий король · h2 білий пішак · c1 біла тура · g1 біла тура | h8 чорний король · b7 чорний пішак · g7 чорний пішак · a6 чорний пішак · d6 чорний слон · g6 чорна тура · h6 чорний пішак · d5 білий кінь · f5 чорна тура · d4 білий пішак · f4 білий пішак · h4 чорний кінь · a2 білий пішак · b2 білий пішак · d2 білий слон · f2 білий король · h2 білий пішак · c1 біла тура · g1 біла тура | 2 |
| 1 | h8 чорний король · b7 чорний пішак · g7 чорний пішак · a6 чорний пішак · d6 чорний слон · g6 чорна тура · h6 чорний пішак · d5 білий кінь · f5 чорна тура · d4 білий пішак · f4 білий пішак · h4 чорний кінь · a2 білий пішак · b2 білий пішак · d2 білий слон · f2 білий король · h2 білий пішак · c1 біла тура · g1 біла тура | h8 чорний король · b7 чорний пішак · g7 чорний пішак · a6 чорний пішак · d6 чорний слон · g6 чорна тура · h6 чорний пішак · d5 білий кінь · f5 чорна тура · d4 білий пішак · f4 білий пішак · h4 чорний кінь · a2 білий пішак · b2 білий пішак · d2 білий слон · f2 білий король · h2 білий пішак · c1 біла тура · g1 біла тура | h8 чорний король · b7 чорний пішак · g7 чорний пішак · a6 чорний пішак · d6 чорний слон · g6 чорна тура · h6 чорний пішак · d5 білий кінь · f5 чорна тура · d4 білий пішак · f4 білий пішак · h4 чорний кінь · a2 білий пішак · b2 білий пішак · d2 білий слон · f2 білий король · h2 білий пішак · c1 біла тура · g1 біла тура | h8 чорний король · b7 чорний пішак · g7 чорний пішак · a6 чорний пішак · d6 чорний слон · g6 чорна тура · h6 чорний пішак · d5 білий кінь · f5 чорна тура · d4 білий пішак · f4 білий пішак · h4 чорний кінь · a2 білий пішак · b2 білий пішак · d2 білий слон · f2 білий король · h2 білий пішак · c1 біла тура · g1 біла тура | h8 чорний король · b7 чорний пішак · g7 чорний пішак · a6 чорний пішак · d6 чорний слон · g6 чорна тура · h6 чорний пішак · d5 білий кінь · f5 чорна тура · d4 білий пішак · f4 білий пішак · h4 чорний кінь · a2 білий пішак · b2 білий пішак · d2 білий слон · f2 білий король · h2 білий пішак · c1 біла тура · g1 біла тура | h8 чорний король · b7 чорний пішак · g7 чорний пішак · a6 чорний пішак · d6 чорний слон · g6 чорна тура · h6 чорний пішак · d5 білий кінь · f5 чорна тура · d4 білий пішак · f4 білий пішак · h4 чорний кінь · a2 білий пішак · b2 білий пішак · d2 білий слон · f2 білий король · h2 білий пішак · c1 біла тура · g1 біла тура | h8 чорний король · b7 чорний пішак · g7 чорний пішак · a6 чорний пішак · d6 чорний слон · g6 чорна тура · h6 чорний пішак · d5 білий кінь · f5 чорна тура · d4 білий пішак · f4 білий пішак · h4 чорний кінь · a2 білий пішак · b2 білий пішак · d2 білий слон · f2 білий король · h2 білий пішак · c1 біла тура · g1 біла тура | h8 чорний король · b7 чорний пішак · g7 чорний пішак · a6 чорний пішак · d6 чорний слон · g6 чорна тура · h6 чорний пішак · d5 білий кінь · f5 чорна тура · d4 білий пішак · f4 білий пішак · h4 чорний кінь · a2 білий пішак · b2 білий пішак · d2 білий слон · f2 білий король · h2 білий пішак · c1 біла тура · g1 біла тура | 1 |
|   | a | b | c | d | e | f | g | h |   |

Два наступні чемпіонати СРСР стали невдалими для естонського майстра: 6-9-те місця 1948 року та 8-ме місце наступного року. Із цих першостей виділяються партії з Бронштейном — 1948 року в напруженій і відмінній рівній грі Керес переміг в ендшпілі, а 1949-го припустився грубої помилки та отримав мат.
| Коментарі Якова Нейштадта: 1. e4 c5 2. Кf3 d6 3. d4 cd 4. К:d4 Кf6 5. Кc3 a6 6. Сe2 Фc7 7. Сg5 Кbd7 8. 0-0 e6 · Тільки тепер чорні зібралися розвивати слона, однак білі оригінальним випадом перешкоджають цьому. · 9. Сh5 … · Дебютна заготовка спеціально для Котова. Загрожує 10. К:e4. Як грати чорним? Після 9. … Фc4 \| \| a \| b \| c \| d \| e \| f \| g \| h \| \| \| 8 \| a8 чорна тура · c8 чорний слон · e8 чорний король · f8 чорний слон · h8 чорна тура · b7 чорний пішак · d7 чорний кінь · f7 чорний пішак · g7 чорний пішак · h7 чорний пішак · a6 чорний пішак · d6 чорний пішак · e6 чорний пішак · f6 чорний кінь · g5 білий слон · h5 білий слон · c4 чорний ферзь · d4 білий кінь · e4 білий пішак · c3 білий кінь · a2 білий пішак · b2 білий пішак · c2 білий слон · f2 білий пішак · g2 білий пішак · h2 білий пішак · a1 біла тура · d1 білий ферзь · f1 біла тура · g1 білий король \| a8 чорна тура · c8 чорний слон · e8 чорний король · f8 чорний слон · h8 чорна тура · b7 чорний пішак · d7 чорний кінь · f7 чорний пішак · g7 чорний пішак · h7 чорний пішак · a6 чорний пішак · d6 чорний пішак · e6 чорний пішак · f6 чорний кінь · g5 білий слон · h5 білий слон · c4 чорний ферзь · d4 білий кінь · e4 білий пішак · c3 білий кінь · a2 білий пішак · b2 білий пішак · c2 білий слон · f2 білий пішак · g2 білий пішак · h2 білий пішак · a1 біла тура · d1 білий ферзь · f1 біла тура · g1 білий король \| a8 чорна тура · c8 чорний слон · e8 чорний король · f8 чорний слон · h8 чорна тура · b7 чорний пішак · d7 чорний кінь · f7 чорний пішак · g7 чорний пішак · h7 чорний пішак · a6 чорний пішак · d6 чорний пішак · e6 чорний пішак · f6 чорний кінь · g5 білий слон · h5 білий слон · c4 чорний ферзь · d4 білий кінь · e4 білий пішак · c3 білий кінь · a2 білий пішак · b2 білий пішак · c2 білий слон · f2 білий пішак · g2 білий пішак · h2 білий пішак · a1 біла тура · d1 білий ферзь · f1 біла тура · g1 білий король \| a8 чорна тура · c8 чорний слон · e8 чорний король · f8 чорний слон · h8 чорна тура · b7 чорний пішак · d7 чорний кінь · f7 чорний пішак · g7 чорний пішак · h7 чорний пішак · a6 чорний пішак · d6 чорний пішак · e6 чорний пішак · f6 чорний кінь · g5 білий слон · h5 білий слон · c4 чорний ферзь · d4 білий кінь · e4 білий пішак · c3 білий кінь · a2 білий пішак · b2 білий пішак · c2 білий слон · f2 білий пішак · g2 білий пішак · h2 білий пішак · a1 біла тура · d1 білий ферзь · f1 біла тура · g1 білий король \| a8 чорна тура · c8 чорний слон · e8 чорний король · f8 чорний слон · h8 чорна тура · b7 чорний пішак · d7 чорний кінь · f7 чорний пішак · g7 чорний пішак · h7 чорний пішак · a6 чорний пішак · d6 чорний пішак · e6 чорний пішак · f6 чорний кінь · g5 білий слон · h5 білий слон · c4 чорний ферзь · d4 білий кінь · e4 білий пішак · c3 білий кінь · a2 білий пішак · b2 білий пішак · c2 білий слон · f2 білий пішак · g2 білий пішак · h2 білий пішак · a1 біла тура · d1 білий ферзь · f1 біла тура · g1 білий король \| a8 чорна тура · c8 чорний слон · e8 чорний король · f8 чорний слон · h8 чорна тура · b7 чорний пішак · d7 чорний кінь · f7 чорний пішак · g7 чорний пішак · h7 чорний пішак · a6 чорний пішак · d6 чорний пішак · e6 чорний пішак · f6 чорний кінь · g5 білий слон · h5 білий слон · c4 чорний ферзь · d4 білий кінь · e4 білий пішак · c3 білий кінь · a2 білий пішак · b2 білий пішак · c2 білий слон · f2 білий пішак · g2 білий пішак · h2 білий пішак · a1 біла тура · d1 білий ферзь · f1 біла тура · g1 білий король \| a8 чорна тура · c8 чорний слон · e8 чорний король · f8 чорний слон · h8 чорна тура · b7 чорний пішак · d7 чорний кінь · f7 чорний пішак · g7 чорний пішак · h7 чорний пішак · a6 чорний пішак · d6 чорний пішак · e6 чорний пішак · f6 чорний кінь · g5 білий слон · h5 білий слон · c4 чорний ферзь · d4 білий кінь · e4 білий пішак · c3 білий кінь · a2 білий пішак · b2 білий пішак · c2 білий слон · f2 білий пішак · g2 білий пішак · h2 білий пішак · a1 біла тура · d1 білий ферзь · f1 біла тура · g1 білий король \| a8 чорна тура · c8 чорний слон · e8 чорний король · f8 чорний слон · h8 чорна тура · b7 чорний пішак · d7 чорний кінь · f7 чорний пішак · g7 чорний пішак · h7 чорний пішак · a6 чорний пішак · d6 чорний пішак · e6 чорний пішак · f6 чорний кінь · g5 білий слон · h5 білий слон · c4 чорний ферзь · d4 білий кінь · e4 білий пішак · c3 білий кінь · a2 білий пішак · b2 білий пішак · c2 білий слон · f2 білий пішак · g2 білий пішак · h2 білий пішак · a1 біла тура · d1 білий ферзь · f1 біла тура · g1 білий король \| 8 \| \| 7 \| a8 чорна тура · c8 чорний слон · e8 чорний король · f8 чорний слон · h8 чорна тура · b7 чорний пішак · d7 чорний кінь · f7 чорний пішак · g7 чорний пішак · h7 чорний пішак · a6 чорний пішак · d6 чорний пішак · e6 чорний пішак · f6 чорний кінь · g5 білий слон · h5 білий слон · c4 чорний ферзь · d4 білий кінь · e4 білий пішак · c3 білий кінь · a2 білий пішак · b2 білий пішак · c2 білий слон · f2 білий пішак · g2 білий пішак · h2 білий пішак · a1 біла тура · d1 білий ферзь · f1 біла тура · g1 білий король \| a8 чорна тура · c8 чорний слон · e8 чорний король · f8 чорний слон · h8 чорна тура · b7 чорний пішак · d7 чорний кінь · f7 чорний пішак · g7 чорний пішак · h7 чорний пішак · a6 чорний пішак · d6 чорний пішак · e6 чорний пішак · f6 чорний кінь · g5 білий слон · h5 білий слон · c4 чорний ферзь · d4 білий кінь · e4 білий пішак · c3 білий кінь · a2 білий пішак · b2 білий пішак · c2 білий слон · f2 білий пішак · g2 білий пішак · h2 білий пішак · a1 біла тура · d1 білий ферзь · f1 біла тура · g1 білий король \| a8 чорна тура · c8 чорний слон · e8 чорний король · f8 чорний слон · h8 чорна тура · b7 чорний пішак · d7 чорний кінь · f7 чорний пішак · g7 чорний пішак · h7 чорний пішак · a6 чорний пішак · d6 чорний пішак · e6 чорний пішак · f6 чорний кінь · g5 білий слон · h5 білий слон · c4 чорний ферзь · d4 білий кінь · e4 білий пішак · c3 білий кінь · a2 білий пішак · b2 білий пішак · c2 білий слон · f2 білий пішак · g2 білий пішак · h2 білий пішак · a1 біла тура · d1 білий ферзь · f1 біла тура · g1 білий король \| a8 чорна тура · c8 чорний слон · e8 чорний король · f8 чорний слон · h8 чорна тура · b7 чорний пішак · d7 чорний кінь · f7 чорний пішак · g7 чорний пішак · h7 чорний пішак · a6 чорний пішак · d6 чорний пішак · e6 чорний пішак · f6 чорний кінь · g5 білий слон · h5 білий слон · c4 чорний ферзь · d4 білий кінь · e4 білий пішак · c3 білий кінь · a2 білий пішак · b2 білий пішак · c2 білий слон · f2 білий пішак · g2 білий пішак · h2 білий пішак · a1 біла тура · d1 білий ферзь · f1 біла тура · g1 білий король \| a8 чорна тура · c8 чорний слон · e8 чорний король · f8 чорний слон · h8 чорна тура · b7 чорний пішак · d7 чорний кінь · f7 чорний пішак · g7 чорний пішак · h7 чорний пішак · a6 чорний пішак · d6 чорний пішак · e6 чорний пішак · f6 чорний кінь · g5 білий слон · h5 білий слон · c4 чорний ферзь · d4 білий кінь · e4 білий пішак · c3 білий кінь · a2 білий пішак · b2 білий пішак · c2 білий слон · f2 білий пішак · g2 білий пішак · h2 білий пішак · a1 біла тура · d1 білий ферзь · f1 біла тура · g1 білий король \| a8 чорна тура · c8 чорний слон · e8 чорний король · f8 чорний слон · h8 чорна тура · b7 чорний пішак · d7 чорний кінь · f7 чорний пішак · g7 чорний пішак · h7 чорний пішак · a6 чорний пішак · d6 чорний пішак · e6 чорний пішак · f6 чорний кінь · g5 білий слон · h5 білий слон · c4 чорний ферзь · d4 білий кінь · e4 білий пішак · c3 білий кінь · a2 білий пішак · b2 білий пішак · c2 білий слон · f2 білий пішак · g2 білий пішак · h2 білий пішак · a1 біла тура · d1 білий ферзь · f1 біла тура · g1 білий король \| a8 чорна тура · c8 чорний слон · e8 чорний король · f8 чорний слон · h8 чорна тура · b7 чорний пішак · d7 чорний кінь · f7 чорний пішак · g7 чорний пішак · h7 чорний пішак · a6 чорний пішак · d6 чорний пішак · e6 чорний пішак · f6 чорний кінь · g5 білий слон · h5 білий слон · c4 чорний ферзь · d4 білий кінь · e4 білий пішак · c3 білий кінь · a2 білий пішак · b2 білий пішак · c2 білий слон · f2 білий пішак · g2 білий пішак · h2 білий пішак · a1 біла тура · d1 білий ферзь · f1 біла тура · g1 білий король \| a8 чорна тура · c8 чорний слон · e8 чорний король · f8 чорний слон · h8 чорна тура · b7 чорний пішак · d7 чорний кінь · f7 чорний пішак · g7 чорний пішак · h7 чорний пішак · a6 чорний пішак · d6 чорний пішак · e6 чорний пішак · f6 чорний кінь · g5 білий слон · h5 білий слон · c4 чорний ферзь · d4 білий кінь · e4 білий пішак · c3 білий кінь · a2 білий пішак · b2 білий пішак · c2 білий слон · f2 білий пішак · g2 білий пішак · h2 білий пішак · a1 біла тура · d1 білий ферзь · f1 біла тура · g1 білий король \| 7 \| \| 6 \| a8 чорна тура · c8 чорний слон · e8 чорний король · f8 чорний слон · h8 чорна тура · b7 чорний пішак · d7 чорний кінь · f7 чорний пішак · g7 чорний пішак · h7 чорний пішак · a6 чорний пішак · d6 чорний пішак · e6 чорний пішак · f6 чорний кінь · g5 білий слон · h5 білий слон · c4 чорний ферзь · d4 білий кінь · e4 білий пішак · c3 білий кінь · a2 білий пішак · b2 білий пішак · c2 білий слон · f2 білий пішак · g2 білий пішак · h2 білий пішак · a1 біла тура · d1 білий ферзь · f1 біла тура · g1 білий король \| a8 чорна тура · c8 чорний слон · e8 чорний король · f8 чорний слон · h8 чорна тура · b7 чорний пішак · d7 чорний кінь · f7 чорний пішак · g7 чорний пішак · h7 чорний пішак · a6 чорний пішак · d6 чорний пішак · e6 чорний пішак · f6 чорний кінь · g5 білий слон · h5 білий слон · c4 чорний ферзь · d4 білий кінь · e4 білий пішак · c3 білий кінь · a2 білий пішак · b2 білий пішак · c2 білий слон · f2 білий пішак · g2 білий пішак · h2 білий пішак · a1 біла тура · d1 білий ферзь · f1 біла тура · g1 білий король \| a8 чорна тура · c8 чорний слон · e8 чорний король · f8 чорний слон · h8 чорна тура · b7 чорний пішак · d7 чорний кінь · f7 чорний пішак · g7 чорний пішак · h7 чорний пішак · a6 чорний пішак · d6 чорний пішак · e6 чорний пішак · f6 чорний кінь · g5 білий слон · h5 білий слон · c4 чорний ферзь · d4 білий кінь · e4 білий пішак · c3 білий кінь · a2 білий пішак · b2 білий пішак · c2 білий слон · f2 білий пішак · g2 білий пішак · h2 білий пішак · a1 біла тура · d1 білий ферзь · f1 біла тура · g1 білий король \| a8 чорна тура · c8 чорний слон · e8 чорний король · f8 чорний слон · h8 чорна тура · b7 чорний пішак · d7 чорний кінь · f7 чорний пішак · g7 чорний пішак · h7 чорний пішак · a6 чорний пішак · d6 чорний пішак · e6 чорний пішак · f6 чорний кінь · g5 білий слон · h5 білий слон · c4 чорний ферзь · d4 білий кінь · e4 білий пішак · c3 білий кінь · a2 білий пішак · b2 білий пішак · c2 білий слон · f2 білий пішак · g2 білий пішак · h2 білий пішак · a1 біла тура · d1 білий ферзь · f1 біла тура · g1 білий король \| a8 чорна тура · c8 чорний слон · e8 чорний король · f8 чорний слон · h8 чорна тура · b7 чорний пішак · d7 чорний кінь · f7 чорний пішак · g7 чорний пішак · h7 чорний пішак · a6 чорний пішак · d6 чорний пішак · e6 чорний пішак · f6 чорний кінь · g5 білий слон · h5 білий слон · c4 чорний ферзь · d4 білий кінь · e4 білий пішак · c3 білий кінь · a2 білий пішак · b2 білий пішак · c2 білий слон · f2 білий пішак · g2 білий пішак · h2 білий пішак · a1 біла тура · d1 білий ферзь · f1 біла тура · g1 білий король \| a8 чорна тура · c8 чорний слон · e8 чорний король · f8 чорний слон · h8 чорна тура · b7 чорний пішак · d7 чорний кінь · f7 чорний пішак · g7 чорний пішак · h7 чорний пішак · a6 чорний пішак · d6 чорний пішак · e6 чорний пішак · f6 чорний кінь · g5 білий слон · h5 білий слон · c4 чорний ферзь · d4 білий кінь · e4 білий пішак · c3 білий кінь · a2 білий пішак · b2 білий пішак · c2 білий слон · f2 білий пішак · g2 білий пішак · h2 білий пішак · a1 біла тура · d1 білий ферзь · f1 біла тура · g1 білий король \| a8 чорна тура · c8 чорний слон · e8 чорний король · f8 чорний слон · h8 чорна тура · b7 чорний пішак · d7 чорний кінь · f7 чорний пішак · g7 чорний пішак · h7 чорний пішак · a6 чорний пішак · d6 чорний пішак · e6 чорний пішак · f6 чорний кінь · g5 білий слон · h5 білий слон · c4 чорний ферзь · d4 білий кінь · e4 білий пішак · c3 білий кінь · a2 білий пішак · b2 білий пішак · c2 білий слон · f2 білий пішак · g2 білий пішак · h2 білий пішак · a1 біла тура · d1 білий ферзь · f1 біла тура · g1 білий король \| a8 чорна тура · c8 чорний слон · e8 чорний король · f8 чорний слон · h8 чорна тура · b7 чорний пішак · d7 чорний кінь · f7 чорний пішак · g7 чорний пішак · h7 чорний пішак · a6 чорний пішак · d6 чорний пішак · e6 чорний пішак · f6 чорний кінь · g5 білий слон · h5 білий слон · c4 чорний ферзь · d4 білий кінь · e4 білий пішак · c3 білий кінь · a2 білий пішак · b2 білий пішак · c2 білий слон · f2 білий пішак · g2 білий пішак · h2 білий пішак · a1 біла тура · d1 білий ферзь · f1 біла тура · g1 білий король \| 6 \| \| 5 \| a8 чорна тура · c8 чорний слон · e8 чорний король · f8 чорний слон · h8 чорна тура · b7 чорний пішак · d7 чорний кінь · f7 чорний пішак · g7 чорний пішак · h7 чорний пішак · a6 чорний пішак · d6 чорний пішак · e6 чорний пішак · f6 чорний кінь · g5 білий слон · h5 білий слон · c4 чорний ферзь · d4 білий кінь · e4 білий пішак · c3 білий кінь · a2 білий пішак · b2 білий пішак · c2 білий слон · f2 білий пішак · g2 білий пішак · h2 білий пішак · a1 біла тура · d1 білий ферзь · f1 біла тура · g1 білий король \| a8 чорна тура · c8 чорний слон · e8 чорний король · f8 чорний слон · h8 чорна тура · b7 чорний пішак · d7 чорний кінь · f7 чорний пішак · g7 чорний пішак · h7 чорний пішак · a6 чорний пішак · d6 чорний пішак · e6 чорний пішак · f6 чорний кінь · g5 білий слон · h5 білий слон · c4 чорний ферзь · d4 білий кінь · e4 білий пішак · c3 білий кінь · a2 білий пішак · b2 білий пішак · c2 білий слон · f2 білий пішак · g2 білий пішак · h2 білий пішак · a1 біла тура · d1 білий ферзь · f1 біла тура · g1 білий король \| a8 чорна тура · c8 чорний слон · e8 чорний король · f8 чорний слон · h8 чорна тура · b7 чорний пішак · d7 чорний кінь · f7 чорний пішак · g7 чорний пішак · h7 чорний пішак · a6 чорний пішак · d6 чорний пішак · e6 чорний пішак · f6 чорний кінь · g5 білий слон · h5 білий слон · c4 чорний ферзь · d4 білий кінь · e4 білий пішак · c3 білий кінь · a2 білий пішак · b2 білий пішак · c2 білий слон · f2 білий пішак · g2 білий пішак · h2 білий пішак · a1 біла тура · d1 білий ферзь · f1 біла тура · g1 білий король \| a8 чорна тура · c8 чорний слон · e8 чорний король · f8 чорний слон · h8 чорна тура · b7 чорний пішак · d7 чорний кінь · f7 чорний пішак · g7 чорний пішак · h7 чорний пішак · a6 чорний пішак · d6 чорний пішак · e6 чорний пішак · f6 чорний кінь · g5 білий слон · h5 білий слон · c4 чорний ферзь · d4 білий кінь · e4 білий пішак · c3 білий кінь · a2 білий пішак · b2 білий пішак · c2 білий слон · f2 білий пішак · g2 білий пішак · h2 білий пішак · a1 біла тура · d1 білий ферзь · f1 біла тура · g1 білий король \| a8 чорна тура · c8 чорний слон · e8 чорний король · f8 чорний слон · h8 чорна тура · b7 чорний пішак · d7 чорний кінь · f7 чорний пішак · g7 чорний пішак · h7 чорний пішак · a6 чорний пішак · d6 чорний пішак · e6 чорний пішак · f6 чорний кінь · g5 білий слон · h5 білий слон · c4 чорний ферзь · d4 білий кінь · e4 білий пішак · c3 білий кінь · a2 білий пішак · b2 білий пішак · c2 білий слон · f2 білий пішак · g2 білий пішак · h2 білий пішак · a1 біла тура · d1 білий ферзь · f1 біла тура · g1 білий король \| a8 чорна тура · c8 чорний слон · e8 чорний король · f8 чорний слон · h8 чорна тура · b7 чорний пішак · d7 чорний кінь · f7 чорний пішак · g7 чорний пішак · h7 чорний пішак · a6 чорний пішак · d6 чорний пішак · e6 чорний пішак · f6 чорний кінь · g5 білий слон · h5 білий слон · c4 чорний ферзь · d4 білий кінь · e4 білий пішак · c3 білий кінь · a2 білий пішак · b2 білий пішак · c2 білий слон · f2 білий пішак · g2 білий пішак · h2 білий пішак · a1 біла тура · d1 білий ферзь · f1 біла тура · g1 білий король \| a8 чорна тура · c8 чорний слон · e8 чорний король · f8 чорний слон · h8 чорна тура · b7 чорний пішак · d7 чорний кінь · f7 чорний пішак · g7 чорний пішак · h7 чорний пішак · a6 чорний пішак · d6 чорний пішак · e6 чорний пішак · f6 чорний кінь · g5 білий слон · h5 білий слон · c4 чорний ферзь · d4 білий кінь · e4 білий пішак · c3 білий кінь · a2 білий пішак · b2 білий пішак · c2 білий слон · f2 білий пішак · g2 білий пішак · h2 білий пішак · a1 біла тура · d1 білий ферзь · f1 біла тура · g1 білий король \| a8 чорна тура · c8 чорний слон · e8 чорний король · f8 чорний слон · h8 чорна тура · b7 чорний пішак · d7 чорний кінь · f7 чорний пішак · g7 чорний пішак · h7 чорний пішак · a6 чорний пішак · d6 чорний пішак · e6 чорний пішак · f6 чорний кінь · g5 білий слон · h5 білий слон · c4 чорний ферзь · d4 білий кінь · e4 білий пішак · c3 білий кінь · a2 білий пішак · b2 білий пішак · c2 білий слон · f2 білий пішак · g2 білий пішак · h2 білий пішак · a1 біла тура · d1 білий ферзь · f1 біла тура · g1 білий король \| 5 \| \| 4 \| a8 чорна тура · c8 чорний слон · e8 чорний король · f8 чорний слон · h8 чорна тура · b7 чорний пішак · d7 чорний кінь · f7 чорний пішак · g7 чорний пішак · h7 чорний пішак · a6 чорний пішак · d6 чорний пішак · e6 чорний пішак · f6 чорний кінь · g5 білий слон · h5 білий слон · c4 чорний ферзь · d4 білий кінь · e4 білий пішак · c3 білий кінь · a2 білий пішак · b2 білий пішак · c2 білий слон · f2 білий пішак · g2 білий пішак · h2 білий пішак · a1 біла тура · d1 білий ферзь · f1 біла тура · g1 білий король \| a8 чорна тура · c8 чорний слон · e8 чорний король · f8 чорний слон · h8 чорна тура · b7 чорний пішак · d7 чорний кінь · f7 чорний пішак · g7 чорний пішак · h7 чорний пішак · a6 чорний пішак · d6 чорний пішак · e6 чорний пішак · f6 чорний кінь · g5 білий слон · h5 білий слон · c4 чорний ферзь · d4 білий кінь · e4 білий пішак · c3 білий кінь · a2 білий пішак · b2 білий пішак · c2 білий слон · f2 білий пішак · g2 білий пішак · h2 білий пішак · a1 біла тура · d1 білий ферзь · f1 біла тура · g1 білий король \| a8 чорна тура · c8 чорний слон · e8 чорний король · f8 чорний слон · h8 чорна тура · b7 чорний пішак · d7 чорний кінь · f7 чорний пішак · g7 чорний пішак · h7 чорний пішак · a6 чорний пішак · d6 чорний пішак · e6 чорний пішак · f6 чорний кінь · g5 білий слон · h5 білий слон · c4 чорний ферзь · d4 білий кінь · e4 білий пішак · c3 білий кінь · a2 білий пішак · b2 білий пішак · c2 білий слон · f2 білий пішак · g2 білий пішак · h2 білий пішак · a1 біла тура · d1 білий ферзь · f1 біла тура · g1 білий король \| a8 чорна тура · c8 чорний слон · e8 чорний король · f8 чорний слон · h8 чорна тура · b7 чорний пішак · d7 чорний кінь · f7 чорний пішак · g7 чорний пішак · h7 чорний пішак · a6 чорний пішак · d6 чорний пішак · e6 чорний пішак · f6 чорний кінь · g5 білий слон · h5 білий слон · c4 чорний ферзь · d4 білий кінь · e4 білий пішак · c3 білий кінь · a2 білий пішак · b2 білий пішак · c2 білий слон · f2 білий пішак · g2 білий пішак · h2 білий пішак · a1 біла тура · d1 білий ферзь · f1 біла тура · g1 білий король \| a8 чорна тура · c8 чорний слон · e8 чорний король · f8 чорний слон · h8 чорна тура · b7 чорний пішак · d7 чорний кінь · f7 чорний пішак · g7 чорний пішак · h7 чорний пішак · a6 чорний пішак · d6 чорний пішак · e6 чорний пішак · f6 чорний кінь · g5 білий слон · h5 білий слон · c4 чорний ферзь · d4 білий кінь · e4 білий пішак · c3 білий кінь · a2 білий пішак · b2 білий пішак · c2 білий слон · f2 білий пішак · g2 білий пішак · h2 білий пішак · a1 біла тура · d1 білий ферзь · f1 біла тура · g1 білий король \| a8 чорна тура · c8 чорний слон · e8 чорний король · f8 чорний слон · h8 чорна тура · b7 чорний пішак · d7 чорний кінь · f7 чорний пішак · g7 чорний пішак · h7 чорний пішак · a6 чорний пішак · d6 чорний пішак · e6 чорний пішак · f6 чорний кінь · g5 білий слон · h5 білий слон · c4 чорний ферзь · d4 білий кінь · e4 білий пішак · c3 білий кінь · a2 білий пішак · b2 білий пішак · c2 білий слон · f2 білий пішак · g2 білий пішак · h2 білий пішак · a1 біла тура · d1 білий ферзь · f1 біла тура · g1 білий король \| a8 чорна тура · c8 чорний слон · e8 чорний король · f8 чорний слон · h8 чорна тура · b7 чорний пішак · d7 чорний кінь · f7 чорний пішак · g7 чорний пішак · h7 чорний пішак · a6 чорний пішак · d6 чорний пішак · e6 чорний пішак · f6 чорний кінь · g5 білий слон · h5 білий слон · c4 чорний ферзь · d4 білий кінь · e4 білий пішак · c3 білий кінь · a2 білий пішак · b2 білий пішак · c2 білий слон · f2 білий пішак · g2 білий пішак · h2 білий пішак · a1 біла тура · d1 білий ферзь · f1 біла тура · g1 білий король \| a8 чорна тура · c8 чорний слон · e8 чорний король · f8 чорний слон · h8 чорна тура · b7 чорний пішак · d7 чорний кінь · f7 чорний пішак · g7 чорний пішак · h7 чорний пішак · a6 чорний пішак · d6 чорний пішак · e6 чорний пішак · f6 чорний кінь · g5 білий слон · h5 білий слон · c4 чорний ферзь · d4 білий кінь · e4 білий пішак · c3 білий кінь · a2 білий пішак · b2 білий пішак · c2 білий слон · f2 білий пішак · g2 білий пішак · h2 білий пішак · a1 біла тура · d1 білий ферзь · f1 біла тура · g1 білий король \| 4 \| \| 3 \| a8 чорна тура · c8 чорний слон · e8 чорний король · f8 чорний слон · h8 чорна тура · b7 чорний пішак · d7 чорний кінь · f7 чорний пішак · g7 чорний пішак · h7 чорний пішак · a6 чорний пішак · d6 чорний пішак · e6 чорний пішак · f6 чорний кінь · g5 білий слон · h5 білий слон · c4 чорний ферзь · d4 білий кінь · e4 білий пішак · c3 білий кінь · a2 білий пішак · b2 білий пішак · c2 білий слон · f2 білий пішак · g2 білий пішак · h2 білий пішак · a1 біла тура · d1 білий ферзь · f1 біла тура · g1 білий король \| a8 чорна тура · c8 чорний слон · e8 чорний король · f8 чорний слон · h8 чорна тура · b7 чорний пішак · d7 чорний кінь · f7 чорний пішак · g7 чорний пішак · h7 чорний пішак · a6 чорний пішак · d6 чорний пішак · e6 чорний пішак · f6 чорний кінь · g5 білий слон · h5 білий слон · c4 чорний ферзь · d4 білий кінь · e4 білий пішак · c3 білий кінь · a2 білий пішак · b2 білий пішак · c2 білий слон · f2 білий пішак · g2 білий пішак · h2 білий пішак · a1 біла тура · d1 білий ферзь · f1 біла тура · g1 білий король \| a8 чорна тура · c8 чорний слон · e8 чорний король · f8 чорний слон · h8 чорна тура · b7 чорний пішак · d7 чорний кінь · f7 чорний пішак · g7 чорний пішак · h7 чорний пішак · a6 чорний пішак · d6 чорний пішак · e6 чорний пішак · f6 чорний кінь · g5 білий слон · h5 білий слон · c4 чорний ферзь · d4 білий кінь · e4 білий пішак · c3 білий кінь · a2 білий пішак · b2 білий пішак · c2 білий слон · f2 білий пішак · g2 білий пішак · h2 білий пішак · a1 біла тура · d1 білий ферзь · f1 біла тура · g1 білий король \| a8 чорна тура · c8 чорний слон · e8 чорний король · f8 чорний слон · h8 чорна тура · b7 чорний пішак · d7 чорний кінь · f7 чорний пішак · g7 чорний пішак · h7 чорний пішак · a6 чорний пішак · d6 чорний пішак · e6 чорний пішак · f6 чорний кінь · g5 білий слон · h5 білий слон · c4 чорний ферзь · d4 білий кінь · e4 білий пішак · c3 білий кінь · a2 білий пішак · b2 білий пішак · c2 білий слон · f2 білий пішак · g2 білий пішак · h2 білий пішак · a1 біла тура · d1 білий ферзь · f1 біла тура · g1 білий король \| a8 чорна тура · c8 чорний слон · e8 чорний король · f8 чорний слон · h8 чорна тура · b7 чорний пішак · d7 чорний кінь · f7 чорний пішак · g7 чорний пішак · h7 чорний пішак · a6 чорний пішак · d6 чорний пішак · e6 чорний пішак · f6 чорний кінь · g5 білий слон · h5 білий слон · c4 чорний ферзь · d4 білий кінь · e4 білий пішак · c3 білий кінь · a2 білий пішак · b2 білий пішак · c2 білий слон · f2 білий пішак · g2 білий пішак · h2 білий пішак · a1 біла тура · d1 білий ферзь · f1 біла тура · g1 білий король \| a8 чорна тура · c8 чорний слон · e8 чорний король · f8 чорний слон · h8 чорна тура · b7 чорний пішак · d7 чорний кінь · f7 чорний пішак · g7 чорний пішак · h7 чорний пішак · a6 чорний пішак · d6 чорний пішак · e6 чорний пішак · f6 чорний кінь · g5 білий слон · h5 білий слон · c4 чорний ферзь · d4 білий кінь · e4 білий пішак · c3 білий кінь · a2 білий пішак · b2 білий пішак · c2 білий слон · f2 білий пішак · g2 білий пішак · h2 білий пішак · a1 біла тура · d1 білий ферзь · f1 біла тура · g1 білий король \| a8 чорна тура · c8 чорний слон · e8 чорний король · f8 чорний слон · h8 чорна тура · b7 чорний пішак · d7 чорний кінь · f7 чорний пішак · g7 чорний пішак · h7 чорний пішак · a6 чорний пішак · d6 чорний пішак · e6 чорний пішак · f6 чорний кінь · g5 білий слон · h5 білий слон · c4 чорний ферзь · d4 білий кінь · e4 білий пішак · c3 білий кінь · a2 білий пішак · b2 білий пішак · c2 білий слон · f2 білий пішак · g2 білий пішак · h2 білий пішак · a1 біла тура · d1 білий ферзь · f1 біла тура · g1 білий король \| a8 чорна тура · c8 чорний слон · e8 чорний король · f8 чорний слон · h8 чорна тура · b7 чорний пішак · d7 чорний кінь · f7 чорний пішак · g7 чорний пішак · h7 чорний пішак · a6 чорний пішак · d6 чорний пішак · e6 чорний пішак · f6 чорний кінь · g5 білий слон · h5 білий слон · c4 чорний ферзь · d4 білий кінь · e4 білий пішак · c3 білий кінь · a2 білий пішак · b2 білий пішак · c2 білий слон · f2 білий пішак · g2 білий пішак · h2 білий пішак · a1 біла тура · d1 білий ферзь · f1 біла тура · g1 білий король \| 3 \| \| 2 \| a8 чорна тура · c8 чорний слон · e8 чорний король · f8 чорний слон · h8 чорна тура · b7 чорний пішак · d7 чорний кінь · f7 чорний пішак · g7 чорний пішак · h7 чорний пішак · a6 чорний пішак · d6 чорний пішак · e6 чорний пішак · f6 чорний кінь · g5 білий слон · h5 білий слон · c4 чорний ферзь · d4 білий кінь · e4 білий пішак · c3 білий кінь · a2 білий пішак · b2 білий пішак · c2 білий слон · f2 білий пішак · g2 білий пішак · h2 білий пішак · a1 біла тура · d1 білий ферзь · f1 біла тура · g1 білий король \| a8 чорна тура · c8 чорний слон · e8 чорний король · f8 чорний слон · h8 чорна тура · b7 чорний пішак · d7 чорний кінь · f7 чорний пішак · g7 чорний пішак · h7 чорний пішак · a6 чорний пішак · d6 чорний пішак · e6 чорний пішак · f6 чорний кінь · g5 білий слон · h5 білий слон · c4 чорний ферзь · d4 білий кінь · e4 білий пішак · c3 білий кінь · a2 білий пішак · b2 білий пішак · c2 білий слон · f2 білий пішак · g2 білий пішак · h2 білий пішак · a1 біла тура · d1 білий ферзь · f1 біла тура · g1 білий король \| a8 чорна тура · c8 чорний слон · e8 чорний король · f8 чорний слон · h8 чорна тура · b7 чорний пішак · d7 чорний кінь · f7 чорний пішак · g7 чорний пішак · h7 чорний пішак · a6 чорний пішак · d6 чорний пішак · e6 чорний пішак · f6 чорний кінь · g5 білий слон · h5 білий слон · c4 чорний ферзь · d4 білий кінь · e4 білий пішак · c3 білий кінь · a2 білий пішак · b2 білий пішак · c2 білий слон · f2 білий пішак · g2 білий пішак · h2 білий пішак · a1 біла тура · d1 білий ферзь · f1 біла тура · g1 білий король \| a8 чорна тура · c8 чорний слон · e8 чорний король · f8 чорний слон · h8 чорна тура · b7 чорний пішак · d7 чорний кінь · f7 чорний пішак · g7 чорний пішак · h7 чорний пішак · a6 чорний пішак · d6 чорний пішак · e6 чорний пішак · f6 чорний кінь · g5 білий слон · h5 білий слон · c4 чорний ферзь · d4 білий кінь · e4 білий пішак · c3 білий кінь · a2 білий пішак · b2 білий пішак · c2 білий слон · f2 білий пішак · g2 білий пішак · h2 білий пішак · a1 біла тура · d1 білий ферзь · f1 біла тура · g1 білий король \| a8 чорна тура · c8 чорний слон · e8 чорний король · f8 чорний слон · h8 чорна тура · b7 чорний пішак · d7 чорний кінь · f7 чорний пішак · g7 чорний пішак · h7 чорний пішак · a6 чорний пішак · d6 чорний пішак · e6 чорний пішак · f6 чорний кінь · g5 білий слон · h5 білий слон · c4 чорний ферзь · d4 білий кінь · e4 білий пішак · c3 білий кінь · a2 білий пішак · b2 білий пішак · c2 білий слон · f2 білий пішак · g2 білий пішак · h2 білий пішак · a1 біла тура · d1 білий ферзь · f1 біла тура · g1 білий король \| a8 чорна тура · c8 чорний слон · e8 чорний король · f8 чорний слон · h8 чорна тура · b7 чорний пішак · d7 чорний кінь · f7 чорний пішак · g7 чорний пішак · h7 чорний пішак · a6 чорний пішак · d6 чорний пішак · e6 чорний пішак · f6 чорний кінь · g5 білий слон · h5 білий слон · c4 чорний ферзь · d4 білий кінь · e4 білий пішак · c3 білий кінь · a2 білий пішак · b2 білий пішак · c2 білий слон · f2 білий пішак · g2 білий пішак · h2 білий пішак · a1 біла тура · d1 білий ферзь · f1 біла тура · g1 білий король \| a8 чорна тура · c8 чорний слон · e8 чорний король · f8 чорний слон · h8 чорна тура · b7 чорний пішак · d7 чорний кінь · f7 чорний пішак · g7 чорний пішак · h7 чорний пішак · a6 чорний пішак · d6 чорний пішак · e6 чорний пішак · f6 чорний кінь · g5 білий слон · h5 білий слон · c4 чорний ферзь · d4 білий кінь · e4 білий пішак · c3 білий кінь · a2 білий пішак · b2 білий пішак · c2 білий слон · f2 білий пішак · g2 білий пішак · h2 білий пішак · a1 біла тура · d1 білий ферзь · f1 біла тура · g1 білий король \| a8 чорна тура · c8 чорний слон · e8 чорний король · f8 чорний слон · h8 чорна тура · b7 чорний пішак · d7 чорний кінь · f7 чорний пішак · g7 чорний пішак · h7 чорний пішак · a6 чорний пішак · d6 чорний пішак · e6 чорний пішак · f6 чорний кінь · g5 білий слон · h5 білий слон · c4 чорний ферзь · d4 білий кінь · e4 білий пішак · c3 білий кінь · a2 білий пішак · b2 білий пішак · c2 білий слон · f2 білий пішак · g2 білий пішак · h2 білий пішак · a1 біла тура · d1 білий ферзь · f1 біла тура · g1 білий король \| 2 \| \| 1 \| a8 чорна тура · c8 чорний слон · e8 чорний король · f8 чорний слон · h8 чорна тура · b7 чорний пішак · d7 чорний кінь · f7 чорний пішак · g7 чорний пішак · h7 чорний пішак · a6 чорний пішак · d6 чорний пішак · e6 чорний пішак · f6 чорний кінь · g5 білий слон · h5 білий слон · c4 чорний ферзь · d4 білий кінь · e4 білий пішак · c3 білий кінь · a2 білий пішак · b2 білий пішак · c2 білий слон · f2 білий пішак · g2 білий пішак · h2 білий пішак · a1 біла тура · d1 білий ферзь · f1 біла тура · g1 білий король \| a8 чорна тура · c8 чорний слон · e8 чорний король · f8 чорний слон · h8 чорна тура · b7 чорний пішак · d7 чорний кінь · f7 чорний пішак · g7 чорний пішак · h7 чорний пішак · a6 чорний пішак · d6 чорний пішак · e6 чорний пішак · f6 чорний кінь · g5 білий слон · h5 білий слон · c4 чорний ферзь · d4 білий кінь · e4 білий пішак · c3 білий кінь · a2 білий пішак · b2 білий пішак · c2 білий слон · f2 білий пішак · g2 білий пішак · h2 білий пішак · a1 біла тура · d1 білий ферзь · f1 біла тура · g1 білий король \| a8 чорна тура · c8 чорний слон · e8 чорний король · f8 чорний слон · h8 чорна тура · b7 чорний пішак · d7 чорний кінь · f7 чорний пішак · g7 чорний пішак · h7 чорний пішак · a6 чорний пішак · d6 чорний пішак · e6 чорний пішак · f6 чорний кінь · g5 білий слон · h5 білий слон · c4 чорний ферзь · d4 білий кінь · e4 білий пішак · c3 білий кінь · a2 білий пішак · b2 білий пішак · c2 білий слон · f2 білий пішак · g2 білий пішак · h2 білий пішак · a1 біла тура · d1 білий ферзь · f1 біла тура · g1 білий король \| a8 чорна тура · c8 чорний слон · e8 чорний король · f8 чорний слон · h8 чорна тура · b7 чорний пішак · d7 чорний кінь · f7 чорний пішак · g7 чорний пішак · h7 чорний пішак · a6 чорний пішак · d6 чорний пішак · e6 чорний пішак · f6 чорний кінь · g5 білий слон · h5 білий слон · c4 чорний ферзь · d4 білий кінь · e4 білий пішак · c3 білий кінь · a2 білий пішак · b2 білий пішак · c2 білий слон · f2 білий пішак · g2 білий пішак · h2 білий пішак · a1 біла тура · d1 білий ферзь · f1 біла тура · g1 білий король \| a8 чорна тура · c8 чорний слон · e8 чорний король · f8 чорний слон · h8 чорна тура · b7 чорний пішак · d7 чорний кінь · f7 чорний пішак · g7 чорний пішак · h7 чорний пішак · a6 чорний пішак · d6 чорний пішак · e6 чорний пішак · f6 чорний кінь · g5 білий слон · h5 білий слон · c4 чорний ферзь · d4 білий кінь · e4 білий пішак · c3 білий кінь · a2 білий пішак · b2 білий пішак · c2 білий слон · f2 білий пішак · g2 білий пішак · h2 білий пішак · a1 біла тура · d1 білий ферзь · f1 біла тура · g1 білий король \| a8 чорна тура · c8 чорний слон · e8 чорний король · f8 чорний слон · h8 чорна тура · b7 чорний пішак · d7 чорний кінь · f7 чорний пішак · g7 чорний пішак · h7 чорний пішак · a6 чорний пішак · d6 чорний пішак · e6 чорний пішак · f6 чорний кінь · g5 білий слон · h5 білий слон · c4 чорний ферзь · d4 білий кінь · e4 білий пішак · c3 білий кінь · a2 білий пішак · b2 білий пішак · c2 білий слон · f2 білий пішак · g2 білий пішак · h2 білий пішак · a1 біла тура · d1 білий ферзь · f1 біла тура · g1 білий король \| a8 чорна тура · c8 чорний слон · e8 чорний король · f8 чорний слон · h8 чорна тура · b7 чорний пішак · d7 чорний кінь · f7 чорний пішак · g7 чорний пішак · h7 чорний пішак · a6 чорний пішак · d6 чорний пішак · e6 чорний пішак · f6 чорний кінь · g5 білий слон · h5 білий слон · c4 чорний ферзь · d4 білий кінь · e4 білий пішак · c3 білий кінь · a2 білий пішак · b2 білий пішак · c2 білий слон · f2 білий пішак · g2 білий пішак · h2 білий пішак · a1 біла тура · d1 білий ферзь · f1 біла тура · g1 білий король \| a8 чорна тура · c8 чорний слон · e8 чорний король · f8 чорний слон · h8 чорна тура · b7 чорний пішак · d7 чорний кінь · f7 чорний пішак · g7 чорний пішак · h7 чорний пішак · a6 чорний пішак · d6 чорний пішак · e6 чорний пішак · f6 чорний кінь · g5 білий слон · h5 білий слон · c4 чорний ферзь · d4 білий кінь · e4 білий пішак · c3 білий кінь · a2 білий пішак · b2 білий пішак · c2 білий слон · f2 білий пішак · g2 білий пішак · h2 білий пішак · a1 біла тура · d1 білий ферзь · f1 біла тура · g1 білий король \| 1 \| \| \| a \| b \| c \| d \| e \| f \| g \| h \| \| Чорний ферзь захищає пункт e6. Після роздумів білі роблять грандіозну жертву: 10. К:e6! 9. … Фc4 (див. діаграму) · Ферзь захищає пункт e6. Цікаво, що під час підготовки до гри Керес зовсім не врахував цього ходу. Після роздумів білі роблять грандіозну жертву. · 10. К:e6! Ф:e6 · Між 10. … К:h5 і 10. … Ф:e6 чорні вибрали друге через загрозу 11. Фd5!! · 11. Кd5! · Чорних знову поставили перед вибором: щоб уникнути шаху на c7 можна або взяти коня d5 (і відкрити вертикаль «e»), або залишитись без рокіровки. · 11. … Крd8 12. Сg4 · Білі мають величезну перевагу в розвитку, чорний король застряг у центрі, пункти c7 і f6 тактично слабкі. · 12. … Фe5 · На 12. … Фe8 дуже сильне 13. Фd2! із загрозами 14. С:d7 і 14. Фc3. · 13. f4 Фe4 14. С:d7 С:d7 15. К:f6 gf · Віддавши якість, чорні намагають отримати контргру. · 16. С:f6+ Крc7 17. С:h8 Сc6 18. Фd2 Сh6 19. Тae1 Фg6 20. Тe7+ Крd8 21. Тfe1 a5 · Інакше 22. Фa5+. · 22. Сd4 Тa6 23. Фf2 Сf8 24. Сb6+ Крc8 25. Тe8+ С:e8 26. Т:e8+ Крd7 27. Т:f8. Чорні здались. | | | | | | | | |   |
| | a | b | c | d | e | f | g | h |   |
| 8 | a8 чорна тура · c8 чорний слон · e8 чорний король · f8 чорний слон · h8 чорна тура · b7 чорний пішак · d7 чорний кінь · f7 чорний пішак · g7 чорний пішак · h7 чорний пішак · a6 чорний пішак · d6 чорний пішак · e6 чорний пішак · f6 чорний кінь · g5 білий слон · h5 білий слон · c4 чорний ферзь · d4 білий кінь · e4 білий пішак · c3 білий кінь · a2 білий пішак · b2 білий пішак · c2 білий слон · f2 білий пішак · g2 білий пішак · h2 білий пішак · a1 біла тура · d1 білий ферзь · f1 біла тура · g1 білий король | a8 чорна тура · c8 чорний слон · e8 чорний король · f8 чорний слон · h8 чорна тура · b7 чорний пішак · d7 чорний кінь · f7 чорний пішак · g7 чорний пішак · h7 чорний пішак · a6 чорний пішак · d6 чорний пішак · e6 чорний пішак · f6 чорний кінь · g5 білий слон · h5 білий слон · c4 чорний ферзь · d4 білий кінь · e4 білий пішак · c3 білий кінь · a2 білий пішак · b2 білий пішак · c2 білий слон · f2 білий пішак · g2 білий пішак · h2 білий пішак · a1 біла тура · d1 білий ферзь · f1 біла тура · g1 білий король | a8 чорна тура · c8 чорний слон · e8 чорний король · f8 чорний слон · h8 чорна тура · b7 чорний пішак · d7 чорний кінь · f7 чорний пішак · g7 чорний пішак · h7 чорний пішак · a6 чорний пішак · d6 чорний пішак · e6 чорний пішак · f6 чорний кінь · g5 білий слон · h5 білий слон · c4 чорний ферзь · d4 білий кінь · e4 білий пішак · c3 білий кінь · a2 білий пішак · b2 білий пішак · c2 білий слон · f2 білий пішак · g2 білий пішак · h2 білий пішак · a1 біла тура · d1 білий ферзь · f1 біла тура · g1 білий король | a8 чорна тура · c8 чорний слон · e8 чорний король · f8 чорний слон · h8 чорна тура · b7 чорний пішак · d7 чорний кінь · f7 чорний пішак · g7 чорний пішак · h7 чорний пішак · a6 чорний пішак · d6 чорний пішак · e6 чорний пішак · f6 чорний кінь · g5 білий слон · h5 білий слон · c4 чорний ферзь · d4 білий кінь · e4 білий пішак · c3 білий кінь · a2 білий пішак · b2 білий пішак · c2 білий слон · f2 білий пішак · g2 білий пішак · h2 білий пішак · a1 біла тура · d1 білий ферзь · f1 біла тура · g1 білий король | a8 чорна тура · c8 чорний слон · e8 чорний король · f8 чорний слон · h8 чорна тура · b7 чорний пішак · d7 чорний кінь · f7 чорний пішак · g7 чорний пішак · h7 чорний пішак · a6 чорний пішак · d6 чорний пішак · e6 чорний пішак · f6 чорний кінь · g5 білий слон · h5 білий слон · c4 чорний ферзь · d4 білий кінь · e4 білий пішак · c3 білий кінь · a2 білий пішак · b2 білий пішак · c2 білий слон · f2 білий пішак · g2 білий пішак · h2 білий пішак · a1 біла тура · d1 білий ферзь · f1 біла тура · g1 білий король | a8 чорна тура · c8 чорний слон · e8 чорний король · f8 чорний слон · h8 чорна тура · b7 чорний пішак · d7 чорний кінь · f7 чорний пішак · g7 чорний пішак · h7 чорний пішак · a6 чорний пішак · d6 чорний пішак · e6 чорний пішак · f6 чорний кінь · g5 білий слон · h5 білий слон · c4 чорний ферзь · d4 білий кінь · e4 білий пішак · c3 білий кінь · a2 білий пішак · b2 білий пішак · c2 білий слон · f2 білий пішак · g2 білий пішак · h2 білий пішак · a1 біла тура · d1 білий ферзь · f1 біла тура · g1 білий король | a8 чорна тура · c8 чорний слон · e8 чорний король · f8 чорний слон · h8 чорна тура · b7 чорний пішак · d7 чорний кінь · f7 чорний пішак · g7 чорний пішак · h7 чорний пішак · a6 чорний пішак · d6 чорний пішак · e6 чорний пішак · f6 чорний кінь · g5 білий слон · h5 білий слон · c4 чорний ферзь · d4 білий кінь · e4 білий пішак · c3 білий кінь · a2 білий пішак · b2 білий пішак · c2 білий слон · f2 білий пішак · g2 білий пішак · h2 білий пішак · a1 біла тура · d1 білий ферзь · f1 біла тура · g1 білий король | a8 чорна тура · c8 чорний слон · e8 чорний король · f8 чорний слон · h8 чорна тура · b7 чорний пішак · d7 чорний кінь · f7 чорний пішак · g7 чорний пішак · h7 чорний пішак · a6 чорний пішак · d6 чорний пішак · e6 чорний пішак · f6 чорний кінь · g5 білий слон · h5 білий слон · c4 чорний ферзь · d4 білий кінь · e4 білий пішак · c3 білий кінь · a2 білий пішак · b2 білий пішак · c2 білий слон · f2 білий пішак · g2 білий пішак · h2 білий пішак · a1 біла тура · d1 білий ферзь · f1 біла тура · g1 білий король | 8 |
| 7 | a8 чорна тура · c8 чорний слон · e8 чорний король · f8 чорний слон · h8 чорна тура · b7 чорний пішак · d7 чорний кінь · f7 чорний пішак · g7 чорний пішак · h7 чорний пішак · a6 чорний пішак · d6 чорний пішак · e6 чорний пішак · f6 чорний кінь · g5 білий слон · h5 білий слон · c4 чорний ферзь · d4 білий кінь · e4 білий пішак · c3 білий кінь · a2 білий пішак · b2 білий пішак · c2 білий слон · f2 білий пішак · g2 білий пішак · h2 білий пішак · a1 біла тура · d1 білий ферзь · f1 біла тура · g1 білий король | a8 чорна тура · c8 чорний слон · e8 чорний король · f8 чорний слон · h8 чорна тура · b7 чорний пішак · d7 чорний кінь · f7 чорний пішак · g7 чорний пішак · h7 чорний пішак · a6 чорний пішак · d6 чорний пішак · e6 чорний пішак · f6 чорний кінь · g5 білий слон · h5 білий слон · c4 чорний ферзь · d4 білий кінь · e4 білий пішак · c3 білий кінь · a2 білий пішак · b2 білий пішак · c2 білий слон · f2 білий пішак · g2 білий пішак · h2 білий пішак · a1 біла тура · d1 білий ферзь · f1 біла тура · g1 білий король | a8 чорна тура · c8 чорний слон · e8 чорний король · f8 чорний слон · h8 чорна тура · b7 чорний пішак · d7 чорний кінь · f7 чорний пішак · g7 чорний пішак · h7 чорний пішак · a6 чорний пішак · d6 чорний пішак · e6 чорний пішак · f6 чорний кінь · g5 білий слон · h5 білий слон · c4 чорний ферзь · d4 білий кінь · e4 білий пішак · c3 білий кінь · a2 білий пішак · b2 білий пішак · c2 білий слон · f2 білий пішак · g2 білий пішак · h2 білий пішак · a1 біла тура · d1 білий ферзь · f1 біла тура · g1 білий король | a8 чорна тура · c8 чорний слон · e8 чорний король · f8 чорний слон · h8 чорна тура · b7 чорний пішак · d7 чорний кінь · f7 чорний пішак · g7 чорний пішак · h7 чорний пішак · a6 чорний пішак · d6 чорний пішак · e6 чорний пішак · f6 чорний кінь · g5 білий слон · h5 білий слон · c4 чорний ферзь · d4 білий кінь · e4 білий пішак · c3 білий кінь · a2 білий пішак · b2 білий пішак · c2 білий слон · f2 білий пішак · g2 білий пішак · h2 білий пішак · a1 біла тура · d1 білий ферзь · f1 біла тура · g1 білий король | a8 чорна тура · c8 чорний слон · e8 чорний король · f8 чорний слон · h8 чорна тура · b7 чорний пішак · d7 чорний кінь · f7 чорний пішак · g7 чорний пішак · h7 чорний пішак · a6 чорний пішак · d6 чорний пішак · e6 чорний пішак · f6 чорний кінь · g5 білий слон · h5 білий слон · c4 чорний ферзь · d4 білий кінь · e4 білий пішак · c3 білий кінь · a2 білий пішак · b2 білий пішак · c2 білий слон · f2 білий пішак · g2 білий пішак · h2 білий пішак · a1 біла тура · d1 білий ферзь · f1 біла тура · g1 білий король | a8 чорна тура · c8 чорний слон · e8 чорний король · f8 чорний слон · h8 чорна тура · b7 чорний пішак · d7 чорний кінь · f7 чорний пішак · g7 чорний пішак · h7 чорний пішак · a6 чорний пішак · d6 чорний пішак · e6 чорний пішак · f6 чорний кінь · g5 білий слон · h5 білий слон · c4 чорний ферзь · d4 білий кінь · e4 білий пішак · c3 білий кінь · a2 білий пішак · b2 білий пішак · c2 білий слон · f2 білий пішак · g2 білий пішак · h2 білий пішак · a1 біла тура · d1 білий ферзь · f1 біла тура · g1 білий король | a8 чорна тура · c8 чорний слон · e8 чорний король · f8 чорний слон · h8 чорна тура · b7 чорний пішак · d7 чорний кінь · f7 чорний пішак · g7 чорний пішак · h7 чорний пішак · a6 чорний пішак · d6 чорний пішак · e6 чорний пішак · f6 чорний кінь · g5 білий слон · h5 білий слон · c4 чорний ферзь · d4 білий кінь · e4 білий пішак · c3 білий кінь · a2 білий пішак · b2 білий пішак · c2 білий слон · f2 білий пішак · g2 білий пішак · h2 білий пішак · a1 біла тура · d1 білий ферзь · f1 біла тура · g1 білий король | a8 чорна тура · c8 чорний слон · e8 чорний король · f8 чорний слон · h8 чорна тура · b7 чорний пішак · d7 чорний кінь · f7 чорний пішак · g7 чорний пішак · h7 чорний пішак · a6 чорний пішак · d6 чорний пішак · e6 чорний пішак · f6 чорний кінь · g5 білий слон · h5 білий слон · c4 чорний ферзь · d4 білий кінь · e4 білий пішак · c3 білий кінь · a2 білий пішак · b2 білий пішак · c2 білий слон · f2 білий пішак · g2 білий пішак · h2 білий пішак · a1 біла тура · d1 білий ферзь · f1 біла тура · g1 білий король | 7 |
| 6 | a8 чорна тура · c8 чорний слон · e8 чорний король · f8 чорний слон · h8 чорна тура · b7 чорний пішак · d7 чорний кінь · f7 чорний пішак · g7 чорний пішак · h7 чорний пішак · a6 чорний пішак · d6 чорний пішак · e6 чорний пішак · f6 чорний кінь · g5 білий слон · h5 білий слон · c4 чорний ферзь · d4 білий кінь · e4 білий пішак · c3 білий кінь · a2 білий пішак · b2 білий пішак · c2 білий слон · f2 білий пішак · g2 білий пішак · h2 білий пішак · a1 біла тура · d1 білий ферзь · f1 біла тура · g1 білий король | a8 чорна тура · c8 чорний слон · e8 чорний король · f8 чорний слон · h8 чорна тура · b7 чорний пішак · d7 чорний кінь · f7 чорний пішак · g7 чорний пішак · h7 чорний пішак · a6 чорний пішак · d6 чорний пішак · e6 чорний пішак · f6 чорний кінь · g5 білий слон · h5 білий слон · c4 чорний ферзь · d4 білий кінь · e4 білий пішак · c3 білий кінь · a2 білий пішак · b2 білий пішак · c2 білий слон · f2 білий пішак · g2 білий пішак · h2 білий пішак · a1 біла тура · d1 білий ферзь · f1 біла тура · g1 білий король | a8 чорна тура · c8 чорний слон · e8 чорний король · f8 чорний слон · h8 чорна тура · b7 чорний пішак · d7 чорний кінь · f7 чорний пішак · g7 чорний пішак · h7 чорний пішак · a6 чорний пішак · d6 чорний пішак · e6 чорний пішак · f6 чорний кінь · g5 білий слон · h5 білий слон · c4 чорний ферзь · d4 білий кінь · e4 білий пішак · c3 білий кінь · a2 білий пішак · b2 білий пішак · c2 білий слон · f2 білий пішак · g2 білий пішак · h2 білий пішак · a1 біла тура · d1 білий ферзь · f1 біла тура · g1 білий король | a8 чорна тура · c8 чорний слон · e8 чорний король · f8 чорний слон · h8 чорна тура · b7 чорний пішак · d7 чорний кінь · f7 чорний пішак · g7 чорний пішак · h7 чорний пішак · a6 чорний пішак · d6 чорний пішак · e6 чорний пішак · f6 чорний кінь · g5 білий слон · h5 білий слон · c4 чорний ферзь · d4 білий кінь · e4 білий пішак · c3 білий кінь · a2 білий пішак · b2 білий пішак · c2 білий слон · f2 білий пішак · g2 білий пішак · h2 білий пішак · a1 біла тура · d1 білий ферзь · f1 біла тура · g1 білий король | a8 чорна тура · c8 чорний слон · e8 чорний король · f8 чорний слон · h8 чорна тура · b7 чорний пішак · d7 чорний кінь · f7 чорний пішак · g7 чорний пішак · h7 чорний пішак · a6 чорний пішак · d6 чорний пішак · e6 чорний пішак · f6 чорний кінь · g5 білий слон · h5 білий слон · c4 чорний ферзь · d4 білий кінь · e4 білий пішак · c3 білий кінь · a2 білий пішак · b2 білий пішак · c2 білий слон · f2 білий пішак · g2 білий пішак · h2 білий пішак · a1 біла тура · d1 білий ферзь · f1 біла тура · g1 білий король | a8 чорна тура · c8 чорний слон · e8 чорний король · f8 чорний слон · h8 чорна тура · b7 чорний пішак · d7 чорний кінь · f7 чорний пішак · g7 чорний пішак · h7 чорний пішак · a6 чорний пішак · d6 чорний пішак · e6 чорний пішак · f6 чорний кінь · g5 білий слон · h5 білий слон · c4 чорний ферзь · d4 білий кінь · e4 білий пішак · c3 білий кінь · a2 білий пішак · b2 білий пішак · c2 білий слон · f2 білий пішак · g2 білий пішак · h2 білий пішак · a1 біла тура · d1 білий ферзь · f1 біла тура · g1 білий король | a8 чорна тура · c8 чорний слон · e8 чорний король · f8 чорний слон · h8 чорна тура · b7 чорний пішак · d7 чорний кінь · f7 чорний пішак · g7 чорний пішак · h7 чорний пішак · a6 чорний пішак · d6 чорний пішак · e6 чорний пішак · f6 чорний кінь · g5 білий слон · h5 білий слон · c4 чорний ферзь · d4 білий кінь · e4 білий пішак · c3 білий кінь · a2 білий пішак · b2 білий пішак · c2 білий слон · f2 білий пішак · g2 білий пішак · h2 білий пішак · a1 біла тура · d1 білий ферзь · f1 біла тура · g1 білий король | a8 чорна тура · c8 чорний слон · e8 чорний король · f8 чорний слон · h8 чорна тура · b7 чорний пішак · d7 чорний кінь · f7 чорний пішак · g7 чорний пішак · h7 чорний пішак · a6 чорний пішак · d6 чорний пішак · e6 чорний пішак · f6 чорний кінь · g5 білий слон · h5 білий слон · c4 чорний ферзь · d4 білий кінь · e4 білий пішак · c3 білий кінь · a2 білий пішак · b2 білий пішак · c2 білий слон · f2 білий пішак · g2 білий пішак · h2 білий пішак · a1 біла тура · d1 білий ферзь · f1 біла тура · g1 білий король | 6 |
| 5 | a8 чорна тура · c8 чорний слон · e8 чорний король · f8 чорний слон · h8 чорна тура · b7 чорний пішак · d7 чорний кінь · f7 чорний пішак · g7 чорний пішак · h7 чорний пішак · a6 чорний пішак · d6 чорний пішак · e6 чорний пішак · f6 чорний кінь · g5 білий слон · h5 білий слон · c4 чорний ферзь · d4 білий кінь · e4 білий пішак · c3 білий кінь · a2 білий пішак · b2 білий пішак · c2 білий слон · f2 білий пішак · g2 білий пішак · h2 білий пішак · a1 біла тура · d1 білий ферзь · f1 біла тура · g1 білий король | a8 чорна тура · c8 чорний слон · e8 чорний король · f8 чорний слон · h8 чорна тура · b7 чорний пішак · d7 чорний кінь · f7 чорний пішак · g7 чорний пішак · h7 чорний пішак · a6 чорний пішак · d6 чорний пішак · e6 чорний пішак · f6 чорний кінь · g5 білий слон · h5 білий слон · c4 чорний ферзь · d4 білий кінь · e4 білий пішак · c3 білий кінь · a2 білий пішак · b2 білий пішак · c2 білий слон · f2 білий пішак · g2 білий пішак · h2 білий пішак · a1 біла тура · d1 білий ферзь · f1 біла тура · g1 білий король | a8 чорна тура · c8 чорний слон · e8 чорний король · f8 чорний слон · h8 чорна тура · b7 чорний пішак · d7 чорний кінь · f7 чорний пішак · g7 чорний пішак · h7 чорний пішак · a6 чорний пішак · d6 чорний пішак · e6 чорний пішак · f6 чорний кінь · g5 білий слон · h5 білий слон · c4 чорний ферзь · d4 білий кінь · e4 білий пішак · c3 білий кінь · a2 білий пішак · b2 білий пішак · c2 білий слон · f2 білий пішак · g2 білий пішак · h2 білий пішак · a1 біла тура · d1 білий ферзь · f1 біла тура · g1 білий король | a8 чорна тура · c8 чорний слон · e8 чорний король · f8 чорний слон · h8 чорна тура · b7 чорний пішак · d7 чорний кінь · f7 чорний пішак · g7 чорний пішак · h7 чорний пішак · a6 чорний пішак · d6 чорний пішак · e6 чорний пішак · f6 чорний кінь · g5 білий слон · h5 білий слон · c4 чорний ферзь · d4 білий кінь · e4 білий пішак · c3 білий кінь · a2 білий пішак · b2 білий пішак · c2 білий слон · f2 білий пішак · g2 білий пішак · h2 білий пішак · a1 біла тура · d1 білий ферзь · f1 біла тура · g1 білий король | a8 чорна тура · c8 чорний слон · e8 чорний король · f8 чорний слон · h8 чорна тура · b7 чорний пішак · d7 чорний кінь · f7 чорний пішак · g7 чорний пішак · h7 чорний пішак · a6 чорний пішак · d6 чорний пішак · e6 чорний пішак · f6 чорний кінь · g5 білий слон · h5 білий слон · c4 чорний ферзь · d4 білий кінь · e4 білий пішак · c3 білий кінь · a2 білий пішак · b2 білий пішак · c2 білий слон · f2 білий пішак · g2 білий пішак · h2 білий пішак · a1 біла тура · d1 білий ферзь · f1 біла тура · g1 білий король | a8 чорна тура · c8 чорний слон · e8 чорний король · f8 чорний слон · h8 чорна тура · b7 чорний пішак · d7 чорний кінь · f7 чорний пішак · g7 чорний пішак · h7 чорний пішак · a6 чорний пішак · d6 чорний пішак · e6 чорний пішак · f6 чорний кінь · g5 білий слон · h5 білий слон · c4 чорний ферзь · d4 білий кінь · e4 білий пішак · c3 білий кінь · a2 білий пішак · b2 білий пішак · c2 білий слон · f2 білий пішак · g2 білий пішак · h2 білий пішак · a1 біла тура · d1 білий ферзь · f1 біла тура · g1 білий король | a8 чорна тура · c8 чорний слон · e8 чорний король · f8 чорний слон · h8 чорна тура · b7 чорний пішак · d7 чорний кінь · f7 чорний пішак · g7 чорний пішак · h7 чорний пішак · a6 чорний пішак · d6 чорний пішак · e6 чорний пішак · f6 чорний кінь · g5 білий слон · h5 білий слон · c4 чорний ферзь · d4 білий кінь · e4 білий пішак · c3 білий кінь · a2 білий пішак · b2 білий пішак · c2 білий слон · f2 білий пішак · g2 білий пішак · h2 білий пішак · a1 біла тура · d1 білий ферзь · f1 біла тура · g1 білий король | a8 чорна тура · c8 чорний слон · e8 чорний король · f8 чорний слон · h8 чорна тура · b7 чорний пішак · d7 чорний кінь · f7 чорний пішак · g7 чорний пішак · h7 чорний пішак · a6 чорний пішак · d6 чорний пішак · e6 чорний пішак · f6 чорний кінь · g5 білий слон · h5 білий слон · c4 чорний ферзь · d4 білий кінь · e4 білий пішак · c3 білий кінь · a2 білий пішак · b2 білий пішак · c2 білий слон · f2 білий пішак · g2 білий пішак · h2 білий пішак · a1 біла тура · d1 білий ферзь · f1 біла тура · g1 білий король | 5 |
| 4 | a8 чорна тура · c8 чорний слон · e8 чорний король · f8 чорний слон · h8 чорна тура · b7 чорний пішак · d7 чорний кінь · f7 чорний пішак · g7 чорний пішак · h7 чорний пішак · a6 чорний пішак · d6 чорний пішак · e6 чорний пішак · f6 чорний кінь · g5 білий слон · h5 білий слон · c4 чорний ферзь · d4 білий кінь · e4 білий пішак · c3 білий кінь · a2 білий пішак · b2 білий пішак · c2 білий слон · f2 білий пішак · g2 білий пішак · h2 білий пішак · a1 біла тура · d1 білий ферзь · f1 біла тура · g1 білий король | a8 чорна тура · c8 чорний слон · e8 чорний король · f8 чорний слон · h8 чорна тура · b7 чорний пішак · d7 чорний кінь · f7 чорний пішак · g7 чорний пішак · h7 чорний пішак · a6 чорний пішак · d6 чорний пішак · e6 чорний пішак · f6 чорний кінь · g5 білий слон · h5 білий слон · c4 чорний ферзь · d4 білий кінь · e4 білий пішак · c3 білий кінь · a2 білий пішак · b2 білий пішак · c2 білий слон · f2 білий пішак · g2 білий пішак · h2 білий пішак · a1 біла тура · d1 білий ферзь · f1 біла тура · g1 білий король | a8 чорна тура · c8 чорний слон · e8 чорний король · f8 чорний слон · h8 чорна тура · b7 чорний пішак · d7 чорний кінь · f7 чорний пішак · g7 чорний пішак · h7 чорний пішак · a6 чорний пішак · d6 чорний пішак · e6 чорний пішак · f6 чорний кінь · g5 білий слон · h5 білий слон · c4 чорний ферзь · d4 білий кінь · e4 білий пішак · c3 білий кінь · a2 білий пішак · b2 білий пішак · c2 білий слон · f2 білий пішак · g2 білий пішак · h2 білий пішак · a1 біла тура · d1 білий ферзь · f1 біла тура · g1 білий король | a8 чорна тура · c8 чорний слон · e8 чорний король · f8 чорний слон · h8 чорна тура · b7 чорний пішак · d7 чорний кінь · f7 чорний пішак · g7 чорний пішак · h7 чорний пішак · a6 чорний пішак · d6 чорний пішак · e6 чорний пішак · f6 чорний кінь · g5 білий слон · h5 білий слон · c4 чорний ферзь · d4 білий кінь · e4 білий пішак · c3 білий кінь · a2 білий пішак · b2 білий пішак · c2 білий слон · f2 білий пішак · g2 білий пішак · h2 білий пішак · a1 біла тура · d1 білий ферзь · f1 біла тура · g1 білий король | a8 чорна тура · c8 чорний слон · e8 чорний король · f8 чорний слон · h8 чорна тура · b7 чорний пішак · d7 чорний кінь · f7 чорний пішак · g7 чорний пішак · h7 чорний пішак · a6 чорний пішак · d6 чорний пішак · e6 чорний пішак · f6 чорний кінь · g5 білий слон · h5 білий слон · c4 чорний ферзь · d4 білий кінь · e4 білий пішак · c3 білий кінь · a2 білий пішак · b2 білий пішак · c2 білий слон · f2 білий пішак · g2 білий пішак · h2 білий пішак · a1 біла тура · d1 білий ферзь · f1 біла тура · g1 білий король | a8 чорна тура · c8 чорний слон · e8 чорний король · f8 чорний слон · h8 чорна тура · b7 чорний пішак · d7 чорний кінь · f7 чорний пішак · g7 чорний пішак · h7 чорний пішак · a6 чорний пішак · d6 чорний пішак · e6 чорний пішак · f6 чорний кінь · g5 білий слон · h5 білий слон · c4 чорний ферзь · d4 білий кінь · e4 білий пішак · c3 білий кінь · a2 білий пішак · b2 білий пішак · c2 білий слон · f2 білий пішак · g2 білий пішак · h2 білий пішак · a1 біла тура · d1 білий ферзь · f1 біла тура · g1 білий король | a8 чорна тура · c8 чорний слон · e8 чорний король · f8 чорний слон · h8 чорна тура · b7 чорний пішак · d7 чорний кінь · f7 чорний пішак · g7 чорний пішак · h7 чорний пішак · a6 чорний пішак · d6 чорний пішак · e6 чорний пішак · f6 чорний кінь · g5 білий слон · h5 білий слон · c4 чорний ферзь · d4 білий кінь · e4 білий пішак · c3 білий кінь · a2 білий пішак · b2 білий пішак · c2 білий слон · f2 білий пішак · g2 білий пішак · h2 білий пішак · a1 біла тура · d1 білий ферзь · f1 біла тура · g1 білий король | a8 чорна тура · c8 чорний слон · e8 чорний король · f8 чорний слон · h8 чорна тура · b7 чорний пішак · d7 чорний кінь · f7 чорний пішак · g7 чорний пішак · h7 чорний пішак · a6 чорний пішак · d6 чорний пішак · e6 чорний пішак · f6 чорний кінь · g5 білий слон · h5 білий слон · c4 чорний ферзь · d4 білий кінь · e4 білий пішак · c3 білий кінь · a2 білий пішак · b2 білий пішак · c2 білий слон · f2 білий пішак · g2 білий пішак · h2 білий пішак · a1 біла тура · d1 білий ферзь · f1 біла тура · g1 білий король | 4 |
| 3 | a8 чорна тура · c8 чорний слон · e8 чорний король · f8 чорний слон · h8 чорна тура · b7 чорний пішак · d7 чорний кінь · f7 чорний пішак · g7 чорний пішак · h7 чорний пішак · a6 чорний пішак · d6 чорний пішак · e6 чорний пішак · f6 чорний кінь · g5 білий слон · h5 білий слон · c4 чорний ферзь · d4 білий кінь · e4 білий пішак · c3 білий кінь · a2 білий пішак · b2 білий пішак · c2 білий слон · f2 білий пішак · g2 білий пішак · h2 білий пішак · a1 біла тура · d1 білий ферзь · f1 біла тура · g1 білий король | a8 чорна тура · c8 чорний слон · e8 чорний король · f8 чорний слон · h8 чорна тура · b7 чорний пішак · d7 чорний кінь · f7 чорний пішак · g7 чорний пішак · h7 чорний пішак · a6 чорний пішак · d6 чорний пішак · e6 чорний пішак · f6 чорний кінь · g5 білий слон · h5 білий слон · c4 чорний ферзь · d4 білий кінь · e4 білий пішак · c3 білий кінь · a2 білий пішак · b2 білий пішак · c2 білий слон · f2 білий пішак · g2 білий пішак · h2 білий пішак · a1 біла тура · d1 білий ферзь · f1 біла тура · g1 білий король | a8 чорна тура · c8 чорний слон · e8 чорний король · f8 чорний слон · h8 чорна тура · b7 чорний пішак · d7 чорний кінь · f7 чорний пішак · g7 чорний пішак · h7 чорний пішак · a6 чорний пішак · d6 чорний пішак · e6 чорний пішак · f6 чорний кінь · g5 білий слон · h5 білий слон · c4 чорний ферзь · d4 білий кінь · e4 білий пішак · c3 білий кінь · a2 білий пішак · b2 білий пішак · c2 білий слон · f2 білий пішак · g2 білий пішак · h2 білий пішак · a1 біла тура · d1 білий ферзь · f1 біла тура · g1 білий король | a8 чорна тура · c8 чорний слон · e8 чорний король · f8 чорний слон · h8 чорна тура · b7 чорний пішак · d7 чорний кінь · f7 чорний пішак · g7 чорний пішак · h7 чорний пішак · a6 чорний пішак · d6 чорний пішак · e6 чорний пішак · f6 чорний кінь · g5 білий слон · h5 білий слон · c4 чорний ферзь · d4 білий кінь · e4 білий пішак · c3 білий кінь · a2 білий пішак · b2 білий пішак · c2 білий слон · f2 білий пішак · g2 білий пішак · h2 білий пішак · a1 біла тура · d1 білий ферзь · f1 біла тура · g1 білий король | a8 чорна тура · c8 чорний слон · e8 чорний король · f8 чорний слон · h8 чорна тура · b7 чорний пішак · d7 чорний кінь · f7 чорний пішак · g7 чорний пішак · h7 чорний пішак · a6 чорний пішак · d6 чорний пішак · e6 чорний пішак · f6 чорний кінь · g5 білий слон · h5 білий слон · c4 чорний ферзь · d4 білий кінь · e4 білий пішак · c3 білий кінь · a2 білий пішак · b2 білий пішак · c2 білий слон · f2 білий пішак · g2 білий пішак · h2 білий пішак · a1 біла тура · d1 білий ферзь · f1 біла тура · g1 білий король | a8 чорна тура · c8 чорний слон · e8 чорний король · f8 чорний слон · h8 чорна тура · b7 чорний пішак · d7 чорний кінь · f7 чорний пішак · g7 чорний пішак · h7 чорний пішак · a6 чорний пішак · d6 чорний пішак · e6 чорний пішак · f6 чорний кінь · g5 білий слон · h5 білий слон · c4 чорний ферзь · d4 білий кінь · e4 білий пішак · c3 білий кінь · a2 білий пішак · b2 білий пішак · c2 білий слон · f2 білий пішак · g2 білий пішак · h2 білий пішак · a1 біла тура · d1 білий ферзь · f1 біла тура · g1 білий король | a8 чорна тура · c8 чорний слон · e8 чорний король · f8 чорний слон · h8 чорна тура · b7 чорний пішак · d7 чорний кінь · f7 чорний пішак · g7 чорний пішак · h7 чорний пішак · a6 чорний пішак · d6 чорний пішак · e6 чорний пішак · f6 чорний кінь · g5 білий слон · h5 білий слон · c4 чорний ферзь · d4 білий кінь · e4 білий пішак · c3 білий кінь · a2 білий пішак · b2 білий пішак · c2 білий слон · f2 білий пішак · g2 білий пішак · h2 білий пішак · a1 біла тура · d1 білий ферзь · f1 біла тура · g1 білий король | a8 чорна тура · c8 чорний слон · e8 чорний король · f8 чорний слон · h8 чорна тура · b7 чорний пішак · d7 чорний кінь · f7 чорний пішак · g7 чорний пішак · h7 чорний пішак · a6 чорний пішак · d6 чорний пішак · e6 чорний пішак · f6 чорний кінь · g5 білий слон · h5 білий слон · c4 чорний ферзь · d4 білий кінь · e4 білий пішак · c3 білий кінь · a2 білий пішак · b2 білий пішак · c2 білий слон · f2 білий пішак · g2 білий пішак · h2 білий пішак · a1 біла тура · d1 білий ферзь · f1 біла тура · g1 білий король | 3 |
| 2 | a8 чорна тура · c8 чорний слон · e8 чорний король · f8 чорний слон · h8 чорна тура · b7 чорний пішак · d7 чорний кінь · f7 чорний пішак · g7 чорний пішак · h7 чорний пішак · a6 чорний пішак · d6 чорний пішак · e6 чорний пішак · f6 чорний кінь · g5 білий слон · h5 білий слон · c4 чорний ферзь · d4 білий кінь · e4 білий пішак · c3 білий кінь · a2 білий пішак · b2 білий пішак · c2 білий слон · f2 білий пішак · g2 білий пішак · h2 білий пішак · a1 біла тура · d1 білий ферзь · f1 біла тура · g1 білий король | a8 чорна тура · c8 чорний слон · e8 чорний король · f8 чорний слон · h8 чорна тура · b7 чорний пішак · d7 чорний кінь · f7 чорний пішак · g7 чорний пішак · h7 чорний пішак · a6 чорний пішак · d6 чорний пішак · e6 чорний пішак · f6 чорний кінь · g5 білий слон · h5 білий слон · c4 чорний ферзь · d4 білий кінь · e4 білий пішак · c3 білий кінь · a2 білий пішак · b2 білий пішак · c2 білий слон · f2 білий пішак · g2 білий пішак · h2 білий пішак · a1 біла тура · d1 білий ферзь · f1 біла тура · g1 білий король | a8 чорна тура · c8 чорний слон · e8 чорний король · f8 чорний слон · h8 чорна тура · b7 чорний пішак · d7 чорний кінь · f7 чорний пішак · g7 чорний пішак · h7 чорний пішак · a6 чорний пішак · d6 чорний пішак · e6 чорний пішак · f6 чорний кінь · g5 білий слон · h5 білий слон · c4 чорний ферзь · d4 білий кінь · e4 білий пішак · c3 білий кінь · a2 білий пішак · b2 білий пішак · c2 білий слон · f2 білий пішак · g2 білий пішак · h2 білий пішак · a1 біла тура · d1 білий ферзь · f1 біла тура · g1 білий король | a8 чорна тура · c8 чорний слон · e8 чорний король · f8 чорний слон · h8 чорна тура · b7 чорний пішак · d7 чорний кінь · f7 чорний пішак · g7 чорний пішак · h7 чорний пішак · a6 чорний пішак · d6 чорний пішак · e6 чорний пішак · f6 чорний кінь · g5 білий слон · h5 білий слон · c4 чорний ферзь · d4 білий кінь · e4 білий пішак · c3 білий кінь · a2 білий пішак · b2 білий пішак · c2 білий слон · f2 білий пішак · g2 білий пішак · h2 білий пішак · a1 біла тура · d1 білий ферзь · f1 біла тура · g1 білий король | a8 чорна тура · c8 чорний слон · e8 чорний король · f8 чорний слон · h8 чорна тура · b7 чорний пішак · d7 чорний кінь · f7 чорний пішак · g7 чорний пішак · h7 чорний пішак · a6 чорний пішак · d6 чорний пішак · e6 чорний пішак · f6 чорний кінь · g5 білий слон · h5 білий слон · c4 чорний ферзь · d4 білий кінь · e4 білий пішак · c3 білий кінь · a2 білий пішак · b2 білий пішак · c2 білий слон · f2 білий пішак · g2 білий пішак · h2 білий пішак · a1 біла тура · d1 білий ферзь · f1 біла тура · g1 білий король | a8 чорна тура · c8 чорний слон · e8 чорний король · f8 чорний слон · h8 чорна тура · b7 чорний пішак · d7 чорний кінь · f7 чорний пішак · g7 чорний пішак · h7 чорний пішак · a6 чорний пішак · d6 чорний пішак · e6 чорний пішак · f6 чорний кінь · g5 білий слон · h5 білий слон · c4 чорний ферзь · d4 білий кінь · e4 білий пішак · c3 білий кінь · a2 білий пішак · b2 білий пішак · c2 білий слон · f2 білий пішак · g2 білий пішак · h2 білий пішак · a1 біла тура · d1 білий ферзь · f1 біла тура · g1 білий король | a8 чорна тура · c8 чорний слон · e8 чорний король · f8 чорний слон · h8 чорна тура · b7 чорний пішак · d7 чорний кінь · f7 чорний пішак · g7 чорний пішак · h7 чорний пішак · a6 чорний пішак · d6 чорний пішак · e6 чорний пішак · f6 чорний кінь · g5 білий слон · h5 білий слон · c4 чорний ферзь · d4 білий кінь · e4 білий пішак · c3 білий кінь · a2 білий пішак · b2 білий пішак · c2 білий слон · f2 білий пішак · g2 білий пішак · h2 білий пішак · a1 біла тура · d1 білий ферзь · f1 біла тура · g1 білий король | a8 чорна тура · c8 чорний слон · e8 чорний король · f8 чорний слон · h8 чорна тура · b7 чорний пішак · d7 чорний кінь · f7 чорний пішак · g7 чорний пішак · h7 чорний пішак · a6 чорний пішак · d6 чорний пішак · e6 чорний пішак · f6 чорний кінь · g5 білий слон · h5 білий слон · c4 чорний ферзь · d4 білий кінь · e4 білий пішак · c3 білий кінь · a2 білий пішак · b2 білий пішак · c2 білий слон · f2 білий пішак · g2 білий пішак · h2 білий пішак · a1 біла тура · d1 білий ферзь · f1 біла тура · g1 білий король | 2 |
| 1 | a8 чорна тура · c8 чорний слон · e8 чорний король · f8 чорний слон · h8 чорна тура · b7 чорний пішак · d7 чорний кінь · f7 чорний пішак · g7 чорний пішак · h7 чорний пішак · a6 чорний пішак · d6 чорний пішак · e6 чорний пішак · f6 чорний кінь · g5 білий слон · h5 білий слон · c4 чорний ферзь · d4 білий кінь · e4 білий пішак · c3 білий кінь · a2 білий пішак · b2 білий пішак · c2 білий слон · f2 білий пішак · g2 білий пішак · h2 білий пішак · a1 біла тура · d1 білий ферзь · f1 біла тура · g1 білий король | a8 чорна тура · c8 чорний слон · e8 чорний король · f8 чорний слон · h8 чорна тура · b7 чорний пішак · d7 чорний кінь · f7 чорний пішак · g7 чорний пішак · h7 чорний пішак · a6 чорний пішак · d6 чорний пішак · e6 чорний пішак · f6 чорний кінь · g5 білий слон · h5 білий слон · c4 чорний ферзь · d4 білий кінь · e4 білий пішак · c3 білий кінь · a2 білий пішак · b2 білий пішак · c2 білий слон · f2 білий пішак · g2 білий пішак · h2 білий пішак · a1 біла тура · d1 білий ферзь · f1 біла тура · g1 білий король | a8 чорна тура · c8 чорний слон · e8 чорний король · f8 чорний слон · h8 чорна тура · b7 чорний пішак · d7 чорний кінь · f7 чорний пішак · g7 чорний пішак · h7 чорний пішак · a6 чорний пішак · d6 чорний пішак · e6 чорний пішак · f6 чорний кінь · g5 білий слон · h5 білий слон · c4 чорний ферзь · d4 білий кінь · e4 білий пішак · c3 білий кінь · a2 білий пішак · b2 білий пішак · c2 білий слон · f2 білий пішак · g2 білий пішак · h2 білий пішак · a1 біла тура · d1 білий ферзь · f1 біла тура · g1 білий король | a8 чорна тура · c8 чорний слон · e8 чорний король · f8 чорний слон · h8 чорна тура · b7 чорний пішак · d7 чорний кінь · f7 чорний пішак · g7 чорний пішак · h7 чорний пішак · a6 чорний пішак · d6 чорний пішак · e6 чорний пішак · f6 чорний кінь · g5 білий слон · h5 білий слон · c4 чорний ферзь · d4 білий кінь · e4 білий пішак · c3 білий кінь · a2 білий пішак · b2 білий пішак · c2 білий слон · f2 білий пішак · g2 білий пішак · h2 білий пішак · a1 біла тура · d1 білий ферзь · f1 біла тура · g1 білий король | a8 чорна тура · c8 чорний слон · e8 чорний король · f8 чорний слон · h8 чорна тура · b7 чорний пішак · d7 чорний кінь · f7 чорний пішак · g7 чорний пішак · h7 чорний пішак · a6 чорний пішак · d6 чорний пішак · e6 чорний пішак · f6 чорний кінь · g5 білий слон · h5 білий слон · c4 чорний ферзь · d4 білий кінь · e4 білий пішак · c3 білий кінь · a2 білий пішак · b2 білий пішак · c2 білий слон · f2 білий пішак · g2 білий пішак · h2 білий пішак · a1 біла тура · d1 білий ферзь · f1 біла тура · g1 білий король | a8 чорна тура · c8 чорний слон · e8 чорний король · f8 чорний слон · h8 чорна тура · b7 чорний пішак · d7 чорний кінь · f7 чорний пішак · g7 чорний пішак · h7 чорний пішак · a6 чорний пішак · d6 чорний пішак · e6 чорний пішак · f6 чорний кінь · g5 білий слон · h5 білий слон · c4 чорний ферзь · d4 білий кінь · e4 білий пішак · c3 білий кінь · a2 білий пішак · b2 білий пішак · c2 білий слон · f2 білий пішак · g2 білий пішак · h2 білий пішак · a1 біла тура · d1 білий ферзь · f1 біла тура · g1 білий король | a8 чорна тура · c8 чорний слон · e8 чорний король · f8 чорний слон · h8 чорна тура · b7 чорний пішак · d7 чорний кінь · f7 чорний пішак · g7 чорний пішак · h7 чорний пішак · a6 чорний пішак · d6 чорний пішак · e6 чорний пішак · f6 чорний кінь · g5 білий слон · h5 білий слон · c4 чорний ферзь · d4 білий кінь · e4 білий пішак · c3 білий кінь · a2 білий пішак · b2 білий пішак · c2 білий слон · f2 білий пішак · g2 білий пішак · h2 білий пішак · a1 біла тура · d1 білий ферзь · f1 біла тура · g1 білий король | a8 чорна тура · c8 чорний слон · e8 чорний король · f8 чорний слон · h8 чорна тура · b7 чорний пішак · d7 чорний кінь · f7 чорний пішак · g7 чорний пішак · h7 чорний пішак · a6 чорний пішак · d6 чорний пішак · e6 чорний пішак · f6 чорний кінь · g5 білий слон · h5 білий слон · c4 чорний ферзь · d4 білий кінь · e4 білий пішак · c3 білий кінь · a2 білий пішак · b2 білий пішак · c2 білий слон · f2 білий пішак · g2 білий пішак · h2 білий пішак · a1 біла тура · d1 білий ферзь · f1 біла тура · g1 білий король | 1 |
| | a | b | c | d | e | f | g | h |   |

У 1950-1952 роках переміг у низці серйозних турнірів: пам'яті Пшепюрки в Щавно-Здруй 1950 (попереду Тайманова, Барци, Сабо, Бондаревського, Геллера), чемпіонати Радянського Союзу 1950 і 1951 років (Москва), а також турнір пам'яті Ґези Мароці в Будапешті 1952 року. Особливо цінні були дві останні звитяги, бо на цих змаганнях Керес випередив Ботвинника. Сенсаційна мініатюра Керес — Арламовський у Щавно-Здруй обійшла чимало шахових часописів і стала однією з найкоротших партій у міжнародних турнірах, які закінчилися чистим матом: e4 c6 2. d4 d5 3. Кc3 de 4. К:e4 Кd7 5. Фe2 Кgf6?? 6. Кd6×! Подейкують, що Керес встав і прогулювався біля столика, коли побачив як помилився польський майстер. Зазвичай замкнутий і джентльменський, гросмейстер не стримався, протягнув руку через плече Арламовського й, зробивши вирішальний хід, оголосив: «Мат!».
Блідо виступив на олімпіаді 1952 року в Гельсінкі (тільки 6½ із 12 очок) і в першості Союзу 1952 — 10-11-те місця. Так низько у змаганнях естонець не фінішував із часу тренувального турніру 1939 року.
Першу половину турніру претендентів 1953 у Цюриху естонець розпочав посередньо, набравши 7 із 14 очок. У другій половині набрав уже 9 очок, але зумів тільки поділити 2-4-те місця з Бронштейном і Решевським. Упевнено переміг Василь Смислов, який набрав 18 із 28 очок. 1954 року зіграв кілька матчів у складі збірної СРСР. Із них можна виділити перемоги 2:0 над Тартаковером (Франція) і Штольцом (Швеція) та нічию 2:2 з Болбочаном (Аргентина).
В амстердамській олімпіаді 1954 року захищав честь Радянського Союзу аж на четвертій шахівниці. З першої його забрали через непереконливі результати на попередній олімпіаді. 13½ із 14 очок стали абсолютно найкращим індивідуальним результатом змагань. До того на олімпіадах ніхто не набирав 96,4% очок, зігравши аж 14 партій. У грудні-січні 1954/55 років переміг на традиційному різдвяному турнірі в Гастінґсі (разом зі Смисловим, 7 із 9). 1955 року в матчі з Угорщиною набрав 5 очок із семи, в матчі проти США здолав Бірна 3,5:0,5, а турнір у Пярну виграв, зробивши тільки одну нічию. Однак, на першості Радянського Союзу поділив тільки 7-8-му позиції.
Перед турніром претендентів 1956 Керес вирішив змінити стратегію. У молоді роки він був максималістом і охоче йшов на загострення гри, що давало як багато перемог у безнадійних позиціях, так і поразок у кращих ситуаціях. Тепер гросмейстер боровся за перемогу до кінця тільки якщо цього вимагало турнірне становище чи потрібно було отримати психологічну перевагу над суперником. На початку другого кола Пауль очолив турнірну таблицю, але поразка від Філіпа (єдина в турнірі) та блискучий фініш Смислова залишив естонця на другому місці. Того самого року переміг у матчі Унцікера (+4 =4), а на олімпіаді в Москві набрав найбільше очок на третій шахівниці (+7 =5; 79,2%).
1957 року востаннє потрапив до числа призерів чемпіонату СРСР. Певний час ішов на першому місці, однак після поразки в очній зустрічі з Талем завершив турнір на 2-3-му місці з Бронштейном, пропустивши молодого Таля на перше місце. Керес набрав 13½ очок із 21 (+8 -2 =11), програвши чемпіонові ½ очка. 1957 року також упевнено переміг на турнірі в Мар-дель-Плата (+13 =4), випередивши Найдорфа та Котова, та в Гастінґсі (перед Глігоричем).
Загалом, у другій половині 1950-х помітно зросла кількість нічиїх у партіях за участю Кереса. Понад 40-річному естонському гросмейстерові вже було нелегко змагатися на довгих марафонах. Олімпіаду 1958 завершив без поразок (+7 =5), а в першості Радянського Союзу наступного року розділив 7-8-ме місця. У травні 1958 поділив із юним Фішером 3-4-те місця в солідному турнірі в Цюриху (після Таля і Глігорича, перед Унцікером і Ларсеном). У 1959-1960 роках звів унічию 1:1 як матч з претендентом на титул чемпіона світу Талем так і зустріч із не надто сильним фіном Ояненом.
Фаворитами турніру претендентів 1959 у Югославії були Смислов, Таль, Керес і Петросян. Після закінчення другого кола Пауль очолював таблицю (10 із 14 очок), однак надалі Михайло Таль видав чудову серію із 5 перемог і 2 нічиїх і вийшов на перше місце. У підсумку Таль набрав 20 очок, а Керес — 18½, випередивши третього Петросяна аж на три очки, що дуже багато для змагань такого рівня. 22-річний Михайло Таль отримав право на матч за звання чемпіона планети, а 43-річний Керес змушений був чекати ще три роки на наступний турнір претендентів. Варто відзначити, що хоча Таль поступився естонцю в очних зустрічах (1:3), але набрав більше очок із суперниками з нижньої половини таблиці.

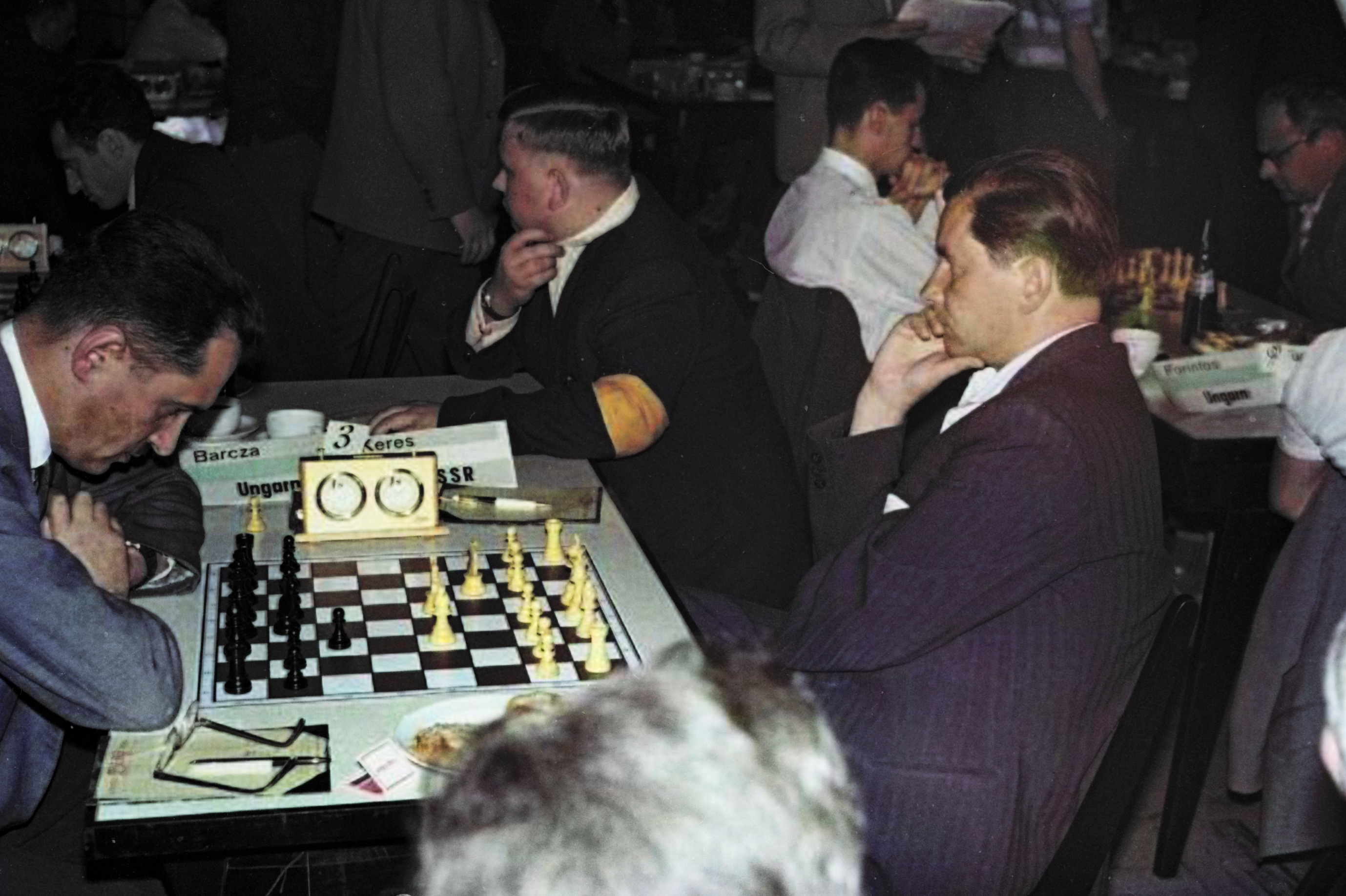
Проти угорця Барци в командному чемпіонаті Європи 1961 року (Керес праворуч)

На високому рівні провів шахову олімпіаду-60 у Ляйпциґу (80,8% очок, перше місце на третій шахівниці) і наступного року — турніри в Бледі (3-5-те м. з Глігоричем і Петросяном) та Цюриху (1-ше місце, випередив Петросяна, Глігорича, Ломбарді). Уже звичною стала невдача в першості Союзу — в Баку 1961 року опустився на 8-11-те місця, набравши 11 із 20 очок.
Турнір претендентів 1962 року провели на острові Кюрасао в Карибському морі. Фахівці відзначали, що на змаганнях можливі сюрпризи через негаразди зі здоров'ям Таля й 30-градусну спеку, яка панує на островах. Щільною групою попереду йшли Юхим Геллер, Тигран Петросян і Пауль Керес. Вирішальними стали останні два тури, 27-й і 28-й тур. Керес несподівано поступився Палу Бенко (в якого раніше виграв усі 7 партій в кар'єрі) і в останній партії турніру не зумів здолати 19-річного вундеркінда Фішера. Переможцем змагань став Петросян. Додатковий матч Геллер — Керес із восьми партій у Москві вирішував долю другого місця та прямої путівки на змагання претендентів 1965 року. В останній партії Керес мусив наступати й переміг завдяки прямій атаці на короля.
На олімпіаді 1962 року на курорті Золоті піски Пауль Керес на 4-й шахівниці зіграв надійно, не зазнавши жодної поразки в п'ятій поспіль олімпіаді. Це досягнення змогли перевершити потім тільки Борис Спаський (6) і Тигран Петросян (7 поспіль олімпіад без поразок).
На Кубку П'ятигорського в Лос-Анджелесі (1963), де зібралися тільки гросмейстери, Керес поділив перемогу з новоспеченим чемпіоном світу Петросяном, випередивши Глігорича, Найдорфа, Решевського та Олафссона. Як переможець, міг отримати на вибір грошову нагороду або американський автомобіль Rambler Classic 600 і вибрав автівку. Натомість, значно нижче від своїх можливостей зіграв у турнірі Центрального шахового клубу в Москві (+5 -3 =7; 6-7-ме місця).
1964 року востаннє зіграв на шаховій олімпіаді: 10 із 12 очок (83,3%) і перше місце на четвертій шахівниці. Зі своїм земляком Іво Неєм поділив перше-друге місця на змаганні в Бевервейку (перед Івковим, Портішем, Філіпом і Ларсеном).
Згідно з нововведенням ФІДЕ, 1965 рік став першим, коли претендент на титул чемпіона світу був визначений не в турнірі, а в матчах претендентів. В 1/4 фіналу в Ризі Керес змагався з Борисом Спаським. Перед останньою партією Спаський випереджав естонця на одне очко й замість грати на нічию вирішив ризикнути, хоча грав чорними. У рівній боротьбі Керес програє цю партію й матч — 4:6. А Спаський згодом перемагає у півфінальному й фінальному матчі й здобуває нагоду поборотися за звання найсильнішого шахіста світу. Кересові на той час минуло 49 років. У турнірах претендентів він фінішував зовсім близько до першого місця, однак його таки випереджали молоді таланти: 1953 і 1956 рр. — 32-літній Смислов, молодший на шість років, 1959 — 22-літній Таль, 1962 — 32-літній Петросян і, зрештою, 28-літній Спаський у чвертьфінальному матчі 1965 року.

### Останні роки (1965—1975)
Останнє десятиліття життя шахіста описане найменше — книга Вальтера Хеуера «Наш Керес» (ест. Meie Keres, 1977) і її російський переклад 2004 року охоплюють життя гросмейстера тільки до 1947-го, а власну книгу «Сто партій» (рос. Сто партий) з описом турнірних досягнень і аналізом найкращих партій Керес видав 1966 року. Фахівці та любителі шахів так і не побачили книги про Кереса в знаменитій серії «Выдающиеся шахматисты мира» (т. зв. «чорна серія»). Шаховий видавець Фред Малкін припускав, що Хеуер просто виявив забагато «білих плям» чи фактів, які не вписуються в офіційний радянський життєпис. Так чи інакше, повна та всеохопна книга про Кереса так і не з'явилася. У 1970-х Пауля Петровича бажали висунути на посаду президента ФІДЕ, цю ідею підтримував тодішній президент Макс Ейве. Жоден представник СРСР не був президентом ФІДЕ через опозицію західних країн, а Керес був одним із небагатьох шахістів, якого шанували як у Радянському Союзі, так і на Заході. Коли представниця Югославії прямо спитала, чи може він самостійно ухвалювати певні рішення, не зважаючи на Шахову федерацію СРСР, гросмейстер відповів: «Я можу самостійно тільки книжки писати».
У радянських командних турнірах представляв збірну Естонії та товариство «Калев». 1963 року за видатні досягнення отримав значок почесного члена спортивного товариства «Калев». Популяризовував шахи в Естонії, організовував турніри. 1 вересня 1966 року відкрилася Талліннська шахова школа з терміном навчання 5 років. Директором став тренер Кереса Іво Ней.
Пауль Керес навіть у понад 50-літньому віці перемагав у солідних турнірах: 1965-го виграв турнір у Маріанських Лазнях (поділив першу-другу позиції з Гортом), 1966/67 — переміг у Стокгольмі на турнірі до 60-ліття Шведського шахового союзу (випередив Ларсена). Добре зіграв у рідному Таллінні на чемпіонаті СРСР 1965 року — 6-те місце (випередив, зокрема Бронштейна та Корчного). 1967 року став 3-4-им у Вінніпеґу (зі Спаським; перші два місця — Дарґа і Ларсен), наступного року — одноосібно переміг у Бамберґу (попереду чемпіона світу Петросяна, Унцікера та Івкова). На турнірі у Вейк-ан-Зеє 1969 року поділив 3-4-те місця з Портішем (10 із 15 очок), тільки на пів очка відставши від переможців — Ботвинника й Геллера.

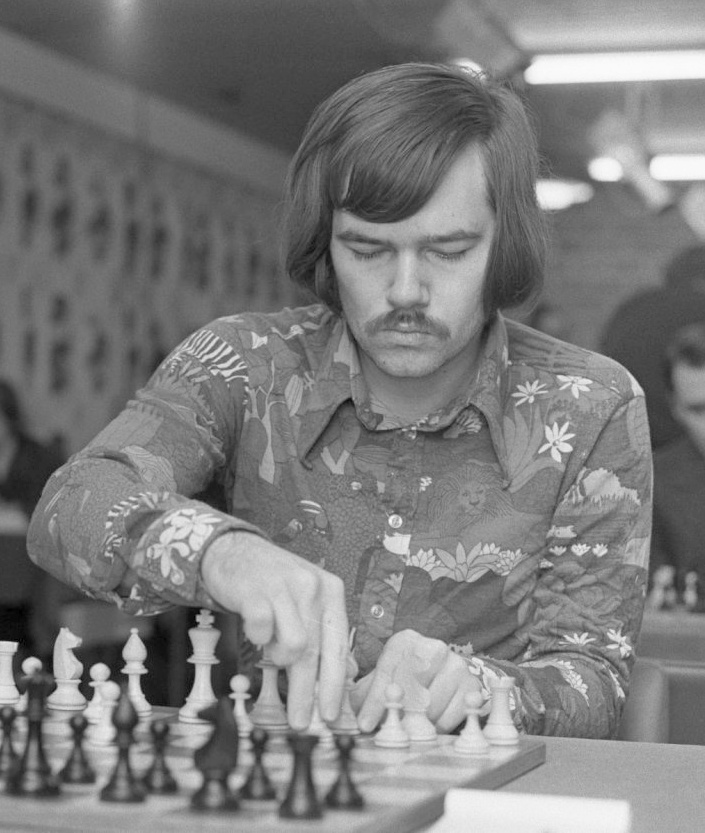
Американець Волтер Бравн — гравець, із яким Керес 25 травня 1975 року провів останню в житті партію

На початку 1970 року сильно зіграв на двох командних змаганнях у складі збірної СРСР. У березні-квітні перемога над Бориславов Івковим (+2 -0 =2) принесла загальний успіх команді СРСР у «матчі століття» проти збірної світу (20½:19½). На командній першості Європи 1970 у травні показав 100%-ий результат (+5 -0 =0) і посів перше індивідуальне місце на 8-й шахівниці. Того ж року в Будапешті випередив дев'ятьох гросмейстерів (серед них Івков, Сабо, Суетін, Портіш) і взяв перший приз (10 очок із 15).
Дуже сильно зіграв на міжнародному турнірі в Таллінні 1971 року — розділив першість із Талем, попереду Бронштейна, Штейна, Смейкала та ін. У турнірі ІБМ в Амстердамі (1971) поділив 2-4-ту позиції, випередивши Івкова, Глігорича та Ульмана. На своєму рівні виступив 1972 р. в Сараєво (3—5-й, із Гортом і Матуловичем) і Сан-Антоніо (5-й, перед Гортом, Мекінґом і Ларсеном).
Зазнав невдач на міжзональному турнірі в Петрополісі (12-13-те місця) та чемпіонаті Радянського Союзу 1973 року (9-12-те місця).
У січні 1975 року востаннє виграв сильний міжнародний турнір — у рідному Таллінні набрав 10,5 із 15 очок і посів чисте перше місце, випередивши Спаського, Олафссона, Бронштейна, Горта, Гіпсліса та Тайманова.
Із 15 до 25 травня 1975 виступав на міжнародному турнірі «Ванкувер Опен», де впевнено посів перше місце (+7 -0 =3). На кілька очок відстали гросмейстери Дункан Саттлз, Волтер Бравн, Дьожо Форінтош та Іштван Білек. Змагання відбувалося в стінах Університету Британської Колумбії. Останню офіційну партію Пауль Керес зіграв чорними, 25 травня 1975 року в завершальному 10-му турі. У спокійній позиційній боротьбі він здолав гросмейстера Волтера Бравна зі США на 42-му ході.

### Смерть
31 травня 1975 року Керес прилетів із Ванкувера до Гельсінкі. Наступного дня гросмейстер мав вирушити кораблем до Таллінна, але в готелі йому стало зле і Кереса шпиталізували в лікарню Гельсінського університету. Лікарі діагностували інфаркт. Наступного дня шахістові полегшало, його навідував у палаті фінський шаховий діяч Сімо Нуотіо. Кересові порекомендували залишитися в лікарні ще на два тижні, тому дружина не поспішала приїхати його побачити. Помер через кілька днів — 5 червня 1975 року в 59-літньому віці.
У похоронній процесії Пауля Кереса на вулицях Таллінна взяли участь близько 100 тисяч людей. Шахіста поховали на цвинтарі Метсакальмісту, де похоронені видатні діячі країни.

### Особисте життя
Дружина Марія (повне ім'я Maria Konstantsia, до шлюбу Rives) народилася 24 квітня 1917 у Вітебську. Вивчала філософію та філологію в Тартуському університеті, де й познайомилася з Паулем. Пара одружилася в Тарту 1941 року. Виховували сина і двох дочок:
- Пеетер (*1942)[47]
- Кадрін (*1943)[47]
- Кріста (*1954 — †2004[48]) — через синдром Дауна не отримала освіти, бо в СРСР таким дітям не приділяли уваги. Оскільки потребувала постійної психологічної та медичної опіки, все життя прожила з матір'ю[46].

Марія Керес значно пережила чоловіка й померла 4 листопада 2014 року у 97-літньому віці.

## Шахова композиція
Першу задачу Кереса газета Päevaleht надрукувала, коли автор мав 13 років. Усього опублікував понад 170 задач, переважно двоходівок. Пізніше почав складати етюди. Із 30 етюдів деякі отримали нагороди та відзнаки на конкурсах. Найвище досягнення — третє місце в розділі етюду на першому чемпіонаті СРСР із шахової композиції (1947). Аналіз цього етюду став внеском у теорію турових закінчень.

Етюд 1946 року отримав спеціальний приз за найкращий туровий ендшпіль. Розв'язання: 
1. Крf5! (програє як 1. Крf4? Тg2! 2. Т:e3+ Крh4 3. Тe8 Тf2+ і 4. … Т:h2, так і 1. Т:e3+? Кр:h2 2. Крf4 g3 3. Крg4 Тa1! 4. Т:g3 Тa4+)

1. … Тf1+ 2. Крg5 Тf3 3. Тe1! (не можна, наприклад, 3. Тa2? Тf2 4. Тa3 Т:h2 5. Т:e3+ g3, і чорні перемагають)

3. … g3 4. hg Кр:g3 5. Тe2! Крh3 6. Тa2 (можна й 6. Тb2, c2) 6. … Тf2 7. Тa3 Тf3 8. Тa2 Крg3 9. Тe2! — нічия.

Етюд 1947 року, який посів 3-те місце в першості Радянського Союзу, став справжнім теоретичним дослідженням. Розв'язання: 1. Крc8! a4 2. Крd7 a3 3. Кр:e7 a2 4. Тa7! (природно, не можна 4. Крe8? Тe1 і нічия) 4. … Крh8 (4. … Крh7 тільки полегшує задачу білих) 5. h7! (Примушуючи взяти пішака, після чого білі з темпом просувають пішака «e») 5. … Кр:h7 6. Крe8+ Крg6 7. e7 Крh5! (Чорні хочуть завадити маневру Тa3-g3-g2-d2 і Крd7 з перемогою) 8. Тa3 Крh4! 9. Тa5! (чорного короля відрізають по п'ятій лінії  наступних ходом він змушений перекрити вертикаль «g») 9. … Крg4 10. Крf7 Тf1+ 11. Крg6 Тe1 (Чорні не мають рятівного шаху на g1!) 12. Тa4+ Крh3! 13. Крf6 Тf1+ 14. Крg5 Тg1+ 15. Крh5 Тe1 16. Тa3+ Крg2 17. Т:a2+ Крf3 (Білі врешті здобули останнього пішака чорних, але ще не всі труднощі подолано) 18. Тa7 Тe6! (Тепер уже чорні намагаються відрізати білого короля від свого пішака) 19. Крg5 Крe4 20. Тc7(b7)! e5 21. d7! (Чорні в цугцвангу) 21. … Крe4 22. Тd1! Крf3 23. Тf1+ Крe2 24. Тf7 Крe3 25. Крf5, і білі перемагають. Цей етюд розвиває ідеї знаменитого етюду Ласкера 1890 року, але в Кереса гра не закінчується взяттям пішака. Тонкий аналітичний твір, який не має жодної дуалі (крім 20-го ходу білих) чи перестановки ходів.

У задачі Кереса й Розенфельда поєдинок слона проти тури представлений просто та чітко з двома рівноцінними варіантами розв'язання: 1. Сe2!

1. … Тf7 2. Сc4! Тd7 3. Сb5! чи 2. … Тf5 Сd3! і тура не може завадити мату по великій діагоналі.

1. … Тh3 2. Сg4! (нападає на туру з іншого боку) 2. … Тe3 Сd7! чи 2. … Тd3 3. Сc8! з неминучим матом.
|   | a | b | c | d | e | f | g | h |   |
| 8 | e5 білий король · g4 чорний пішак · e3 чорний пішак · h3 чорний король · e2 біла тура · h2 білий пішак · g1 чорна тура | e5 білий король · g4 чорний пішак · e3 чорний пішак · h3 чорний король · e2 біла тура · h2 білий пішак · g1 чорна тура | e5 білий король · g4 чорний пішак · e3 чорний пішак · h3 чорний король · e2 біла тура · h2 білий пішак · g1 чорна тура | e5 білий король · g4 чорний пішак · e3 чорний пішак · h3 чорний король · e2 біла тура · h2 білий пішак · g1 чорна тура | e5 білий король · g4 чорний пішак · e3 чорний пішак · h3 чорний король · e2 біла тура · h2 білий пішак · g1 чорна тура | e5 білий король · g4 чорний пішак · e3 чорний пішак · h3 чорний король · e2 біла тура · h2 білий пішак · g1 чорна тура | e5 білий король · g4 чорний пішак · e3 чорний пішак · h3 чорний король · e2 біла тура · h2 білий пішак · g1 чорна тура | e5 білий король · g4 чорний пішак · e3 чорний пішак · h3 чорний король · e2 біла тура · h2 білий пішак · g1 чорна тура | 8 |
| 7 | e5 білий король · g4 чорний пішак · e3 чорний пішак · h3 чорний король · e2 біла тура · h2 білий пішак · g1 чорна тура | e5 білий король · g4 чорний пішак · e3 чорний пішак · h3 чорний король · e2 біла тура · h2 білий пішак · g1 чорна тура | e5 білий король · g4 чорний пішак · e3 чорний пішак · h3 чорний король · e2 біла тура · h2 білий пішак · g1 чорна тура | e5 білий король · g4 чорний пішак · e3 чорний пішак · h3 чорний король · e2 біла тура · h2 білий пішак · g1 чорна тура | e5 білий король · g4 чорний пішак · e3 чорний пішак · h3 чорний король · e2 біла тура · h2 білий пішак · g1 чорна тура | e5 білий король · g4 чорний пішак · e3 чорний пішак · h3 чорний король · e2 біла тура · h2 білий пішак · g1 чорна тура | e5 білий король · g4 чорний пішак · e3 чорний пішак · h3 чорний король · e2 біла тура · h2 білий пішак · g1 чорна тура | e5 білий король · g4 чорний пішак · e3 чорний пішак · h3 чорний король · e2 біла тура · h2 білий пішак · g1 чорна тура | 7 |
| 6 | e5 білий король · g4 чорний пішак · e3 чорний пішак · h3 чорний король · e2 біла тура · h2 білий пішак · g1 чорна тура | e5 білий король · g4 чорний пішак · e3 чорний пішак · h3 чорний король · e2 біла тура · h2 білий пішак · g1 чорна тура | e5 білий король · g4 чорний пішак · e3 чорний пішак · h3 чорний король · e2 біла тура · h2 білий пішак · g1 чорна тура | e5 білий король · g4 чорний пішак · e3 чорний пішак · h3 чорний король · e2 біла тура · h2 білий пішак · g1 чорна тура | e5 білий король · g4 чорний пішак · e3 чорний пішак · h3 чорний король · e2 біла тура · h2 білий пішак · g1 чорна тура | e5 білий король · g4 чорний пішак · e3 чорний пішак · h3 чорний король · e2 біла тура · h2 білий пішак · g1 чорна тура | e5 білий король · g4 чорний пішак · e3 чорний пішак · h3 чорний король · e2 біла тура · h2 білий пішак · g1 чорна тура | e5 білий король · g4 чорний пішак · e3 чорний пішак · h3 чорний король · e2 біла тура · h2 білий пішак · g1 чорна тура | 6 |
| 5 | e5 білий король · g4 чорний пішак · e3 чорний пішак · h3 чорний король · e2 біла тура · h2 білий пішак · g1 чорна тура | e5 білий король · g4 чорний пішак · e3 чорний пішак · h3 чорний король · e2 біла тура · h2 білий пішак · g1 чорна тура | e5 білий король · g4 чорний пішак · e3 чорний пішак · h3 чорний король · e2 біла тура · h2 білий пішак · g1 чорна тура | e5 білий король · g4 чорний пішак · e3 чорний пішак · h3 чорний король · e2 біла тура · h2 білий пішак · g1 чорна тура | e5 білий король · g4 чорний пішак · e3 чорний пішак · h3 чорний король · e2 біла тура · h2 білий пішак · g1 чорна тура | e5 білий король · g4 чорний пішак · e3 чорний пішак · h3 чорний король · e2 біла тура · h2 білий пішак · g1 чорна тура | e5 білий король · g4 чорний пішак · e3 чорний пішак · h3 чорний король · e2 біла тура · h2 білий пішак · g1 чорна тура | e5 білий король · g4 чорний пішак · e3 чорний пішак · h3 чорний король · e2 біла тура · h2 білий пішак · g1 чорна тура | 5 |
| 4 | e5 білий король · g4 чорний пішак · e3 чорний пішак · h3 чорний король · e2 біла тура · h2 білий пішак · g1 чорна тура | e5 білий король · g4 чорний пішак · e3 чорний пішак · h3 чорний король · e2 біла тура · h2 білий пішак · g1 чорна тура | e5 білий король · g4 чорний пішак · e3 чорний пішак · h3 чорний король · e2 біла тура · h2 білий пішак · g1 чорна тура | e5 білий король · g4 чорний пішак · e3 чорний пішак · h3 чорний король · e2 біла тура · h2 білий пішак · g1 чорна тура | e5 білий король · g4 чорний пішак · e3 чорний пішак · h3 чорний король · e2 біла тура · h2 білий пішак · g1 чорна тура | e5 білий король · g4 чорний пішак · e3 чорний пішак · h3 чорний король · e2 біла тура · h2 білий пішак · g1 чорна тура | e5 білий король · g4 чорний пішак · e3 чорний пішак · h3 чорний король · e2 біла тура · h2 білий пішак · g1 чорна тура | e5 білий король · g4 чорний пішак · e3 чорний пішак · h3 чорний король · e2 біла тура · h2 білий пішак · g1 чорна тура | 4 |
| 3 | e5 білий король · g4 чорний пішак · e3 чорний пішак · h3 чорний король · e2 біла тура · h2 білий пішак · g1 чорна тура | e5 білий король · g4 чорний пішак · e3 чорний пішак · h3 чорний король · e2 біла тура · h2 білий пішак · g1 чорна тура | e5 білий король · g4 чорний пішак · e3 чорний пішак · h3 чорний король · e2 біла тура · h2 білий пішак · g1 чорна тура | e5 білий король · g4 чорний пішак · e3 чорний пішак · h3 чорний король · e2 біла тура · h2 білий пішак · g1 чорна тура | e5 білий король · g4 чорний пішак · e3 чорний пішак · h3 чорний король · e2 біла тура · h2 білий пішак · g1 чорна тура | e5 білий король · g4 чорний пішак · e3 чорний пішак · h3 чорний король · e2 біла тура · h2 білий пішак · g1 чорна тура | e5 білий король · g4 чорний пішак · e3 чорний пішак · h3 чорний король · e2 біла тура · h2 білий пішак · g1 чорна тура | e5 білий король · g4 чорний пішак · e3 чорний пішак · h3 чорний король · e2 біла тура · h2 білий пішак · g1 чорна тура | 3 |
| 2 | e5 білий король · g4 чорний пішак · e3 чорний пішак · h3 чорний король · e2 біла тура · h2 білий пішак · g1 чорна тура | e5 білий король · g4 чорний пішак · e3 чорний пішак · h3 чорний король · e2 біла тура · h2 білий пішак · g1 чорна тура | e5 білий король · g4 чорний пішак · e3 чорний пішак · h3 чорний король · e2 біла тура · h2 білий пішак · g1 чорна тура | e5 білий король · g4 чорний пішак · e3 чорний пішак · h3 чорний король · e2 біла тура · h2 білий пішак · g1 чорна тура | e5 білий король · g4 чорний пішак · e3 чорний пішак · h3 чорний король · e2 біла тура · h2 білий пішак · g1 чорна тура | e5 білий король · g4 чорний пішак · e3 чорний пішак · h3 чорний король · e2 біла тура · h2 білий пішак · g1 чорна тура | e5 білий король · g4 чорний пішак · e3 чорний пішак · h3 чорний король · e2 біла тура · h2 білий пішак · g1 чорна тура | e5 білий король · g4 чорний пішак · e3 чорний пішак · h3 чорний король · e2 біла тура · h2 білий пішак · g1 чорна тура | 2 |
| 1 | e5 білий король · g4 чорний пішак · e3 чорний пішак · h3 чорний король · e2 біла тура · h2 білий пішак · g1 чорна тура | e5 білий король · g4 чорний пішак · e3 чорний пішак · h3 чорний король · e2 біла тура · h2 білий пішак · g1 чорна тура | e5 білий король · g4 чорний пішак · e3 чорний пішак · h3 чорний король · e2 біла тура · h2 білий пішак · g1 чорна тура | e5 білий король · g4 чорний пішак · e3 чорний пішак · h3 чорний король · e2 біла тура · h2 білий пішак · g1 чорна тура | e5 білий король · g4 чорний пішак · e3 чорний пішак · h3 чорний король · e2 біла тура · h2 білий пішак · g1 чорна тура | e5 білий король · g4 чорний пішак · e3 чорний пішак · h3 чорний король · e2 біла тура · h2 білий пішак · g1 чорна тура | e5 білий король · g4 чорний пішак · e3 чорний пішак · h3 чорний король · e2 біла тура · h2 білий пішак · g1 чорна тура | e5 білий король · g4 чорний пішак · e3 чорний пішак · h3 чорний король · e2 біла тура · h2 білий пішак · g1 чорна тура | 1 |
|   | a | b | c | d | e | f | g | h |   |

|   | a | b | c | d | e | f | g | h |   |
| 8 | g8 чорний король · b7 білий король · e7 чорний пішак · a6 біла тура · e6 білий пішак · h6 білий пішак · a5 чорний пішак · a1 чорна тура | g8 чорний король · b7 білий король · e7 чорний пішак · a6 біла тура · e6 білий пішак · h6 білий пішак · a5 чорний пішак · a1 чорна тура | g8 чорний король · b7 білий король · e7 чорний пішак · a6 біла тура · e6 білий пішак · h6 білий пішак · a5 чорний пішак · a1 чорна тура | g8 чорний король · b7 білий король · e7 чорний пішак · a6 біла тура · e6 білий пішак · h6 білий пішак · a5 чорний пішак · a1 чорна тура | g8 чорний король · b7 білий король · e7 чорний пішак · a6 біла тура · e6 білий пішак · h6 білий пішак · a5 чорний пішак · a1 чорна тура | g8 чорний король · b7 білий король · e7 чорний пішак · a6 біла тура · e6 білий пішак · h6 білий пішак · a5 чорний пішак · a1 чорна тура | g8 чорний король · b7 білий король · e7 чорний пішак · a6 біла тура · e6 білий пішак · h6 білий пішак · a5 чорний пішак · a1 чорна тура | g8 чорний король · b7 білий король · e7 чорний пішак · a6 біла тура · e6 білий пішак · h6 білий пішак · a5 чорний пішак · a1 чорна тура | 8 |
| 7 | g8 чорний король · b7 білий король · e7 чорний пішак · a6 біла тура · e6 білий пішак · h6 білий пішак · a5 чорний пішак · a1 чорна тура | g8 чорний король · b7 білий король · e7 чорний пішак · a6 біла тура · e6 білий пішак · h6 білий пішак · a5 чорний пішак · a1 чорна тура | g8 чорний король · b7 білий король · e7 чорний пішак · a6 біла тура · e6 білий пішак · h6 білий пішак · a5 чорний пішак · a1 чорна тура | g8 чорний король · b7 білий король · e7 чорний пішак · a6 біла тура · e6 білий пішак · h6 білий пішак · a5 чорний пішак · a1 чорна тура | g8 чорний король · b7 білий король · e7 чорний пішак · a6 біла тура · e6 білий пішак · h6 білий пішак · a5 чорний пішак · a1 чорна тура | g8 чорний король · b7 білий король · e7 чорний пішак · a6 біла тура · e6 білий пішак · h6 білий пішак · a5 чорний пішак · a1 чорна тура | g8 чорний король · b7 білий король · e7 чорний пішак · a6 біла тура · e6 білий пішак · h6 білий пішак · a5 чорний пішак · a1 чорна тура | g8 чорний король · b7 білий король · e7 чорний пішак · a6 біла тура · e6 білий пішак · h6 білий пішак · a5 чорний пішак · a1 чорна тура | 7 |
| 6 | g8 чорний король · b7 білий король · e7 чорний пішак · a6 біла тура · e6 білий пішак · h6 білий пішак · a5 чорний пішак · a1 чорна тура | g8 чорний король · b7 білий король · e7 чорний пішак · a6 біла тура · e6 білий пішак · h6 білий пішак · a5 чорний пішак · a1 чорна тура | g8 чорний король · b7 білий король · e7 чорний пішак · a6 біла тура · e6 білий пішак · h6 білий пішак · a5 чорний пішак · a1 чорна тура | g8 чорний король · b7 білий король · e7 чорний пішак · a6 біла тура · e6 білий пішак · h6 білий пішак · a5 чорний пішак · a1 чорна тура | g8 чорний король · b7 білий король · e7 чорний пішак · a6 біла тура · e6 білий пішак · h6 білий пішак · a5 чорний пішак · a1 чорна тура | g8 чорний король · b7 білий король · e7 чорний пішак · a6 біла тура · e6 білий пішак · h6 білий пішак · a5 чорний пішак · a1 чорна тура | g8 чорний король · b7 білий король · e7 чорний пішак · a6 біла тура · e6 білий пішак · h6 білий пішак · a5 чорний пішак · a1 чорна тура | g8 чорний король · b7 білий король · e7 чорний пішак · a6 біла тура · e6 білий пішак · h6 білий пішак · a5 чорний пішак · a1 чорна тура | 6 |
| 5 | g8 чорний король · b7 білий король · e7 чорний пішак · a6 біла тура · e6 білий пішак · h6 білий пішак · a5 чорний пішак · a1 чорна тура | g8 чорний король · b7 білий король · e7 чорний пішак · a6 біла тура · e6 білий пішак · h6 білий пішак · a5 чорний пішак · a1 чорна тура | g8 чорний король · b7 білий король · e7 чорний пішак · a6 біла тура · e6 білий пішак · h6 білий пішак · a5 чорний пішак · a1 чорна тура | g8 чорний король · b7 білий король · e7 чорний пішак · a6 біла тура · e6 білий пішак · h6 білий пішак · a5 чорний пішак · a1 чорна тура | g8 чорний король · b7 білий король · e7 чорний пішак · a6 біла тура · e6 білий пішак · h6 білий пішак · a5 чорний пішак · a1 чорна тура | g8 чорний король · b7 білий король · e7 чорний пішак · a6 біла тура · e6 білий пішак · h6 білий пішак · a5 чорний пішак · a1 чорна тура | g8 чорний король · b7 білий король · e7 чорний пішак · a6 біла тура · e6 білий пішак · h6 білий пішак · a5 чорний пішак · a1 чорна тура | g8 чорний король · b7 білий король · e7 чорний пішак · a6 біла тура · e6 білий пішак · h6 білий пішак · a5 чорний пішак · a1 чорна тура | 5 |
| 4 | g8 чорний король · b7 білий король · e7 чорний пішак · a6 біла тура · e6 білий пішак · h6 білий пішак · a5 чорний пішак · a1 чорна тура | g8 чорний король · b7 білий король · e7 чорний пішак · a6 біла тура · e6 білий пішак · h6 білий пішак · a5 чорний пішак · a1 чорна тура | g8 чорний король · b7 білий король · e7 чорний пішак · a6 біла тура · e6 білий пішак · h6 білий пішак · a5 чорний пішак · a1 чорна тура | g8 чорний король · b7 білий король · e7 чорний пішак · a6 біла тура · e6 білий пішак · h6 білий пішак · a5 чорний пішак · a1 чорна тура | g8 чорний король · b7 білий король · e7 чорний пішак · a6 біла тура · e6 білий пішак · h6 білий пішак · a5 чорний пішак · a1 чорна тура | g8 чорний король · b7 білий король · e7 чорний пішак · a6 біла тура · e6 білий пішак · h6 білий пішак · a5 чорний пішак · a1 чорна тура | g8 чорний король · b7 білий король · e7 чорний пішак · a6 біла тура · e6 білий пішак · h6 білий пішак · a5 чорний пішак · a1 чорна тура | g8 чорний король · b7 білий король · e7 чорний пішак · a6 біла тура · e6 білий пішак · h6 білий пішак · a5 чорний пішак · a1 чорна тура | 4 |
| 3 | g8 чорний король · b7 білий король · e7 чорний пішак · a6 біла тура · e6 білий пішак · h6 білий пішак · a5 чорний пішак · a1 чорна тура | g8 чорний король · b7 білий король · e7 чорний пішак · a6 біла тура · e6 білий пішак · h6 білий пішак · a5 чорний пішак · a1 чорна тура | g8 чорний король · b7 білий король · e7 чорний пішак · a6 біла тура · e6 білий пішак · h6 білий пішак · a5 чорний пішак · a1 чорна тура | g8 чорний король · b7 білий король · e7 чорний пішак · a6 біла тура · e6 білий пішак · h6 білий пішак · a5 чорний пішак · a1 чорна тура | g8 чорний король · b7 білий король · e7 чорний пішак · a6 біла тура · e6 білий пішак · h6 білий пішак · a5 чорний пішак · a1 чорна тура | g8 чорний король · b7 білий король · e7 чорний пішак · a6 біла тура · e6 білий пішак · h6 білий пішак · a5 чорний пішак · a1 чорна тура | g8 чорний король · b7 білий король · e7 чорний пішак · a6 біла тура · e6 білий пішак · h6 білий пішак · a5 чорний пішак · a1 чорна тура | g8 чорний король · b7 білий король · e7 чорний пішак · a6 біла тура · e6 білий пішак · h6 білий пішак · a5 чорний пішак · a1 чорна тура | 3 |
| 2 | g8 чорний король · b7 білий король · e7 чорний пішак · a6 біла тура · e6 білий пішак · h6 білий пішак · a5 чорний пішак · a1 чорна тура | g8 чорний король · b7 білий король · e7 чорний пішак · a6 біла тура · e6 білий пішак · h6 білий пішак · a5 чорний пішак · a1 чорна тура | g8 чорний король · b7 білий король · e7 чорний пішак · a6 біла тура · e6 білий пішак · h6 білий пішак · a5 чорний пішак · a1 чорна тура | g8 чорний король · b7 білий король · e7 чорний пішак · a6 біла тура · e6 білий пішак · h6 білий пішак · a5 чорний пішак · a1 чорна тура | g8 чорний король · b7 білий король · e7 чорний пішак · a6 біла тура · e6 білий пішак · h6 білий пішак · a5 чорний пішак · a1 чорна тура | g8 чорний король · b7 білий король · e7 чорний пішак · a6 біла тура · e6 білий пішак · h6 білий пішак · a5 чорний пішак · a1 чорна тура | g8 чорний король · b7 білий король · e7 чорний пішак · a6 біла тура · e6 білий пішак · h6 білий пішак · a5 чорний пішак · a1 чорна тура | g8 чорний король · b7 білий король · e7 чорний пішак · a6 біла тура · e6 білий пішак · h6 білий пішак · a5 чорний пішак · a1 чорна тура | 2 |
| 1 | g8 чорний король · b7 білий король · e7 чорний пішак · a6 біла тура · e6 білий пішак · h6 білий пішак · a5 чорний пішак · a1 чорна тура | g8 чорний король · b7 білий король · e7 чорний пішак · a6 біла тура · e6 білий пішак · h6 білий пішак · a5 чорний пішак · a1 чорна тура | g8 чорний король · b7 білий король · e7 чорний пішак · a6 біла тура · e6 білий пішак · h6 білий пішак · a5 чорний пішак · a1 чорна тура | g8 чорний король · b7 білий король · e7 чорний пішак · a6 біла тура · e6 білий пішак · h6 білий пішак · a5 чорний пішак · a1 чорна тура | g8 чорний король · b7 білий король · e7 чорний пішак · a6 біла тура · e6 білий пішак · h6 білий пішак · a5 чорний пішак · a1 чорна тура | g8 чорний король · b7 білий король · e7 чорний пішак · a6 біла тура · e6 білий пішак · h6 білий пішак · a5 чорний пішак · a1 чорна тура | g8 чорний король · b7 білий король · e7 чорний пішак · a6 біла тура · e6 білий пішак · h6 білий пішак · a5 чорний пішак · a1 чорна тура | g8 чорний король · b7 білий король · e7 чорний пішак · a6 біла тура · e6 білий пішак · h6 білий пішак · a5 чорний пішак · a1 чорна тура | 1 |
|   | a | b | c | d | e | f | g | h |   |

|   | a | b | c | d | e | f | g | h |   |
| 8 | b8 білий слон · h7 чорна тура · a6 білий слон · c3 чорний пішак · f2 чорний пішак · e1 чорний слон · f1 білий король · h1 чорний король | b8 білий слон · h7 чорна тура · a6 білий слон · c3 чорний пішак · f2 чорний пішак · e1 чорний слон · f1 білий король · h1 чорний король | b8 білий слон · h7 чорна тура · a6 білий слон · c3 чорний пішак · f2 чорний пішак · e1 чорний слон · f1 білий король · h1 чорний король | b8 білий слон · h7 чорна тура · a6 білий слон · c3 чорний пішак · f2 чорний пішак · e1 чорний слон · f1 білий король · h1 чорний король | b8 білий слон · h7 чорна тура · a6 білий слон · c3 чорний пішак · f2 чорний пішак · e1 чорний слон · f1 білий король · h1 чорний король | b8 білий слон · h7 чорна тура · a6 білий слон · c3 чорний пішак · f2 чорний пішак · e1 чорний слон · f1 білий король · h1 чорний король | b8 білий слон · h7 чорна тура · a6 білий слон · c3 чорний пішак · f2 чорний пішак · e1 чорний слон · f1 білий король · h1 чорний король | b8 білий слон · h7 чорна тура · a6 білий слон · c3 чорний пішак · f2 чорний пішак · e1 чорний слон · f1 білий король · h1 чорний король | 8 |
| 7 | b8 білий слон · h7 чорна тура · a6 білий слон · c3 чорний пішак · f2 чорний пішак · e1 чорний слон · f1 білий король · h1 чорний король | b8 білий слон · h7 чорна тура · a6 білий слон · c3 чорний пішак · f2 чорний пішак · e1 чорний слон · f1 білий король · h1 чорний король | b8 білий слон · h7 чорна тура · a6 білий слон · c3 чорний пішак · f2 чорний пішак · e1 чорний слон · f1 білий король · h1 чорний король | b8 білий слон · h7 чорна тура · a6 білий слон · c3 чорний пішак · f2 чорний пішак · e1 чорний слон · f1 білий король · h1 чорний король | b8 білий слон · h7 чорна тура · a6 білий слон · c3 чорний пішак · f2 чорний пішак · e1 чорний слон · f1 білий король · h1 чорний король | b8 білий слон · h7 чорна тура · a6 білий слон · c3 чорний пішак · f2 чорний пішак · e1 чорний слон · f1 білий король · h1 чорний король | b8 білий слон · h7 чорна тура · a6 білий слон · c3 чорний пішак · f2 чорний пішак · e1 чорний слон · f1 білий король · h1 чорний король | b8 білий слон · h7 чорна тура · a6 білий слон · c3 чорний пішак · f2 чорний пішак · e1 чорний слон · f1 білий король · h1 чорний король | 7 |
| 6 | b8 білий слон · h7 чорна тура · a6 білий слон · c3 чорний пішак · f2 чорний пішак · e1 чорний слон · f1 білий король · h1 чорний король | b8 білий слон · h7 чорна тура · a6 білий слон · c3 чорний пішак · f2 чорний пішак · e1 чорний слон · f1 білий король · h1 чорний король | b8 білий слон · h7 чорна тура · a6 білий слон · c3 чорний пішак · f2 чорний пішак · e1 чорний слон · f1 білий король · h1 чорний король | b8 білий слон · h7 чорна тура · a6 білий слон · c3 чорний пішак · f2 чорний пішак · e1 чорний слон · f1 білий король · h1 чорний король | b8 білий слон · h7 чорна тура · a6 білий слон · c3 чорний пішак · f2 чорний пішак · e1 чорний слон · f1 білий король · h1 чорний король | b8 білий слон · h7 чорна тура · a6 білий слон · c3 чорний пішак · f2 чорний пішак · e1 чорний слон · f1 білий король · h1 чорний король | b8 білий слон · h7 чорна тура · a6 білий слон · c3 чорний пішак · f2 чорний пішак · e1 чорний слон · f1 білий король · h1 чорний король | b8 білий слон · h7 чорна тура · a6 білий слон · c3 чорний пішак · f2 чорний пішак · e1 чорний слон · f1 білий король · h1 чорний король | 6 |
| 5 | b8 білий слон · h7 чорна тура · a6 білий слон · c3 чорний пішак · f2 чорний пішак · e1 чорний слон · f1 білий король · h1 чорний король | b8 білий слон · h7 чорна тура · a6 білий слон · c3 чорний пішак · f2 чорний пішак · e1 чорний слон · f1 білий король · h1 чорний король | b8 білий слон · h7 чорна тура · a6 білий слон · c3 чорний пішак · f2 чорний пішак · e1 чорний слон · f1 білий король · h1 чорний король | b8 білий слон · h7 чорна тура · a6 білий слон · c3 чорний пішак · f2 чорний пішак · e1 чорний слон · f1 білий король · h1 чорний король | b8 білий слон · h7 чорна тура · a6 білий слон · c3 чорний пішак · f2 чорний пішак · e1 чорний слон · f1 білий король · h1 чорний король | b8 білий слон · h7 чорна тура · a6 білий слон · c3 чорний пішак · f2 чорний пішак · e1 чорний слон · f1 білий король · h1 чорний король | b8 білий слон · h7 чорна тура · a6 білий слон · c3 чорний пішак · f2 чорний пішак · e1 чорний слон · f1 білий король · h1 чорний король | b8 білий слон · h7 чорна тура · a6 білий слон · c3 чорний пішак · f2 чорний пішак · e1 чорний слон · f1 білий король · h1 чорний король | 5 |
| 4 | b8 білий слон · h7 чорна тура · a6 білий слон · c3 чорний пішак · f2 чорний пішак · e1 чорний слон · f1 білий король · h1 чорний король | b8 білий слон · h7 чорна тура · a6 білий слон · c3 чорний пішак · f2 чорний пішак · e1 чорний слон · f1 білий король · h1 чорний король | b8 білий слон · h7 чорна тура · a6 білий слон · c3 чорний пішак · f2 чорний пішак · e1 чорний слон · f1 білий король · h1 чорний король | b8 білий слон · h7 чорна тура · a6 білий слон · c3 чорний пішак · f2 чорний пішак · e1 чорний слон · f1 білий король · h1 чорний король | b8 білий слон · h7 чорна тура · a6 білий слон · c3 чорний пішак · f2 чорний пішак · e1 чорний слон · f1 білий король · h1 чорний король | b8 білий слон · h7 чорна тура · a6 білий слон · c3 чорний пішак · f2 чорний пішак · e1 чорний слон · f1 білий король · h1 чорний король | b8 білий слон · h7 чорна тура · a6 білий слон · c3 чорний пішак · f2 чорний пішак · e1 чорний слон · f1 білий король · h1 чорний король | b8 білий слон · h7 чорна тура · a6 білий слон · c3 чорний пішак · f2 чорний пішак · e1 чорний слон · f1 білий король · h1 чорний король | 4 |
| 3 | b8 білий слон · h7 чорна тура · a6 білий слон · c3 чорний пішак · f2 чорний пішак · e1 чорний слон · f1 білий король · h1 чорний король | b8 білий слон · h7 чорна тура · a6 білий слон · c3 чорний пішак · f2 чорний пішак · e1 чорний слон · f1 білий король · h1 чорний король | b8 білий слон · h7 чорна тура · a6 білий слон · c3 чорний пішак · f2 чорний пішак · e1 чорний слон · f1 білий король · h1 чорний король | b8 білий слон · h7 чорна тура · a6 білий слон · c3 чорний пішак · f2 чорний пішак · e1 чорний слон · f1 білий король · h1 чорний король | b8 білий слон · h7 чорна тура · a6 білий слон · c3 чорний пішак · f2 чорний пішак · e1 чорний слон · f1 білий король · h1 чорний король | b8 білий слон · h7 чорна тура · a6 білий слон · c3 чорний пішак · f2 чорний пішак · e1 чорний слон · f1 білий король · h1 чорний король | b8 білий слон · h7 чорна тура · a6 білий слон · c3 чорний пішак · f2 чорний пішак · e1 чорний слон · f1 білий король · h1 чорний король | b8 білий слон · h7 чорна тура · a6 білий слон · c3 чорний пішак · f2 чорний пішак · e1 чорний слон · f1 білий король · h1 чорний король | 3 |
| 2 | b8 білий слон · h7 чорна тура · a6 білий слон · c3 чорний пішак · f2 чорний пішак · e1 чорний слон · f1 білий король · h1 чорний король | b8 білий слон · h7 чорна тура · a6 білий слон · c3 чорний пішак · f2 чорний пішак · e1 чорний слон · f1 білий король · h1 чорний король | b8 білий слон · h7 чорна тура · a6 білий слон · c3 чорний пішак · f2 чорний пішак · e1 чорний слон · f1 білий король · h1 чорний король | b8 білий слон · h7 чорна тура · a6 білий слон · c3 чорний пішак · f2 чорний пішак · e1 чорний слон · f1 білий король · h1 чорний король | b8 білий слон · h7 чорна тура · a6 білий слон · c3 чорний пішак · f2 чорний пішак · e1 чорний слон · f1 білий король · h1 чорний король | b8 білий слон · h7 чорна тура · a6 білий слон · c3 чорний пішак · f2 чорний пішак · e1 чорний слон · f1 білий король · h1 чорний король | b8 білий слон · h7 чорна тура · a6 білий слон · c3 чорний пішак · f2 чорний пішак · e1 чорний слон · f1 білий король · h1 чорний король | b8 білий слон · h7 чорна тура · a6 білий слон · c3 чорний пішак · f2 чорний пішак · e1 чорний слон · f1 білий король · h1 чорний король | 2 |
| 1 | b8 білий слон · h7 чорна тура · a6 білий слон · c3 чорний пішак · f2 чорний пішак · e1 чорний слон · f1 білий король · h1 чорний король | b8 білий слон · h7 чорна тура · a6 білий слон · c3 чорний пішак · f2 чорний пішак · e1 чорний слон · f1 білий король · h1 чорний король | b8 білий слон · h7 чорна тура · a6 білий слон · c3 чорний пішак · f2 чорний пішак · e1 чорний слон · f1 білий король · h1 чорний король | b8 білий слон · h7 чорна тура · a6 білий слон · c3 чорний пішак · f2 чорний пішак · e1 чорний слон · f1 білий король · h1 чорний король | b8 білий слон · h7 чорна тура · a6 білий слон · c3 чорний пішак · f2 чорний пішак · e1 чорний слон · f1 білий король · h1 чорний король | b8 білий слон · h7 чорна тура · a6 білий слон · c3 чорний пішак · f2 чорний пішак · e1 чорний слон · f1 білий король · h1 чорний король | b8 білий слон · h7 чорна тура · a6 білий слон · c3 чорний пішак · f2 чорний пішак · e1 чорний слон · f1 білий король · h1 чорний король | b8 білий слон · h7 чорна тура · a6 білий слон · c3 чорний пішак · f2 чорний пішак · e1 чорний слон · f1 білий король · h1 чорний король | 1 |
|   | a | b | c | d | e | f | g | h |   |

## Внесок у дебютну теорію
Розробив низку варіантів і продовжень, названих на його честь. Найбільше збагатив дебютну теорію захисту Німцовича, іспанської партії та сицилійського захисту, написав книгу про французький захист.
Автор таких розділів в Енциклопедії шахових дебютів (Белград, співавтор статей до томів 1974 і 1975 років): B04, B05 (захист Алехіна), C00, C03, C10, C11, C13, C14 (французький захист), C20-C22 (1.e4, центральний дебют), C40 (дебют королівського коня), C44, C46 (дебют трьох коней), C48, C49 (дебют чотирьох коней), C60-C67 (іспанська партія)
Варіанти Кереса в закритому варіанті іспанської партії:

1.e4 e5 2.Кf3 Кc6 3.Сb5 a6 4.Сa4 d6 5.c4. Увів цей хід до турнірної практики у другій половині 1930-х років.

4. … Кf6 5.0-0 Сe7 6.Тe1 b5 7.Сb3 d6 8.c3 0-0 9.h3 a5. Почав застосовувати хід у середині 50-х.

4. … Кf6 5.0-0 Сe7 6.Тe1 b5 7.Сb3 d6 8.c3 0-0 9.h3 Кd7 10.Кbd2 cd. Чорні відкривають лінію «c» (як і в контратаці Панова), але при цьому не ходять Фc7.

4. … Кf6 5.0-0 Сe7 6.Тe1 b5 7.Сb3 d6 8.c3 0-0 9.h3 Кa5 10.Сc2 c5 11.d4 Кd7. Чорні прагнуть до негайної контргри в центрі, посилюючи тиск на d4 за допомогою ходів Кc6 і Сf6.  На турнірі претендентів 1962 після застосування цієї новинки переміг Таля та Фішера.

4. … Кf6 5.0-0 К:e4 6.d4 b5 7.Сb3 d5 8.de Сe6 9.Фe2. Згадував, що знайшов цей хід під час підготовки до матч-турніру за титул чемпіона світу 1948, хоча в п'яти партіях, де його потім застосовував, здобув тільки 50% очок.
Атака Кереса в захисті Німцовича: 1.e4 Кc6 2.d4 e5 3.de К:e5 4.Кc3. Так зіграв проти Мікенаса 1946 р.
Варіанти Кереса в захисті Німцовича:

1.d4 Кf6 2.c4 e6 3.Кc3 Сb4 4.a3 С:c3+ 5.bc c5 6.f3 d5 7.cd К:d5 8.dc. Білі віддають центр, бажаючи відкрити вертикалі та діагоналі.

4.Фc2 0-0 5.a3 С:c3+ 6.Ф:c3 b6(d6). Виникає позиція ленінградського захисту, яка полягає в атаці центру пішаками «e» і «c» та фланговому розвитку слона. Так Керес грав чорними проти Ейве 1948 року.

4.e3 d5 5.a3 С:c3+ 6.bc c5 7.cd ed 8.Сd3 0-0 9.Кe2 b6

4.e3 0-0 5.Сd3 d5 6.Кf3 c5 7.0-0 b6. Створюють загрозу 8. … Кa6, що змушує білих приділити більше уваги центру.
Атака Кереса в схевенінгенському варіанті сицилійського захисту: 1.e4 c5 2.Кf3 d6 3.d4 cd4 4.К:d4 Кf6 5.Кc3 e6 6.g4. З думкою про наступне g5, вигнання коня f6 і просування пішака «f». Зіграв так проти Боголюбова 1943 року.
Захист Кереса (інша назва: «захист кенгуру»): 1.d4 e6 2.c4 Сb4+. Майстер увів цей шах до турнірної практики у 1930-х роках і небезуспішно використовував проти Алехіна, Капабланки та інших шахістів світового класу. Початок часто переходить в інші дебюти: англійський захист, голландський захист, відхилений ферзевий гамбіт, захист Німцовича чи захист Боголюбова.
Захист Кереса в англійському початку:

1.c4 e5 2.Кc3 d6(Кf6) 3.g3 c6

1.c4 Кf6 2. Кc3 e5 3. Кf3 Кc6 4. e3 Сe7 5. d4 ed — цей хід естонець застосував проти Стольберга в чемпіонаті СРСР 1940.

1.c4 e6 2.Кf3 d5 3.g3 Кf6 4.Сg2 Сe7 5.0-0 c5 6.cd5 К:d5 7.Кc3 Кc6
Варіант Кереса в захисті Алехіна: 1.e4 Кf6 2.e5 Кd5 3.d4 d6 4.Кf3 g6 5.Сc4 Кb6 6.Сb3 Сg7 7.a4.
Варіант Кереса в захисті Ґрюнфельда: 1.d4 Кf6 2.c4 g6 3.Кc3 d5 4.Кf3 Сg7 5.Фb3 dc4 6.Ф:c4 0-0 7.e4 Сg4 8.Сe2 Кfd7 9.Сe2 Кb6 10.Фd3 Кc6 11.0-0-0 Фc8.
Варіант Кереса в староіндійському початку: 1.Кf3 d5 2.g3 Сg4 3.Сg2 Кd7. Розробив це продовження в 60-х роках.
Варіант Кереса в контргамбіті Фалькбеєра (королівському контргамбіті): 1.e4 e5 2.f4 d5 3.ed e4 4.d3 Кf6 5.Кd2. Використав цей хід у кореспонденційній партії зі Стальдою (1933). Однак через кілька років сам визнав, що білі не отримують жодної переваги (5. … ed! 6.С:d3 К:d5! 7.Фe2+ Сe7 — чорні форсують обмін ферзів і спрощення позиції, оскільки білим невигідно грати 8.Кe4 через 8. … Кb4).
Аналіз Кереса в гамбіті слона прийнятого королівського гамбіту: 1.e4 e5 2.f4 ef 3.Сc4 Кf6 4.Кc3 с6! 5.Сb3! d5 6.ed cd 7.Кf3 Сd6 8.0-0 0-0 9.d4 Кc6! 10.К:d5 К:d5 11.С:d5 g5! — чорні отримують кращі перспективи.

## Книги
Кереса
- Malekool I (1939)
- Malekool II (1950)
- Malekool III (1955)
- Maailmameistriturniir Haag-Moskva 1948 (1949)
- Французская защита (Москва, 1958)
- Valitud partiid (1961)
- Taito voittaa shakissa (з Котовим, 1965)
- Сто партий (Москва, 1966)
- Dreispringerspiel bis Königsgambit (Берлін, 1968)
- Maleaabits (з Неєм, 1969 і 1978)
- Spanisch bis Französisch (Берлін, 1969)
- Praktische Endspiele (1973)
- Schönheit der Kombination (з Ґольціґом, 1974)
- 4×25 (з Неєм, 1975)
- Igavene tuli (рукописи; підготував С. Руннель, 2006).

Про Кереса
- E. Reinfeld. Keres’ Best Games 1932—1936. New York, 1937; його же: Keres’ Best Games Part II (New York, 1937), Keres’ Best Games of Chess 1931—1940 (London, 1941; Philadelphia, 1942), Keres’ Bedste Skakpartier 1931—1937 (Copenhagen, 1947), Keres’ Best Games of Chess 1931—1948 (New York, 1949 and 1960)
- E. Ridala. 50 Paul Keresin loistopelia. Helsinki, 1957 (згодом з'явилися переклади німецькою та шведською);
- E. Wildhagen. Weltgeschiche des Schachs: Keres. Hamburg, 1960;
- Keres Siegt (Hamburg, близько 1960)
- V. Heuer. Meie Keres. Tln, 1977; Tln, 2011, російською — Москва, 2004;
- P. Bagnoli. Paul Keres (Santa Maria Capua Vetere, 1978);
- D. Marović. Paul Keres (Zagreb, 1979);
- J.-A. Le Monnier. Paul Keres 50 parties (1916—1939) (Besançon, 1979);
- H. Postma. Paul Keres Ausgewählte Partien 1958—1975 (Hengelo, 1982);
- Я. Нейштадт. Шахматный университет Пауля Кереса. Москва, 1982, естонською — Tln, 1992 (також перекладено англійською, німецькою та угорською);
- Mälestusi Paul Keresest. [уклав M. Rõtova] Tln, 1983;
- E. Carl. Paul Keres (Hollfeld/Of., 1983);
- Paul Keres inter pares. [уклали P. Kivine, M. Remmel] Tln, 1986;
- A. Suetin. Das Schachgenie Paul Keres. Berlin, 1987;
- E. Varnusz. Paul Keres’ Best Games, volumes 1 and 2 (Oxford, 1987 and 1990);
- A. Gude. Keres 222 partidas. Madrid, 1989;
- Paul Keres. Photographs and games. [уклав H. Olde] Paide, 1995;
- J. Chiappini. Keres Biografía 53 partidas magistrales (Rosario, 2001);
- Яковлев Н. Сыграй как Керес (Санкт-Петербург, 2005);
- C. A. Pagni. Le partite per corrispondenza di Paul Keres (Venezia, 2008);
- T. Karuks. 101 Eesti spordilugu. Tln, 2011, lk 80–81;
- R. Long. Paul Keres Machine Gun Keres (Davenport, 2012);
- P. Tamm. Meenutusi Paul Keresest. Harjumaa, 2014;
- P. Kivine. Paul Keres. Mälestusi, materjale, kirju. Tln, 2015.

## Досягнення

Поштова марка СРСР (1991)

Поділив 1-2 місця на АВРО-турнірі 1938. Учасник матчу-турніру на першість світу 1948 (розділив третє-четверте місця зі Самуїлом Решевським). Четверте місце в турнірі претендентів 1950, потім чотири рази поспіль посідав друге місце на цих турнірах (1953, 1956, 1959, 1962), зупиняючись за крок до матчу за титул чемпіона світу.
П'ятиразовий чемпіон Естонії (1935, 1942, 1943, 1945, 1953), триразовий чемпіон СРСР (1947, 1950, 1951), учасник десяти шахових Олімпіад (1935, 1937, 1939 — за Естонію; 1952, 1954, 1956, 1958, 1960, 1962, 1964 — за СРСР). У складі збірної Радянського Союзу 7 разів вигравав шахові олімпіади та тричі — командні чемпіонати Європи. Бронзовий призер олімпіади 1939 в складі команди Естонії — найвищий успіх в історії збірної. На олімпіаді-54 набрав 96,4 % можливих очок (+13 -0 =1) — один з найкращих результатів усіх олімпіад і абсолютно найкращий серед тих, хто зіграв понад 10 партій у турнірі. У 1966—1974 роках — капітан (представник) збірної СРСР на шахових олімпіадах. Учасник «матчу століття» 1970 року в Белграді.
Один із рекордсменів за кількістю чемпіонів світу, яких переміг упродовж кар'єри. В окремих партіях переміг 9 чемпіонів світу (і зіграв унічию з Карповим). Мав позитивний баланс ігор із трьома чемпіонами світу — Капабланкою, Ейве і Талем. Баланс ігор із чемпіонами світу за даними ресурсу chessgames.com:
- Хосе Рауль Капабланка: +1 –0 =5[71]
- Олександр Алехін: +1 –5 =8[72]
- Макс Ейве: +11 –7 =9[73]
- Михайло Ботвинник: +3 –8 =9[74]
- Василь Смислов: +9 –9 =22[75]
- Михайло Таль: +8 –5 =17[76]
- Тигран Петросян: +3 –3 =29[77]
- Борис Спаський: +3 –5 =19[78]
- Боббі Фішер: +3 –4 =3[79]
- Анатолій Карпов: +0 –0 =2[80]

Баланс ігор із претендентами на титул чемпіона світу (тих, хто грав матч за титул, а також учасників чемпіонського матч-турніру 1948) за даними ресурсу chessgames.com:
- Юхим Боголюбов: +4 –0 =5[81]
- Самуель Решевський: +4 –6 =9[82]
- Рубен Файн: +3 –1 =8[83]
- Давид Бронштейн: +4 –7 =19[84]
- Віктор Корчной: +4 –1 =12[85]

Триразовий чемпіон Естонської РСР з шахів за листуванням: 1935-36, 1938-40, 1951-53.
Любив грати в теніс (мав перший розряд), тричі посідав призові місця в чемпіонаті Естонської РСР:
- 1945 — 3-тє місце в парному розряді (разом із Вальтером Лампом)
- 1945 — 3-тє місце в міксті (разом із Ліліан Редель)
- 1948 — 3-тє місце в парному розряді (разом із Вальтером Лампом)

Спортсмен року в Естонії: 1959 і 1962.

## Пам'ять
Керес був зображений на п'ятикроновій банкноті Естонії (естонські крони були в обігу до 2011 року). 2016 року Банк Естонії викарбував 500 тисяч 2-єврових монет, присвячених Кересу, до 100-літнього ювілею від дня його народження. Того самого року в Естонії випущено марку із зображенням Кереса номіналом 65 центів (наклад: 60 тисяч).
В Естонії є три пам'ятники Кересові — в центрі Таллінна, біля входу до гімназії (тепер школи) в Пярну, де навчався шахіст, і в Нарві, де він народився. Ім'я Кереса носять вулиці в Таллінні й Нарві.
Останніми змаганнями гросмейстера були міжнародні турніри в Таллінні та Ванкувері 1975 року, в обох він здобув перше місце. З 1976 року у Ванкувері, а з 1977 року в Таллінні відбуваються меморіали Кереса, які зараз проходять щорічно. ФІДЕ проголосила 2016-ий роком Пауля Кереса.

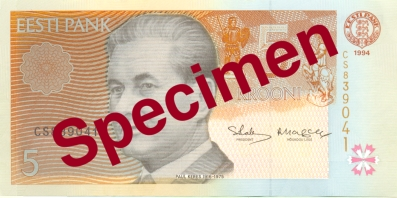
5 естонських крон (були в обігу 1992—2011)

## Результати
За підрахунками Вальтера Хеуера, Керес в очних дорослих турнірах і матчах (адже також активно грав у шахи за листуванням) зіграв 1934 партії. Це були змагання починаючи від першості міста (де він дебютував у 13 років) до матчів претендентів на титул чемпіона світу. Загалом, переміг у 952 партіях, у 188 поступився та 794 звів унічию. Здобув 69,8 % можливих очок.

### Чемпіонати Естонії
Чемпіонати (і матчі за титул чемпіона) Естонії та Естонської РСР:
| Рік  | Місце проведення    | Місце | П  | +  | - | = | О   |
| ---- | ------------------- | ----- | -- | -- | - | - | --- |
| 1935 | Таллінн             | 1–2   | 9  | 6  | 2 | 1 | 6,5 |
| 1935 | матч із Фрідеманном |       | 3  | 2  | 1 | 0 | 2   |
| 1936 | матч із Шмідтом*    |       | 7  | 3  | 3 | 1 | 3,5 |
| 1942 | Таллінн             | 1     | 15 | 15 | 0 | 0 | 15  |
| 1943 | Таллінн             | 1     | 11 | 6  | 1 | 4 | 8   |
| 1945 | Таллінн             | 1     | 15 | 11 | 0 | 4 | 13  |
| 1953 | Тарту               | 1     | 19 | 17 | 0 | 2 | 18  |

* За тодішнім регламентом, переможець першості 1936 р. (Пауль Шмідт) отримав право зіграти з Кересом матч за звання чемпіона країни 1936 року.
Загалом: упродовж 1935—1953 років зіграв у п'яти першостях Естонії, в усіх здобув перше місце. Матч за чемпіонство 1936 року звів унічию. Результати у 79 партіях: +60 -7 =12; 70,9 % очок.

### Чемпіонати СРСР
Чемпіонати Радянського Союзу:
| Рік  | Місце проведення   | Місце | П  | +  | - | =  | О    |
| ---- | ------------------ | ----- | -- | -- | - | -- | ---- |
| 1940 | Москва             | 4     | 19 | 9  | 4 | 6  | 12   |
| 1941 | Ленінград — Москва | 2     | 20 | 6  | 4 | 10 | 11   |
| 1947 | Ленінград          | 1     | 19 | 10 | 1 | 8  | 14   |
| 1948 | Москва             | 6–9   | 18 | 5  | 4 | 9  | 9,5  |
| 1949 | Москва             | 8     | 19 | 7  | 4 | 8  | 11   |
| 1950 | Москва             | 1     | 17 | 8  | 2 | 7  | 11,5 |
| 1951 | Москва             | 1     | 17 | 9  | 2 | 6  | 12   |
| 1952 | Москва             | 10–11 | 19 | 5  | 5 | 9  | 9,5  |
| 1955 | Москва             | 7–8   | 19 | 7  | 4 | 8  | 11   |
| 1957 | Москва             | 2–3   | 21 | 8  | 2 | 11 | 13,5 |
| 1959 | Тбілісі            | 7–8   | 19 | 5  | 3 | 11 | 10,5 |
| 1961 | Баку               | 8–11  | 20 | 4  | 2 | 14 | 11   |
| 1965 | Таллінн            | 6     | 19 | 4  | 1 | 14 | 11   |
| 1973 | Москва             | 9–12  | 17 | 1  | 2 | 14 | 8    |

Загалом: упродовж 1940—1973 років зіграв у 14 першостях СРСР, тричі ставав чемпіоном. Результати у 263 партіях: +88 -40 =135; 59,1 % очок.

### Міжнародні турніри
Перелік основних міжнародних турнірів, у яких узяв участь:
| Рік  | Місце проведення                         | Місце | П  | +  | - | =  | О    |
| ---- | ---------------------------------------- | ----- | -- | -- | - | -- | ---- |
| 1935 | Таллінн                                  | 2     | 8  | 5  | 2 | 1  | 5,5  |
| 1935 | Гельсінкі                                | 2     | 8  | 6  | 1 | 1  | 6,5  |
| 1936 | Бад-Наугайм                              | 1–2   | 9  | 4  | 0 | 5  | 6,5  |
| 1936 | Дрезден                                  | 8–9   | 9  | 2  | 4 | 3  | 3,5  |
| 1936 | Зандвоорт                                | 3–4   | 11 | 5  | 3 | 3  | 6,5  |
| 1937 | Марґіт                                   | 1–2   | 9  | 6  | 0 | 3  | 7,5  |
| 1937 | Остенде                                  | 1–3   | 9  | 5  | 2 | 2  | 6    |
| 1937 | Прага                                    | 1     | 11 | 9  | 0 | 2  | 10   |
| 1937 | Відень                                   | 1     | 6  | 4  | 1 | 1  | 4,5  |
| 1937 | Кемері                                   | 4–5   | 17 | 8  | 2 | 7  | 11,5 |
| 1937 | Пярну                                    | 2–4   | 7  | 3  | 1 | 3  | 4,5  |
| 1937 | Земмерінґ — Баден                        | 1     | 14 | 6  | 2 | 6  | 9    |
| 1938 | Гастінґс                                 | 2–3   | 9  | 4  | 0 | 5  | 6,5  |
| 1938 | Ноордвейк                                | 2     | 9  | 4  | 0 | 5  | 6,5  |
| 1938 | Голландія (АВРО-турнір)                  | 1–2   | 14 | 3  | 0 | 11 | 8,5  |
| 1939 | Ленінград — Москва                       | 12–13 | 17 | 3  | 4 | 10 | 8    |
| 1939 | Марґіт                                   | 1     | 9  | 6  | 0 | 3  | 7,5  |
| 1939 | Буенос-Айрес                             | 1–2   | 11 | 7  | 1 | 3  | 8,5  |
| 1942 | Зальцбурґ                                | 2     | 10 | 4  | 2 | 4  | 6    |
| 1942 | Мюнхен                                   | 2     | 11 | 6  | 2 | 3  | 7,5  |
| 1943 | Прага                                    | 2     | 19 | 11 | 1 | 7  | 14,5 |
| 1943 | Познань                                  | 1     | 5  | 5  | 0 | 0  | 5    |
| 1943 | Зальцбурґ                                | 1–2   | 10 | 5  | 0 | 5  | 7,5  |
| 1943 | Мадрид                                   | 1     | 14 | 12 | 0 | 2  | 13   |
| 1944 | Лідкепінґ                                | 2     | 7  | 4  | 2 | 1  | 4,5  |
| 1947 | Москва                                   | 6–7   | 15 | 6  | 3 | 6  | 4,5  |
| 1948 | Гааґа — Москва (за титул чемпіона світу) | 3–4   | 20 | 8  | 7 | 5  | 10,5 |
| 1950 | Будапешт (претендентів)                  | 4     | 18 | 3  | 2 | 13 | 9,5  |
| 1950 | Щавно-Здруй                              | 1     | 19 | 11 | 1 | 7  | 14,5 |
| 1952 | Будапешт                                 | 1     | 17 | 10 | 2 | 5  | 12,5 |
| 1953 | Цюрих (претендентів)                     | 2–4   | 28 | 8  | 4 | 16 | 16   |
| 1955 | Гастінґс                                 | 1–2   | 9  | 6  | 1 | 2  | 7    |
| 1955 | Ґетеборґ (міжзональний)                  | 2     | 20 | 9  | 2 | 9  | 13,5 |
| 1956 | Москва                                   | 7–8   | 15 | 4  | 2 | 9  | 8,5  |
| 1956 | Амстердам (претендентів)                 | 2     | 18 | 3  | 1 | 14 | 10   |
| 1957 | Мар-дель-Плата                           | 1     | 17 | 13 | 0 | 4  | 15   |
| 1957 | Сантьяґо                                 | 1     | 7  | 5  | 0 | 2  | 6    |
| 1958 | Гастінґс                                 | 1     | 9  | 7  | 1 | 1  | 7,5  |
| 1959 | Цюрих                                    | 3–4   | 15 | 7  | 1 | 7  | 7,5  |
| 1959 | Югославія (претендентів)                 | 2     | 28 | 15 | 6 | 7  | 18,5 |
| 1960 | Стокгольм                                | 3     | 9  | 6  | 1 | 2  | 7    |
| 1961 | Цюрих                                    | 1     | 11 | 7  | 0 | 4  | 9    |
| 1961 | Блед                                     | 3–4   | 19 | 7  | 1 | 11 | 12,5 |
| 1962 | Кюрасао (претендентів)                   | 2–3   | 27 | 9  | 2 | 16 | 17   |
| 1963 | Лос-Анджелес                             | 1–2   | 14 | 6  | 3 | 5  | 8,5  |
| 1963 | Москва                                   | 6–7   | 15 | 5  | 3 | 7  | 8,5  |
| 1964 | Бевервейк                                | 1–2   | 15 | 8  | 0 | 7  | 11,5 |
| 1964 | Бкенос-Айрес                             | 1     | 17 | 9  | 1 | 7  | 12,5 |
| 1965 | Гастінґс                                 | 1     | 9  | 7  | 0 | 2  | 8    |
| 1965 | Маріанські Лазні                         | 1-2   | 15 | 7  | 0 | 8  | 11   |
| 1966 | Стокгольм                                | 1     | 9  | 7  | 0 | 2  | 8    |
| 1967 | Москва                                   | 9-12  | 17 | 2  | 2 | 13 | 8,5  |
| 1967 | Вінніпеґ                                 | 3-4   | 9  | 2  | 0 | 7  | 5,5  |
| 1968 | Бамберґ                                  | 1     | 15 | 9  | 0 | 6  | 12   |
| 1969 | Вейк-ан-Зеє                              | 2-3   | 15 | 6  | 1 | 8  | 10   |
| 1969 | Таллінн                                  | 2-3   | 13 | 5  | 0 | 8  | 9    |
| 1969 | Любачовіце                               | 2     | 15 | 7  | 1 | 7  | 5,5  |
| 1970 | Будапешт                                 | 1     | 15 | 5  | 0 | 10 | 10   |
| 1971 | Таллінн                                  | 1-2   | 15 | 8  | 0 | 7  | 11,5 |
| 1971 | Амстердам                                | 2-4   | 15 | 4  | 1 | 10 | 9    |
| 1972 | Сараєво                                  | 3-5   | 15 | 4  | 0 | 7  | 9,5  |
| 1972 | Сан-Антоніо                              | 5     | 15 | 6  | 2 | 7  | 9,5  |
| 1973 | Таллінн                                  | 3-6   | 15 | 6  | 3 | 6  | 9    |
| 1973 | Дортмунд                                 | 6-7   | 15 | 3  | 1 | 11 | 8,5  |
| 1973 | Петрополіс                               | 12-13 | 17 | 3  | 4 | 10 | 8    |
| 1975 | Таллінн                                  | 1     | 15 | 6  | 0 | 9  | 10,5 |
| 1975 | Ванкувер                                 | 1     | 10 | 7  | 0 | 3  | 8,5  |

Загалом: упродовж 1935—1975 років зіграв на 67 міжнародних турнірах у 23 державах, де здобув 29 перших (або поділених перших) місць. Провів 909 партій: +413 -89 =407. Набрав 67,8 % можливих очок.

### Шахові олімпіади
Перелік шахових олімпіад, у яких узяв участь (до Другої світової виступав за Естонію, потім — за СРСР):
| Рік  | Місце проведення         | Шах | МК | МІ | П  | +  | - | = | О    |
| ---- | ------------------------ | --- | -- | -- | -- | -- | - | - | ---- |
| 1935 | Варшава                  | 1   | 11 | 5  | 19 | 11 | 5 | 3 | 12,5 |
| 1936 | Мюнхен (не визнана ФІДЕ) | 1   | 10 | 1  | 20 | 12 | 1 | 7 | 15,5 |
| 1937 | Стокгольм                | 1   | 7  | 2  | 15 | 9  | 2 | 4 | 11   |
| 1939 | Буенос-Айрес             | 1   | 3  | 5  | 19 | 12 | 2 | 5 | 14,5 |
| 1952 | Гельсінкі                | 1   | 1  | 10 | 12 | 3  | 2 | 7 | 6,5  |
| 1954 | Амстердам                | 4   | 1  | 1  | 14 | 13 | 0 | 1 | 13,5 |
| 1956 | Москва                   | 3   | 1  | 1  | 12 | 7  | 0 | 5 | 9,5  |
| 1958 | Мюнхен                   | 3   | 1  | 1  | 12 | 7  | 0 | 5 | 9,5  |
| 1960 | Лейпциг                  | 3   | 1  | 1  | 13 | 8  | 0 | 5 | 10,5 |
| 1962 | Варна                    | 4   | 1  | 3  | 13 | 6  | 0 | 7 | 9,5  |
| 1964 | Тель-Авів                | 4   | 1  | 1  | 12 | 9  | 1 | 2 | 10   |

Загалом: 10 офіційних і один неофіційний турнір, 7 золотих і одна бронзова медаль. В індивідуальному заліку 6 разів (5 в офіційних турнірах) показував найкращий результат, один раз — другий і один раз — третій результат на своїй шахівниці. Результати (у дужках — із урахуванням олімпіади 1936): 141 (161) партія, +85 (97), -12 (13), =44 (51), 107 (122,5) очок, 75,9 (76,1)% набраних очок.

### Міжнародні матчі та командні першості
Перелік міжнародних матчів і командних першостей за участю Кереса:
| Рік  | Матч/турнір                         | Суперник      | П  | + | - | = | О   |
| ---- | ----------------------------------- | ------------- | -- | - | - | - | --- |
| 1937 | Естонія — Литва                     | Мікенас       | 2  | 1 | 0 | 1 | 1,5 |
| 1938 | Естонія — Латвія                    | Петровс       | 2  | 0 | 1 | 1 | 0,5 |
| 1938 | Студент. турнір Балтії та Фінляндії |               | 3  | 2 | 1 | 0 | 2   |
| 1938 | Естонія — Фінляндія                 | Сало          | 2  | 2 | 0 | 0 | 2   |
| 1938 | Тренувальний матч                   | Штальберґ     | 8  | 2 | 2 | 4 | 4   |
| 1939 | Естонія — Латвія                    | Петровс       | 2  | 2 | 0 | 0 | 2   |
| 1939 | Естонія — Литва                     | Мікенас       | 2  | 0 | 0 | 2 | 1   |
| 1940 |                                     | Ейве          | 14 | 6 | 5 | 3 | 7,5 |
| 1940 | Естонія — Литва                     | Мікенас       | 2  | 0 | 0 | 2 | 1   |
| 1937 | Тренувальний матч                   | Екстрем       | 6  | 4 | 0 | 2 | 5   |
| 1946 | СРСР — Англія (радіоматч)           | Клайн         | 2  | 1 | 0 | 1 | 1,5 |
| 1946 | СРСР — США                          | Файн          | 2  | 1 | 0 | 1 | 1,5 |
| 1947 | Англія — СРСР                       | Александер    | 2  | 1 | 0 | 1 | 1,5 |
| 1954 | Аргентина — СРСР                    | Болбочан      | 4  | 1 | 1 | 2 | 2   |
| 1954 | Франція — СРСР                      | Тартаковер    | 4  | 1 | 1 | 2 | 2   |
| 1954 | США — СРСР                          | Пейві, Кевітц | 4  | 3 | 1 | 0 | 3   |
| 1954 | Англія — СРСР                       | Вейд          | 2  | 2 | 0 | 0 | 2   |
| 1954 | Швеція — СРСР                       | Штольц        | 2  | 2 | 0 | 0 | 2   |
| 1955 | СРСР — Югославія (матч-турнір)      |               | 7  | 3 | 0 | 4 | 5   |
| 1955 | СРСР — США                          | Р. Бірн       | 4  | 3 | 0 | 1 | 3,5 |
| 1956 | СРСР — Югославія (матч-турнір)      |               | 7  | 2 | 1 | 4 | 4   |
| 1956 |                                     | Унцікер       | 8  | 4 | 0 | 4 | 6   |
| 1957 | СРСР — Югославія (матч-турнір)      |               | 5  | 1 | 0 | 4 | 3   |
| 1957 | Естонія — Угорщина                  | Барца         | 2  | 0 | 2 | 0 | 0   |
| 1957 | Чемпіонат Європи                    |               | 5  | 1 | 0 | 4 | 3   |
| 1958 | СРСР — Югославія                    | Глігорич      | 4  | 1 | 1 | 2 | 2   |
| 1959 | Естонія — Фінляндія                 | Оянен         | 2  | 0 | 0 | 2 | 1   |
| 1960 | Естонія — Фінляндія                 | Оянен         | 2  | 1 | 0 | 1 | 1,5 |
| 1960 | Матч-турнір СРСР — ФРН              |               | 7  | 4 | 0 | 3 | 5,5 |
| 1960 | Туніс                               |               | 2  | 2 | 0 | 0 | 2   |
| 1960 | Італія                              |               | 1  | 1 | 0 | 0 | 1   |
| 1961 | Чемпіонат Європи                    |               | 8  | 4 | 0 | 4 | 6   |
| 1961 | СРСР — Югославія (матч-турнір)      |               | 5  | 1 | 1 | 3 | 2,5 |
| 1962 | Естонія — Фінляндія                 | Оянен         | 2  | 2 | 0 | 0 | 2   |
| 1962 | За 2-ге м. турніру претендентів     | Геллер        | 8  | 2 | 1 | 5 | 4,5 |
| 1963 | Естонія — Фінляндія                 | Оянен         | 2  | 2 | 0 | 0 | 2   |
| 1964 | Естонія — Фінляндія                 | Беек          | 2  | 1 | 0 | 1 | 1,5 |
| 1965 | матч претендентів (1/4)             | Спаський      | 10 | 2 | 4 | 4 | 4   |
| 1966 | СРСР — Югославія (матч-турнір)      |               | 4  | 0 | 0 | 4 | 2   |
| 1966 | Естонія — Фінляндія                 | Оянен         | 2  | 2 | 0 | 0 | 2   |
| 1968 | Естонія — Фінляндія                 | Вестерінен    | 2  | 0 | 0 | 2 | 1   |
| 1969 | Естонія — Болгарія                  | Бобоцов       | 2  | 0 | 0 | 2 | 1   |
| 1969 | Естонія — Фінляндія                 | Вестерінен    | 2  | 1 | 0 | 1 | 1,5 |
| 1970 | СРСР — решта світу                  | Івков         | 4  | 2 | 0 | 2 | 3   |
| 1970 | Естонія — Болгарія                  | Бобоцов       | 2  | 0 | 0 | 2 | 1   |
| 1970 | Чемпіонат Європи                    |               | 5  | 5 | 0 | 0 | 5   |

Загалом: 46 міжнародних матчів і командних чемпіонатів, 179 партій (+78 -21 =80), 65,9 % можливих очок.